# Liste des églises de Venise

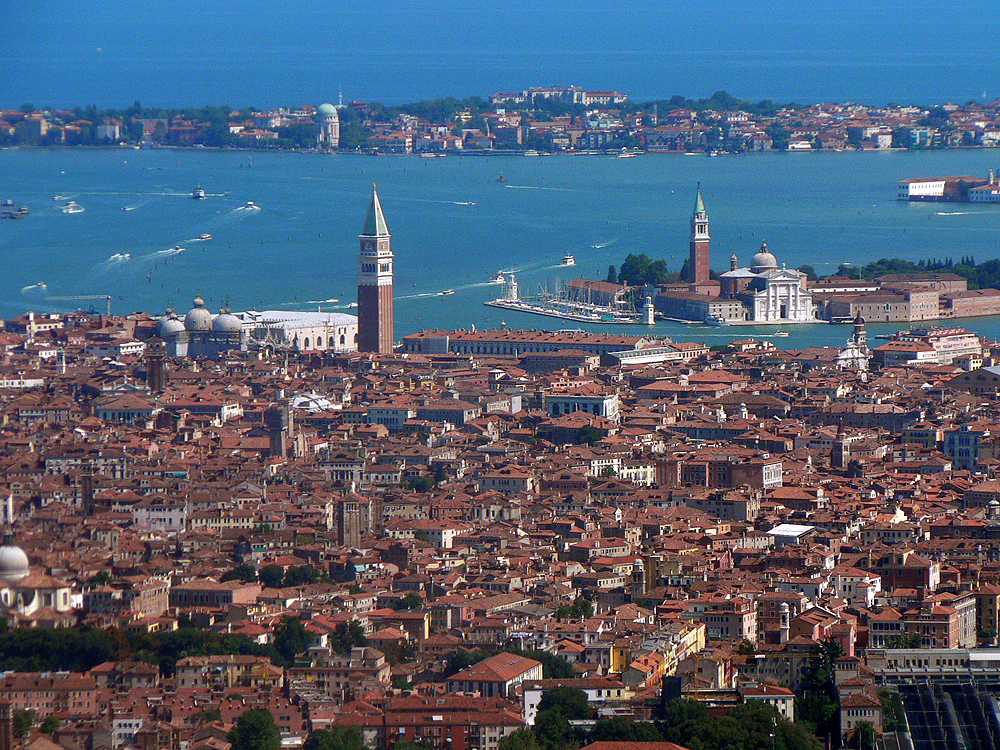
Vue de Venise depuis le nord du centre historique, en regardant vers le sud-est. La basilique Saint-Marc est visible au centre de la photographie ; les clochers de nombreuses autres églises peuvent également être distingués.

Cet article recense les églises de Venise, en Italie.

## Généralités
Venise comporte de nombreux édifices religieux chrétiens. Le centre de Venise (regroupant les principales îles de la commune) comporte plus de quatre-vingts églises. Près de vingt autres édifices sont disséminés sur les autres îles de la lagune, portant le total à plus d'une centaine d'églises.
La quasi-totalité de ces églises sont catholiques, dont une catholique arménienne, Santa Croce degli Armeni. Il existe également deux monastères, San Francesco del Deserto (ordre franciscain, catholique) et San Lazzaro degli Armeni (ordre mékhitariste, catholique arménien). Une église est orthodoxe, San Giorgio dei Greci. Il existe trois lieux de cultes protestants, l'église luthérienne de Venise, l'Église anglicane Saint-Georges de Venise et l'église vaudoise de Venise, avec son foyer Foresteria Valdese Venezia,.
Par ailleurs, au sujet des édifices non-chrétiens, le ghetto de Venise a compté jusqu'à neuf synagogues ; il n'en reste actuellement plus que cinq.
La liste suivante recense les églises en les regroupant par paroisse et vicariat. Les églises paroissiales sont mentionnées en gras.
Chaque entrée mentionne la traduction en français de son nom, ainsi que le nom complet en italien. Certaines églises détruites ou déconsacrées sont également mentionnées.

## Liste

### Vicariat San Marco - Castello

#### San Marco

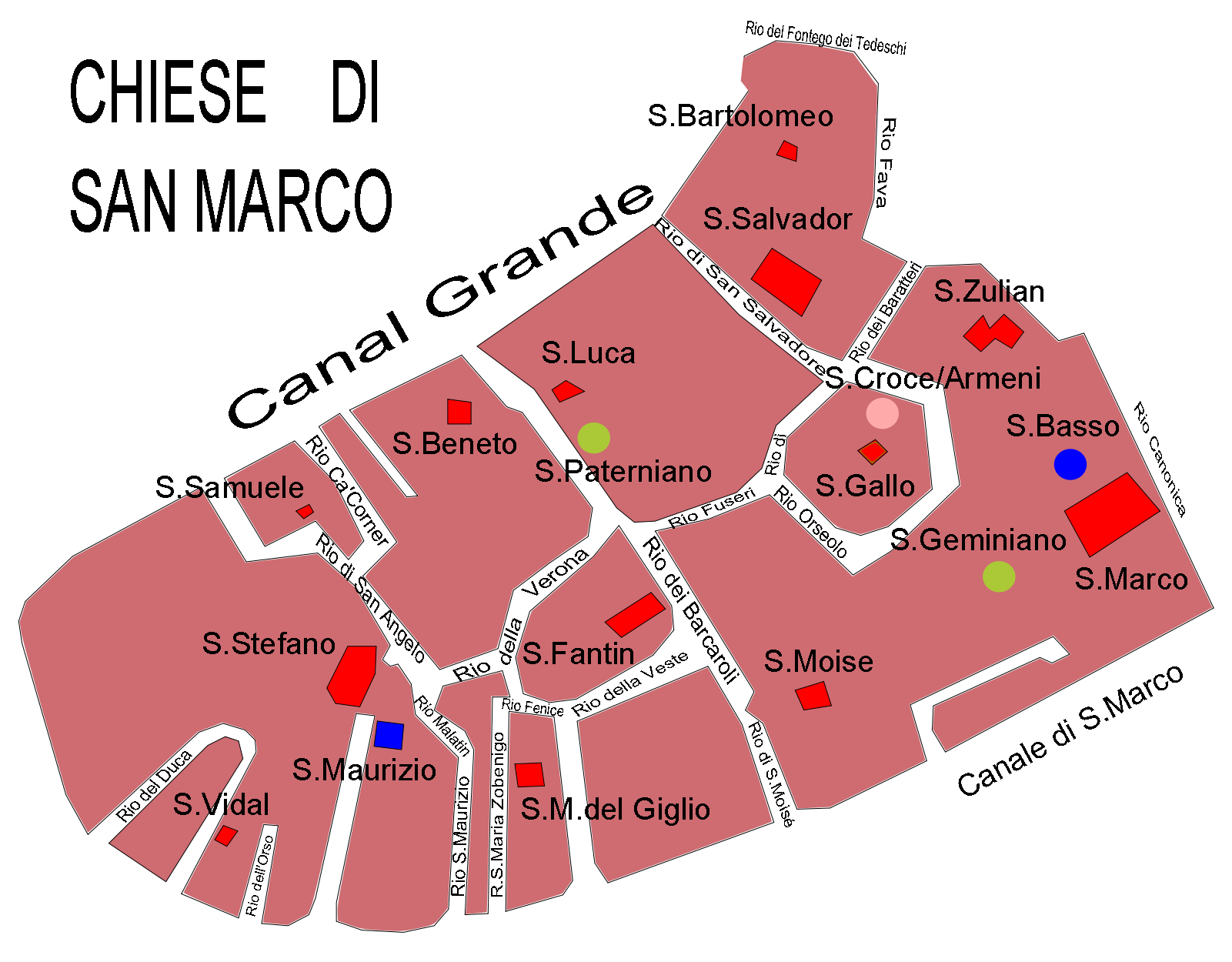
Églises catholiques existantes.
Églises déconsacrées.
Èglises non catholiques.
Églises détruites.

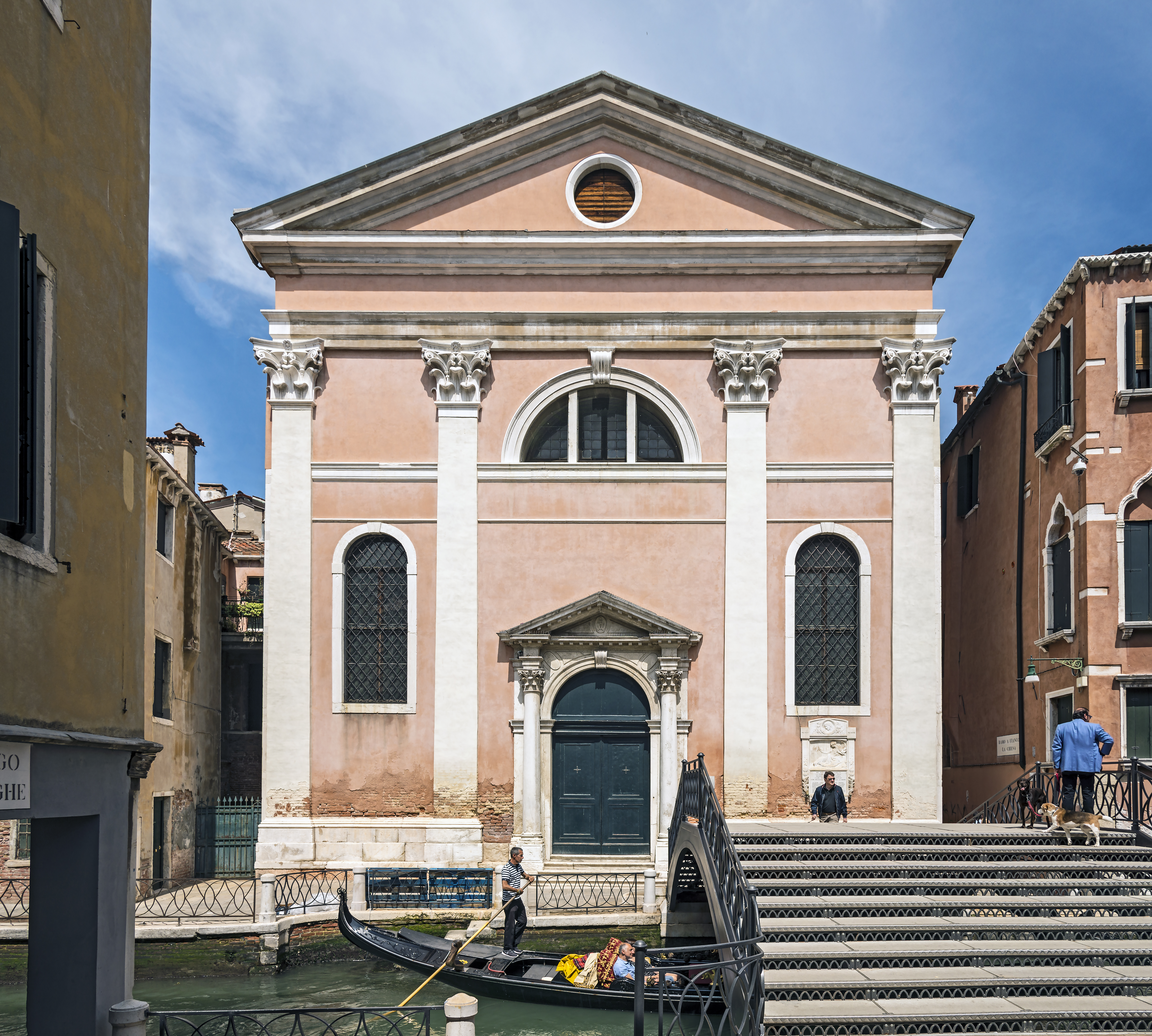
Église Saint-Luc-Évangéliste (chiesa di San Luca Evangelista, 1050)
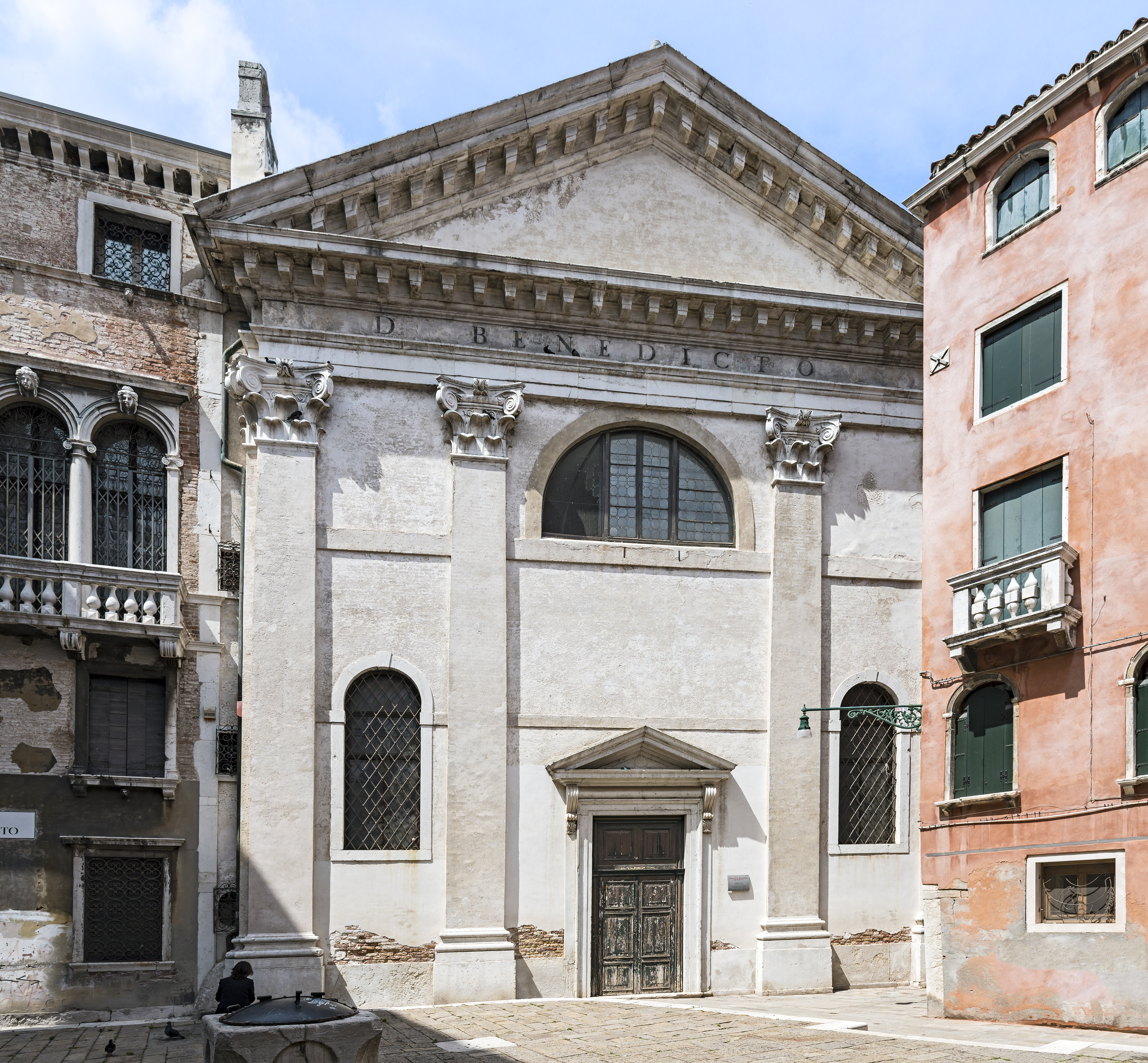
Église Saint-Beneto (chiesa di San Benedetto, 1005)
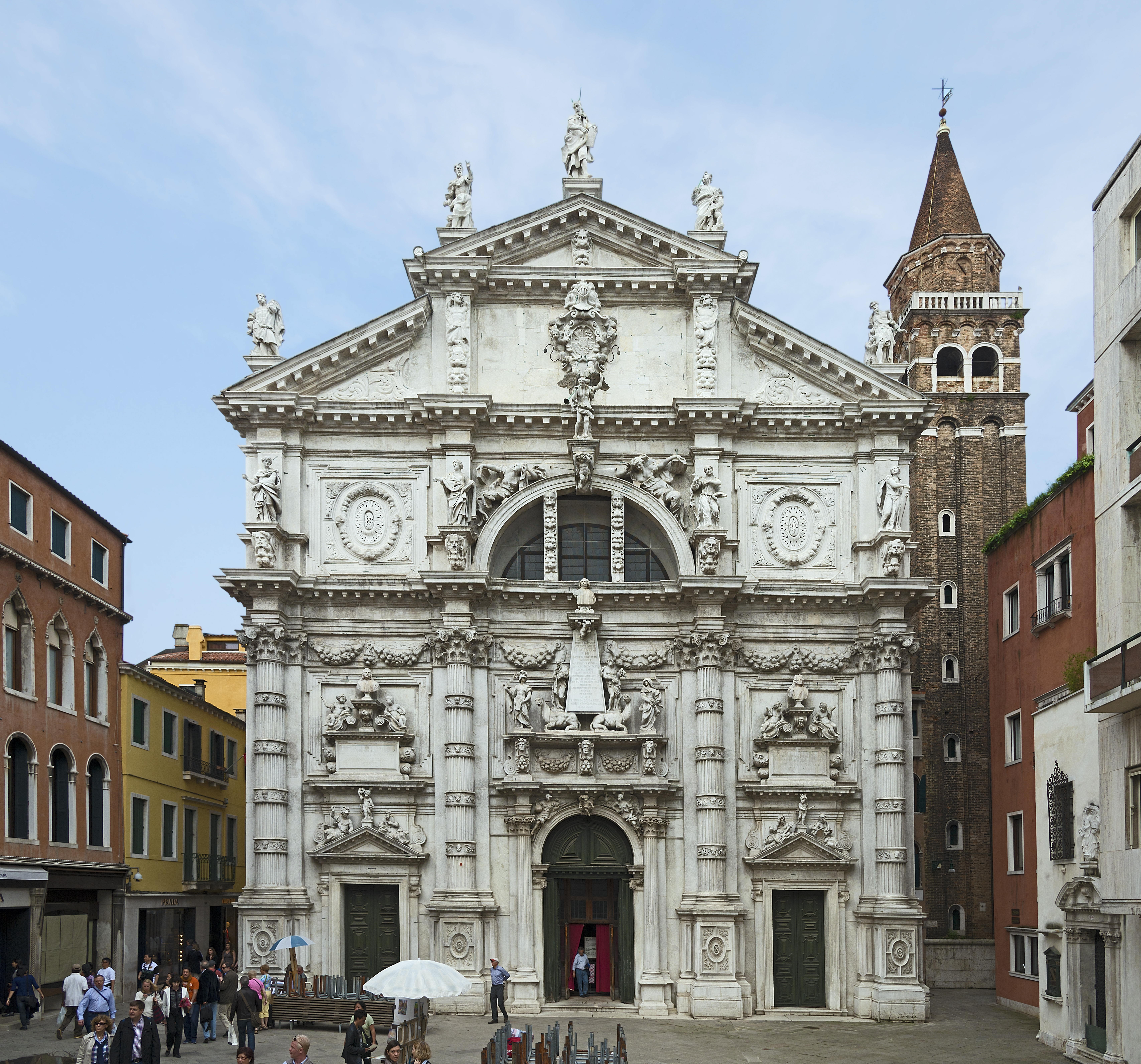
Église Saint-Moïse (chiesa di San Mosè, ou San Moisè Profeta, 750)
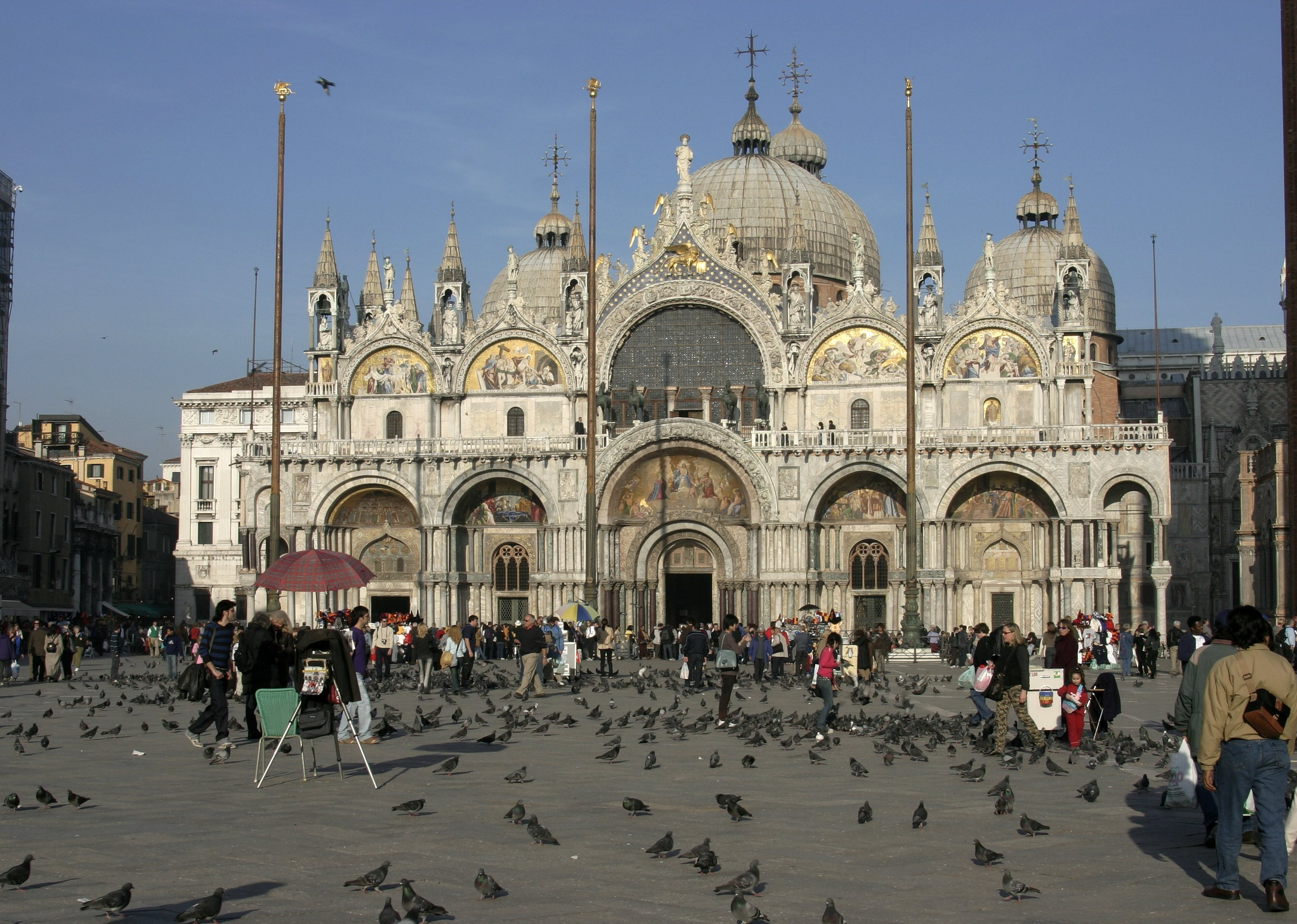
Basilique Saint-Marc (basilica di San Marco Evangelista, 828)
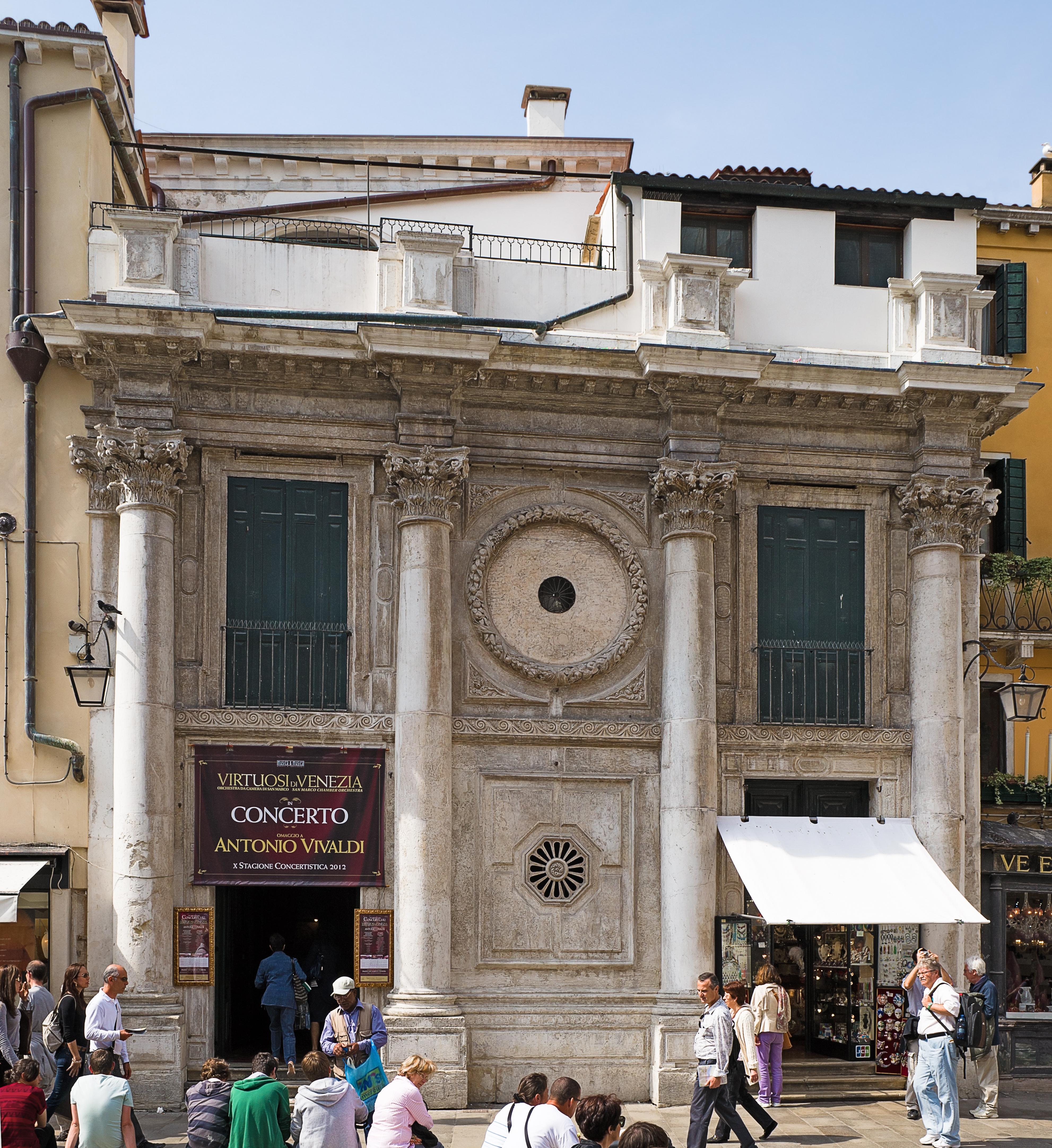
Église Saint-Basso (it) (chiesa di San Basso, 1073, déconsacrée)
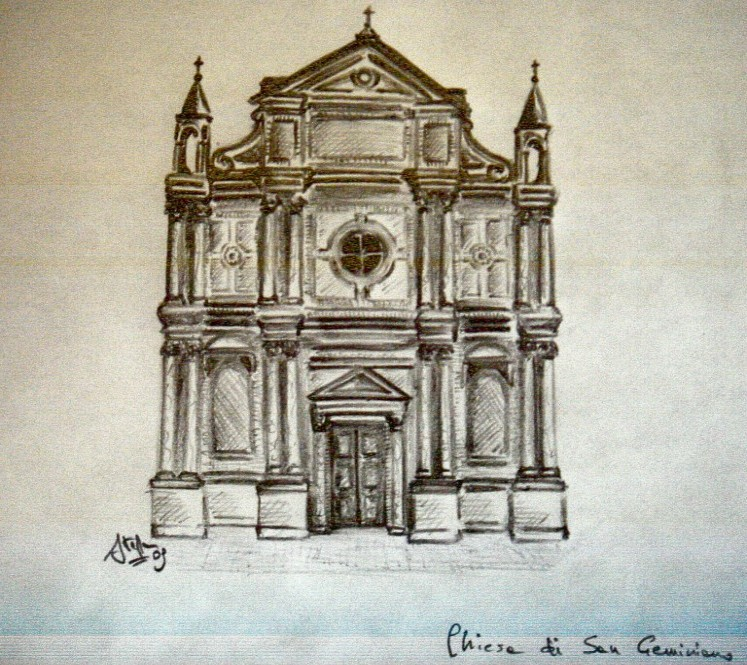
Église Saint-Geminiano (chiesa di San Geminiano, ca.800-1807, détruite)
Oratoire Saint-Gall (chiesa di San Gallo, 1581)
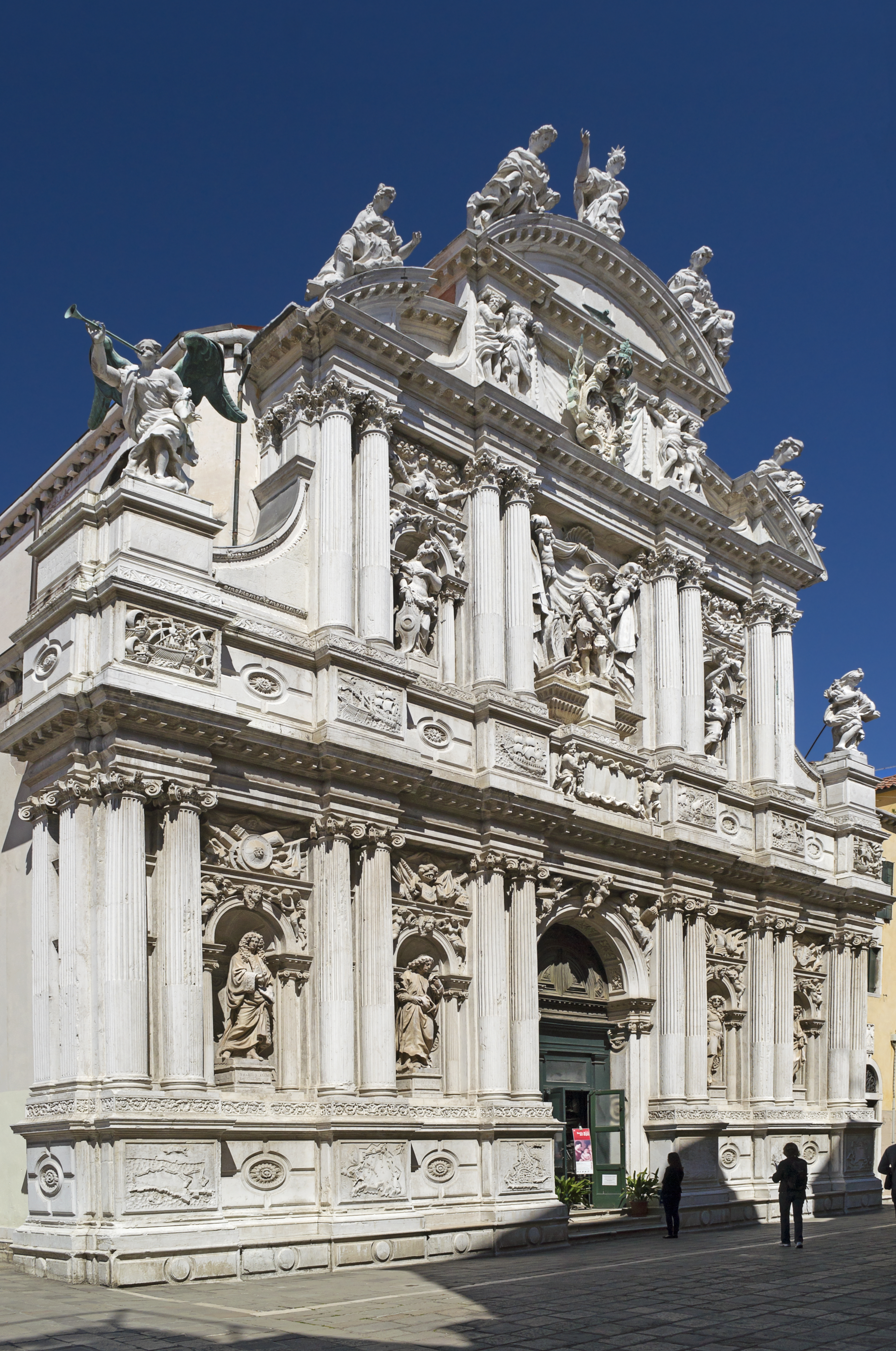
Église Sainte-Marie-du-Lys  (chiesa di Santa Maria del Giglio, ou chiesa di Santa Maria Zobenigo, 850)
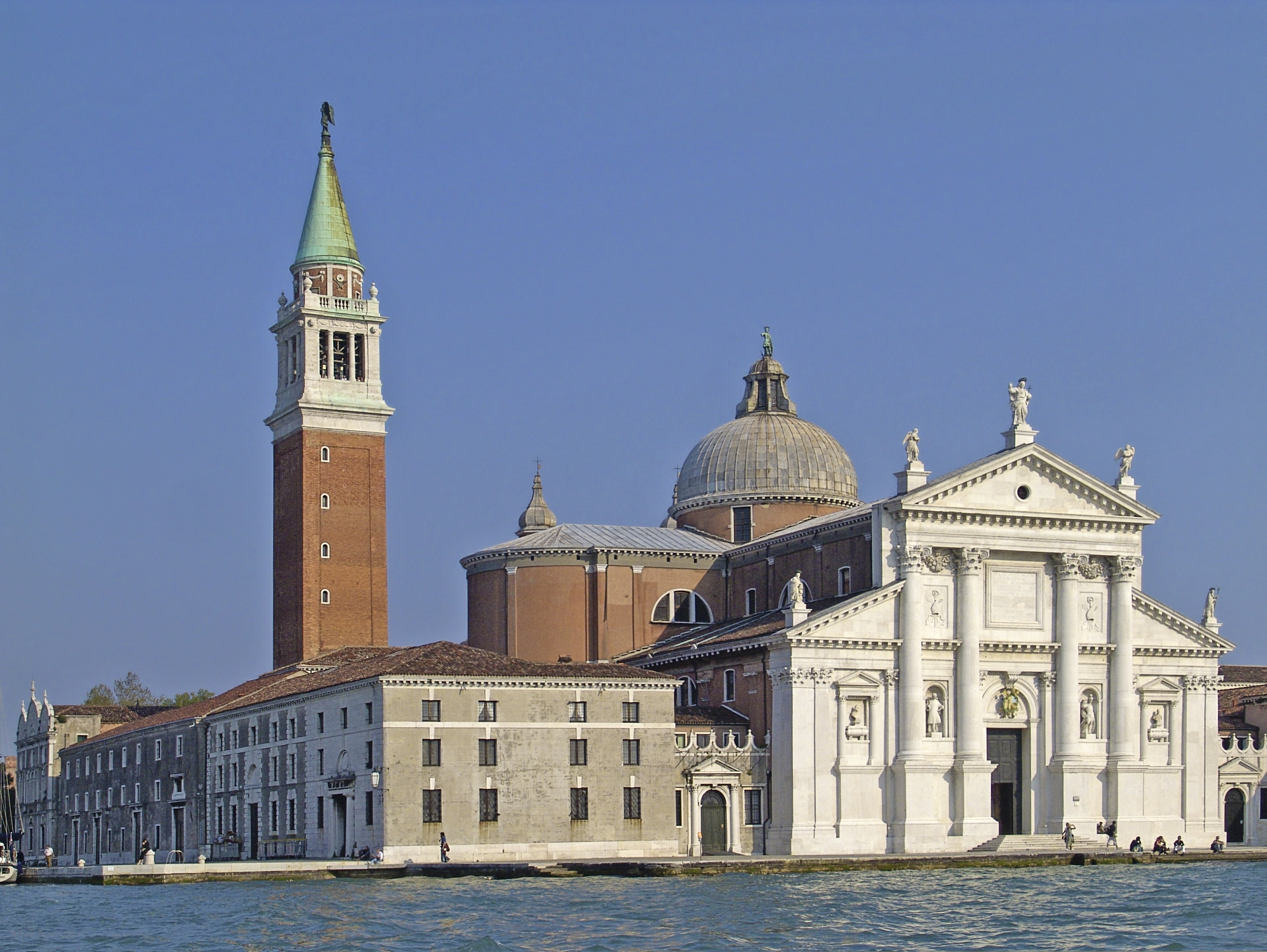
Basilique Saint-Georges-Majeur (basilica di San Giorgio Maggiore, 1566)
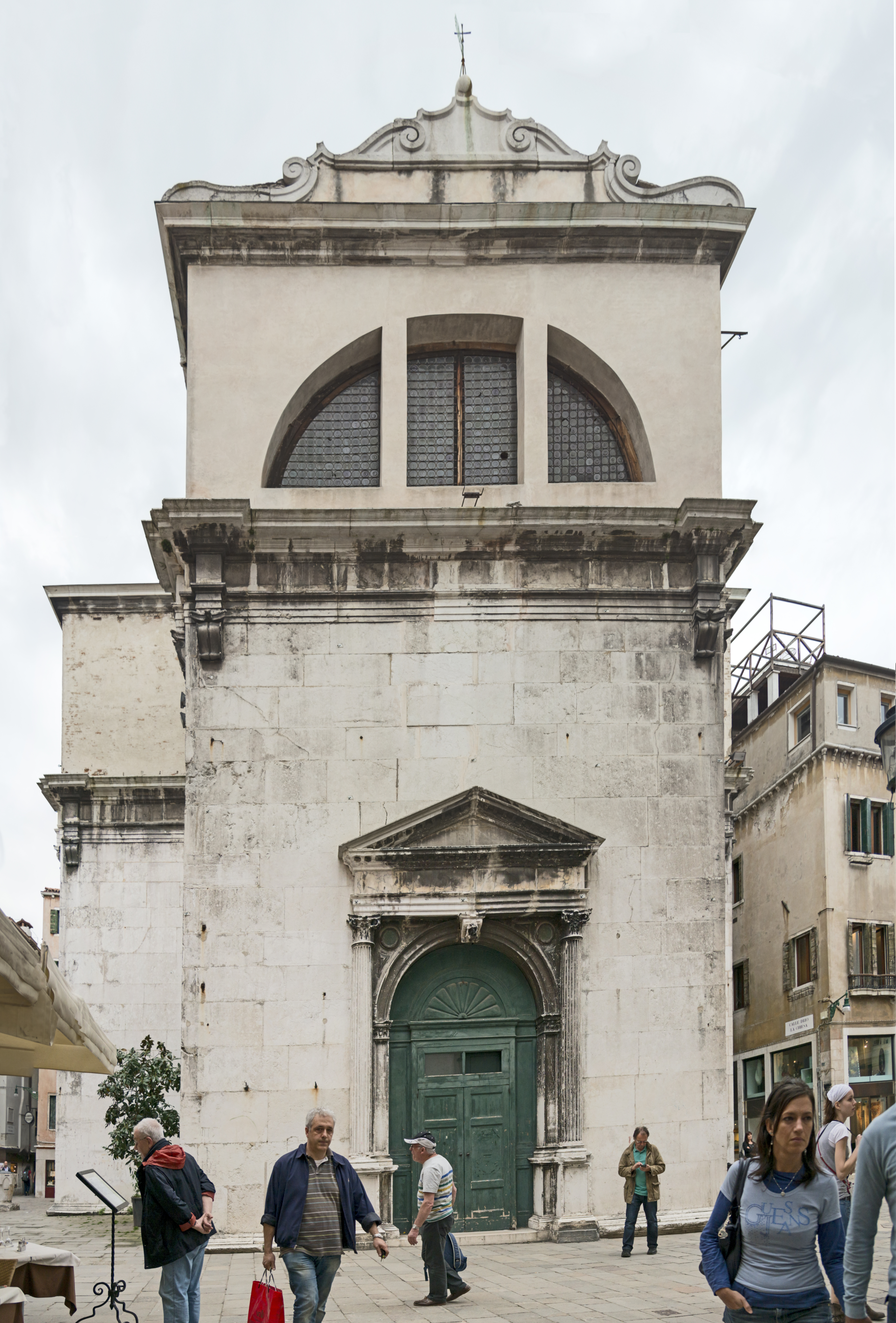
Église Saint-Fantin (chiesa di San Fantin, 650)
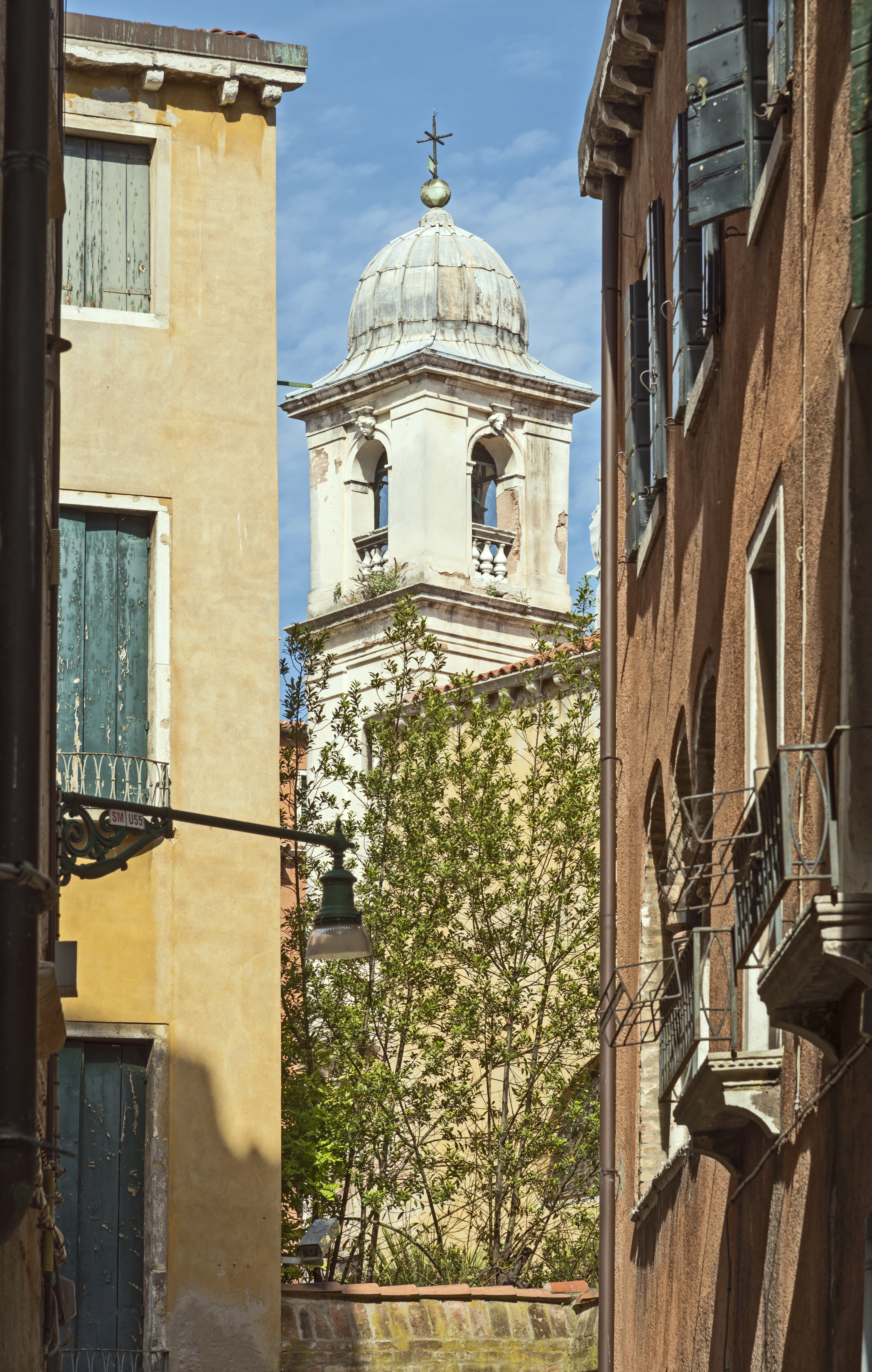
Église Sainte-Croix-des-Arméniens  (chiesa di Santa Croce degli Armeni, 1451, catholique arménienne)
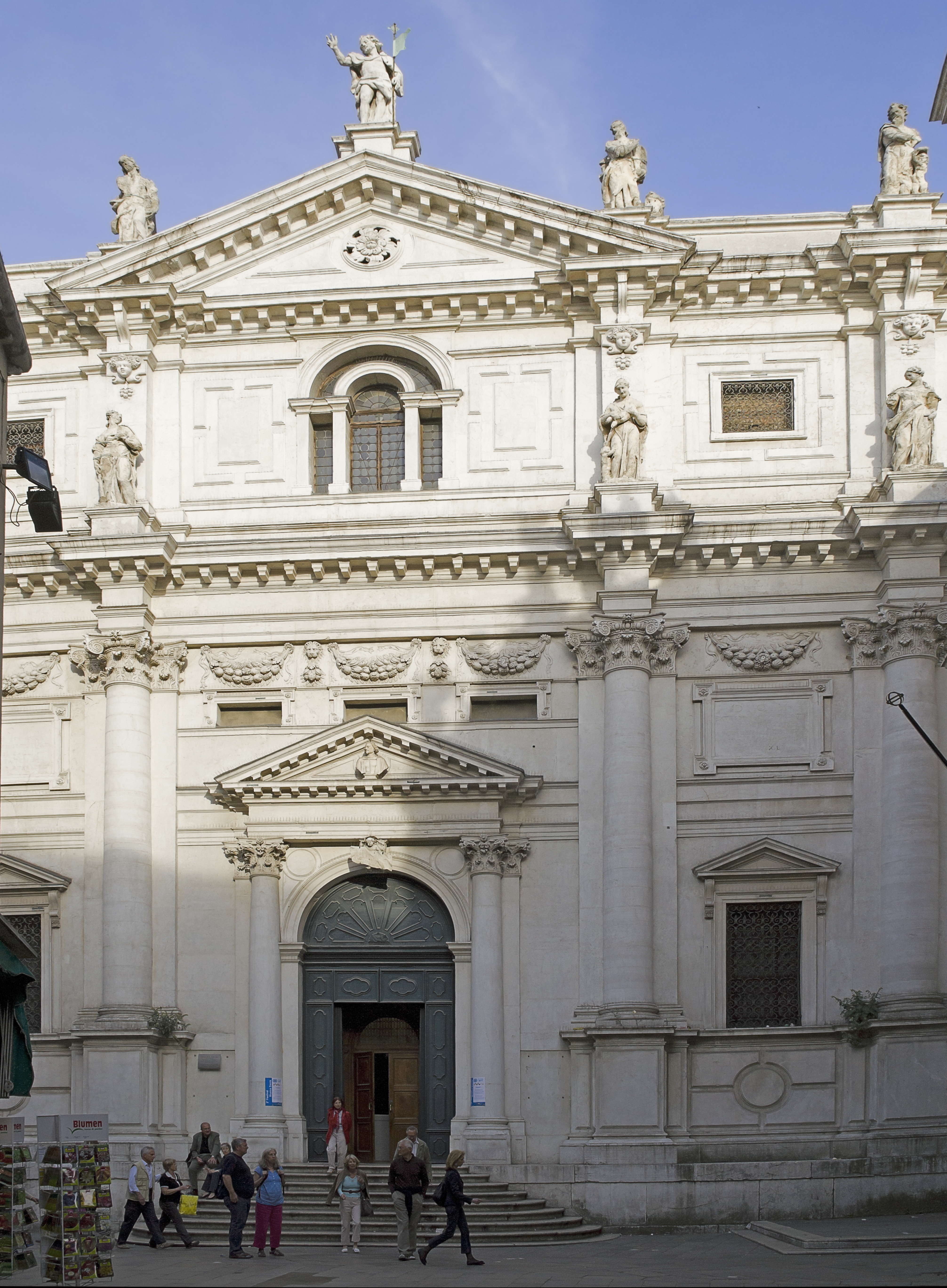
Église Saint-Sauveur (chiesa di San Salvador, 650)
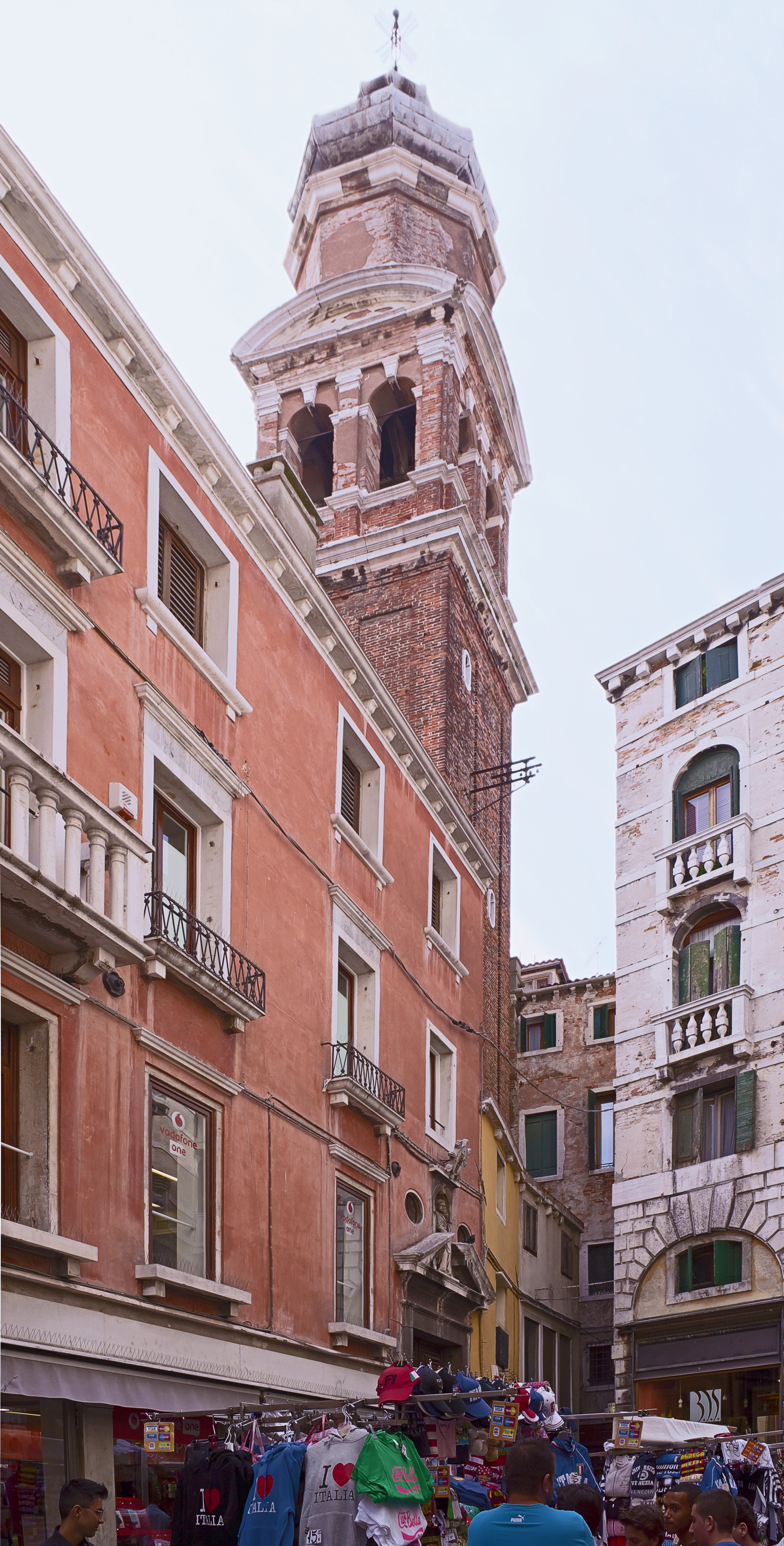
Église Saint-Bartholomée (chiesa di San Bartolomeo, 1170)
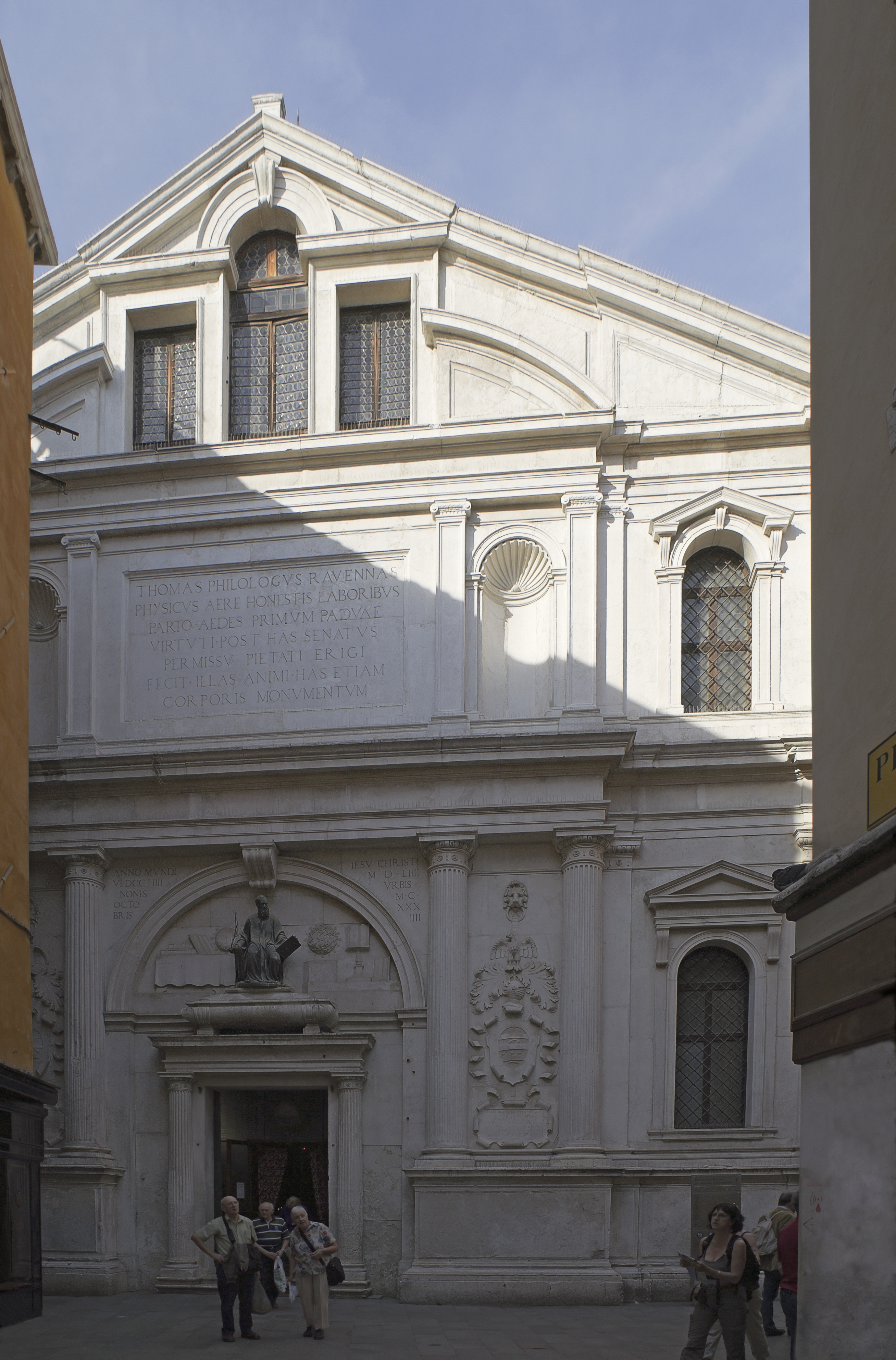
Église Saint-Zulian (chiesa di San Zulian ou San Giuliano, 850)
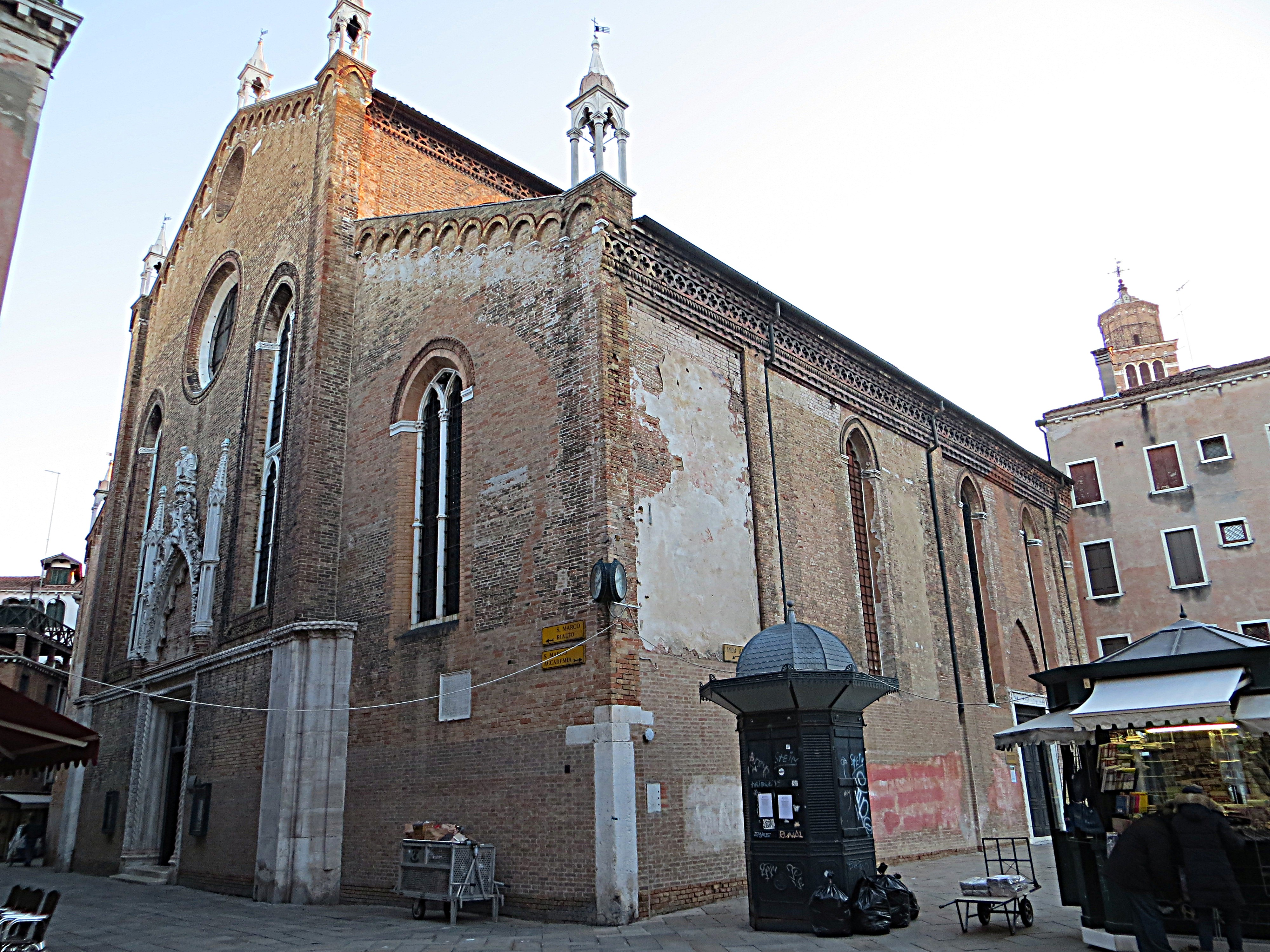
Église Saint-Stéphane (chiesa di Santo Stefano Protomartire, 1250)
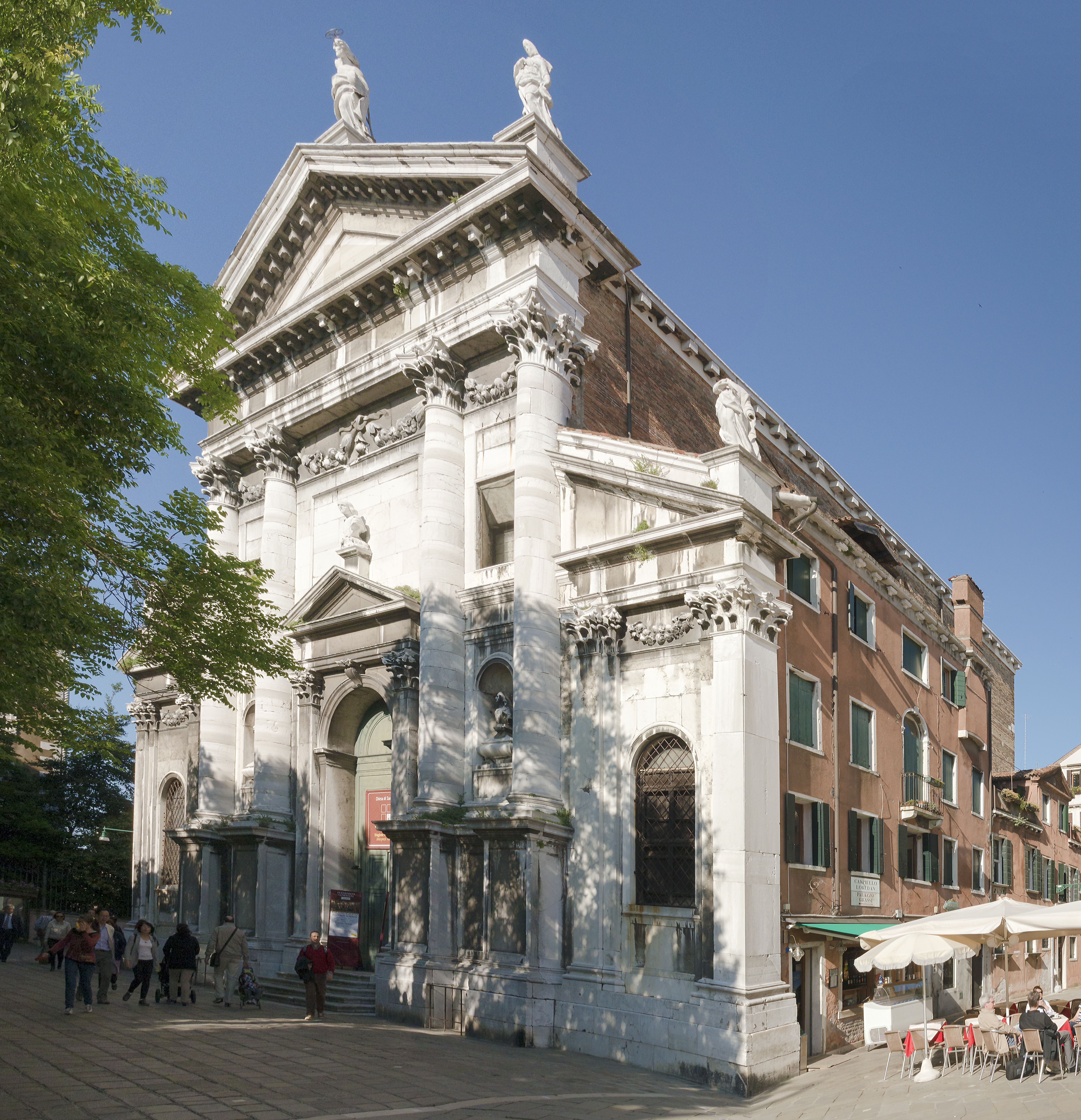
Église Saint-Vidal (chiesa di San Vidal, 1050)
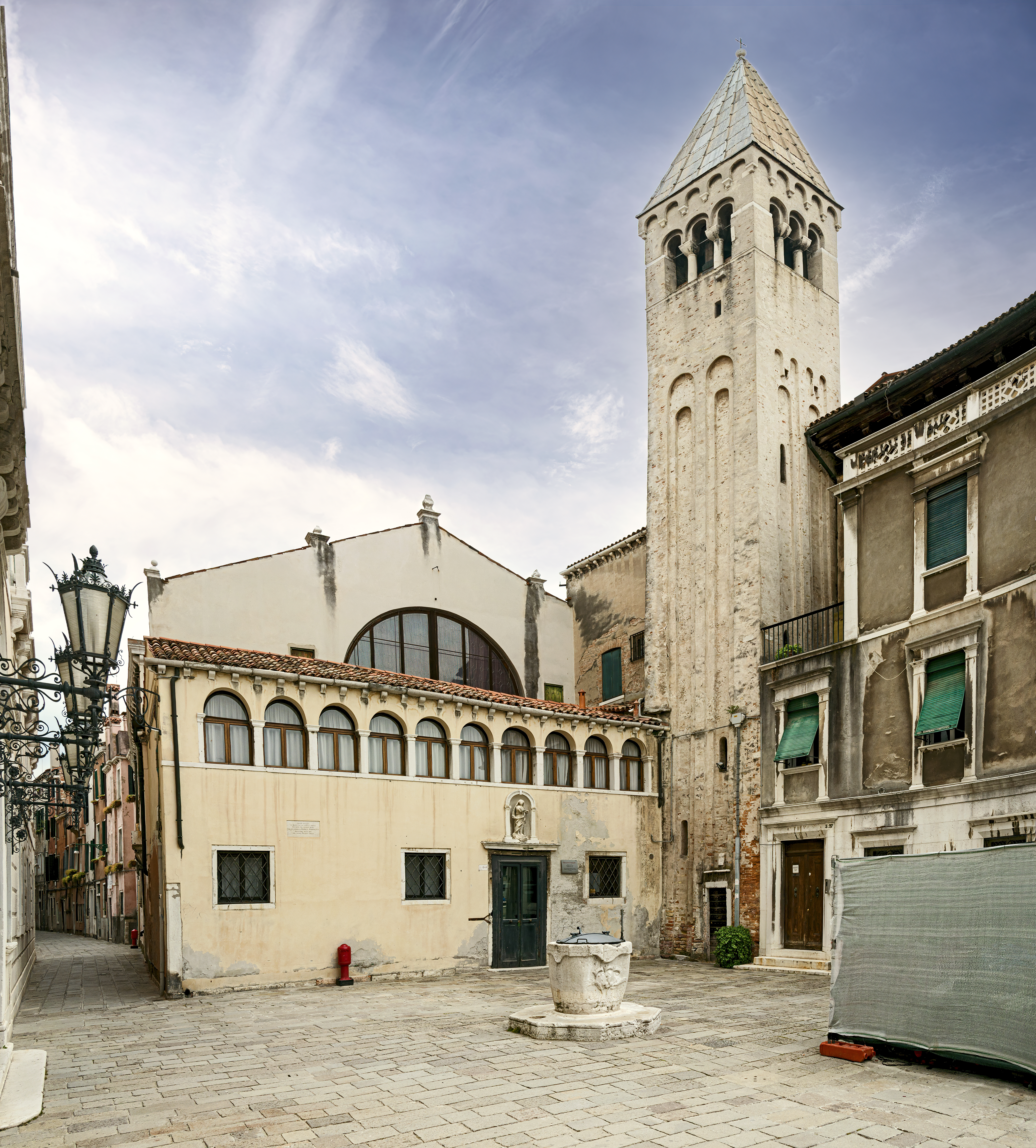
Église Saint-Samuel (chiesa di San Samuele Profeta, 1008)
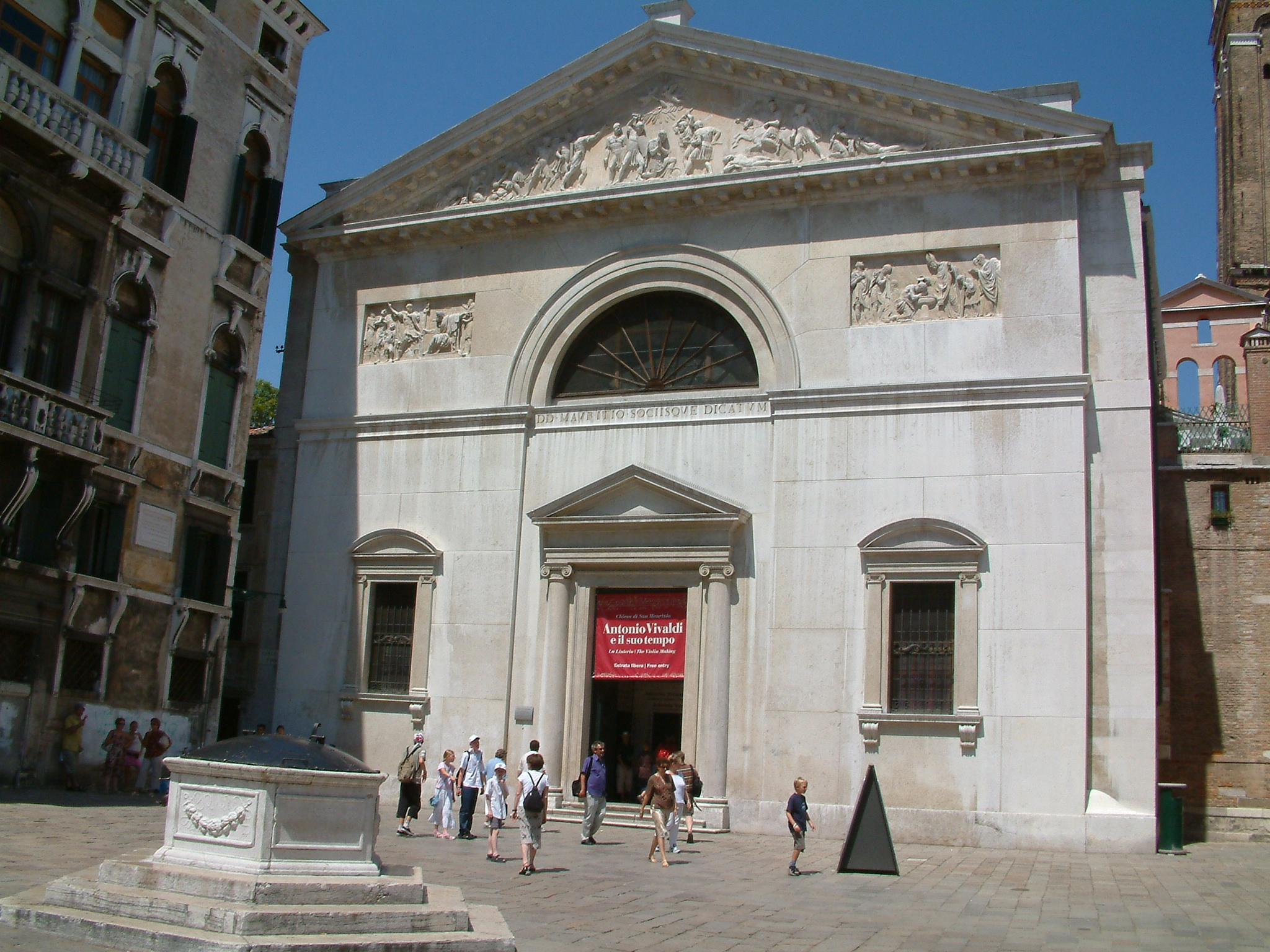
Église Saint-Maurice (chiesa di San Maurizio, 1590, déconsacrée)
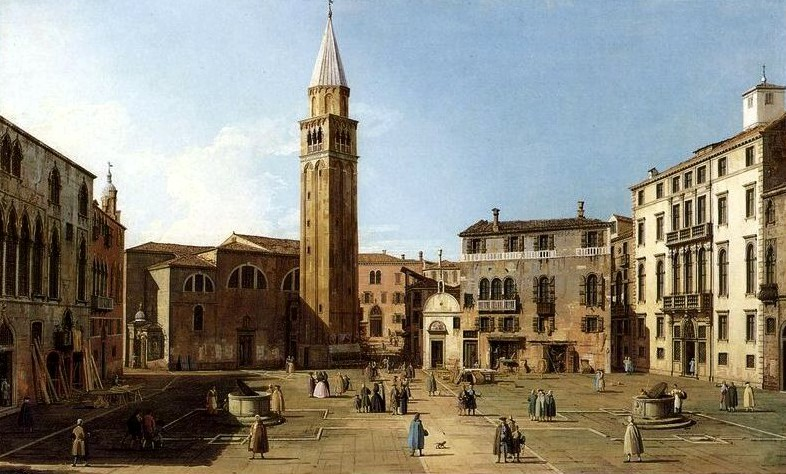
Église Saint-Michel-Archange (it) (chiesa di San Michele Arcangelo ou di Sant'Angelo, 920-1837, détruite)
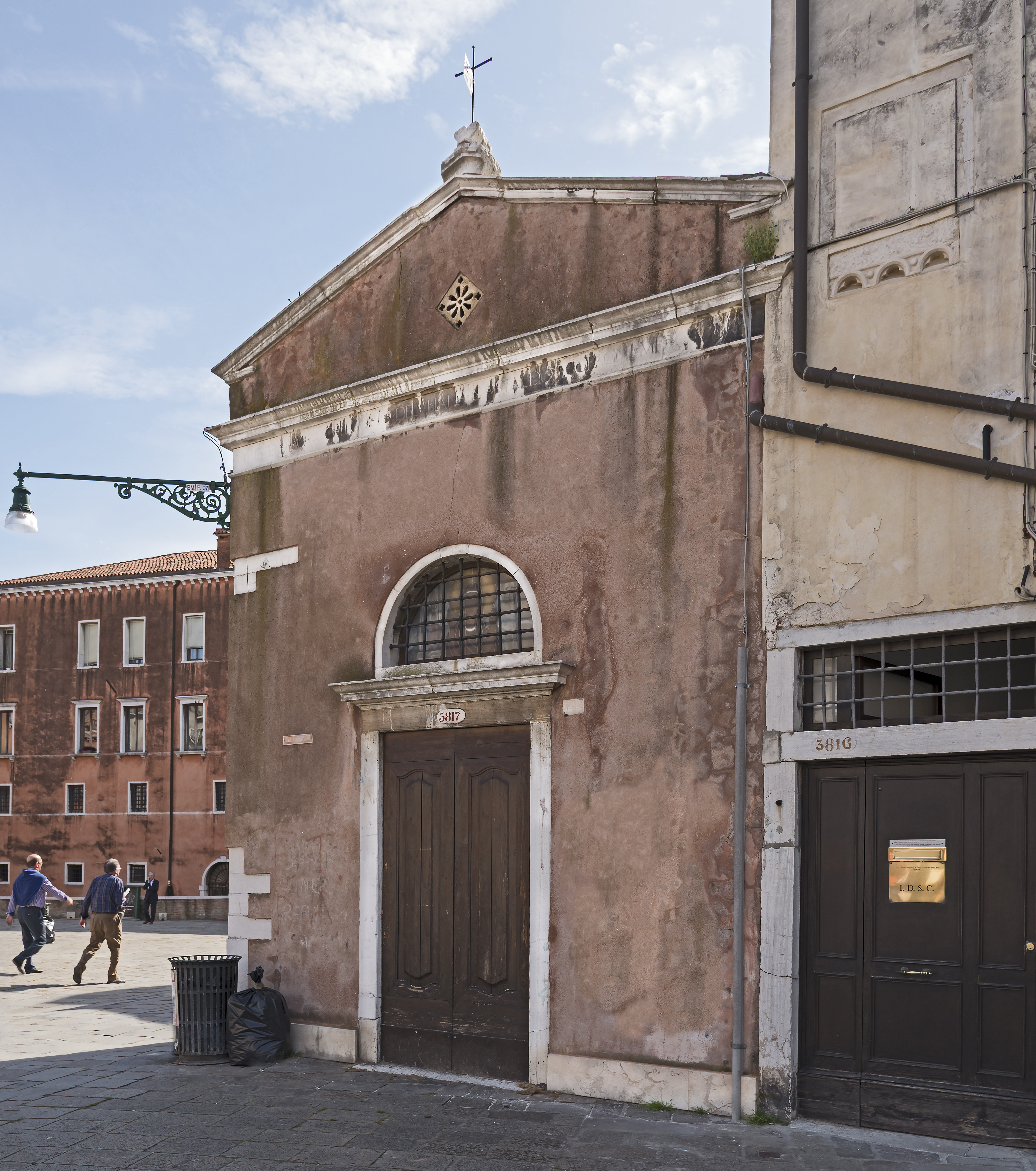
Oratoire Saint-Ange des Boiteux (oratorio di Sant'Angelo degli Zoppi, 1069)

#### Castello
Basiliques

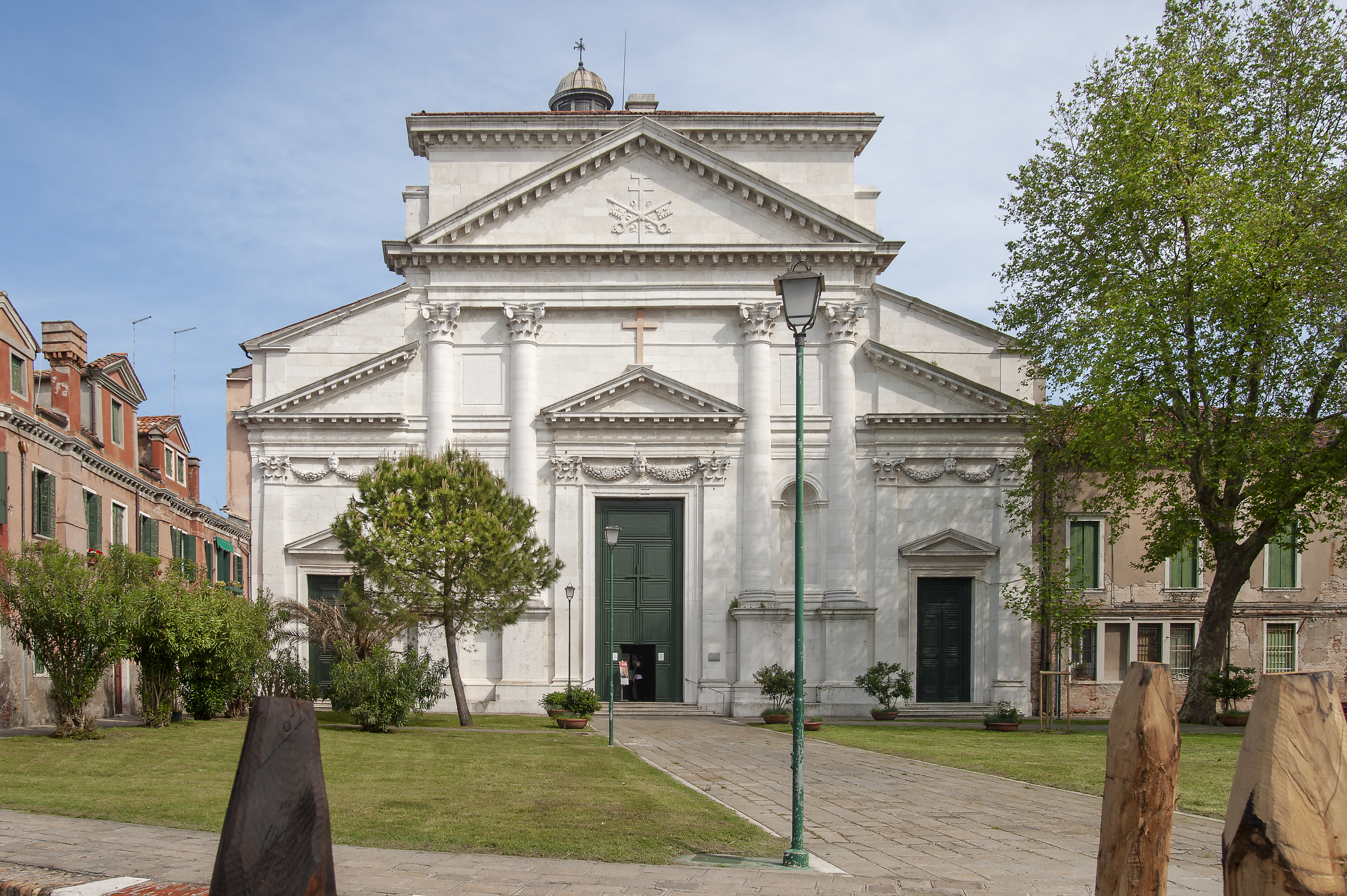
Basilique de Saint-Pierre de Castello (Basilica di San Pietro Apostolo, 650)
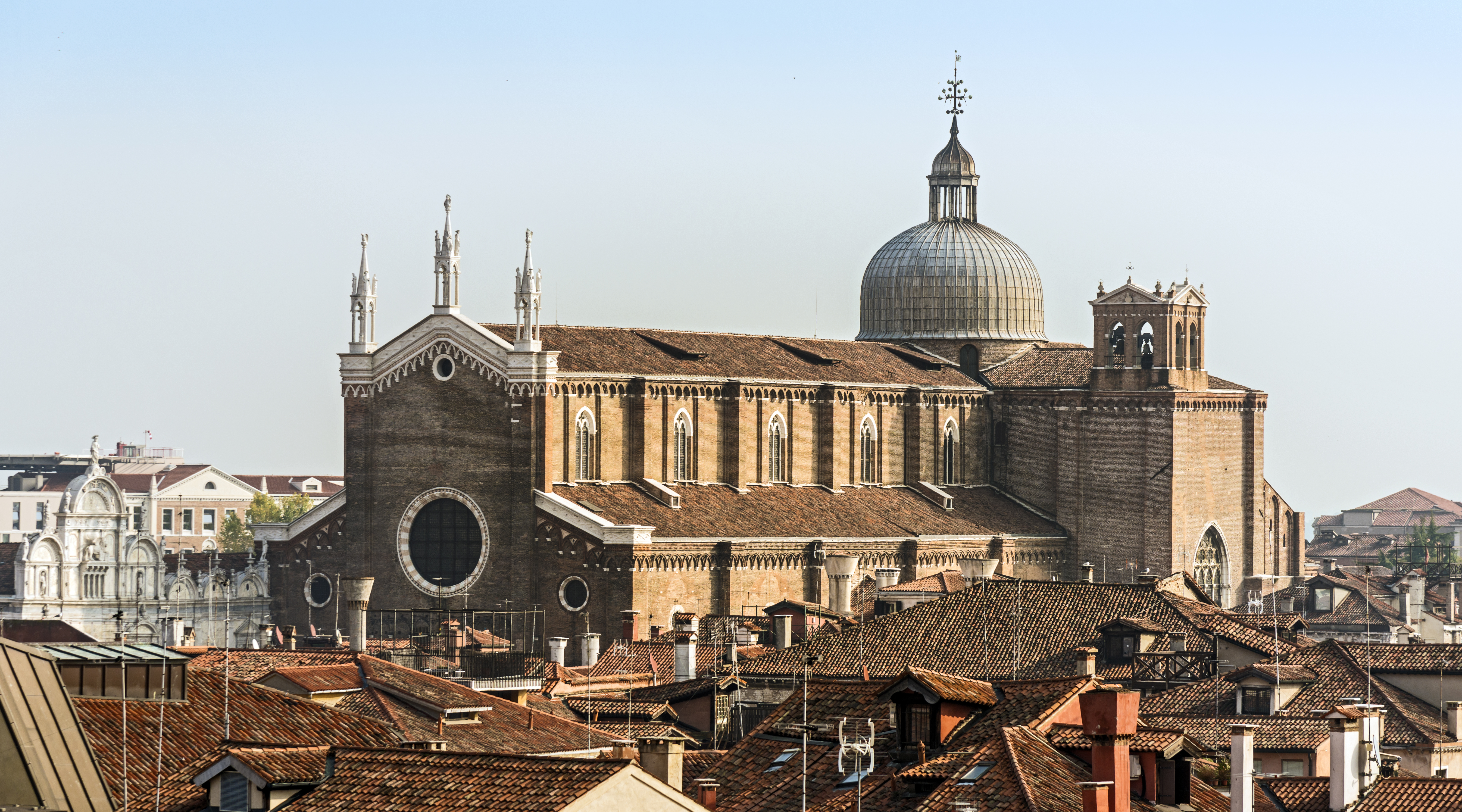
Basilique Saints-Jean-et-Paul (basilica dei Santi Giovanni e Paolo martiri, également nommée basilica detta San Zanipolo en vénitien, 1234)

Églises

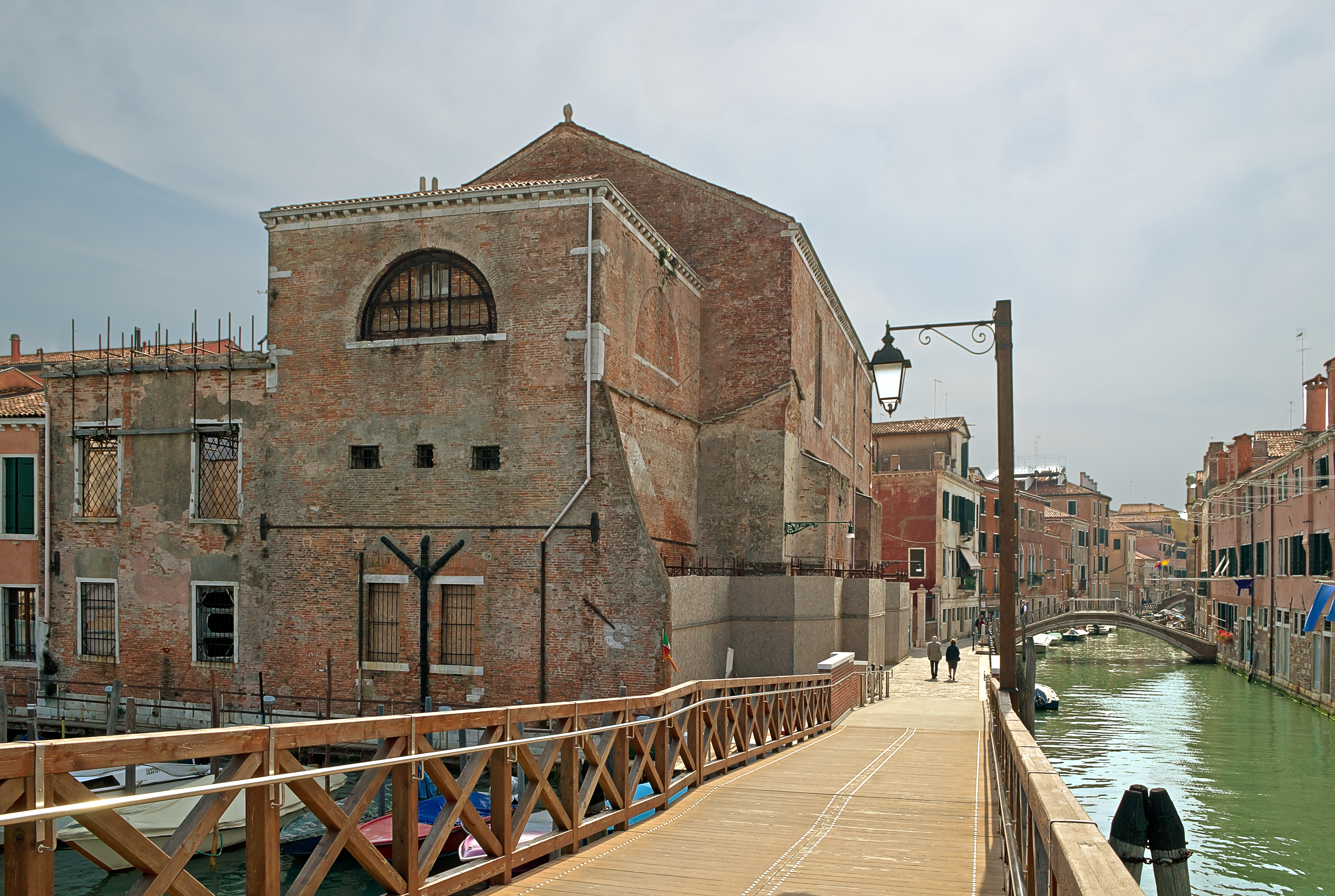
Église Sant'Anna(chiesa di Sant' Anna, 1297, déconsacrée)
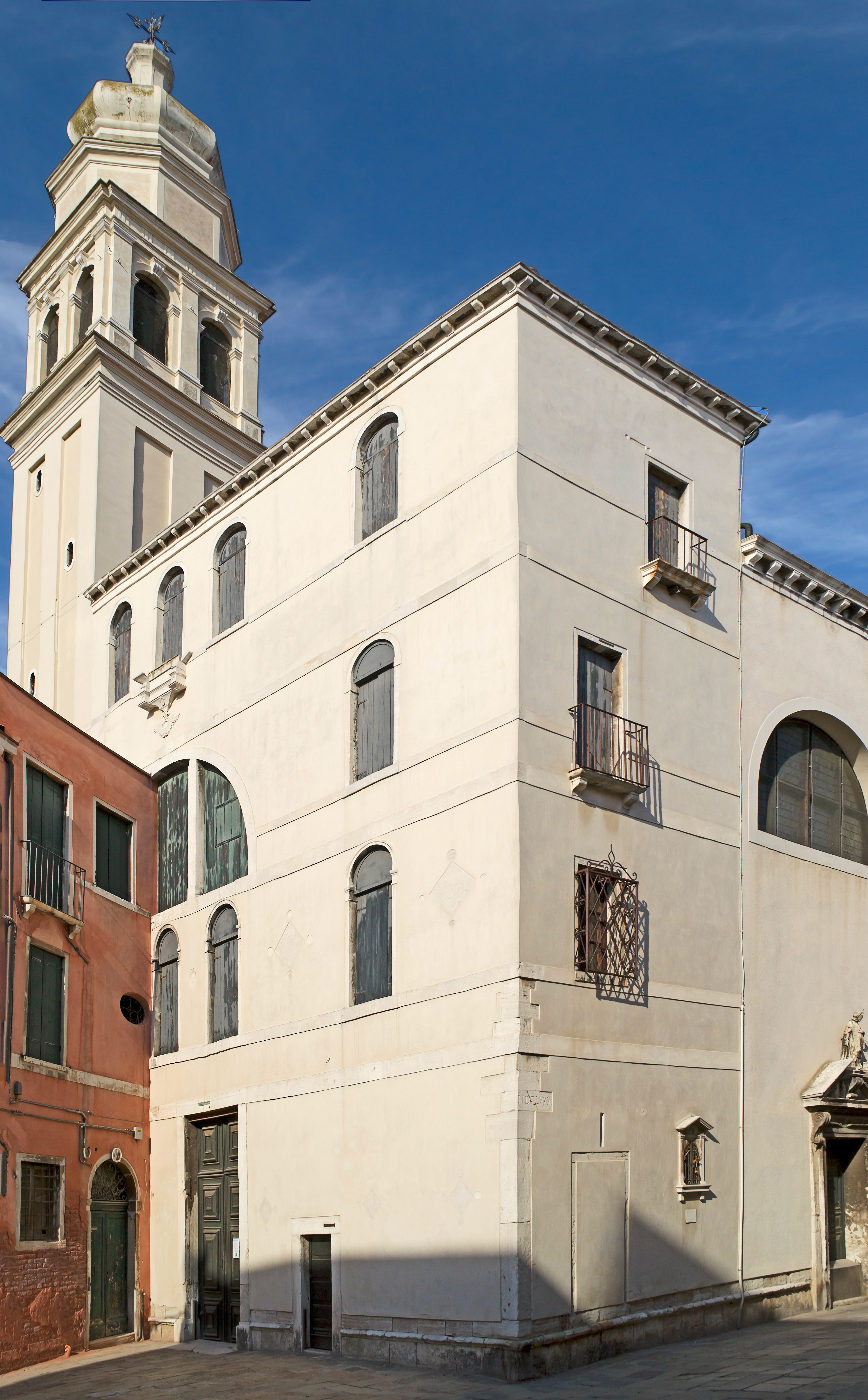
Église Saint-Antoine (chiesa di Sant'Antonin ou Antonino Martire, VIIe siècle)
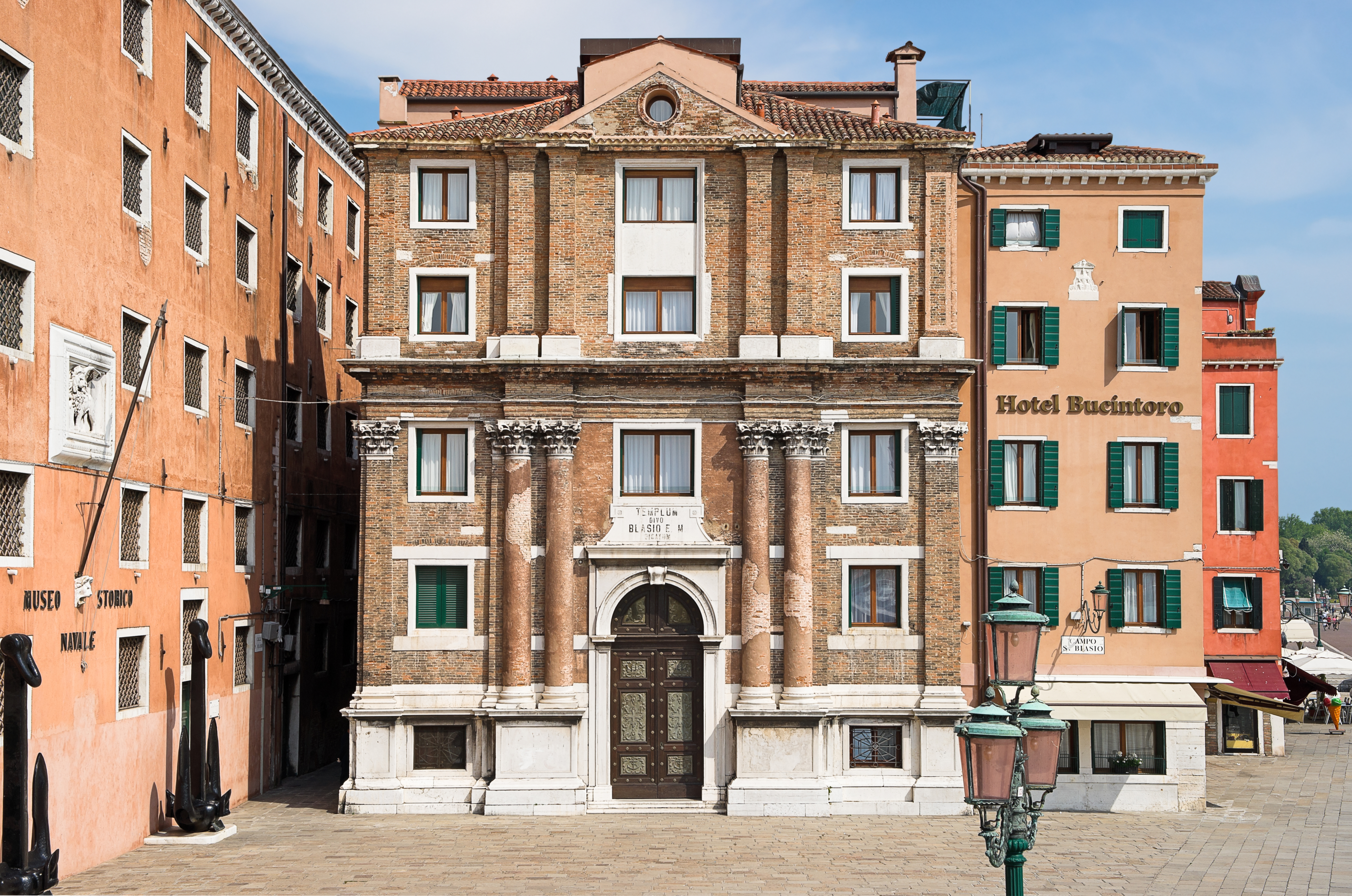
Église Saint-Blaise (chiesa di San Biagio Vescovo, 1052)
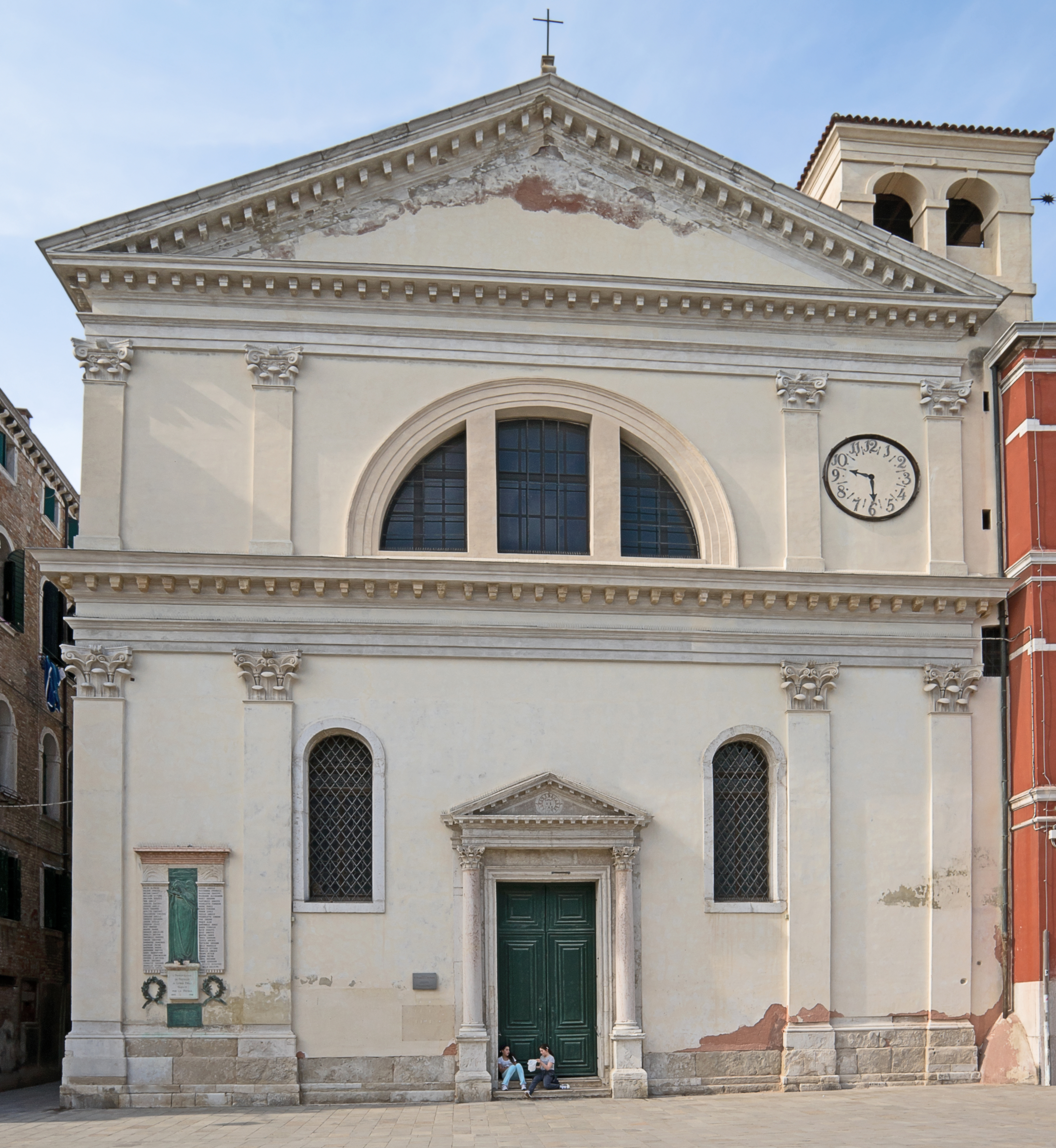
Église Saint-François-de-Paule (chiesa di San Francesco di Paola, 1150)
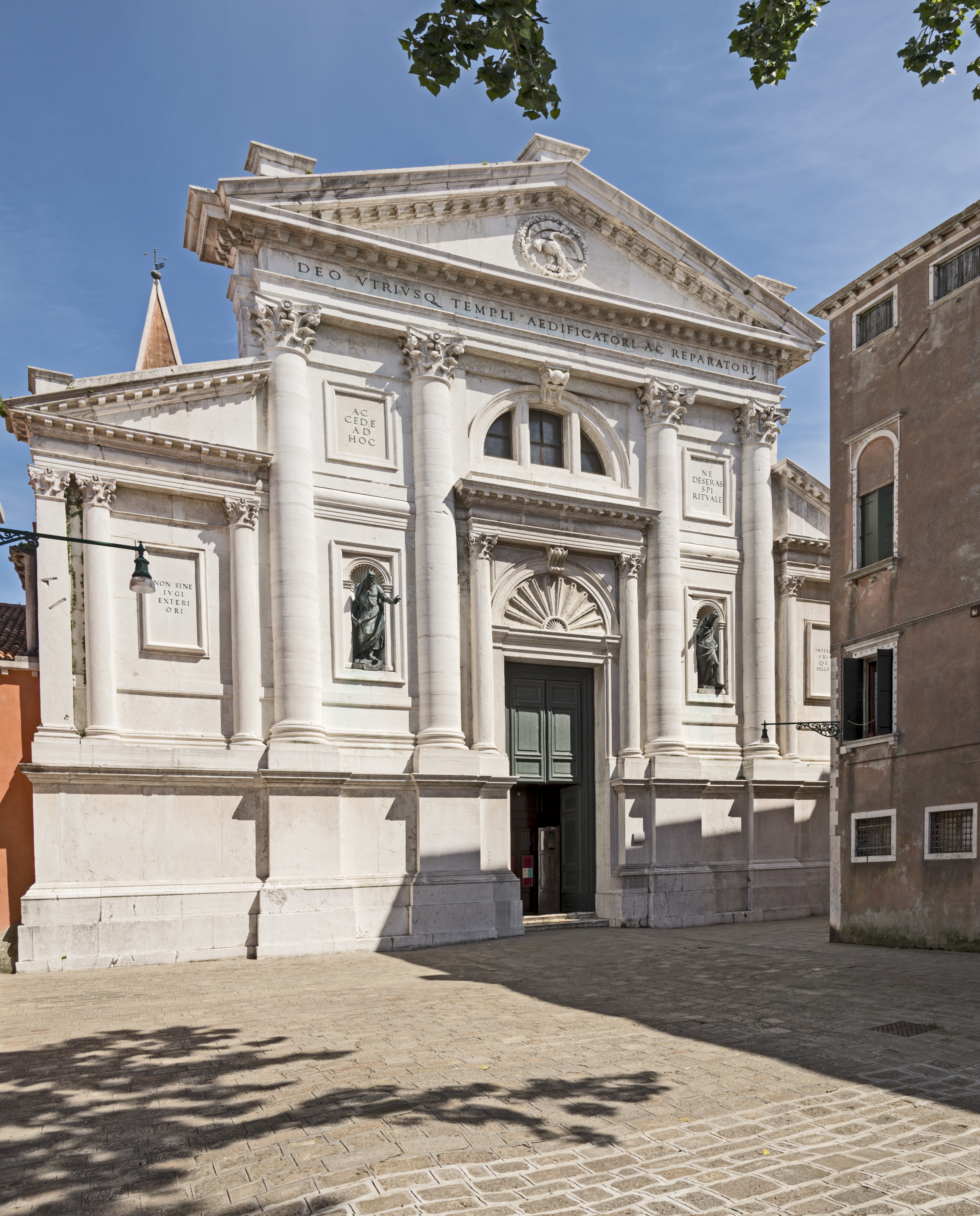
Église Saint-François-de-la-Vigne (chiesa di San Francesco della Vigna, 1253)
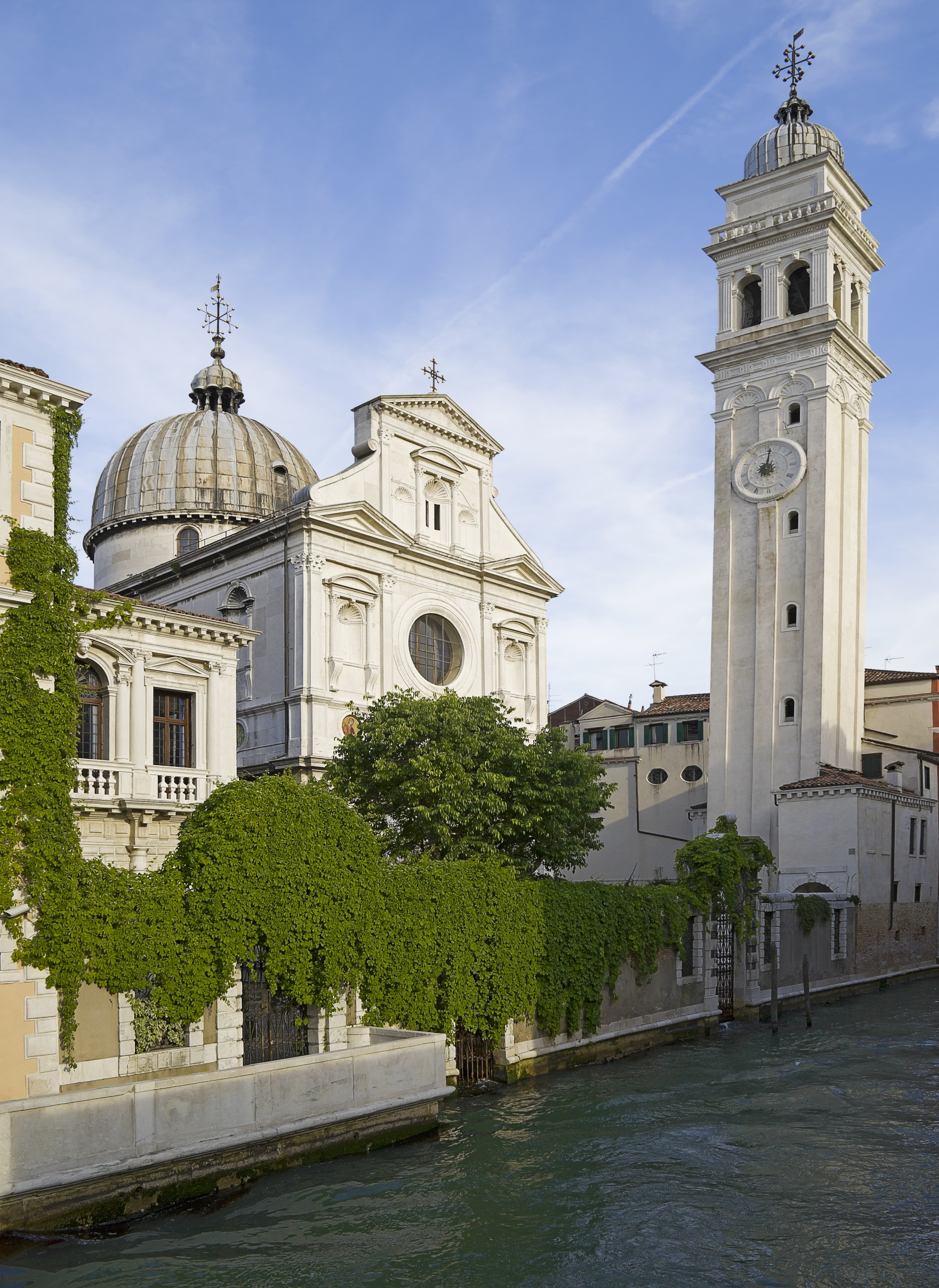
Église Saint-Georges-des-Grecs (orthodoxe)  (chiesa di San Giorgio dei Greci, 1450)
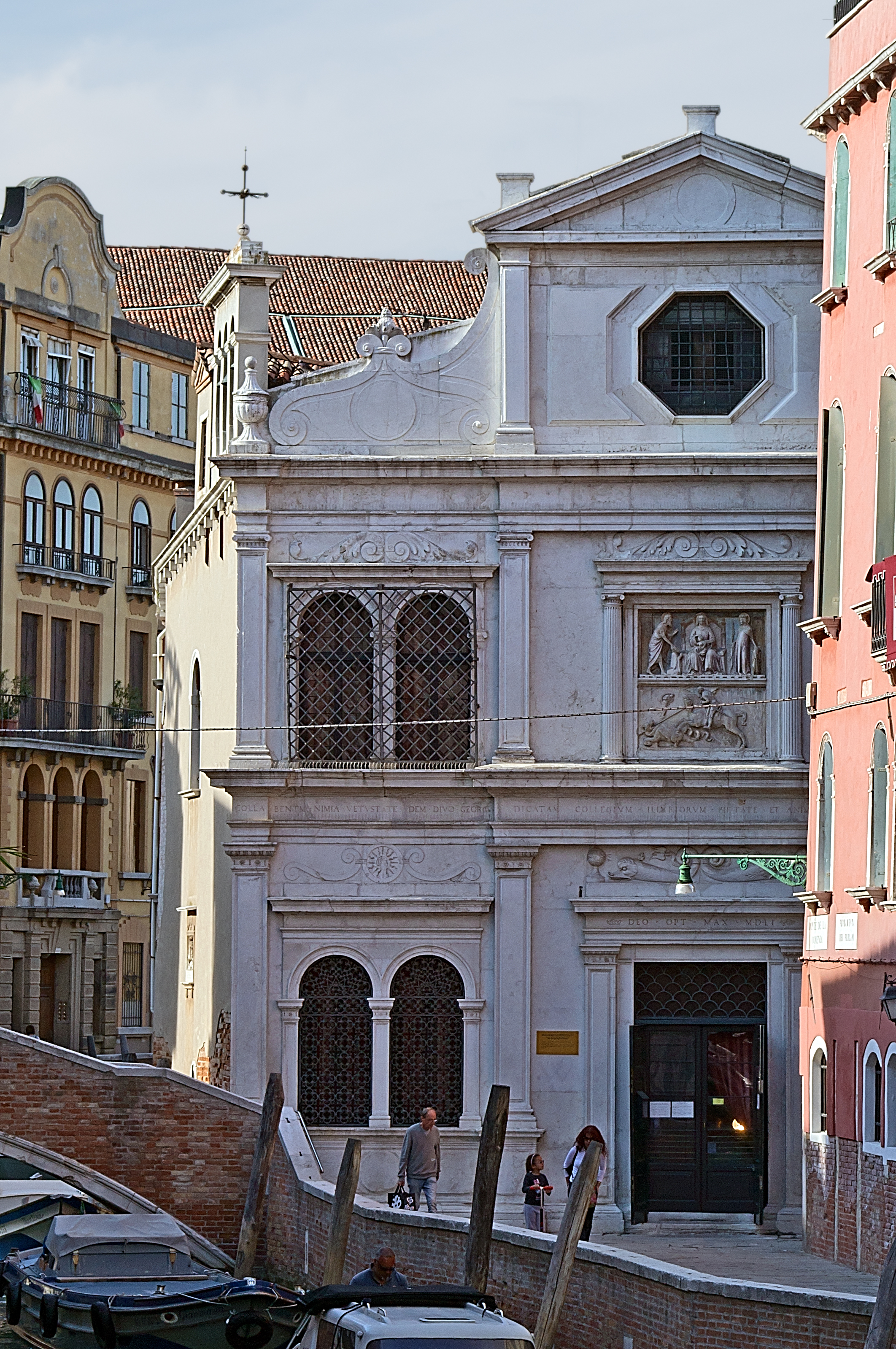
Église Saint-Georges-des-Slavons (S. Giorgio degli Schiavoni, Ss. Giorgio e Trifone Martiri ou Scuola Dalmata)
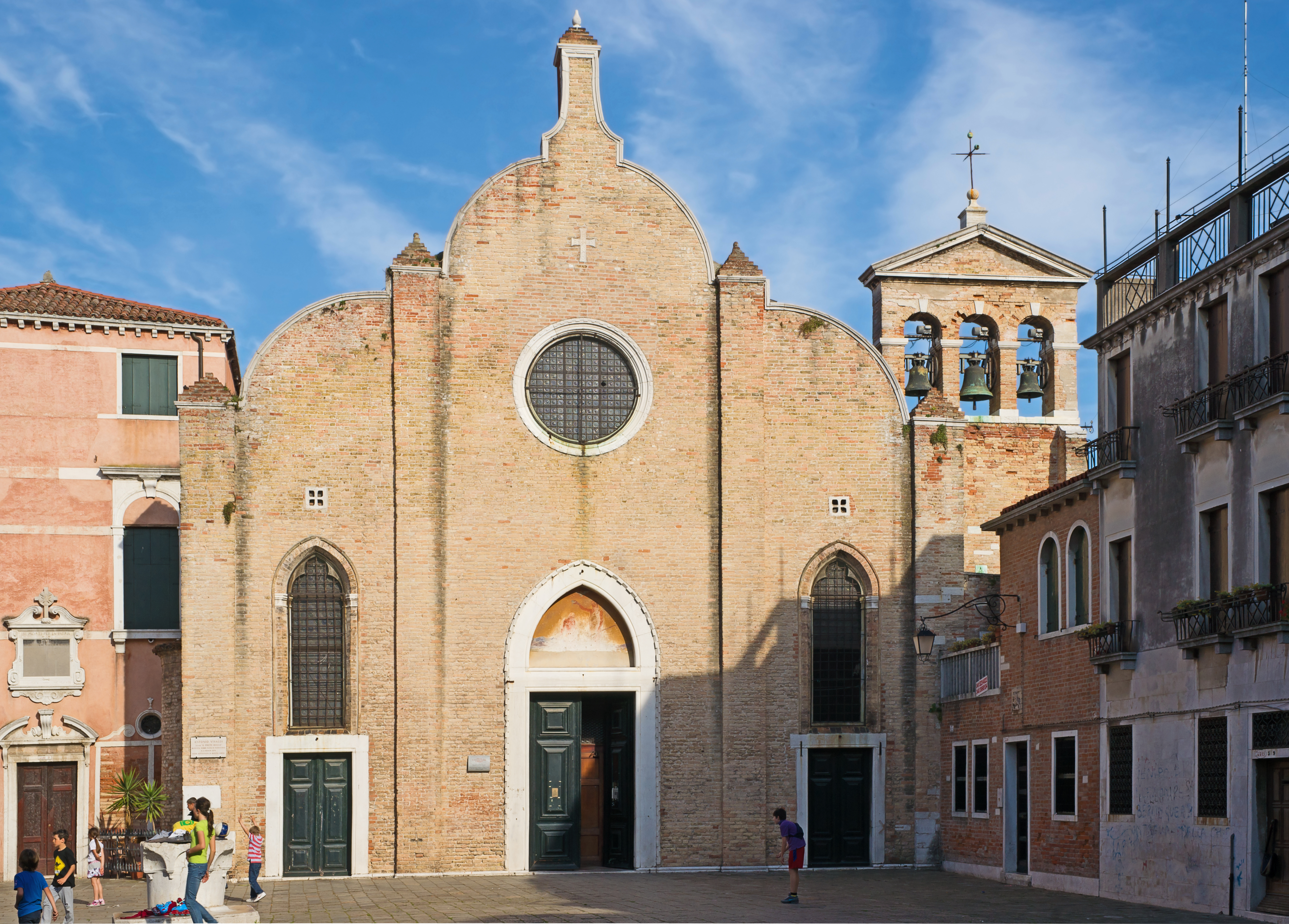
Église Saint-Jean-en-Bragora (chiesa di San Giovanni Battista in Bragora, 750)
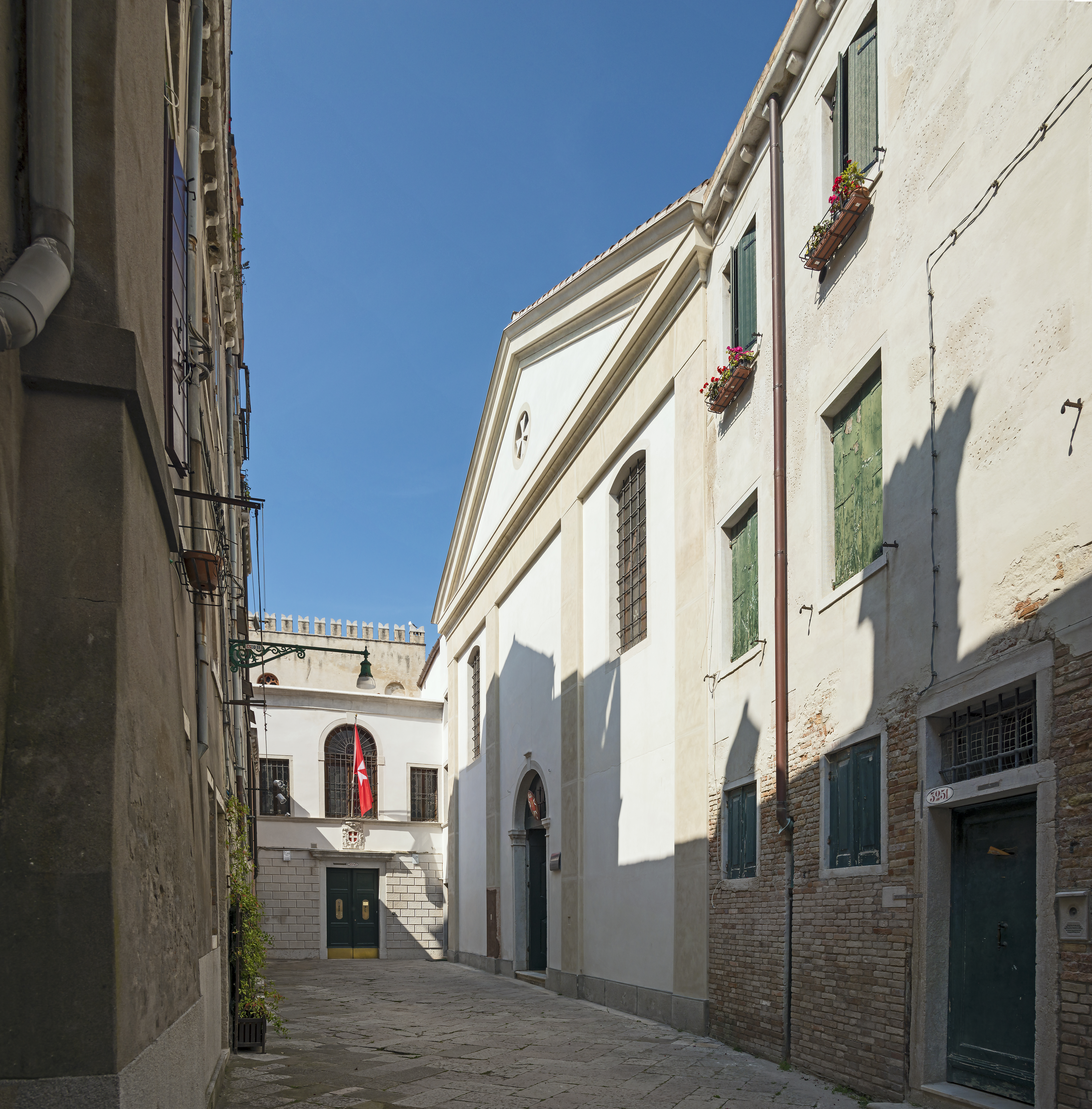
Église Saint-Jean-de-Malte (chiesa di San Giovanni Battista dell'Ordine di Malta, 1312)
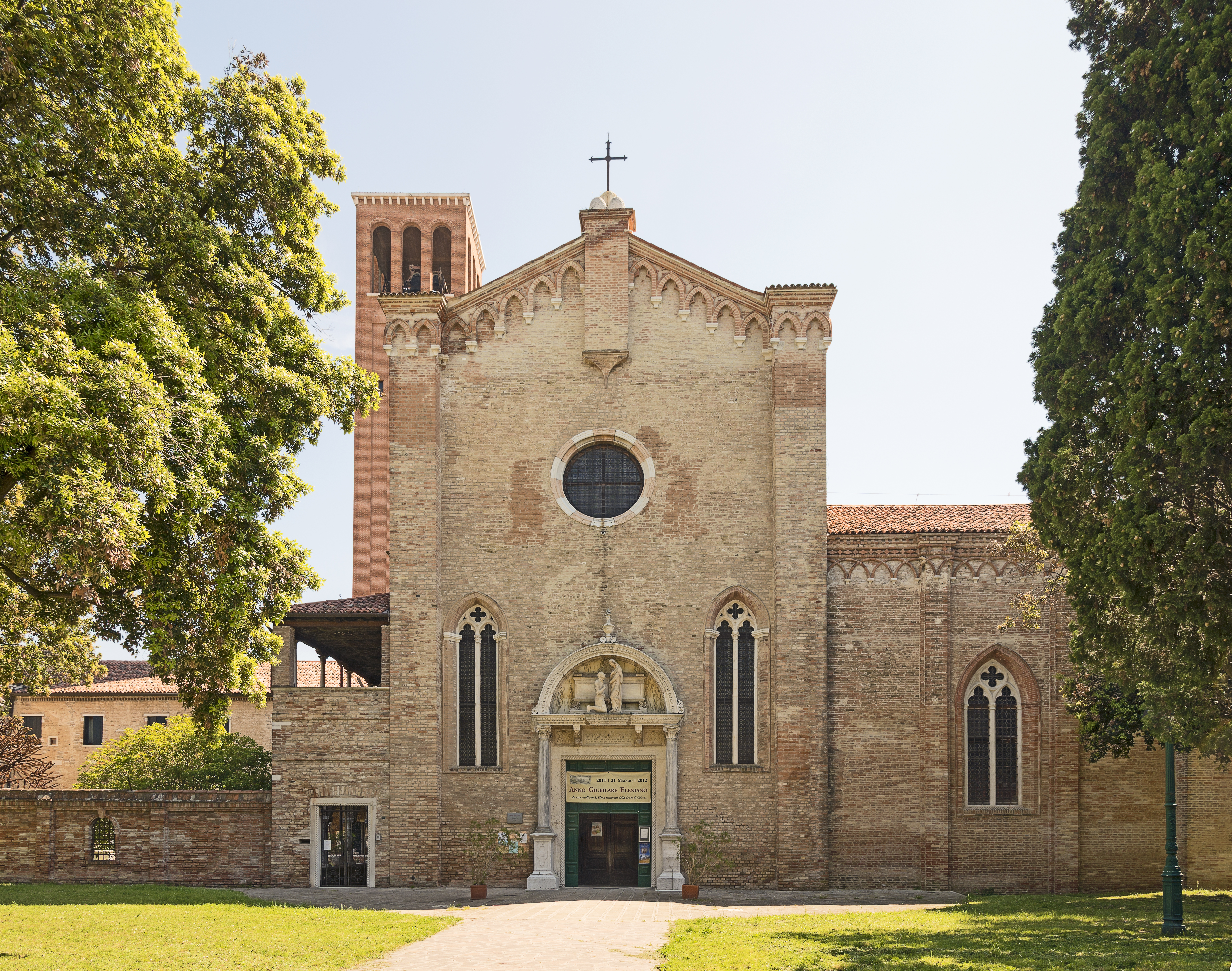
Église Saint-Hélène (chiesa di Sant'Elena imperatrice, 1250)
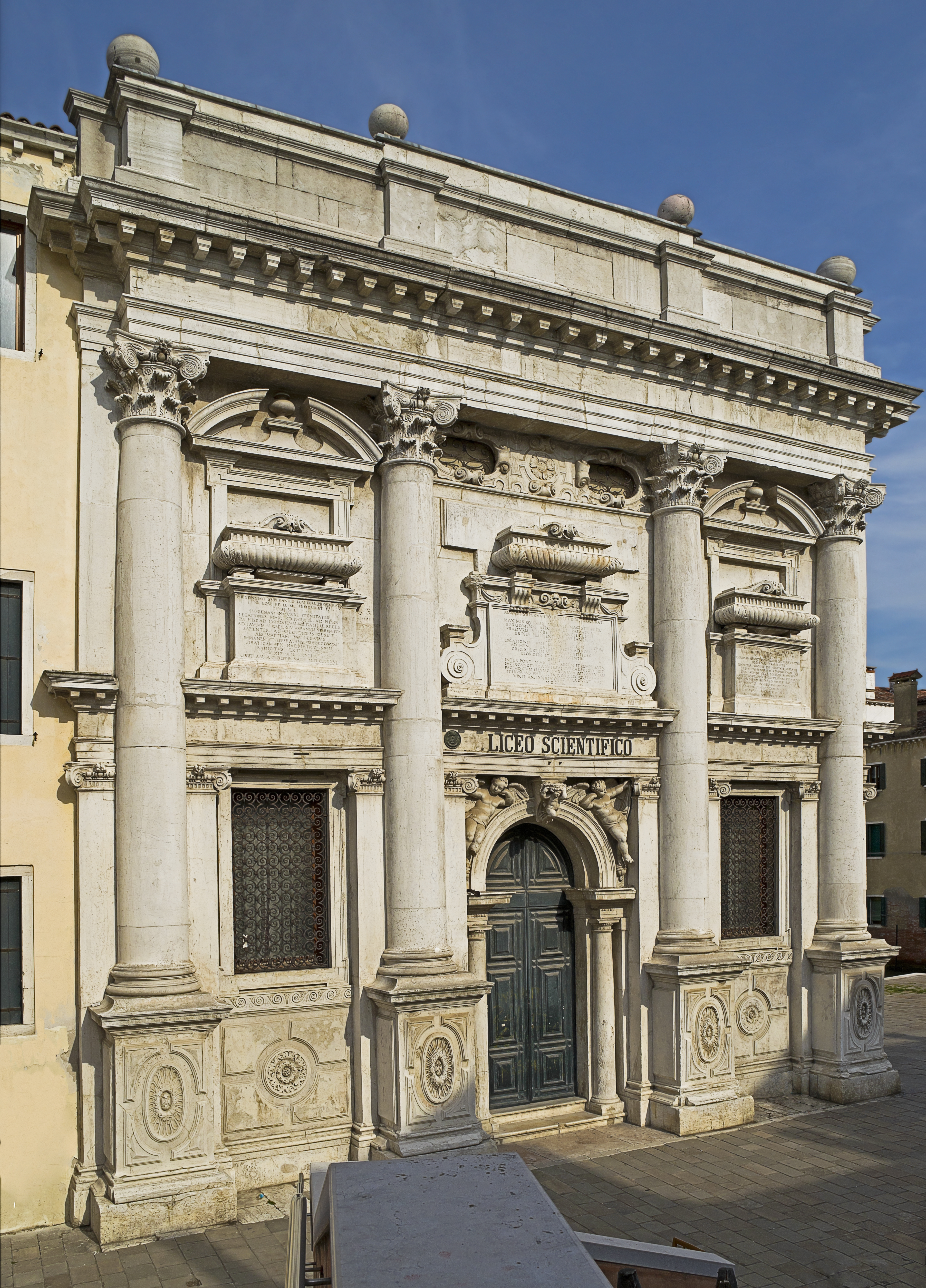
Église Sainte-Justine  (chiesa di Santa Giustina, 1512, déconsacrée)
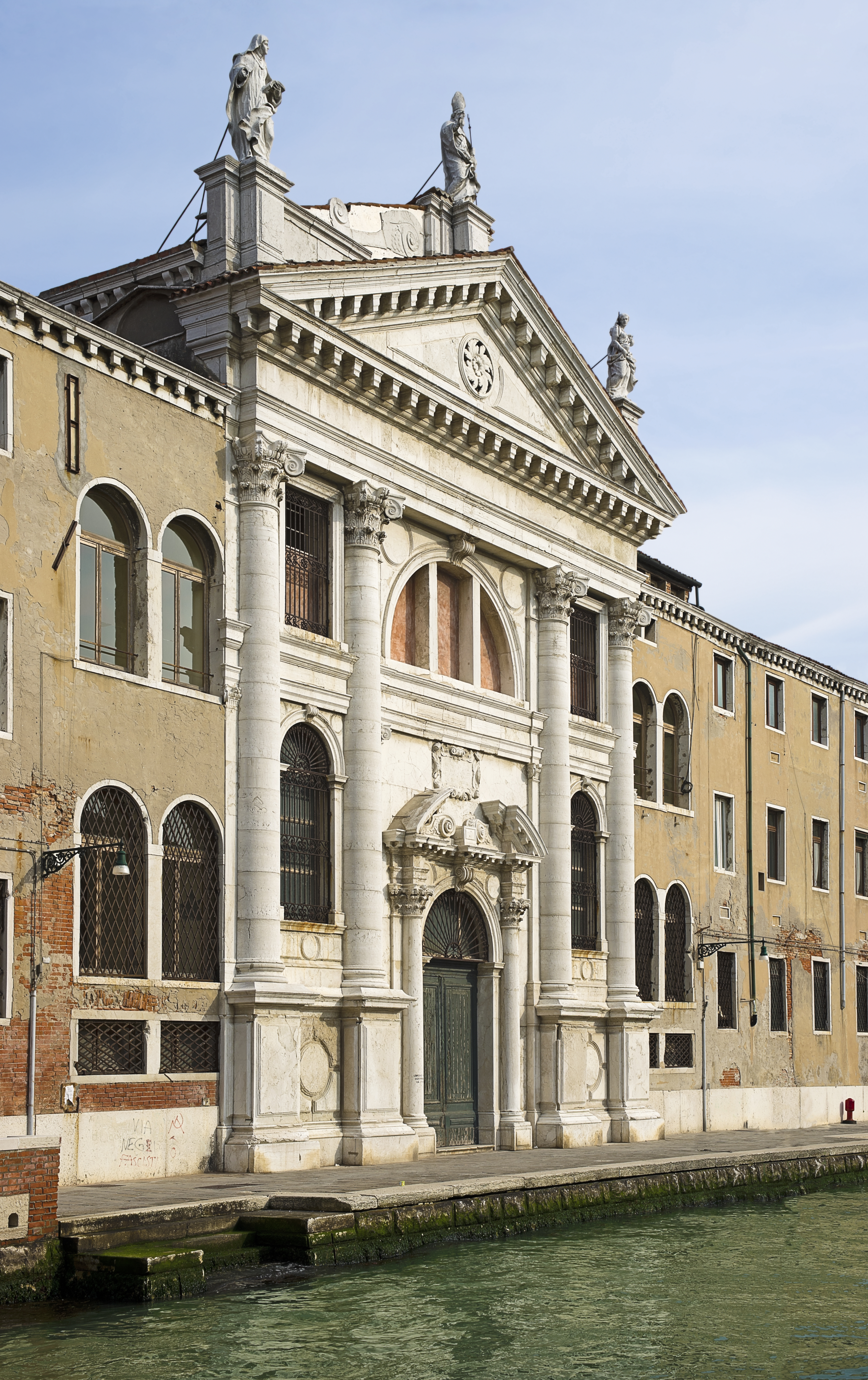
Église Saint-Lazare-des-Mendiants (chiesa di San Lazzaro dei Mendicanti, 1601)
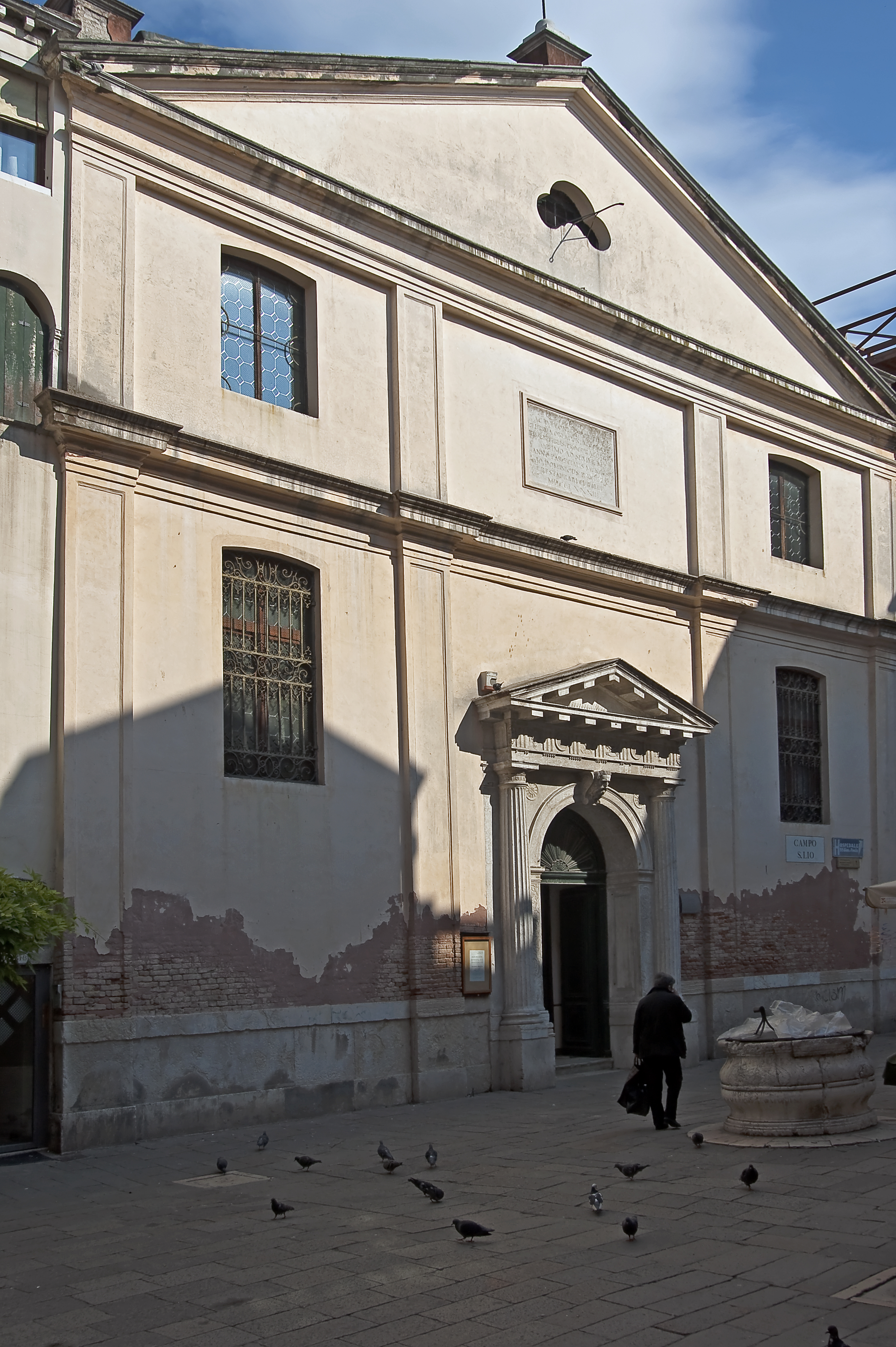
Église Saint-Lio (chiesa di San Lio ou San Leone IX, 850)
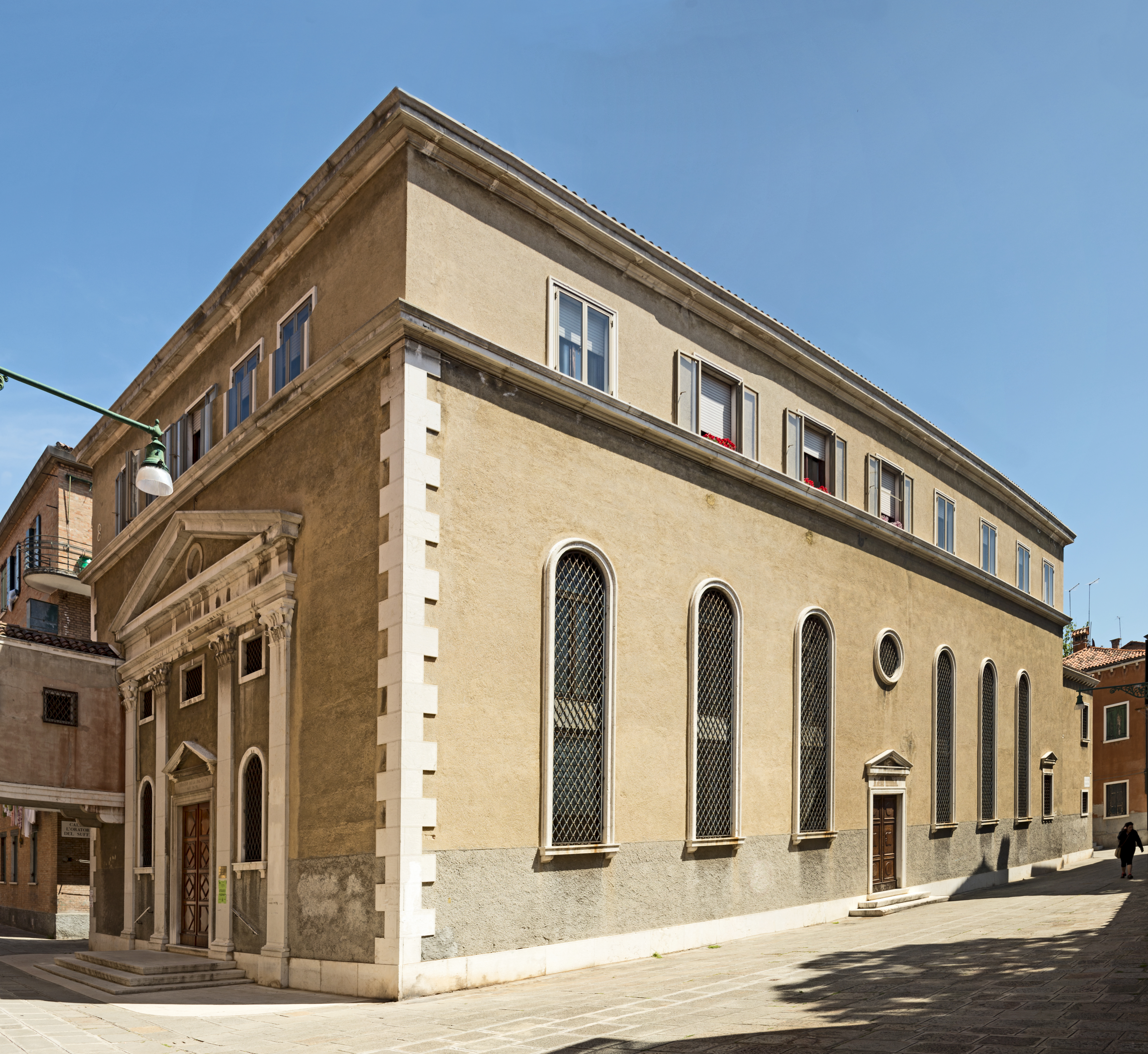
Église Sainte-Marie-de-la-Célestie (chiesa di Santa Maria della Celestia, 1199-1810, maintenant chiesa Francescane di Cristo Re)
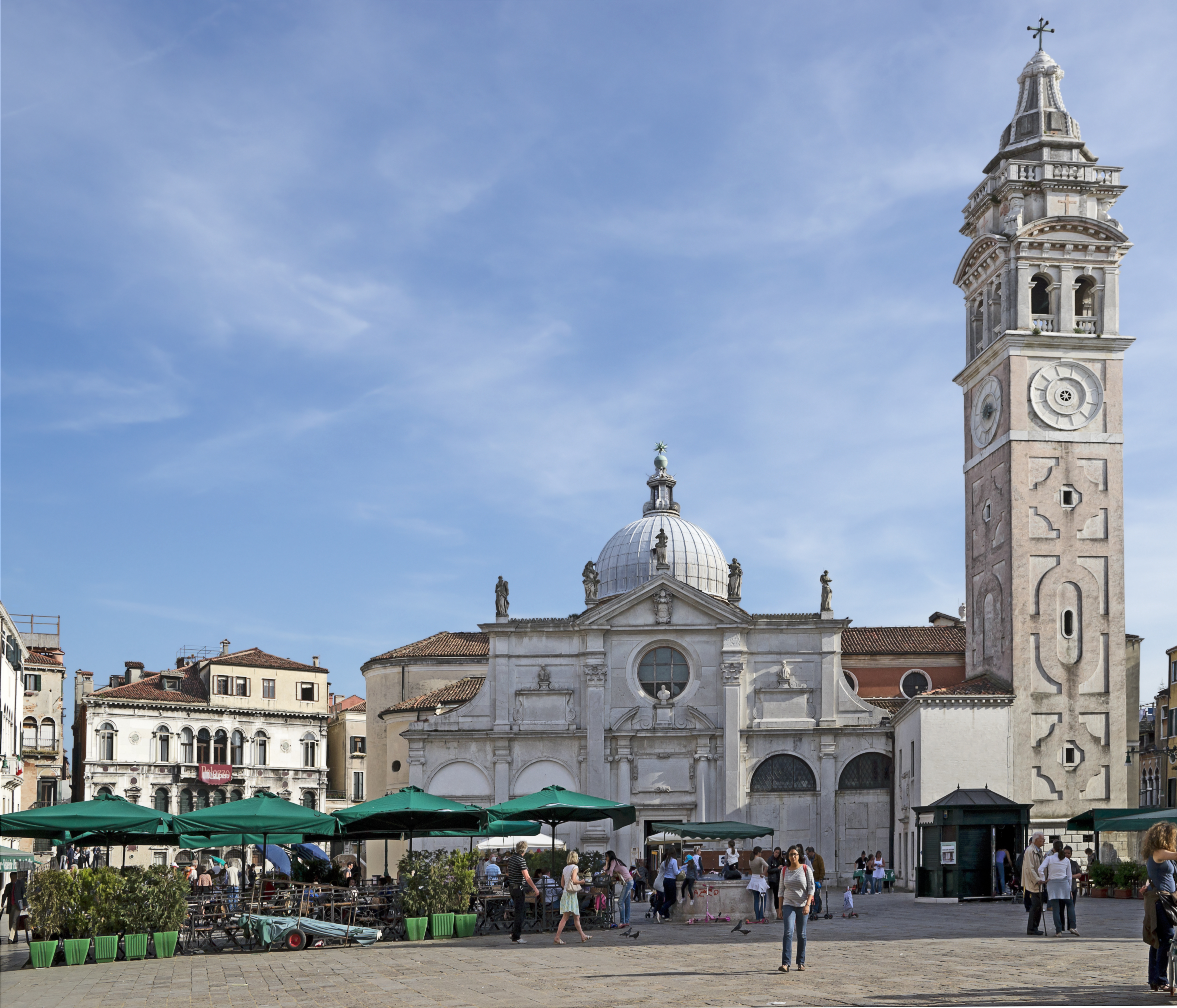
Église Sainte-Marie-Formose (chiesa di Santa Maria Formosa ou Purificazione di Maria, 650)
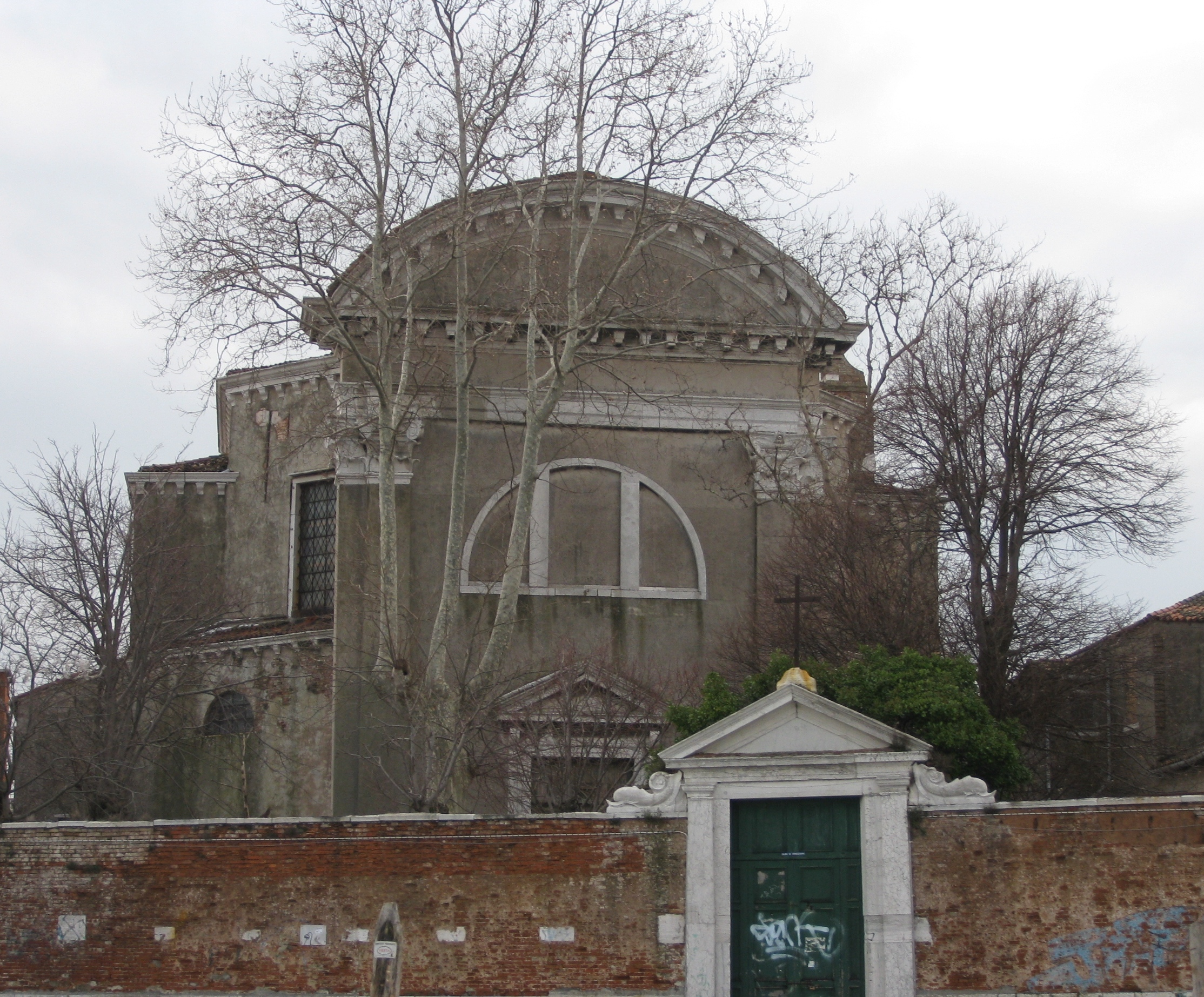
Église Sainte-Marie-des-Larmes (chiesa di Santa Maria del Pianto, fermée)
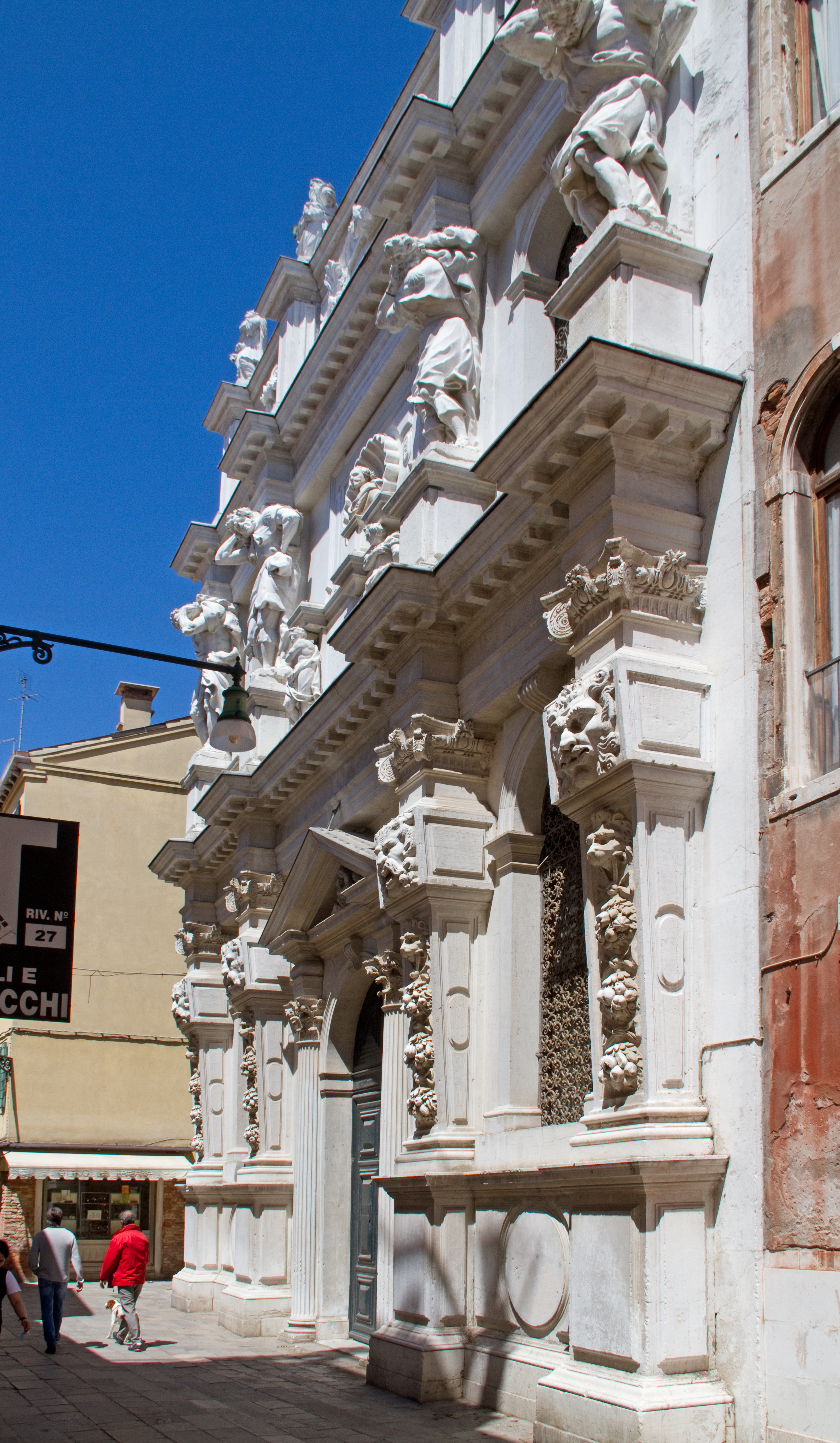
Église de l'Ospedaletto (it) (chiesa di Santa Maria Assunta o dei Derelitti ou Ospedaletto, 1662)
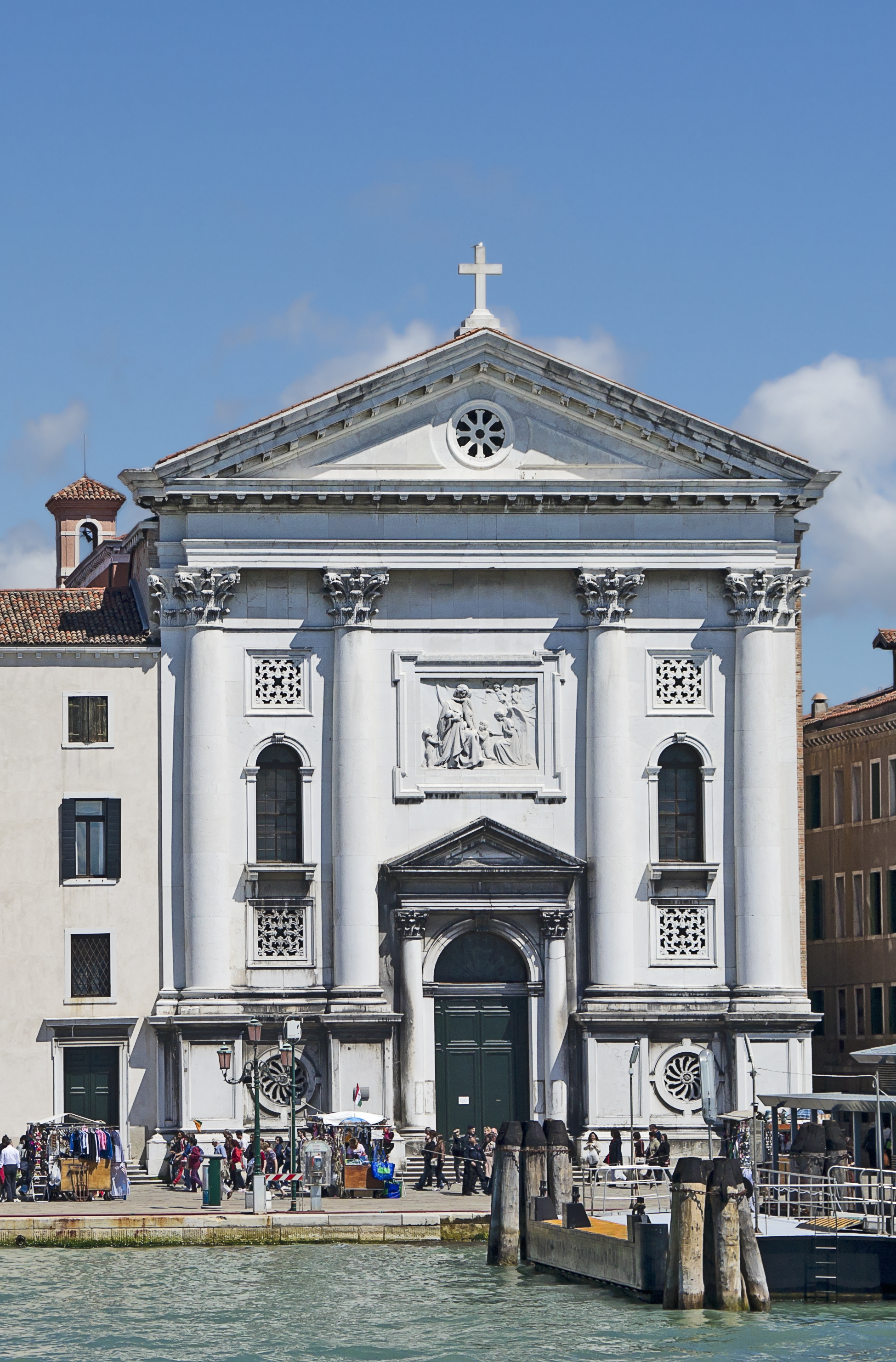
Église de la Pietà (chiesa della Pietà ou Santa Maria della Visitazione, 1450)
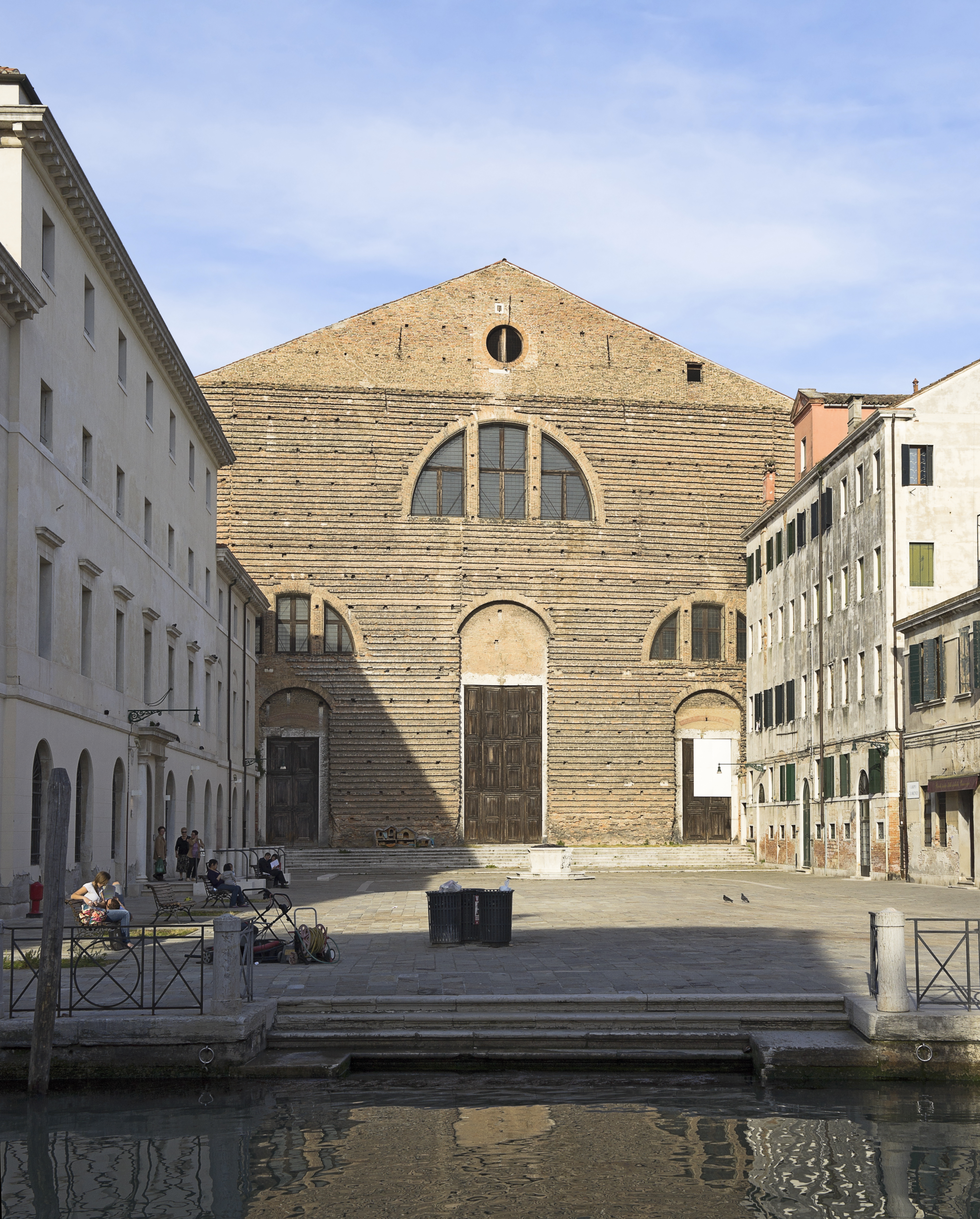
Église Saint-Laurent  (chiesa di San Lorenzo Martire, 840, déconsacrée)
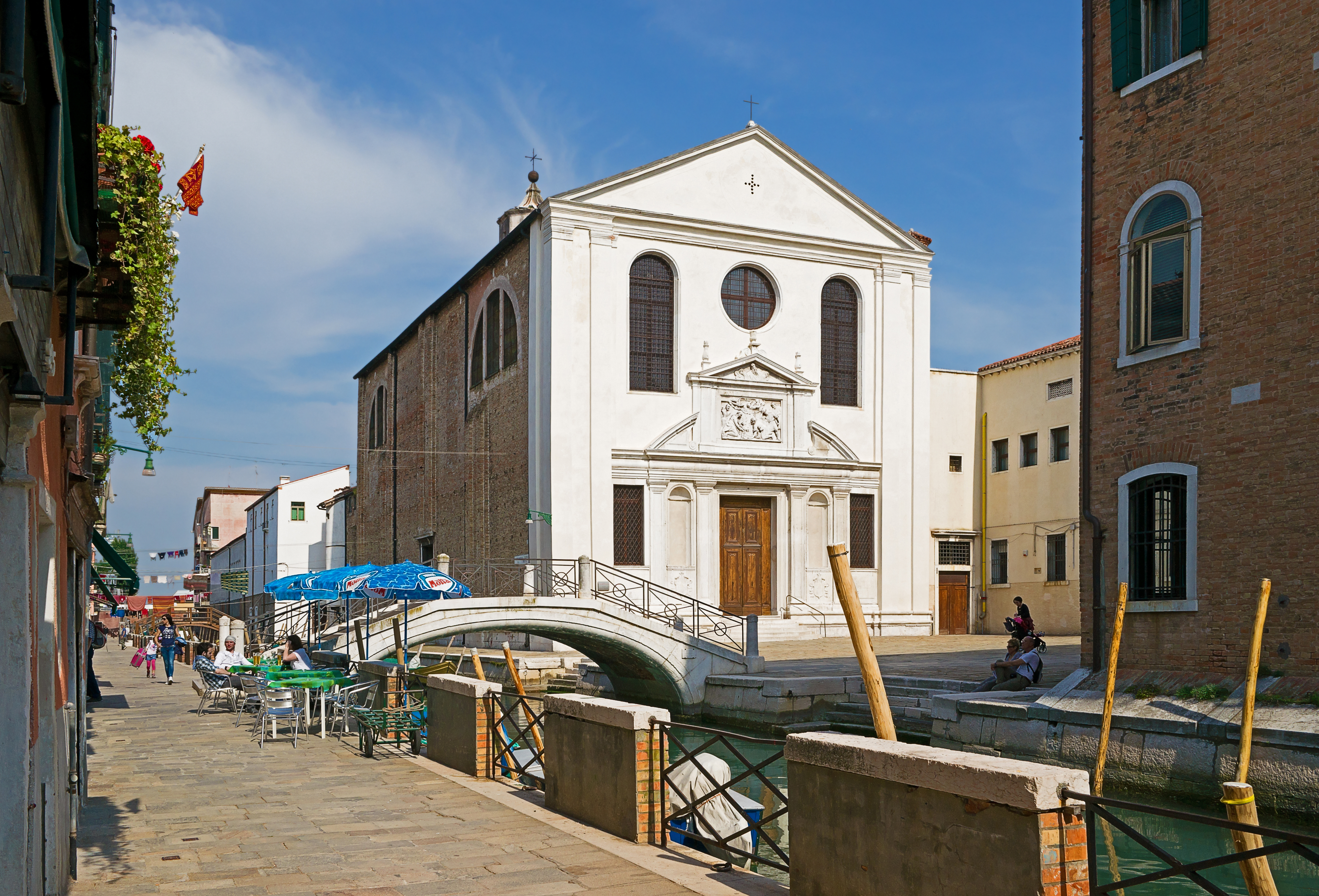
Église Saint-Joseph de Castello (chiesa di San Giuseppe di Castello ou Sant'Isepo, 1512)
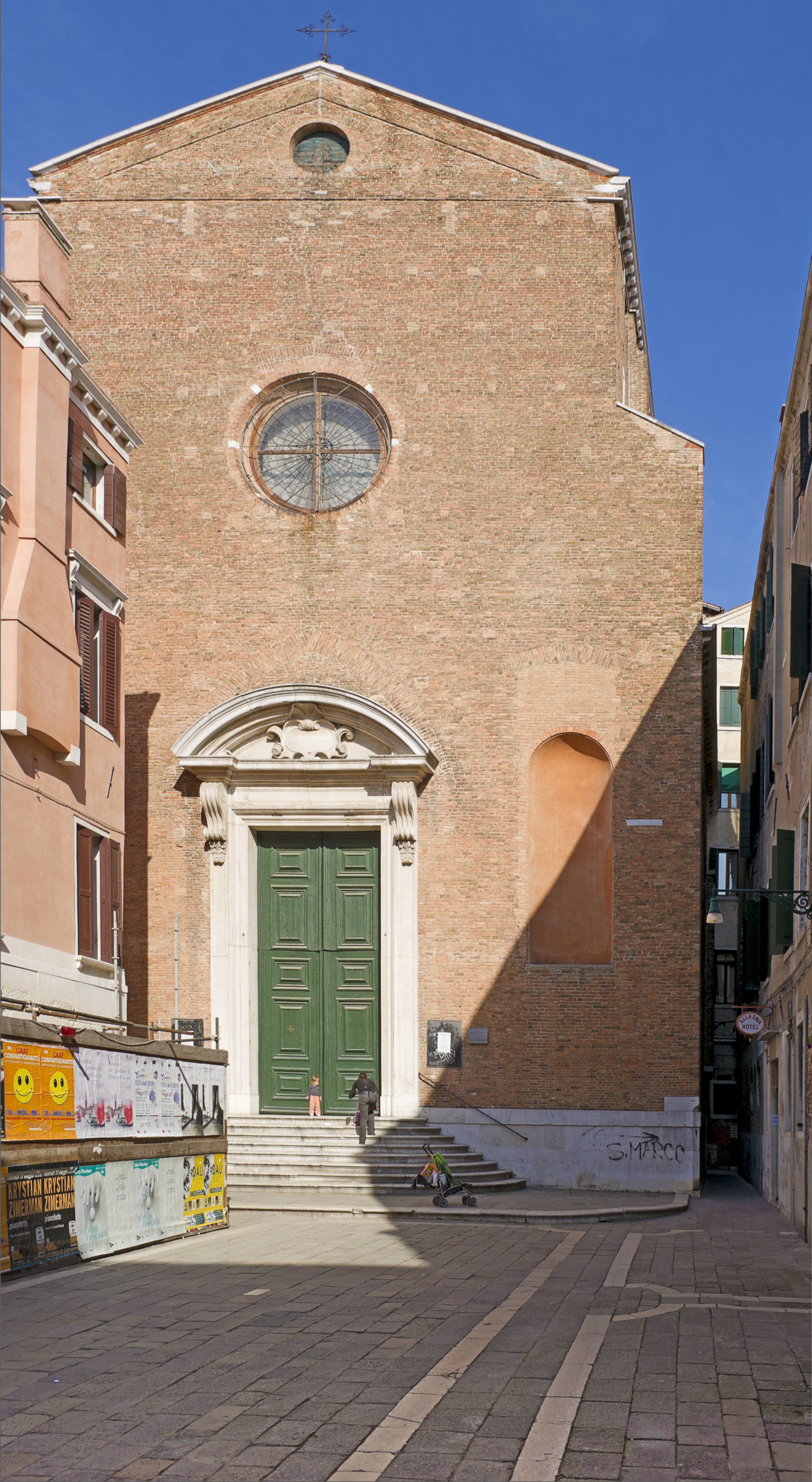
Église Sainte-Marie-de-la-Fève (chiesa di Santa Maria della Consolazione ou La Fava, 1450)

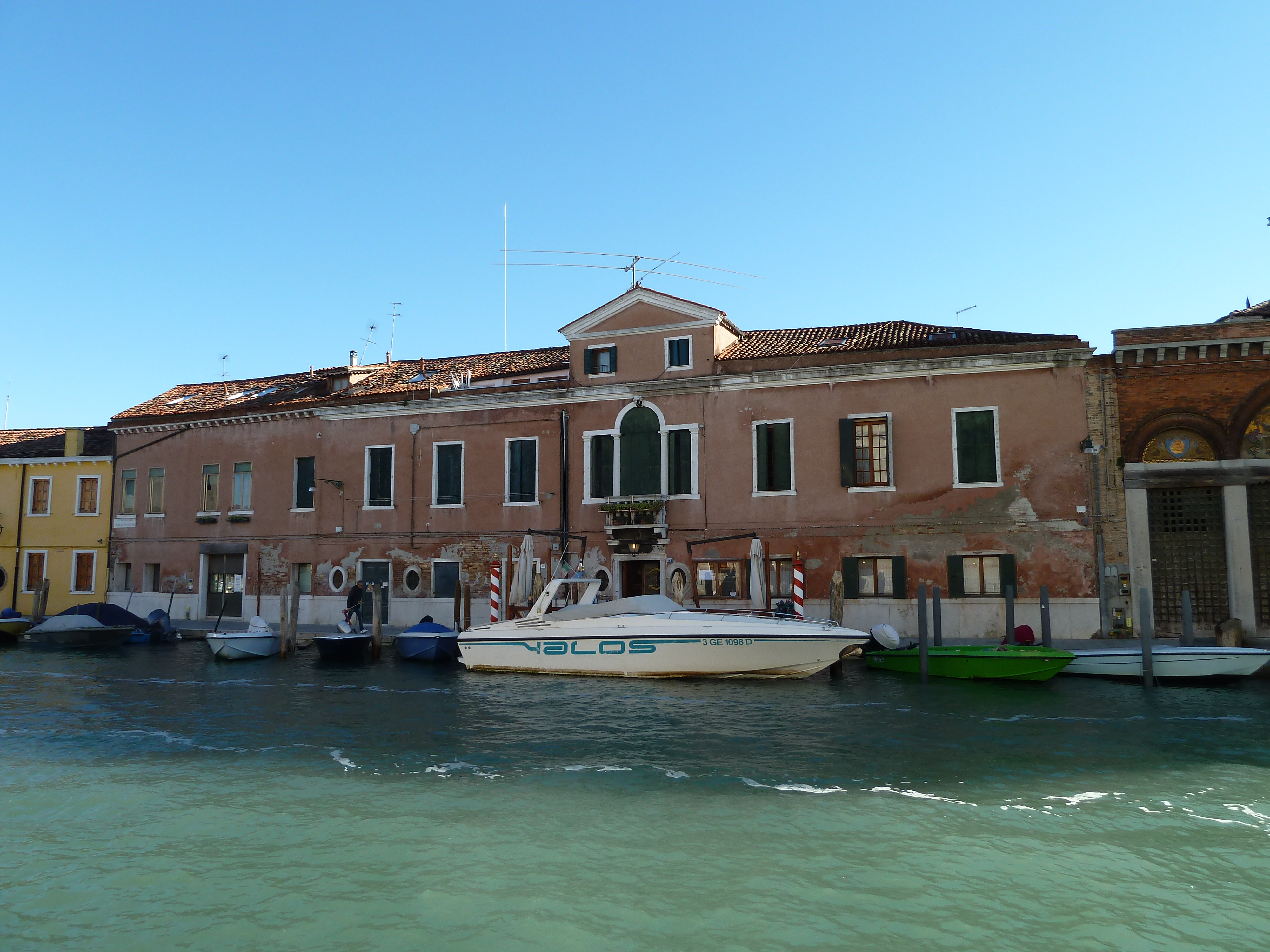
Ancien couvent Saint-Martin

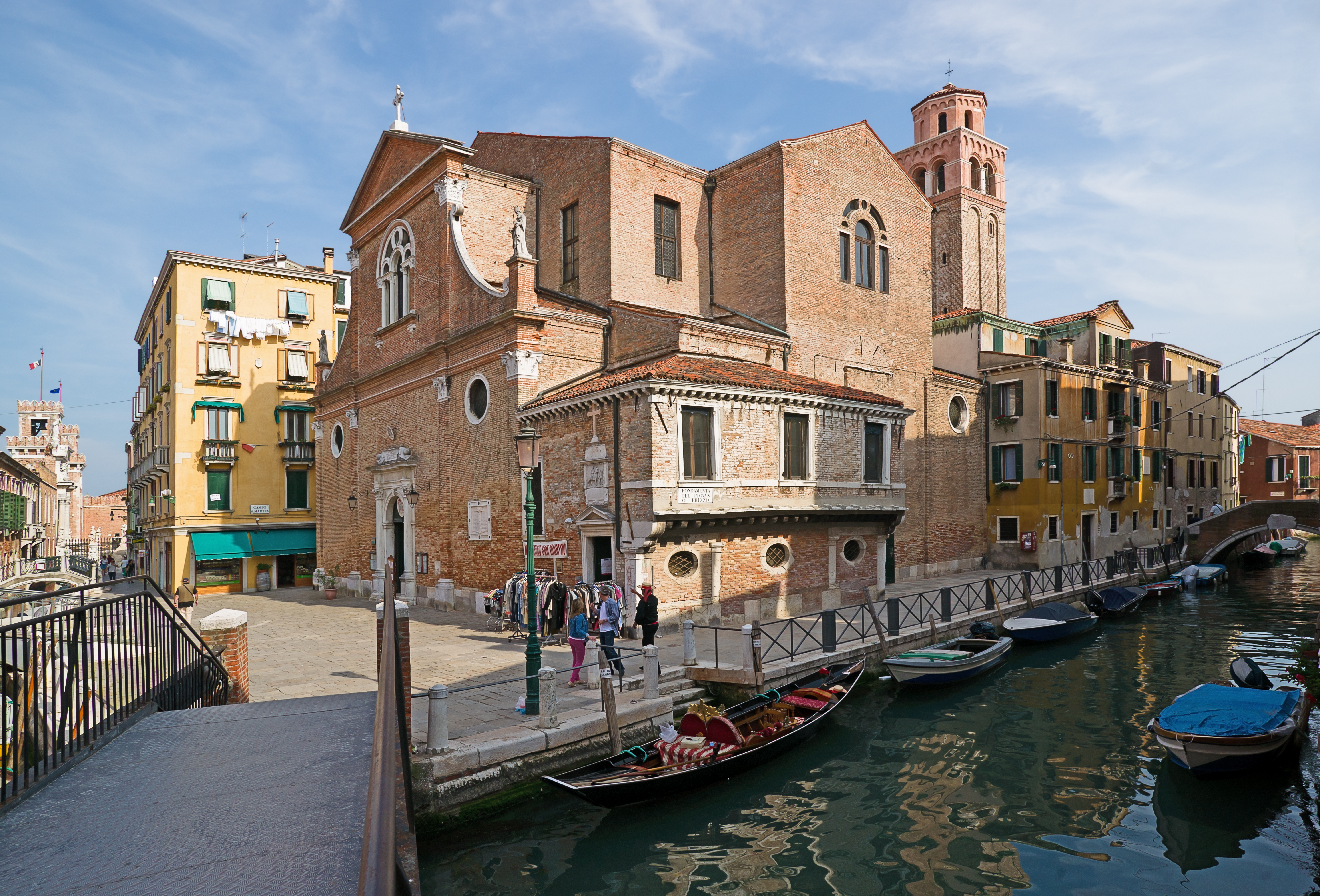
Église Saint-Martin (chiesa di San Martino Vescovo, 700)
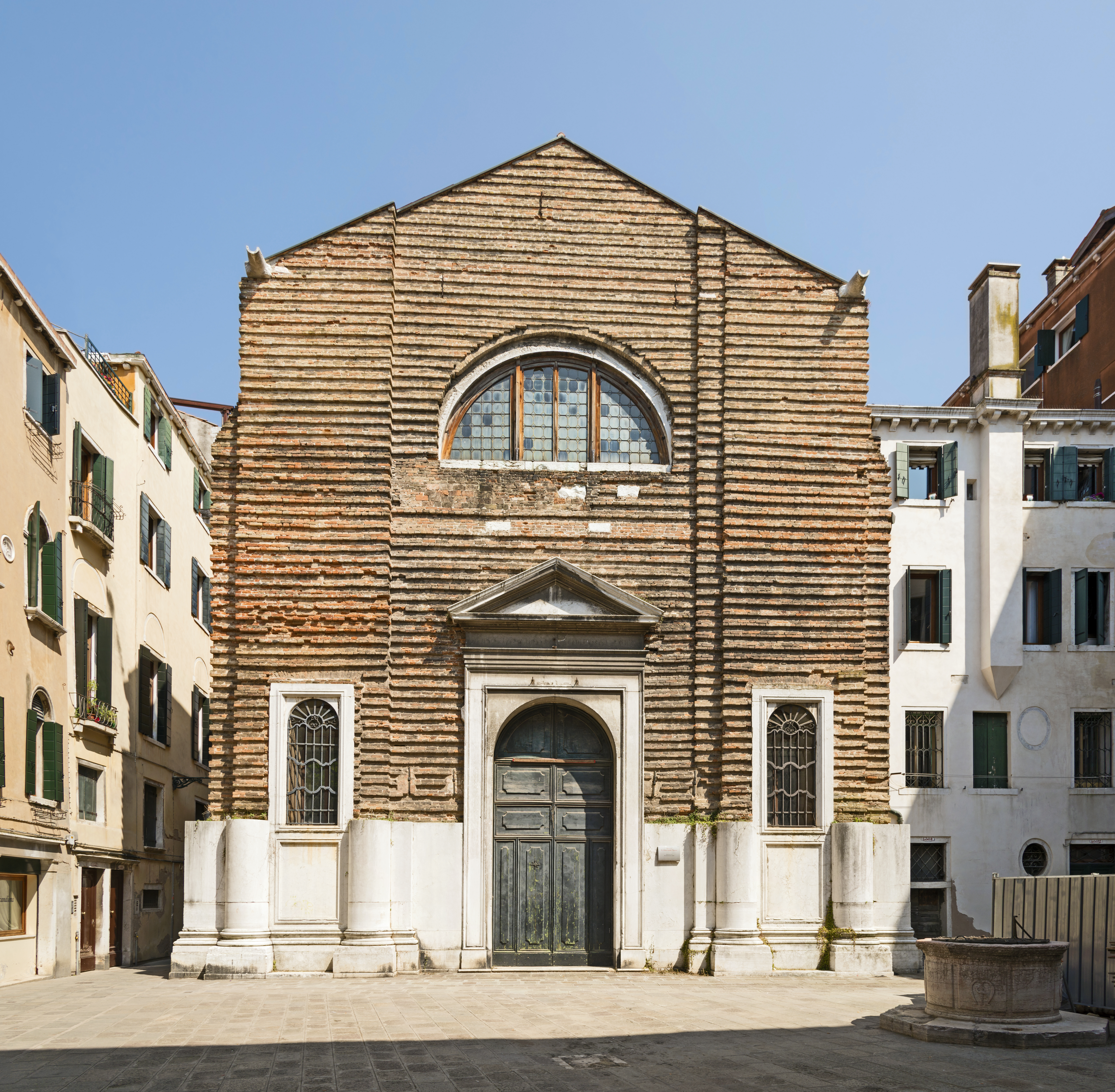
Église Saint-Jean-Nouveau (chiesa di San Giovanni Nuovo, San Zaninovo en vénitien, 950)
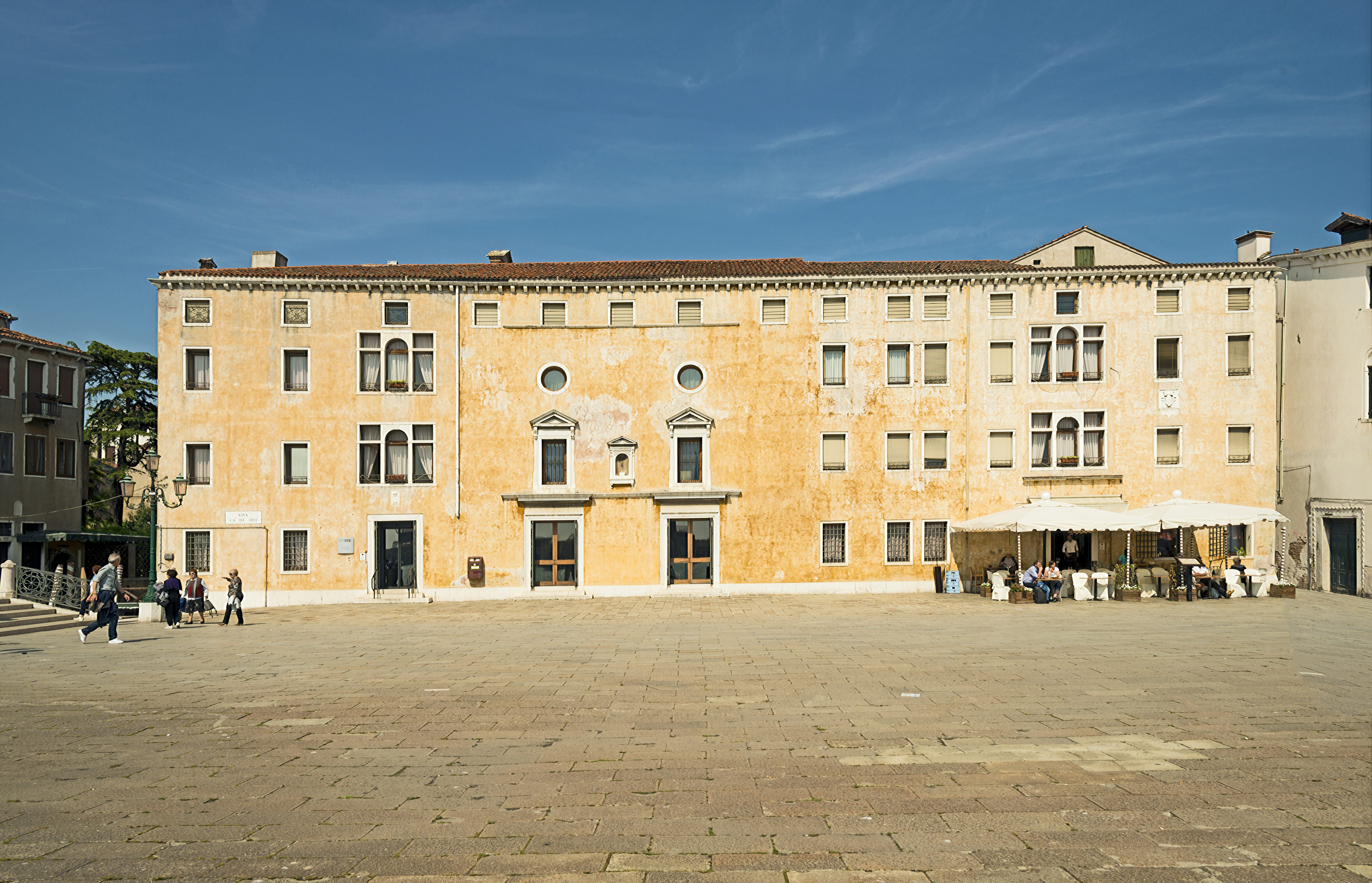
Église Sainte-Marie de la Maison de Dieu (chiesa Santa Maria de la Ca' di Dio, 1272)
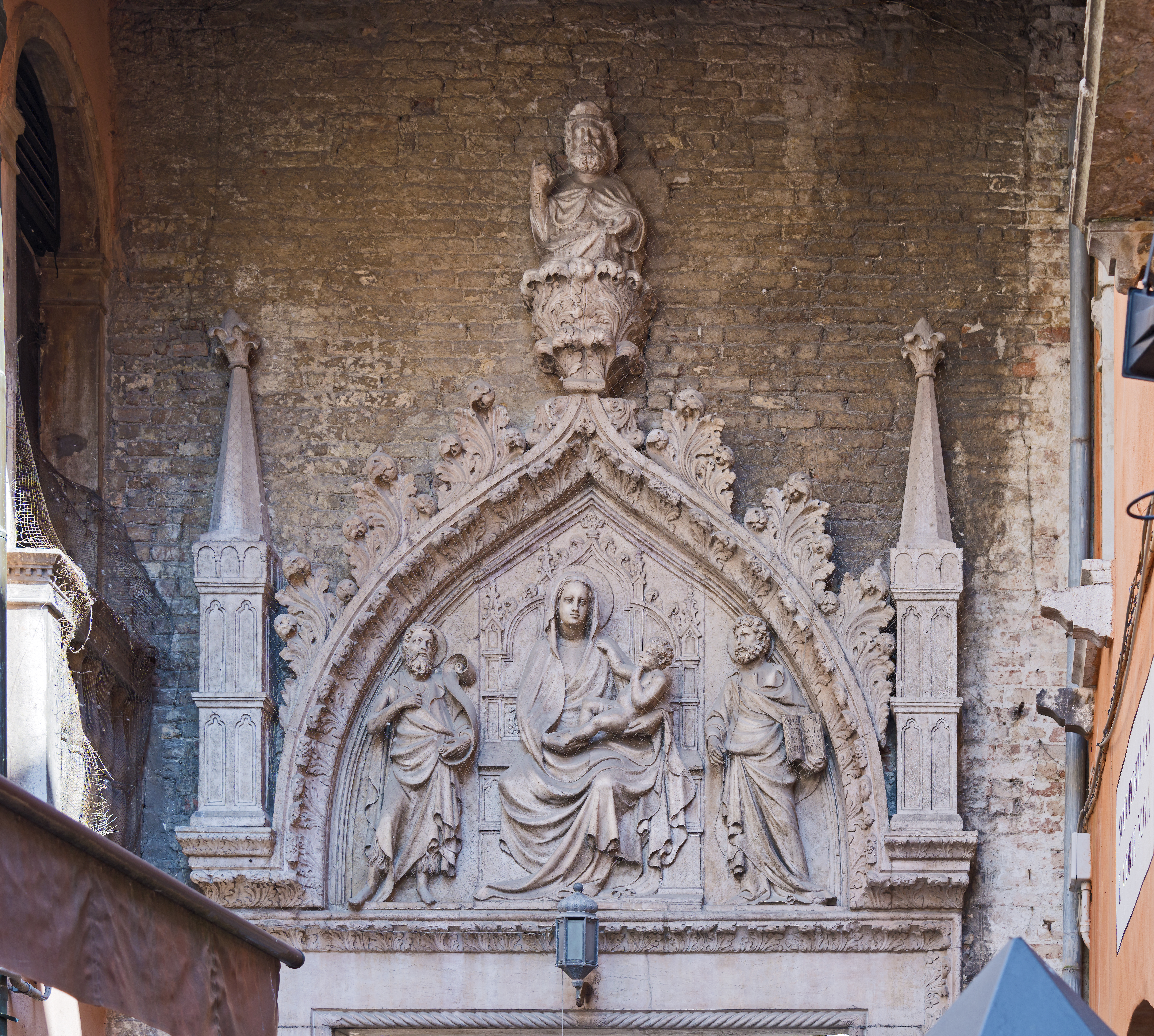
Église Saint Procule (chiesa di San Provolo, 1077-1814)
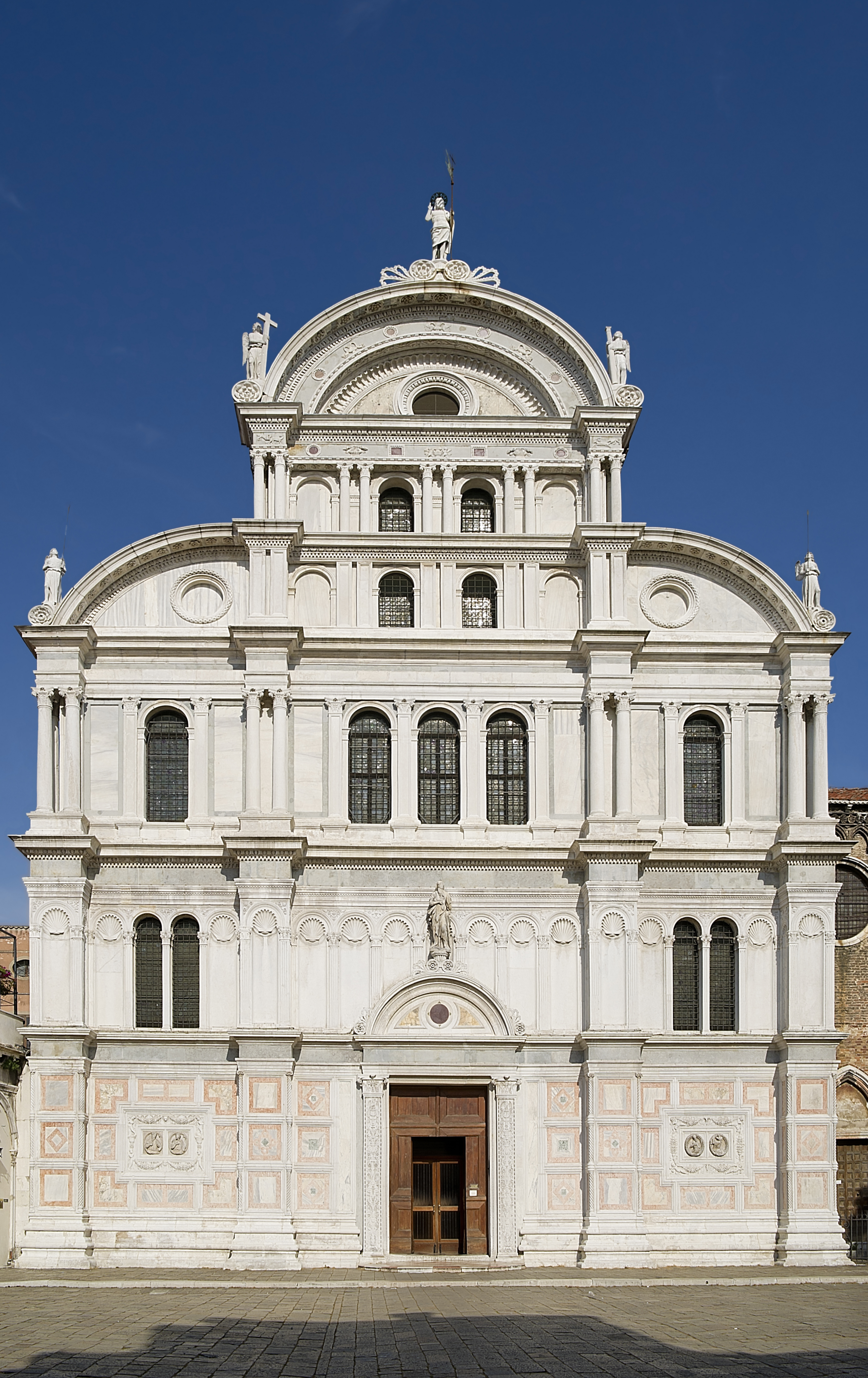
Église Saint-Zacharie (chiesa dei Santi Zaccaria e Atanasio, 829)
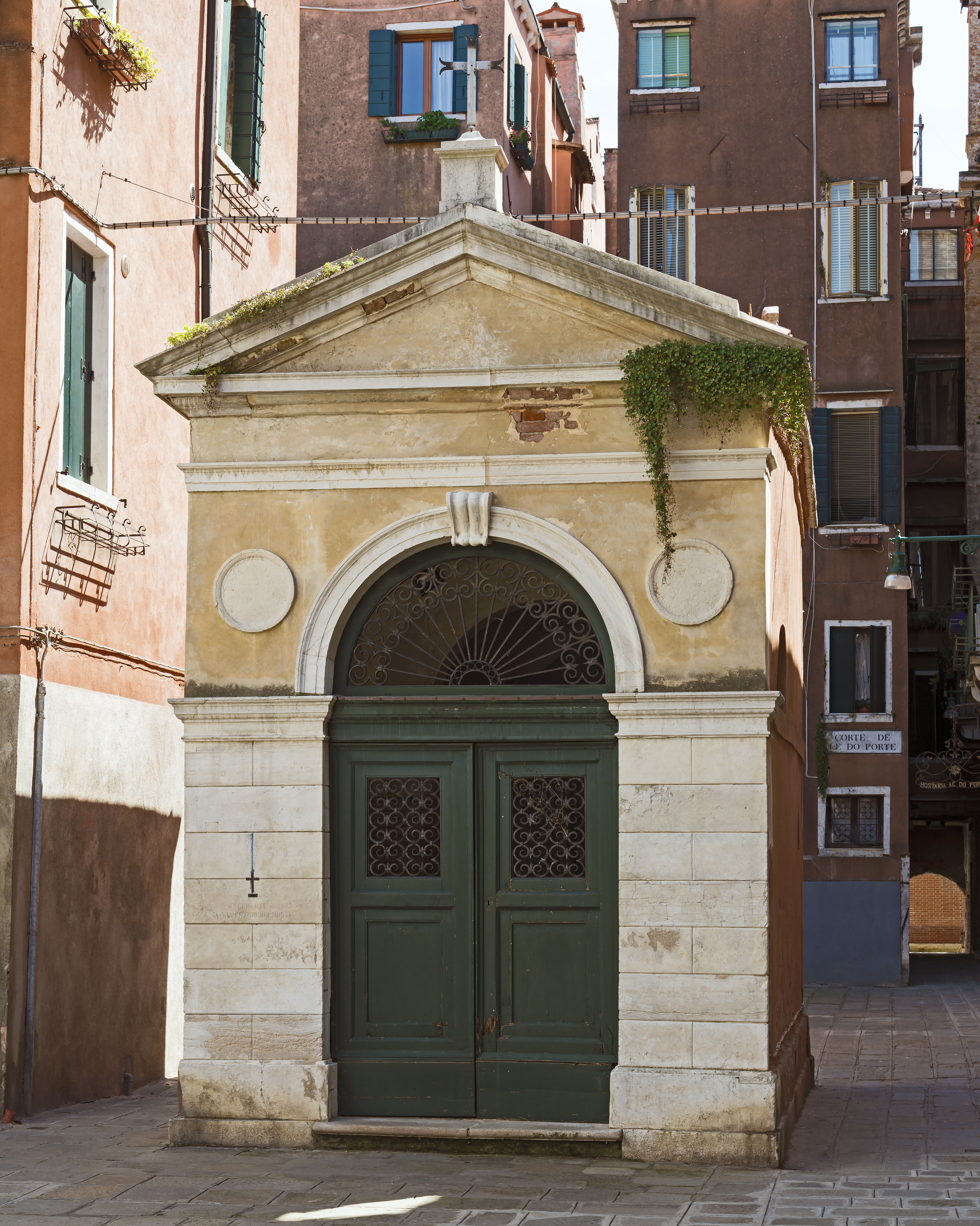
Oratoire de Sainte Justine de Barbarie (Oratorio Santa Giustina detto di Barbaria)

##### désacralisées ou détruites

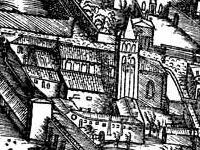
Église Saint-Daniel (chiesa di San Daniele, 1138-1839)
Église Saint-Dominique de Guzman (chiesa di San Domenego, 1317-1807)
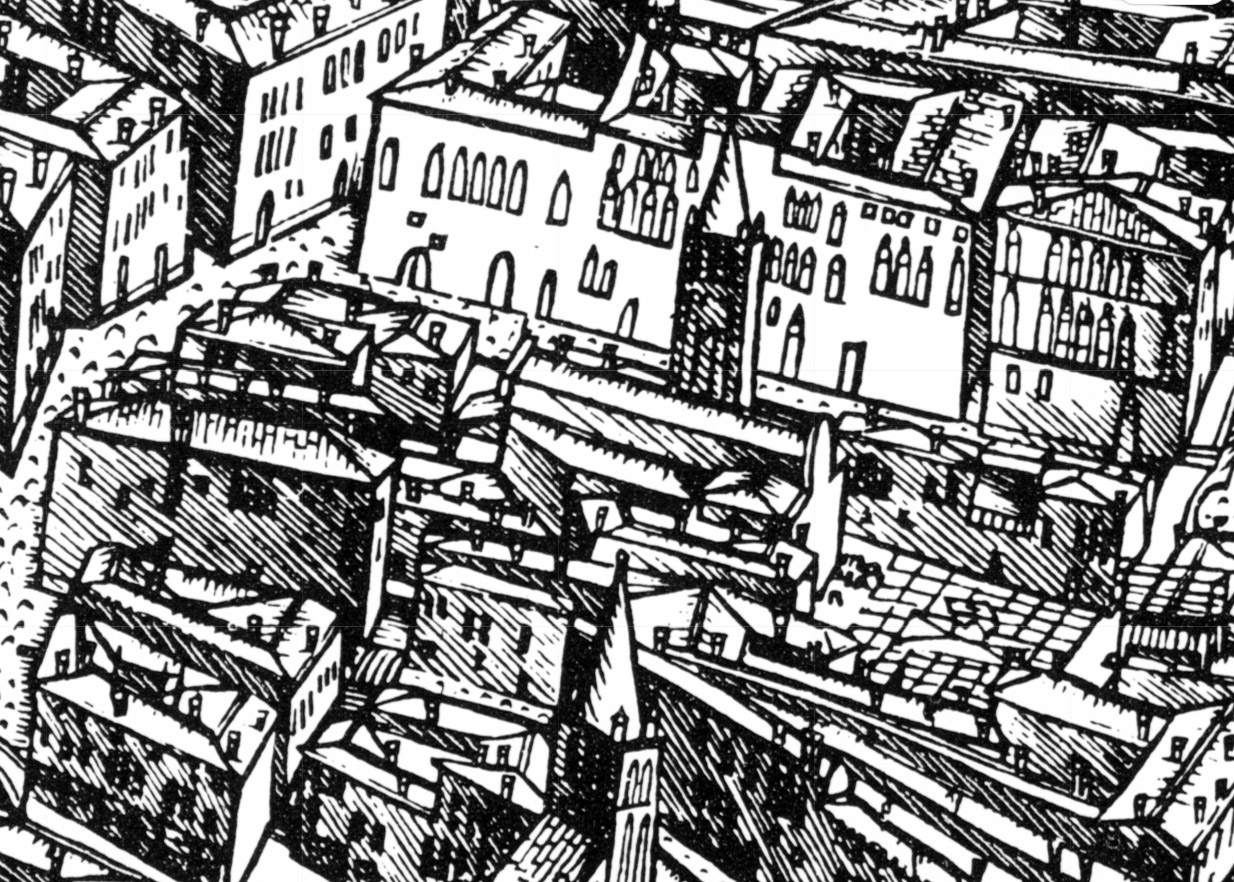
Église Sainte-Marine  (chiesa di Santa Marina, 1030-1818)
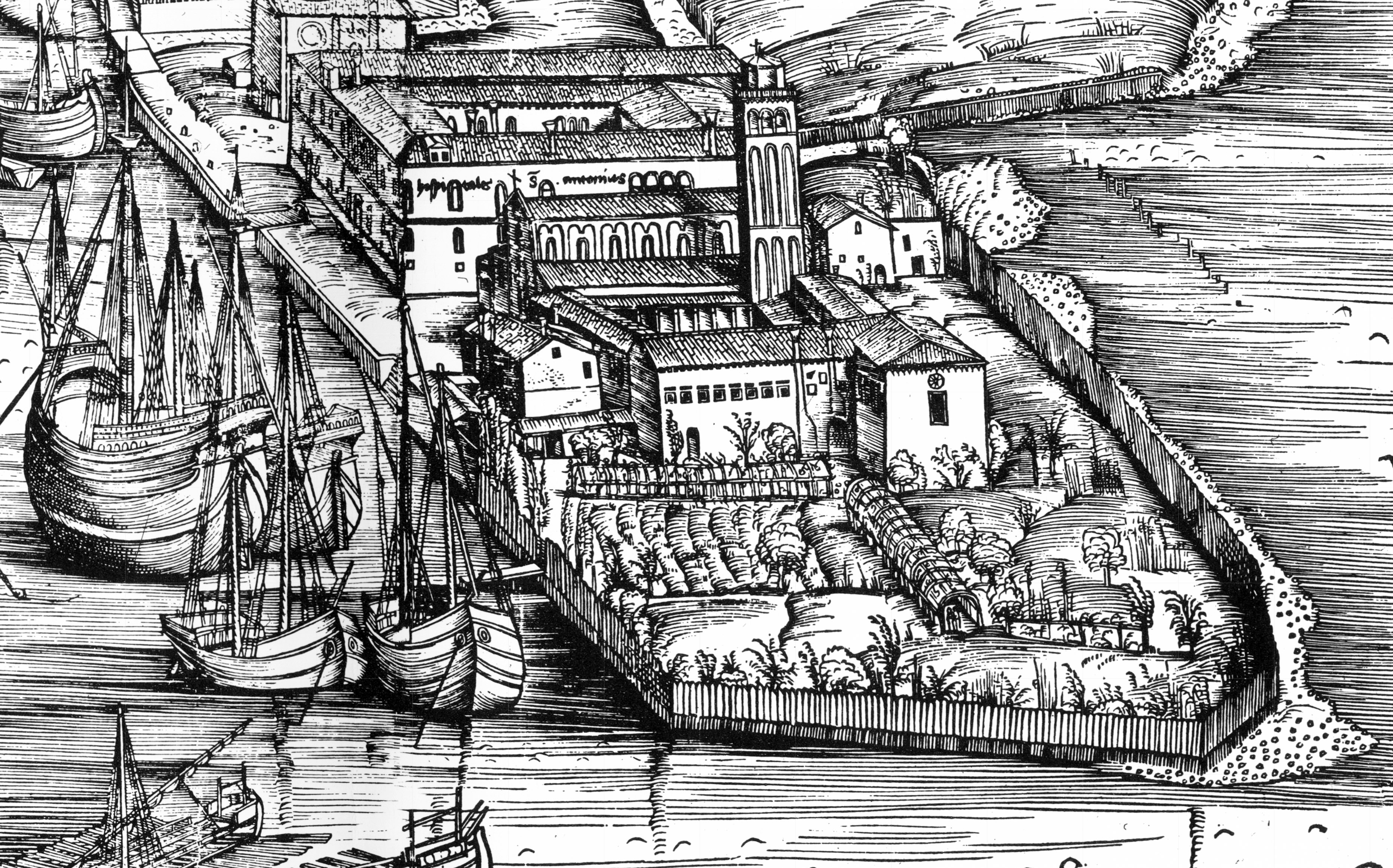
Église Saint-Antoine Abbé (chiesa di Sant'Antonio Abate, 1346-1807)
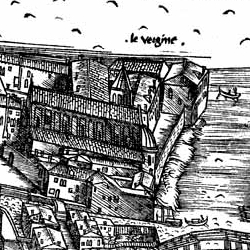
Église Sainte-Marie de la Conception (chiesa di Santa Maria Nuova di Gerusalemme ou delle Vergini, 1239-1809)
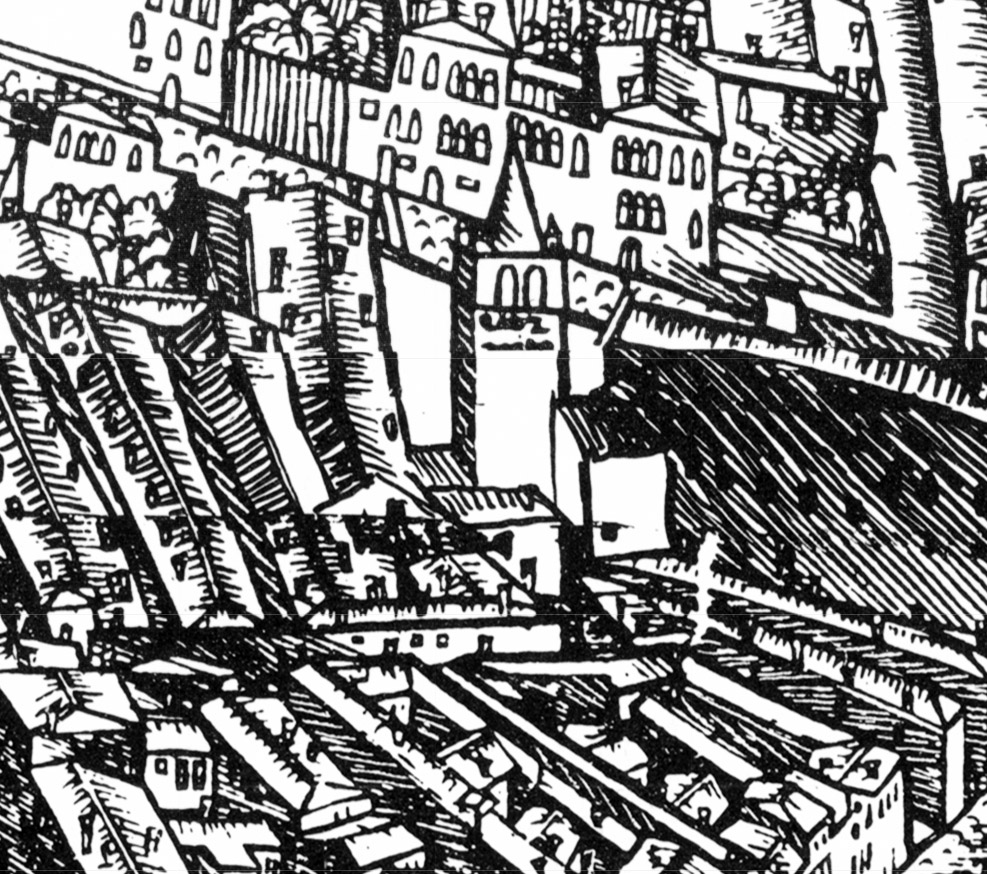
Église Sainte Trinité (chiesa della SS. Trinità ou Santa Ternità, ca.1200-1810)
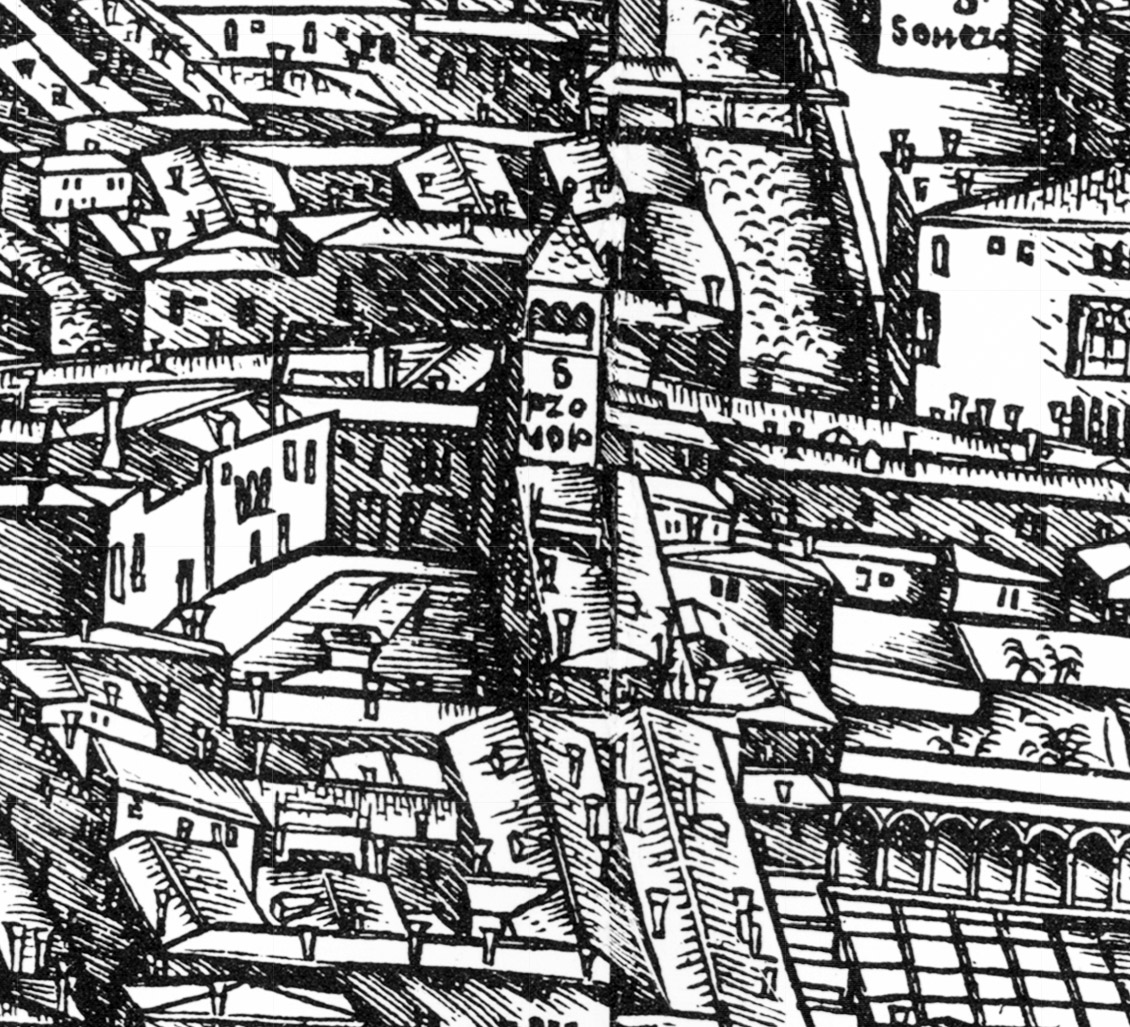
Église Saint Procule (chiesa di San Provolo, 1077-1814)
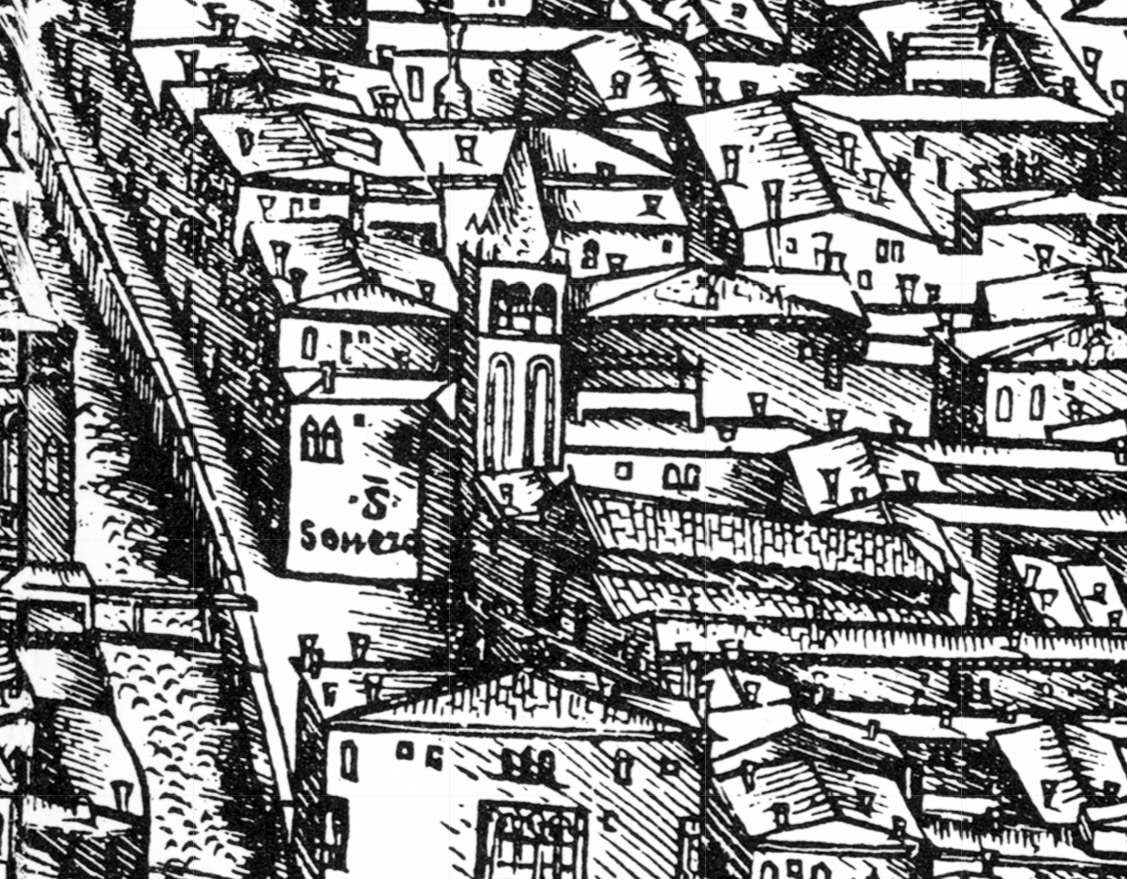
Église Saint-Sévère  (chiesa di San Severo, 820-1829)

- Église Sainte-Anne (chiesa di Sant'Anna, 1297, déconsacrée)
- Église de Saint Philippe et Saint Jacques  (Chiesa di San Filippo e Giacomo e Sant'Apollonia, 1148-1780).
- Église Sainte-Justine  (chiesa di Santa Giustina, 1512, déconsacrée)
- Église de Saint-Jean de Latran (chiesa di San Giovanni di Laterano, 1369-1810)
- Église du Saint-Sépulcre (monasterio del Santo Sepolcro, détruite)
- Église Sain-Nicolas-de-Bari  (chiesa di San Nicolò di Bari, détruite)

### Vicariat San Polo - Santa Croce - Dorsoduro

#### San Polo

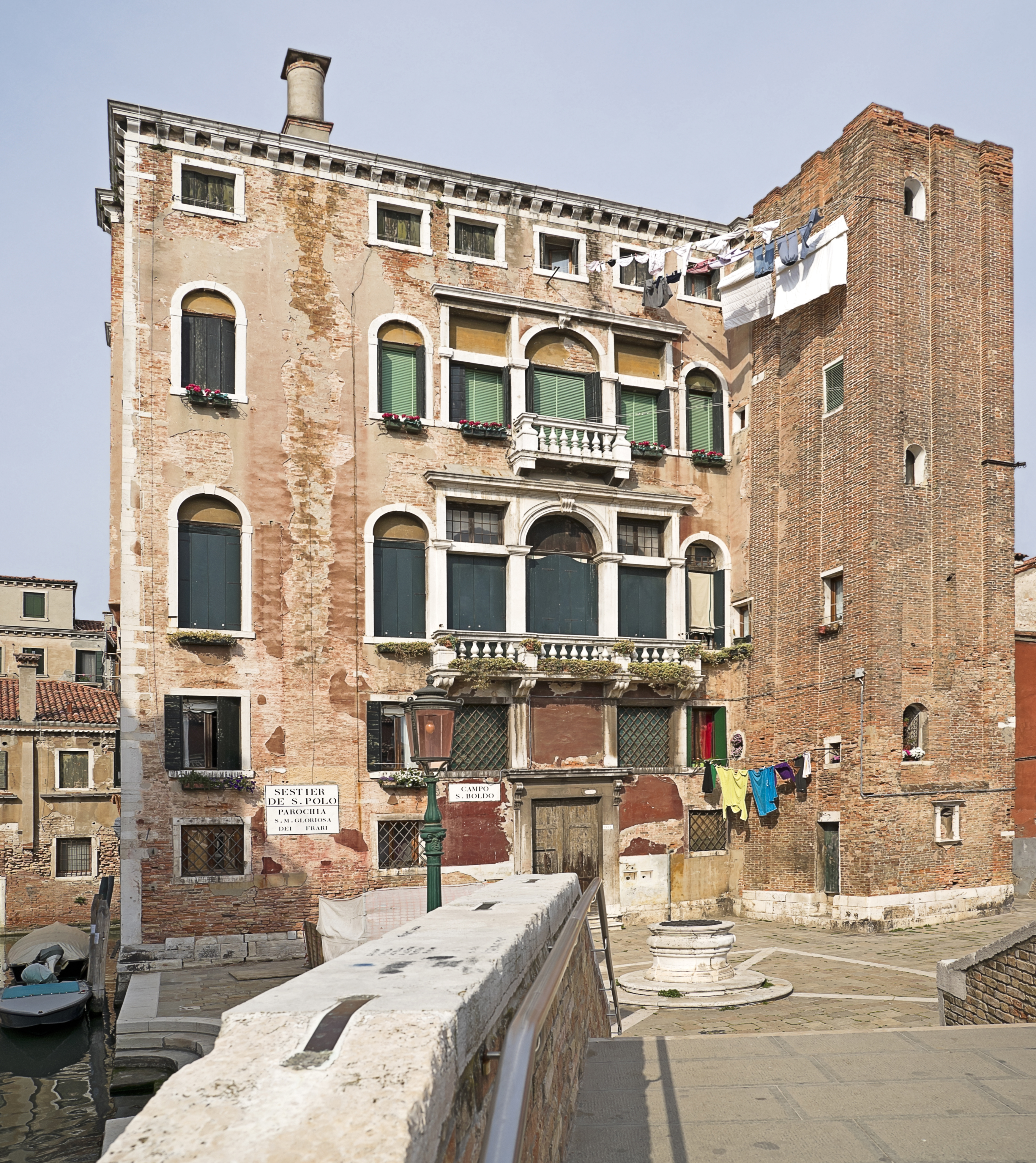
Église Saint-Ubalde (chiesa di San Boldo, sur San Polo, ca.1000-1808, détruite)
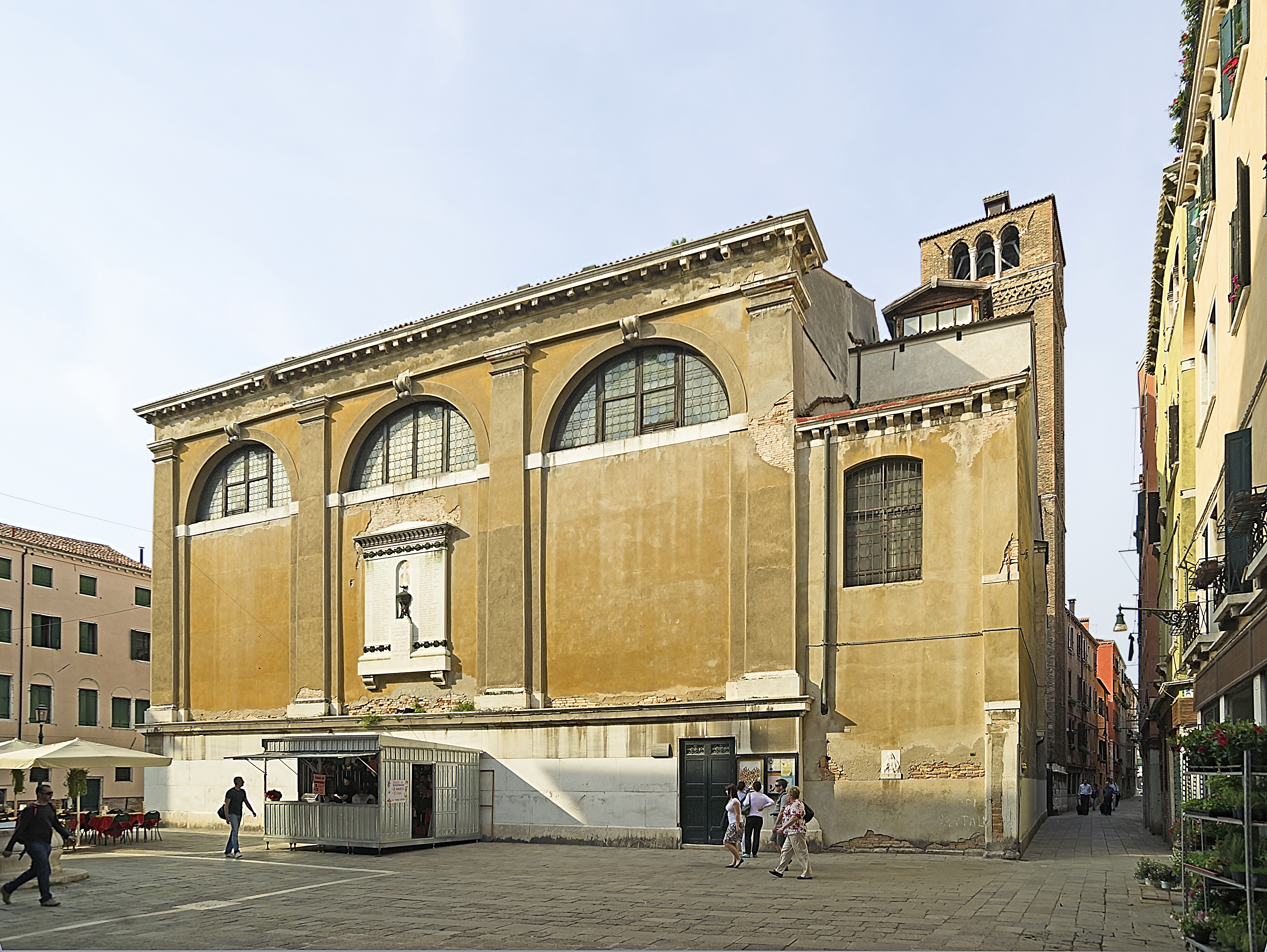
Église Saint-Cassien (chiesa di San Cassiano, 950)
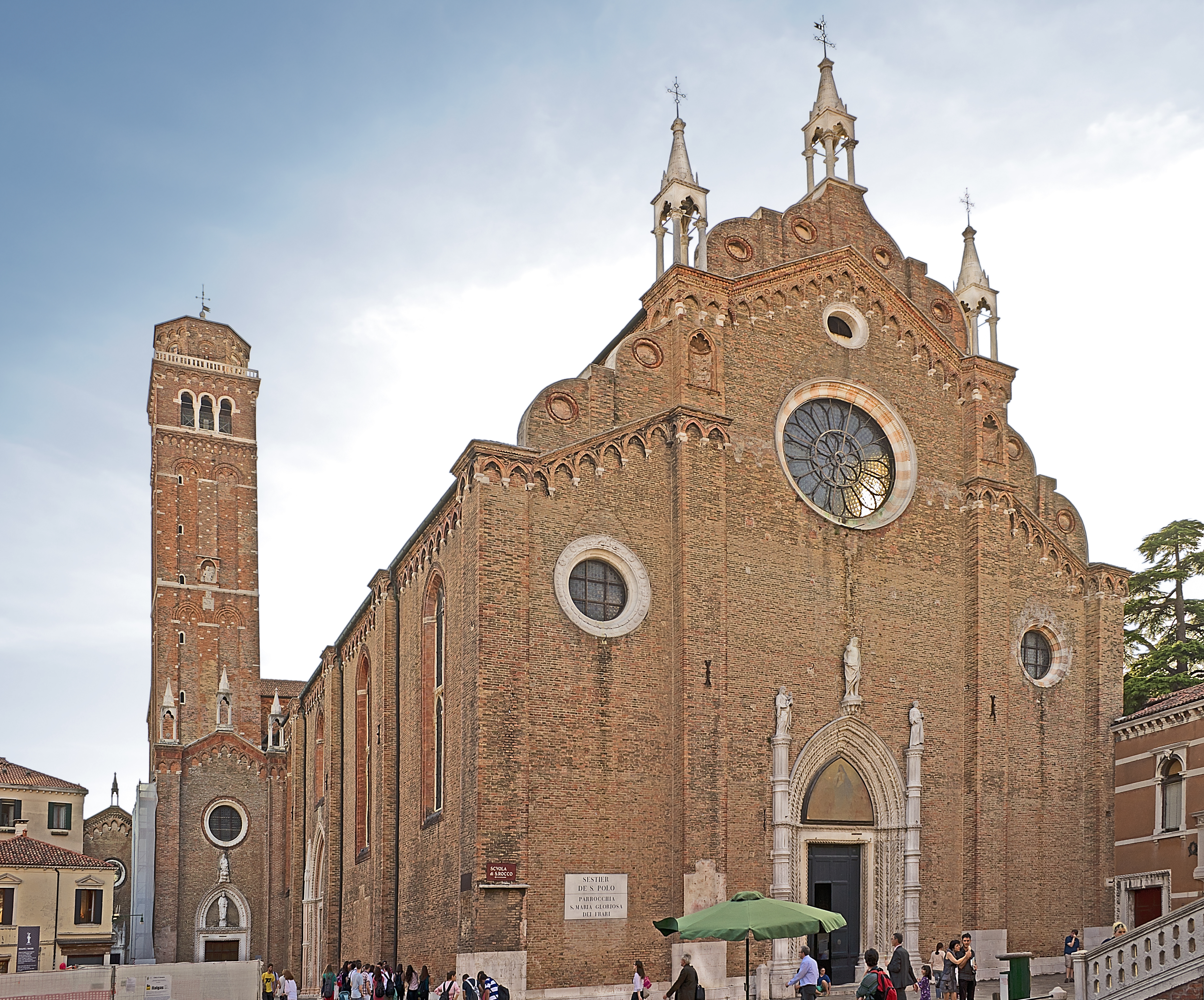
Basilique Sainte-Marie-Glorieuse-des-Frères (basilica di Santa Maria Gloriosa dei Frari, communément appelée I Frari, 1250)
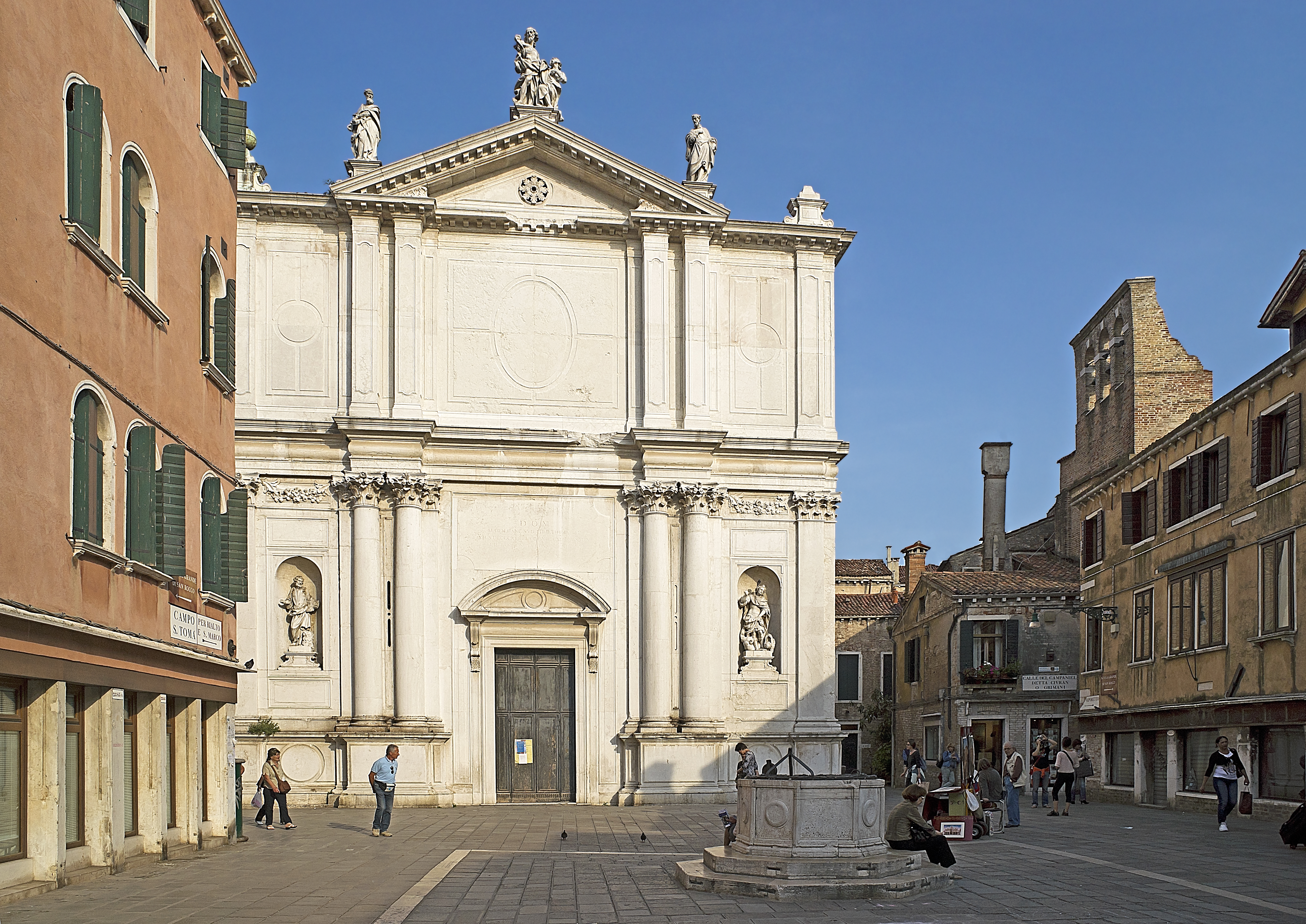
Église Saint-Thomas (chiesa di San Tomà ou San Tommaso, 1375)
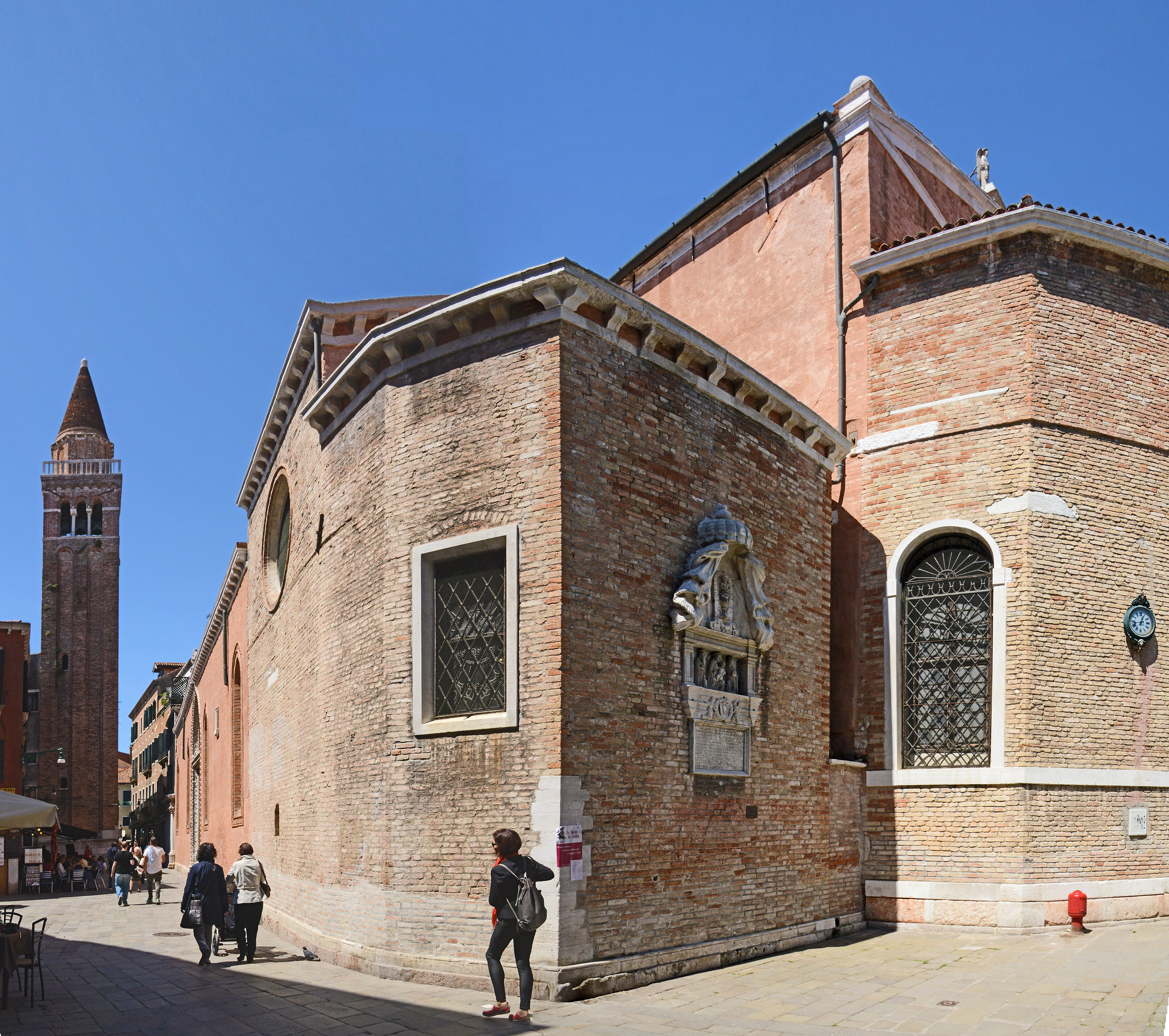
Église Saint-Paul (chiesa di San Polo ou San Paolo Apostolo, 850)
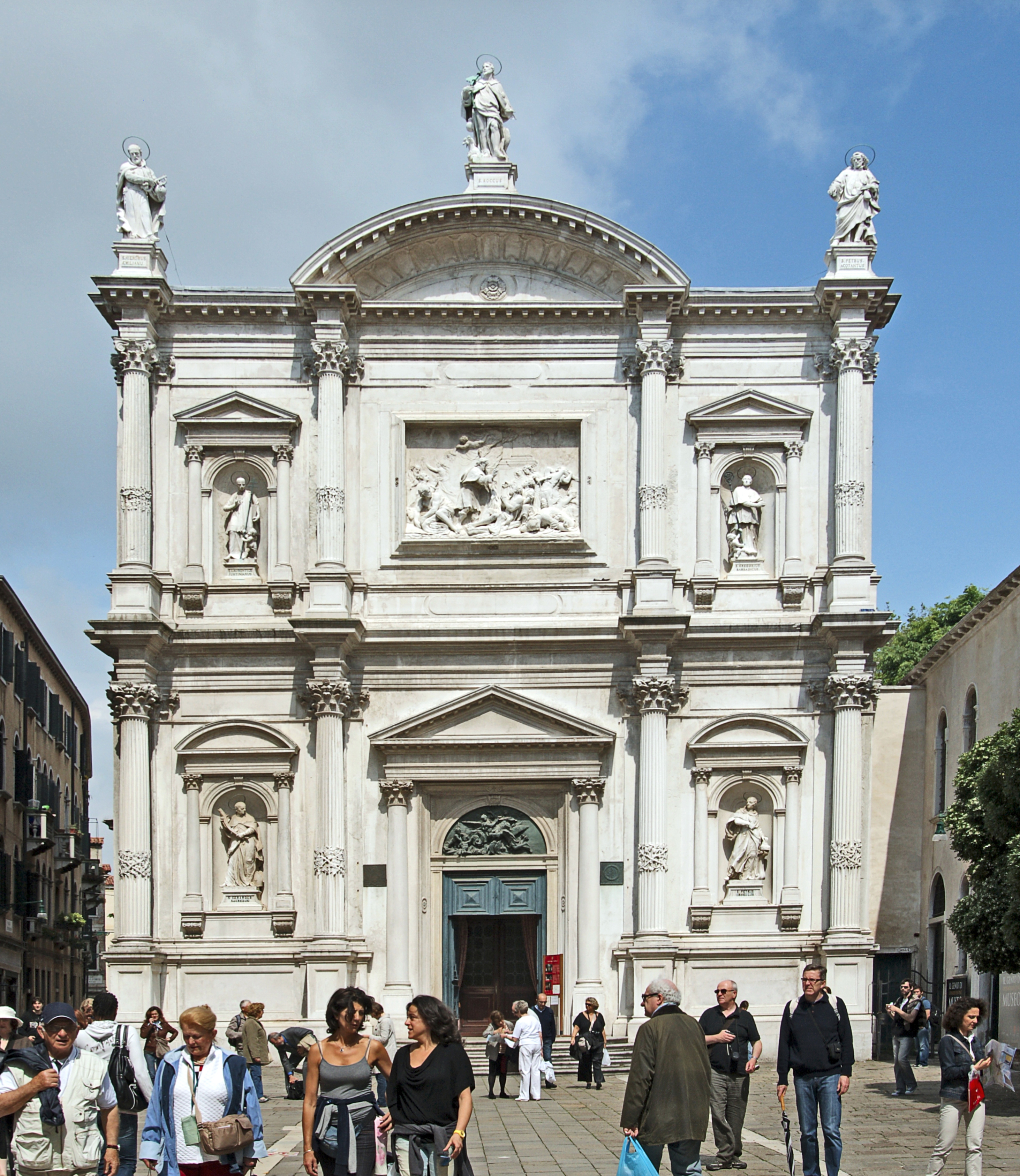
Église Saint-Roch (chiesa di San Rocco, 1489)
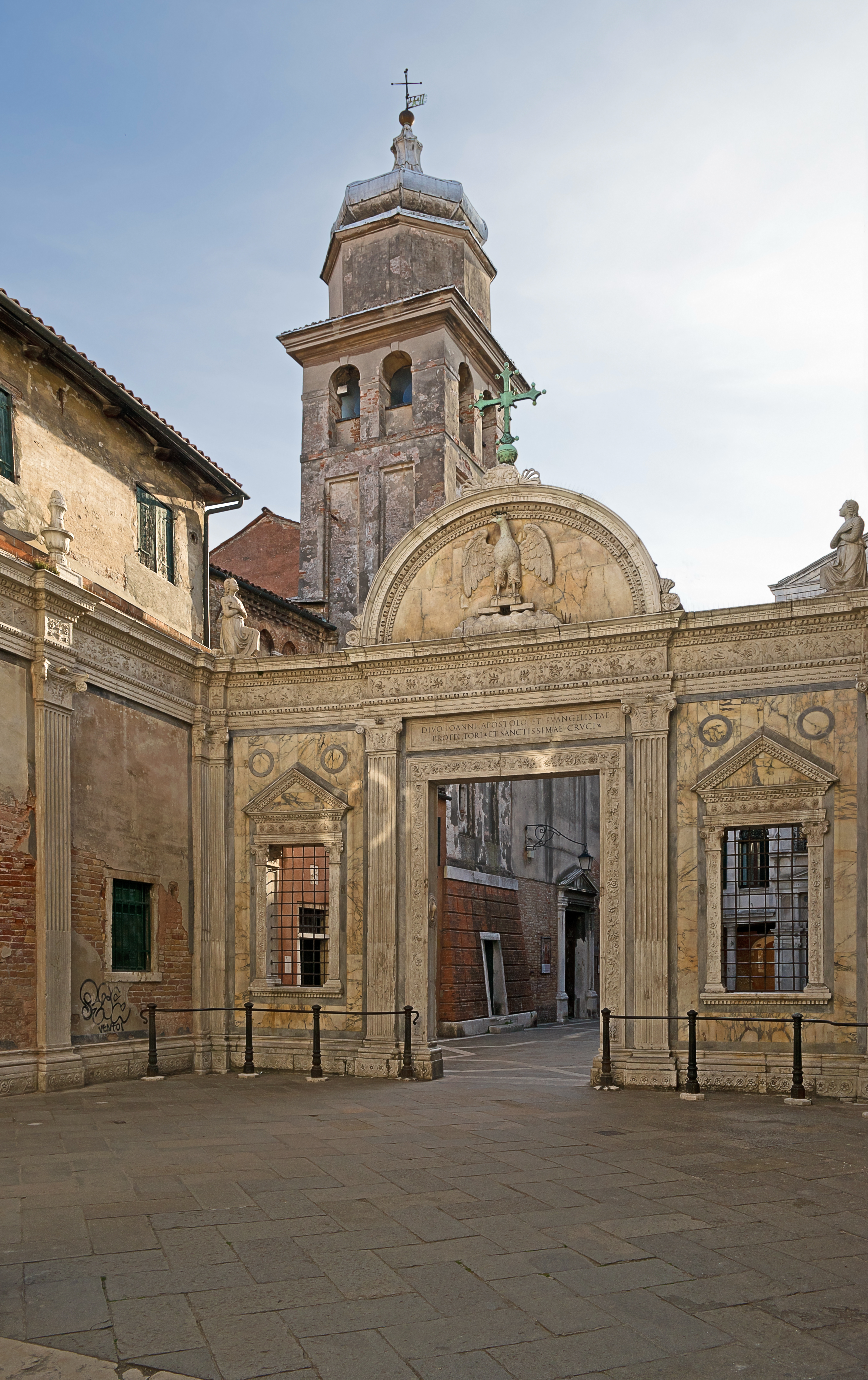
Église Saint-Jean-Évangéliste (chiesa di San Giovanni Evangelista, 1301)
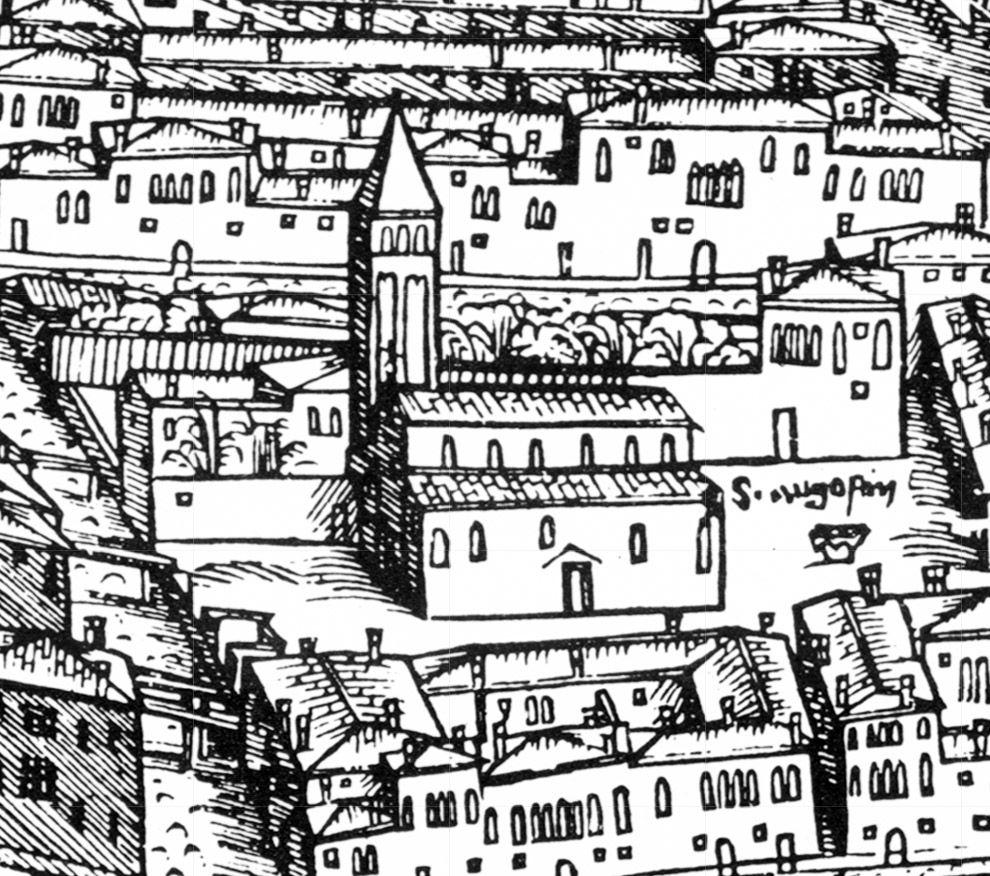
Église Saint-Augustin (chiesa Sant'Agostin, 959-1873, détruite)
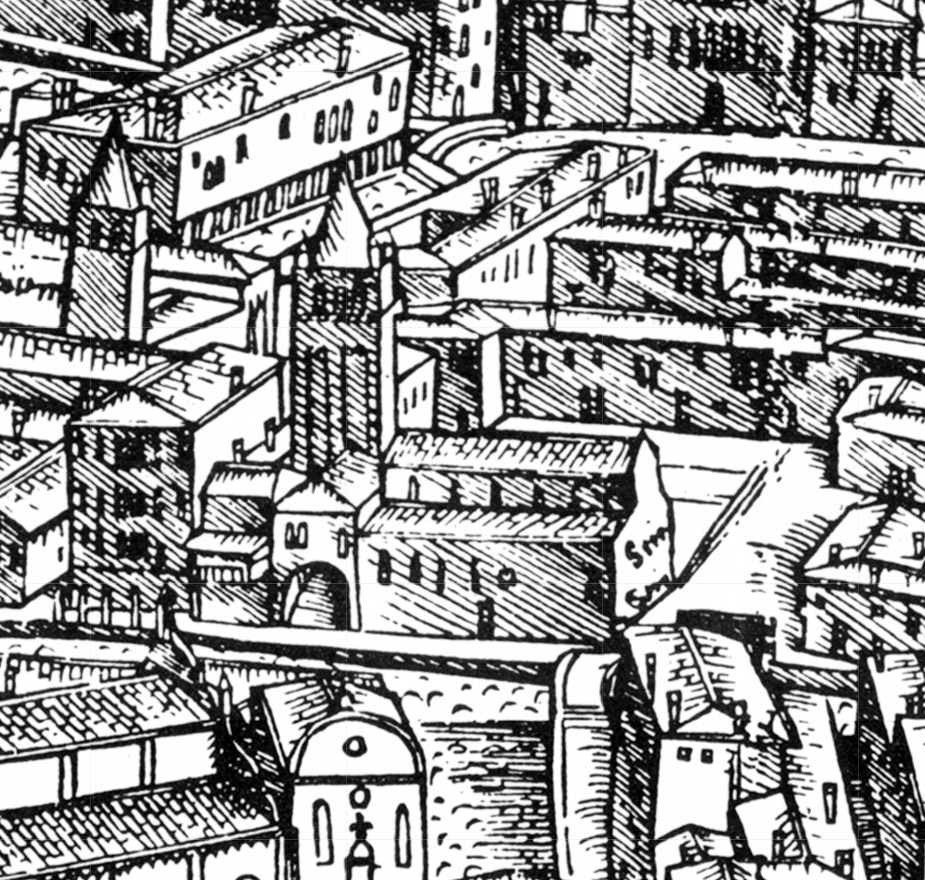
Église Saint-Stin (chiesa di San Stin, ca.900-1810, détruite)
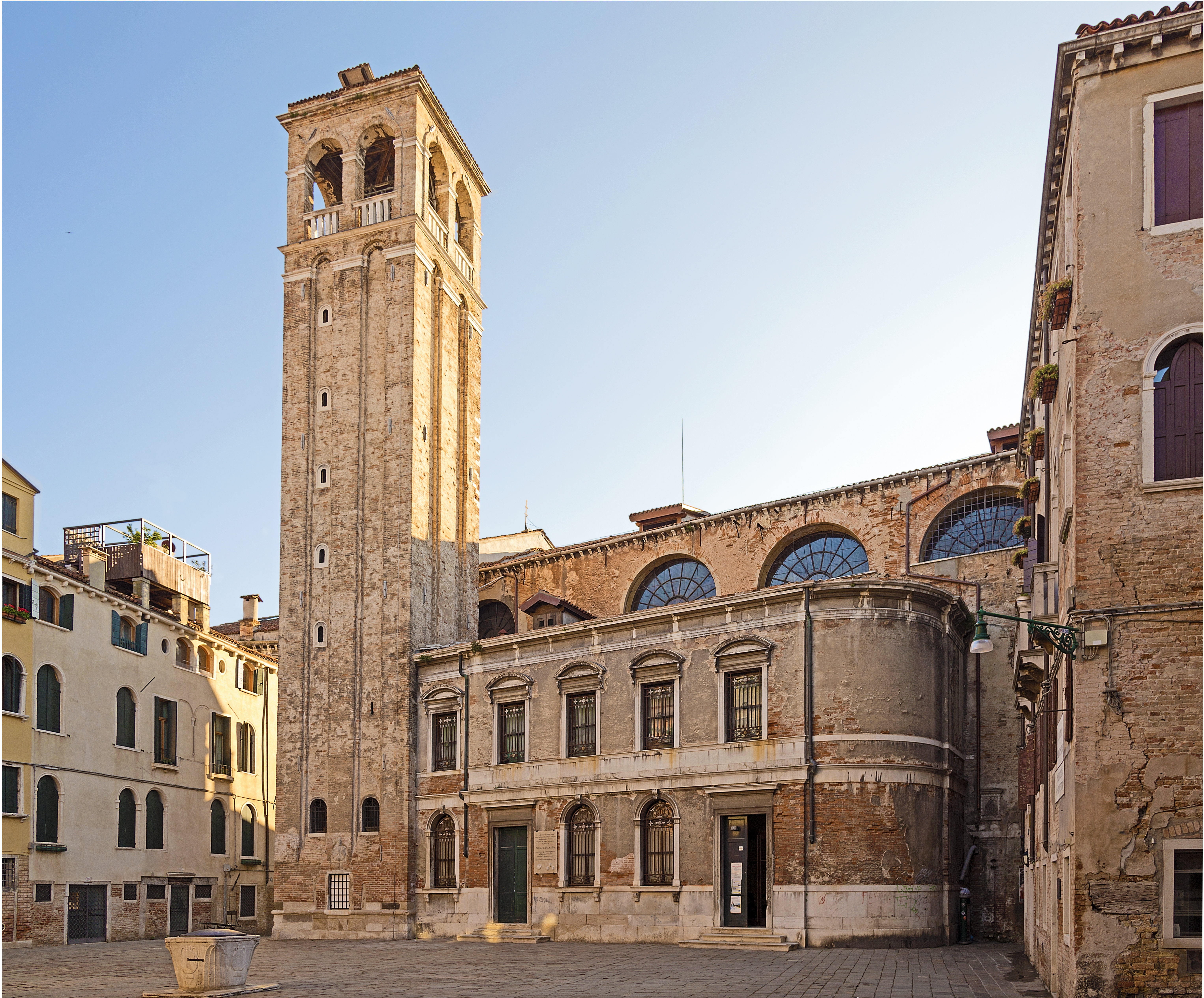
Église Saint-Silvestre (chiesa di San Silvestro I Papa, 850)
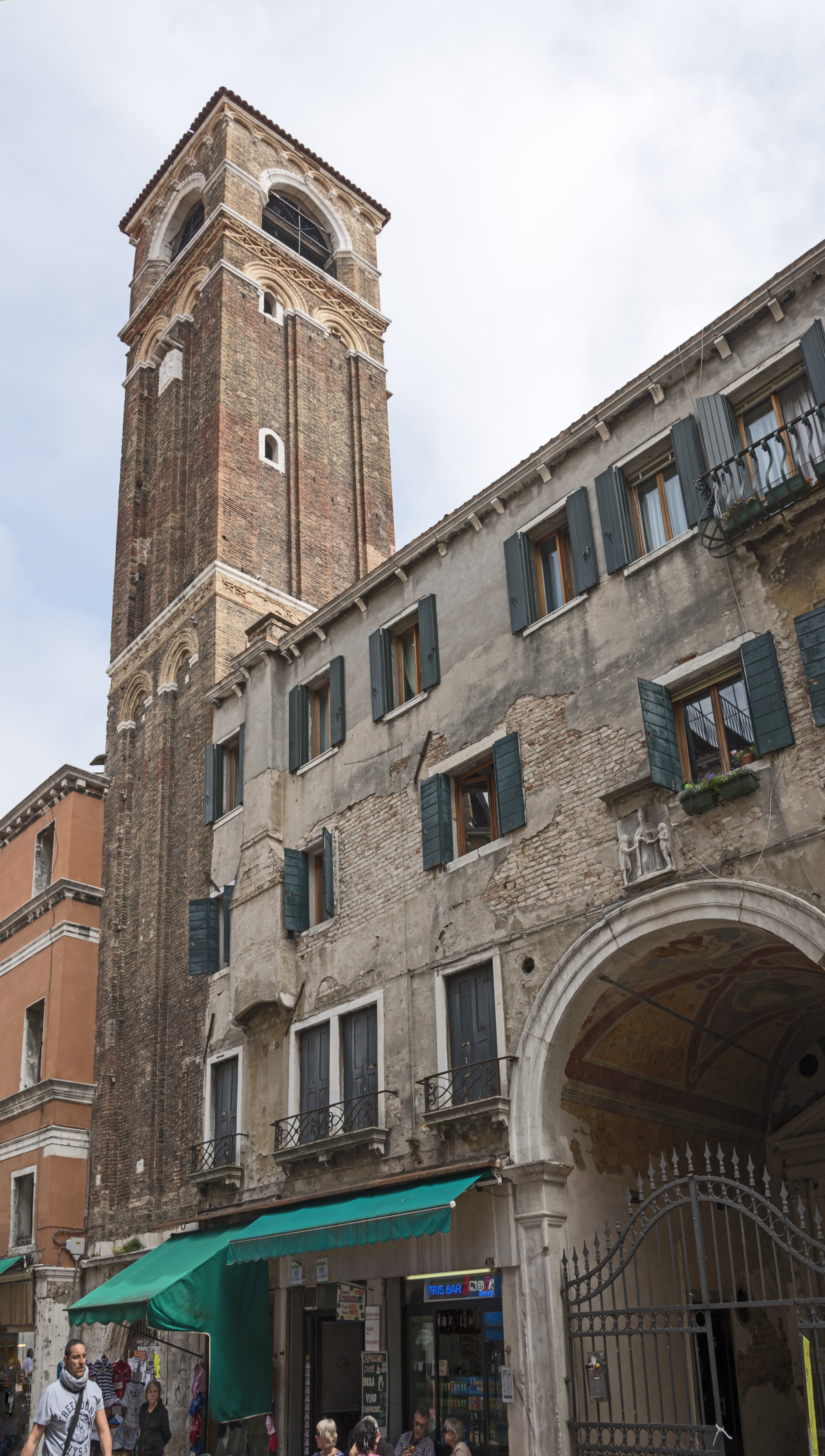
Église Saint-Jean-l'Aumônier (it) (chiesa di San Giovanni Elemosinario, 1051)
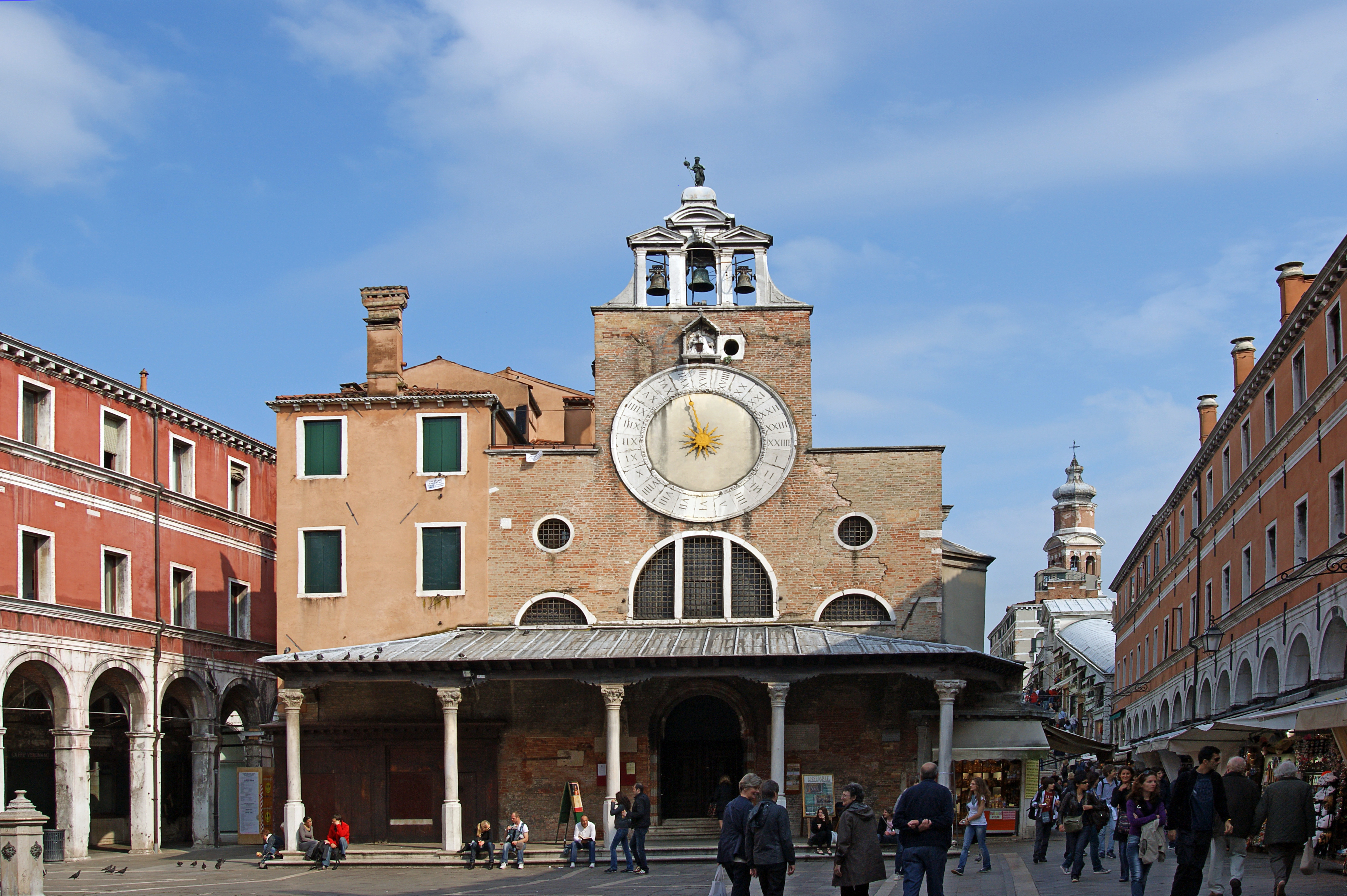
Église Saint-Jacques-du-Rialto (chiesa di San Giacomo Apostolo di Rialto ou San Giacometto, 450)
Église Saint-Aponal  (chiesa di Sant'Aponal ou San Apollinare, 1034, déconsacrée)
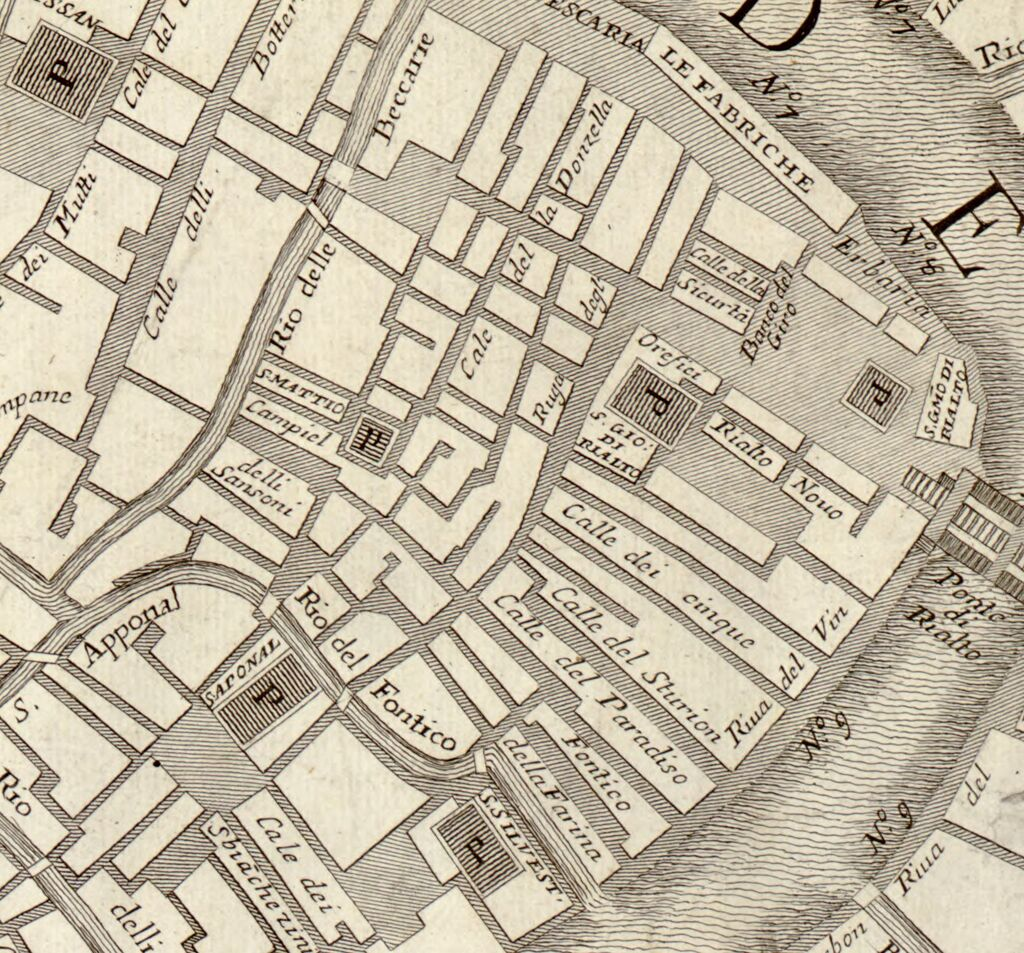
Église Saint-Matthieu-du-Rialto (chiesa di San Matteo di Rialto, 1156-1807, détruite)
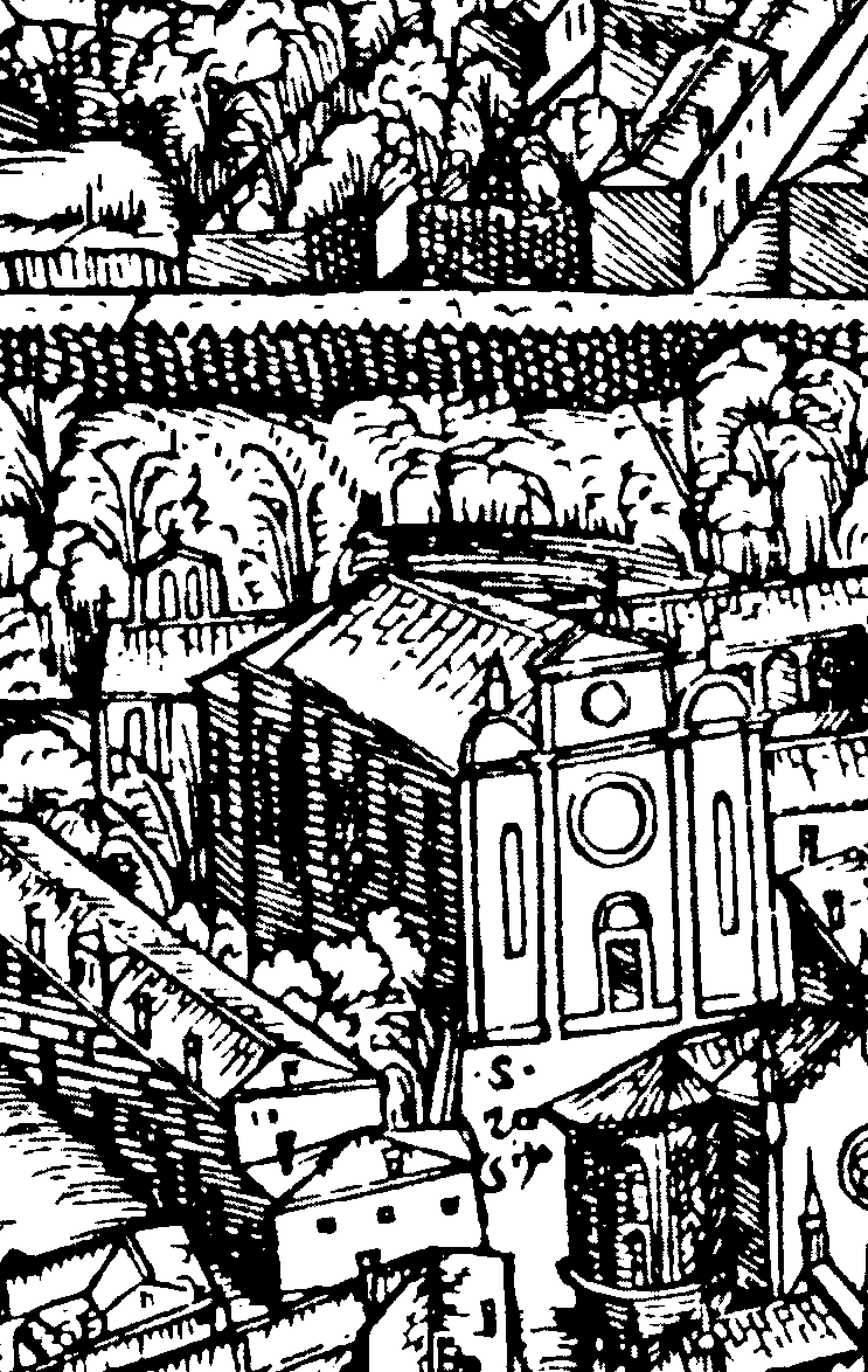
Saint-Nicolas-de-la-Laitue (San Niccolò de' Frari, dit della Lattuga ou San Niccoletto, 1332-, détruite)

#### Santa Croce

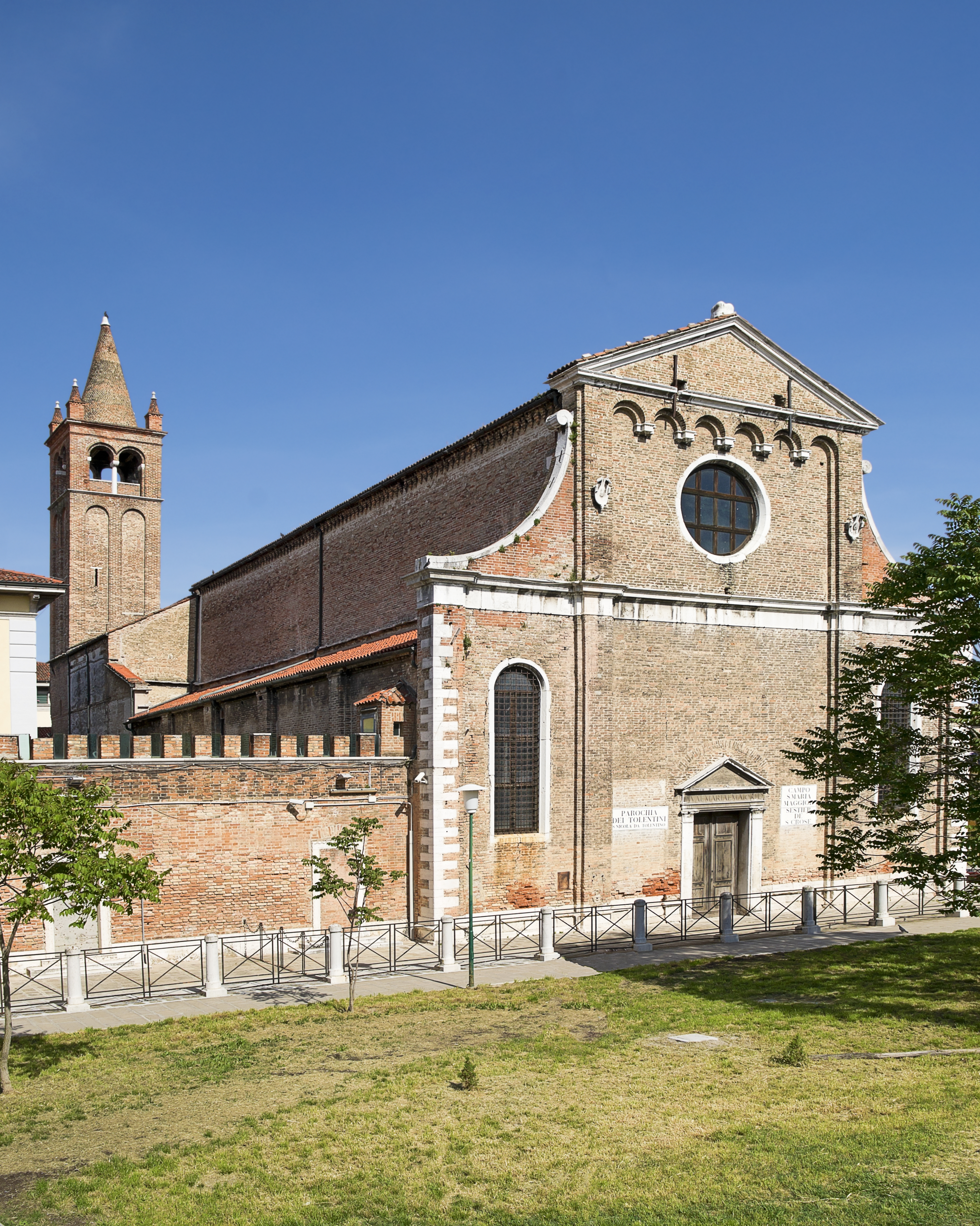
Église Saint-Marie-Majeure (it) (chiesa di Santa Maria Maggiore, 1450, déconsacrée)
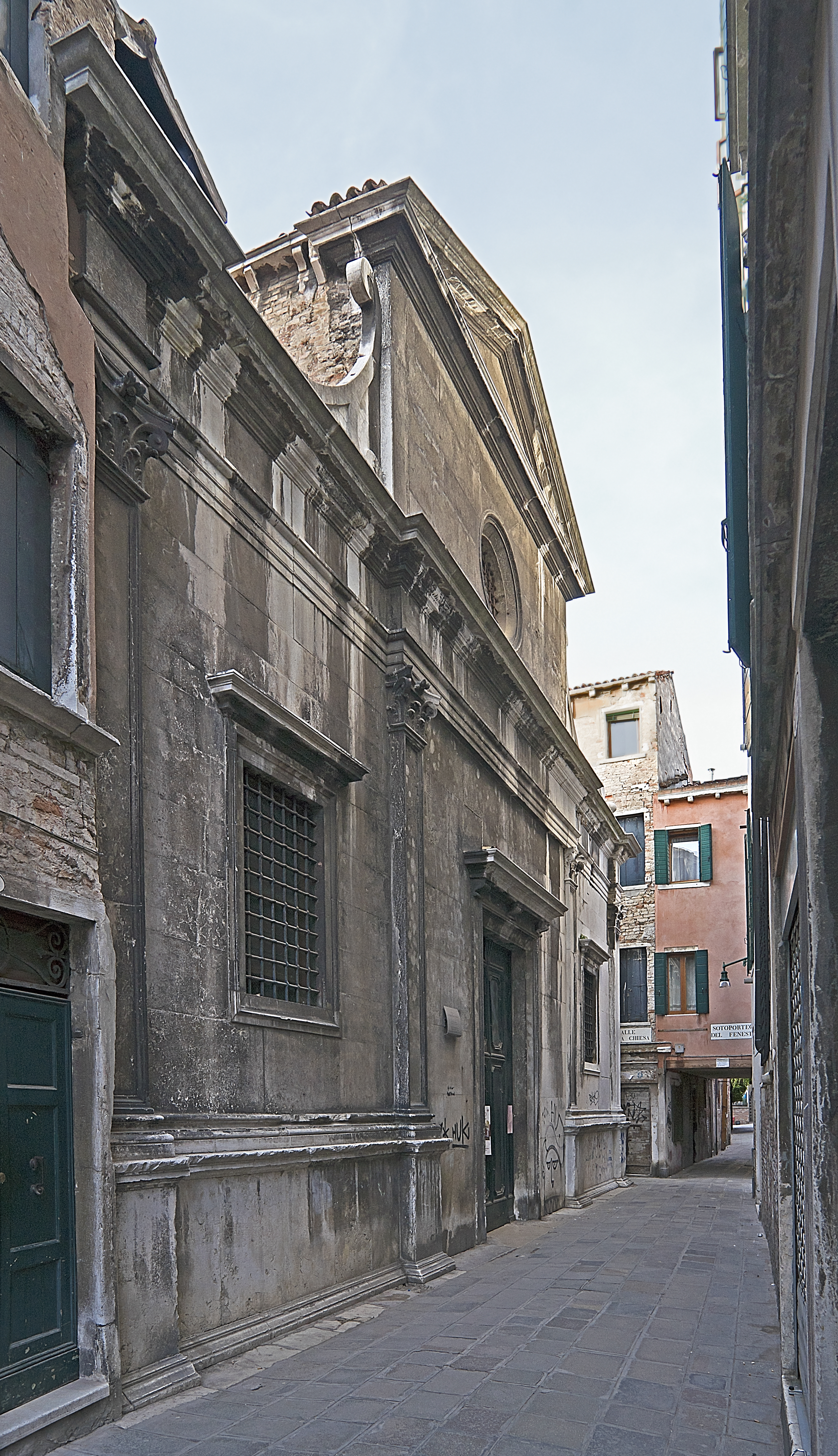
Église Sainte-Marie-Mère-de-Dieu (chiesa di Santa Maria Mater Domini, 960)
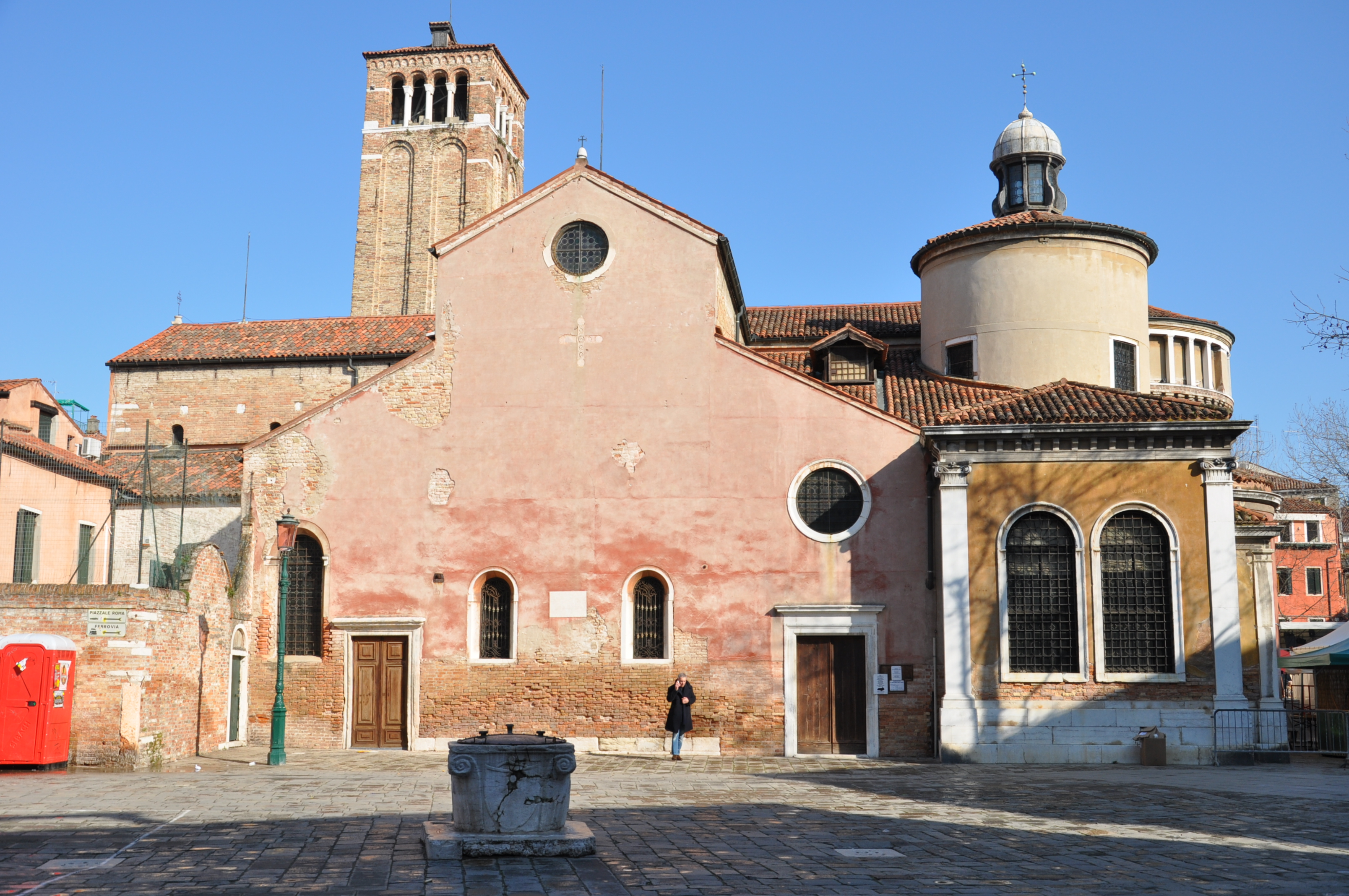
Église Saint-Jacques-dall'Orio (chiesa di San Giacomo dall'Orio, 850)
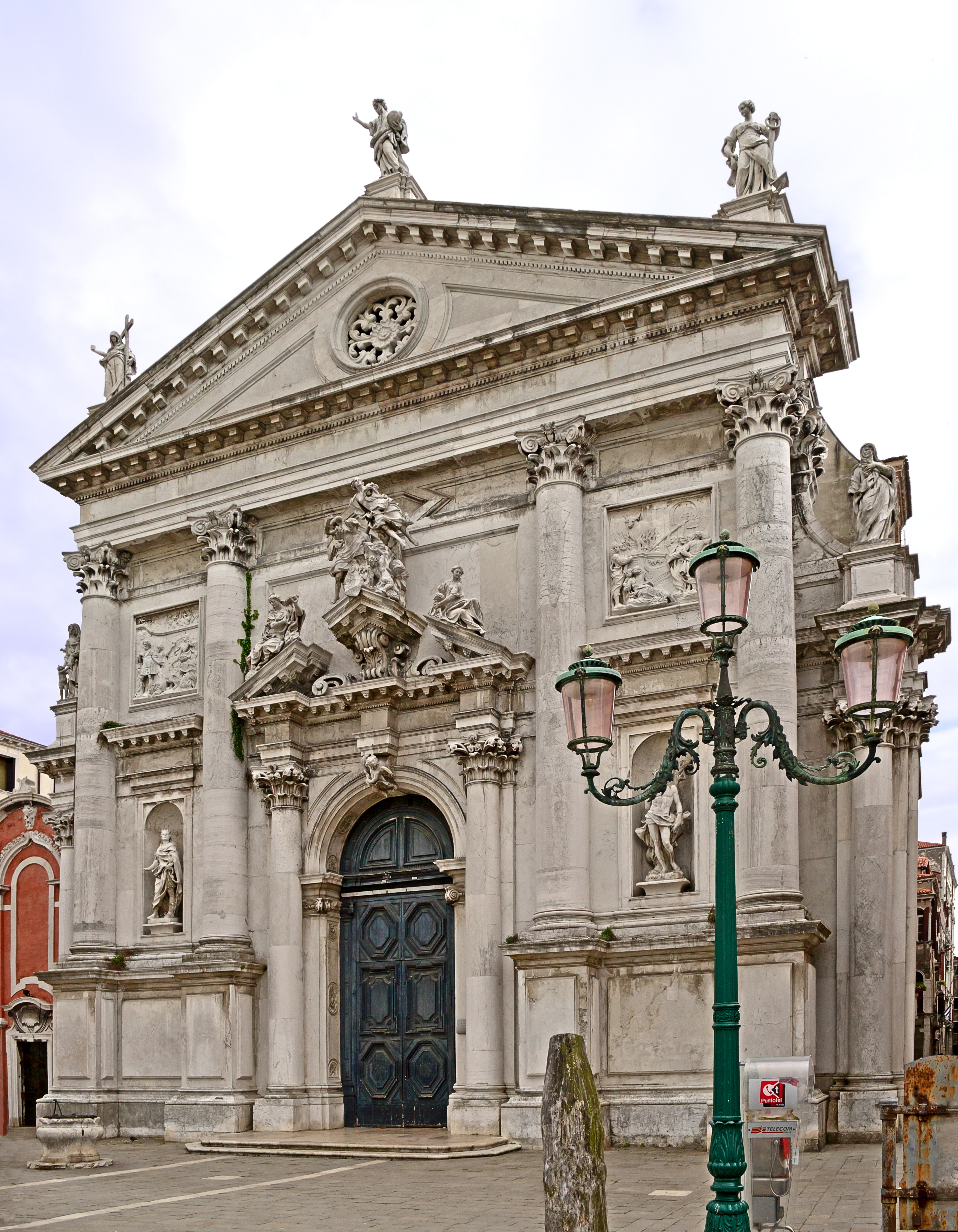
Église Saint-Eustache (chiesa di San Stae ou Sant'Eustachio, 996)
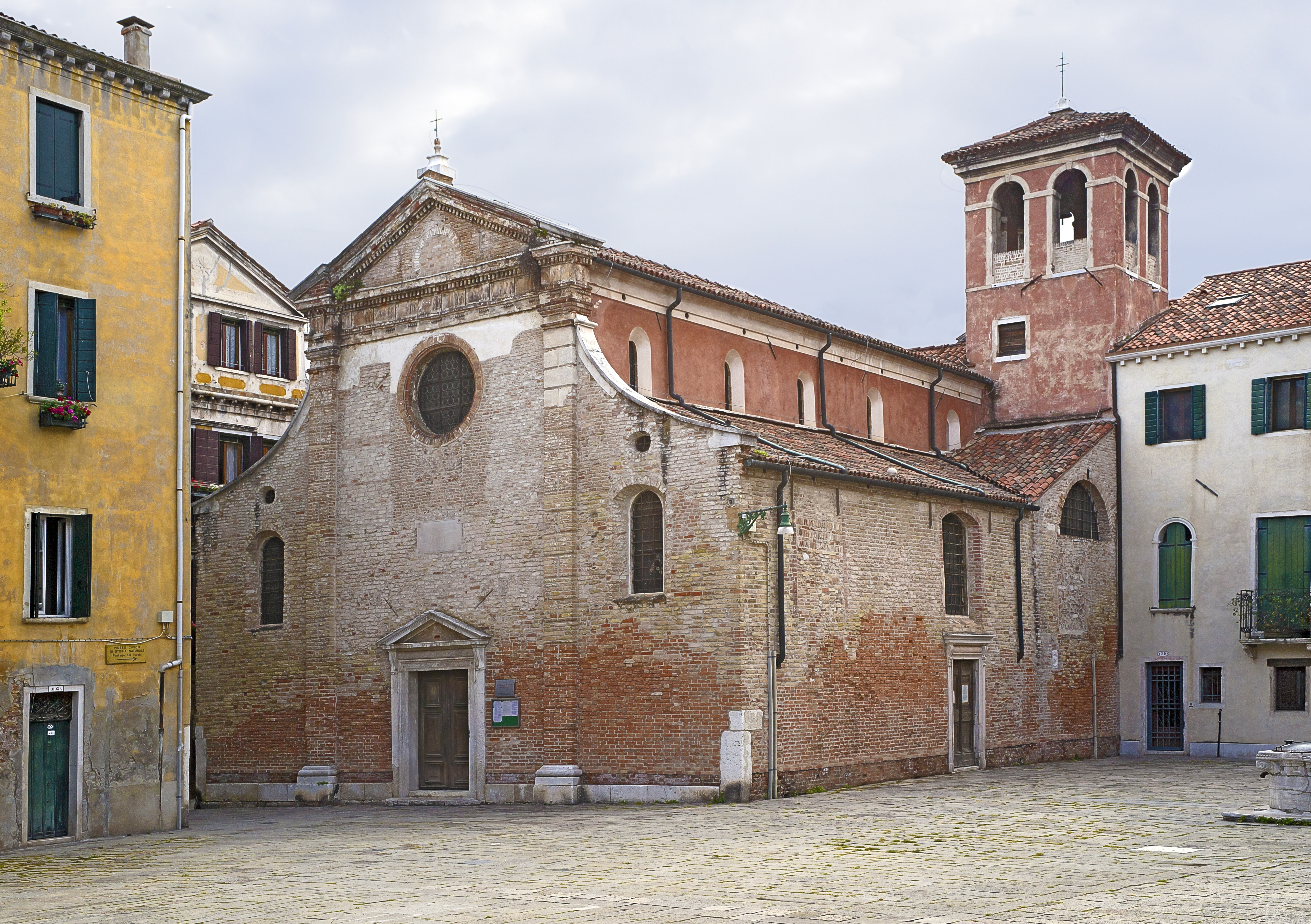
Église Saint-Jean-Baptiste (chiesa di San Zan Degolà ou Giovanni Decollato, 1007)
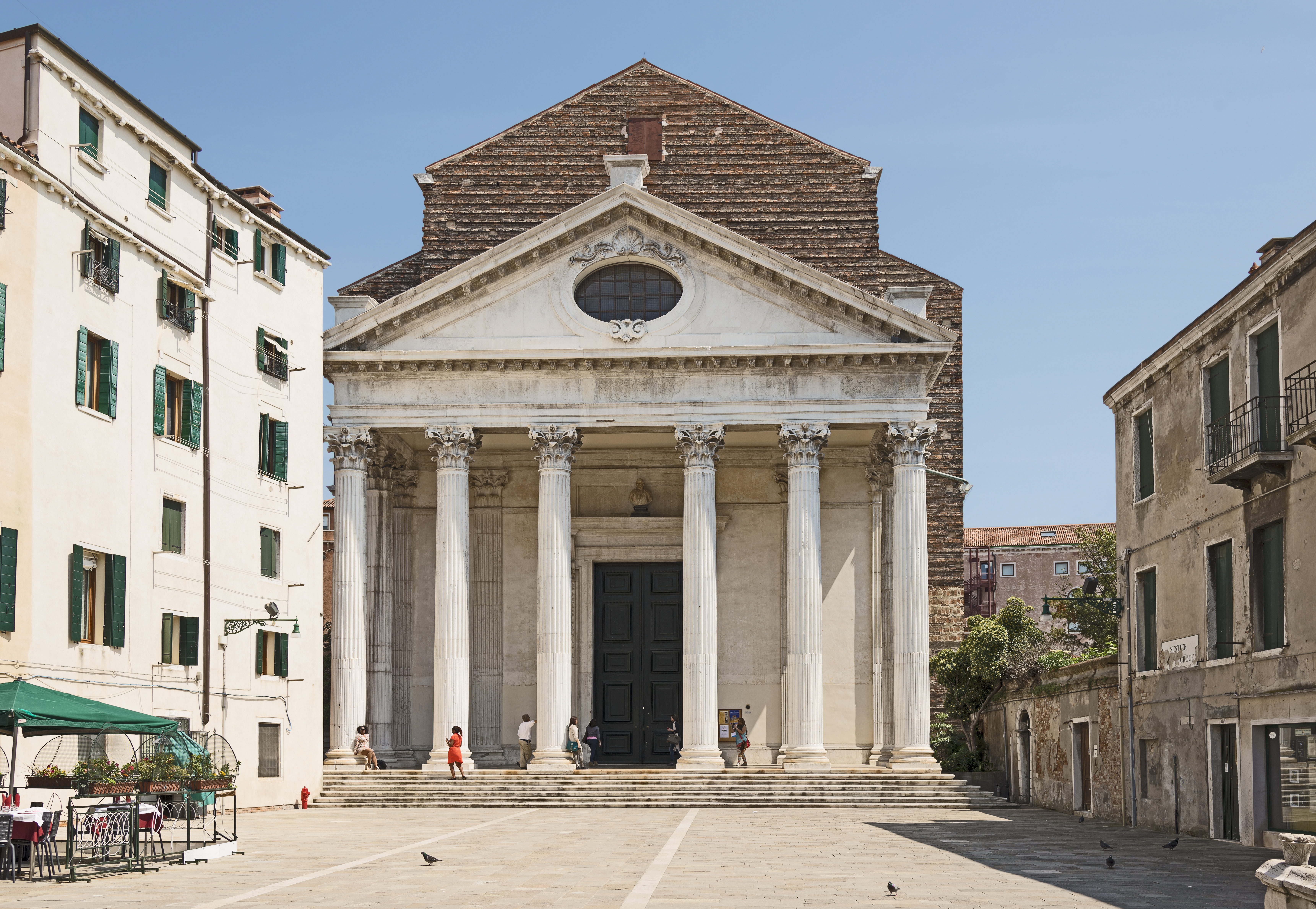
Église Saint-Nicolas-de-Tolentino (chiesa di San Nicola da Tolentino, ou simplement I Tolentini, 837)
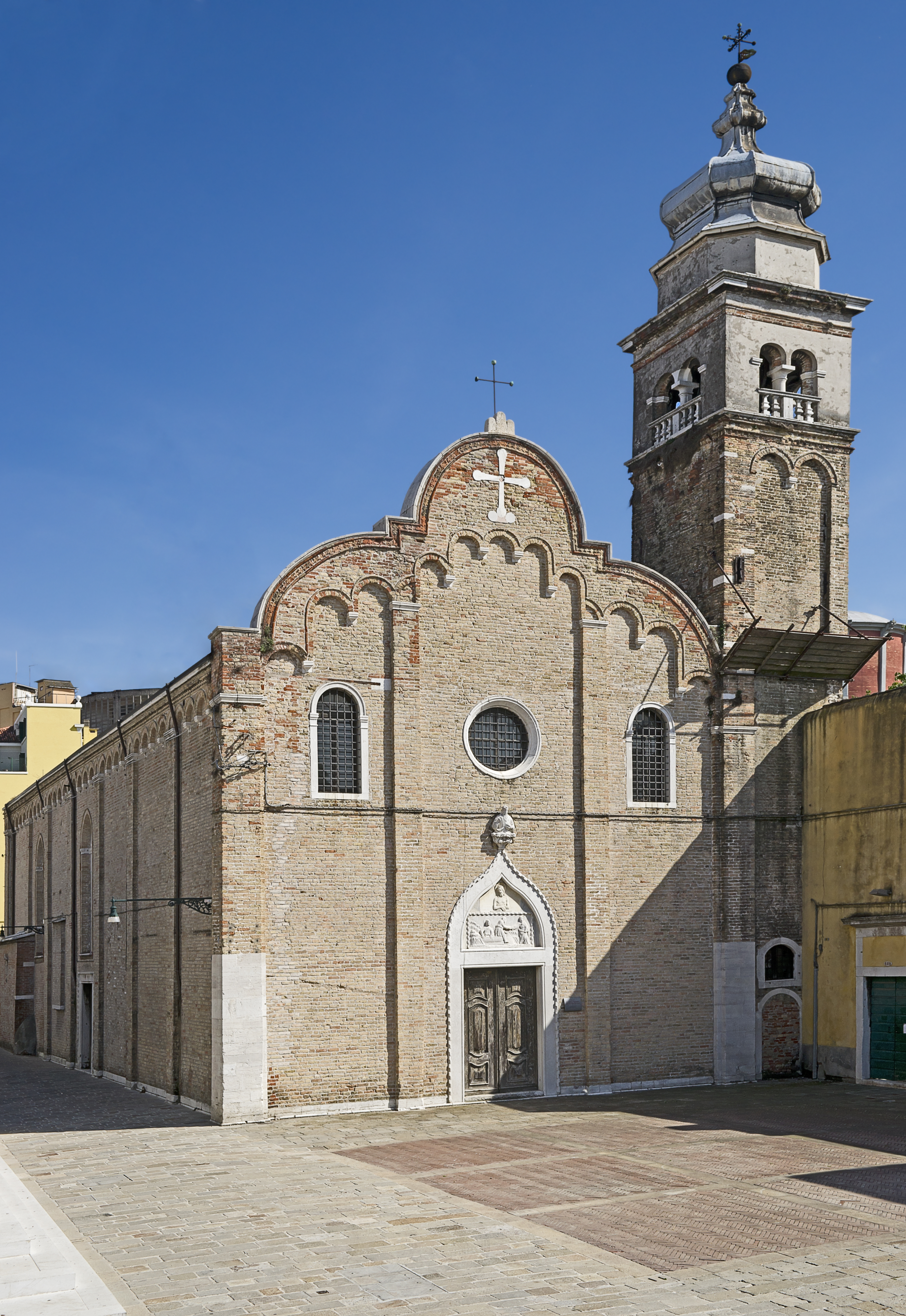
Église Saint-André-de-la-Zirada (chiesa di Sant'Andrea Apostolo ou della Zirada, 1329, déconsacrée)
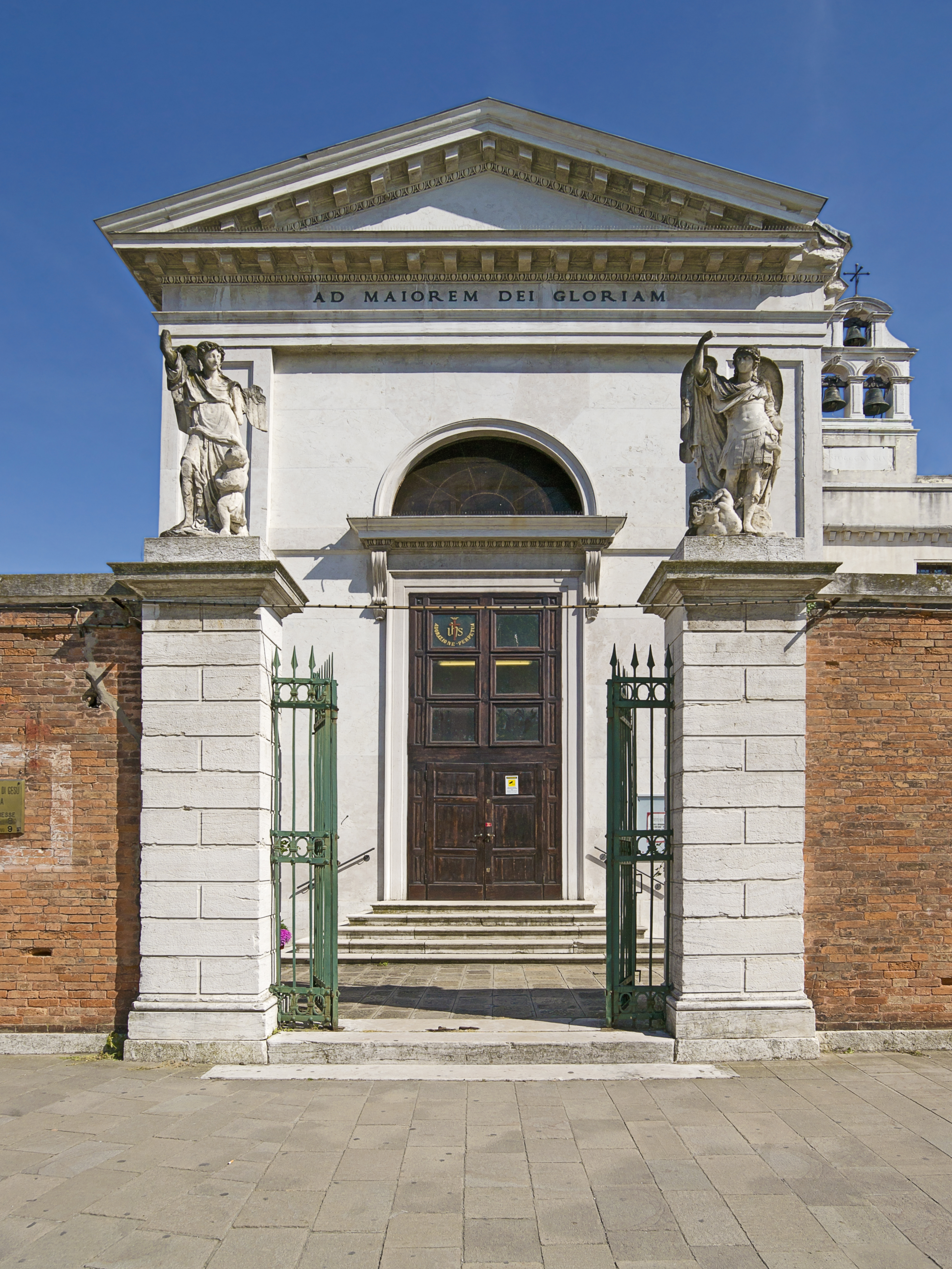
Église du Nom-de-Jésus (chiesa di Nome di Gesù Santa Chiara, 1834)
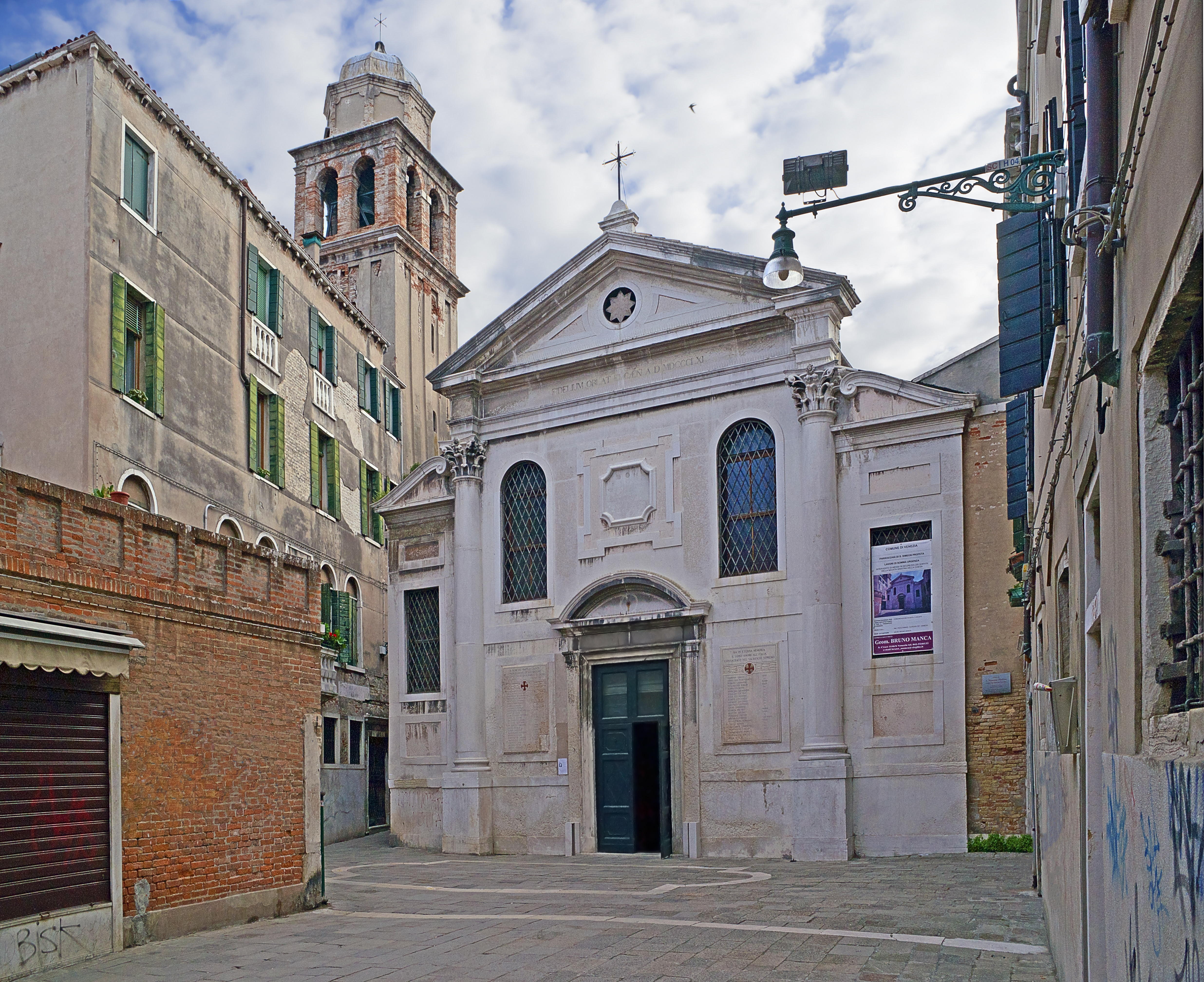
Église Saint-Siméon-Prophète (chiesa di San Simeone Profeta ou Grande, 900)
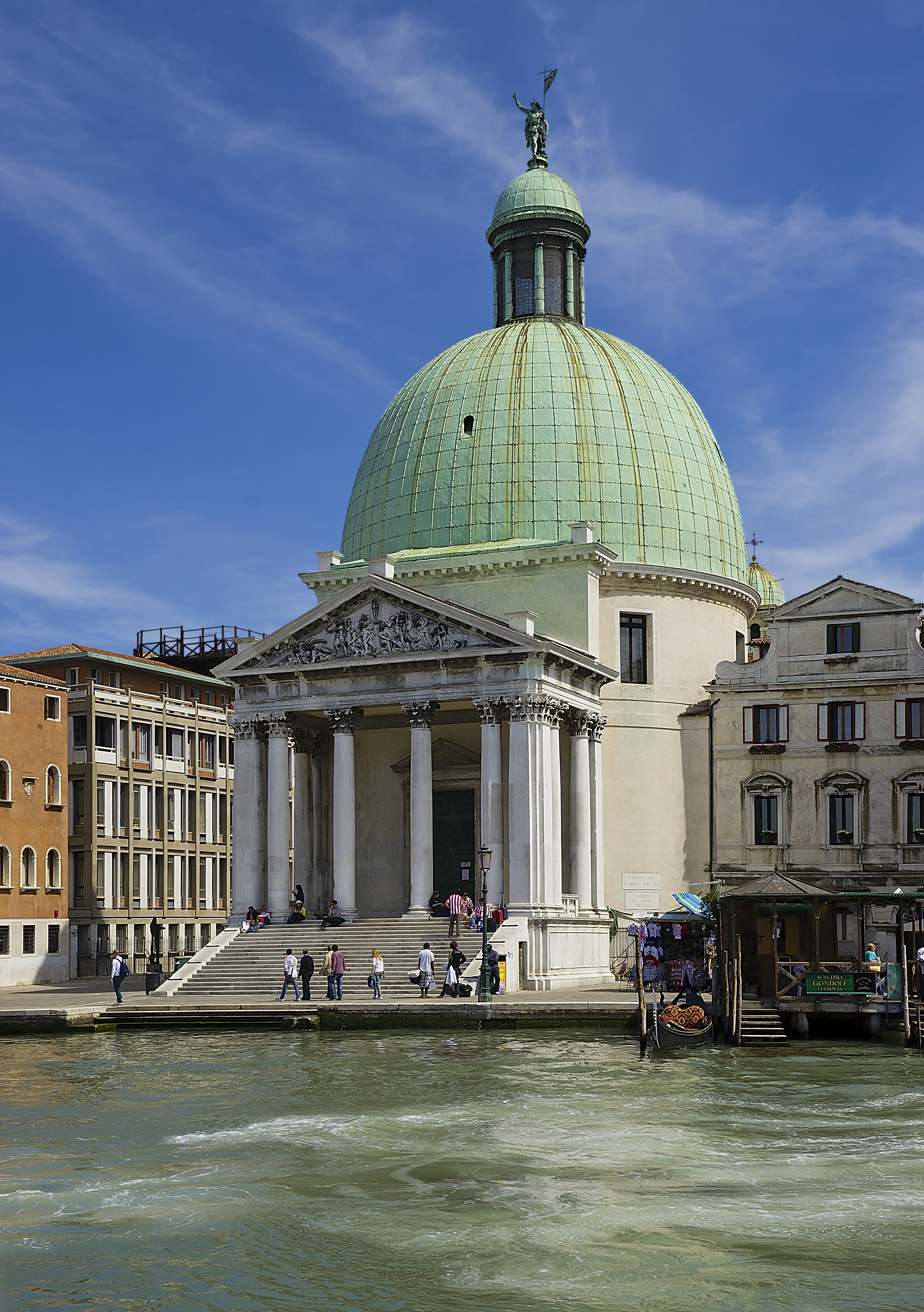
Église Saint-Siméon-le-Jeune (chiesa di San Simeone Piccolo, 850)
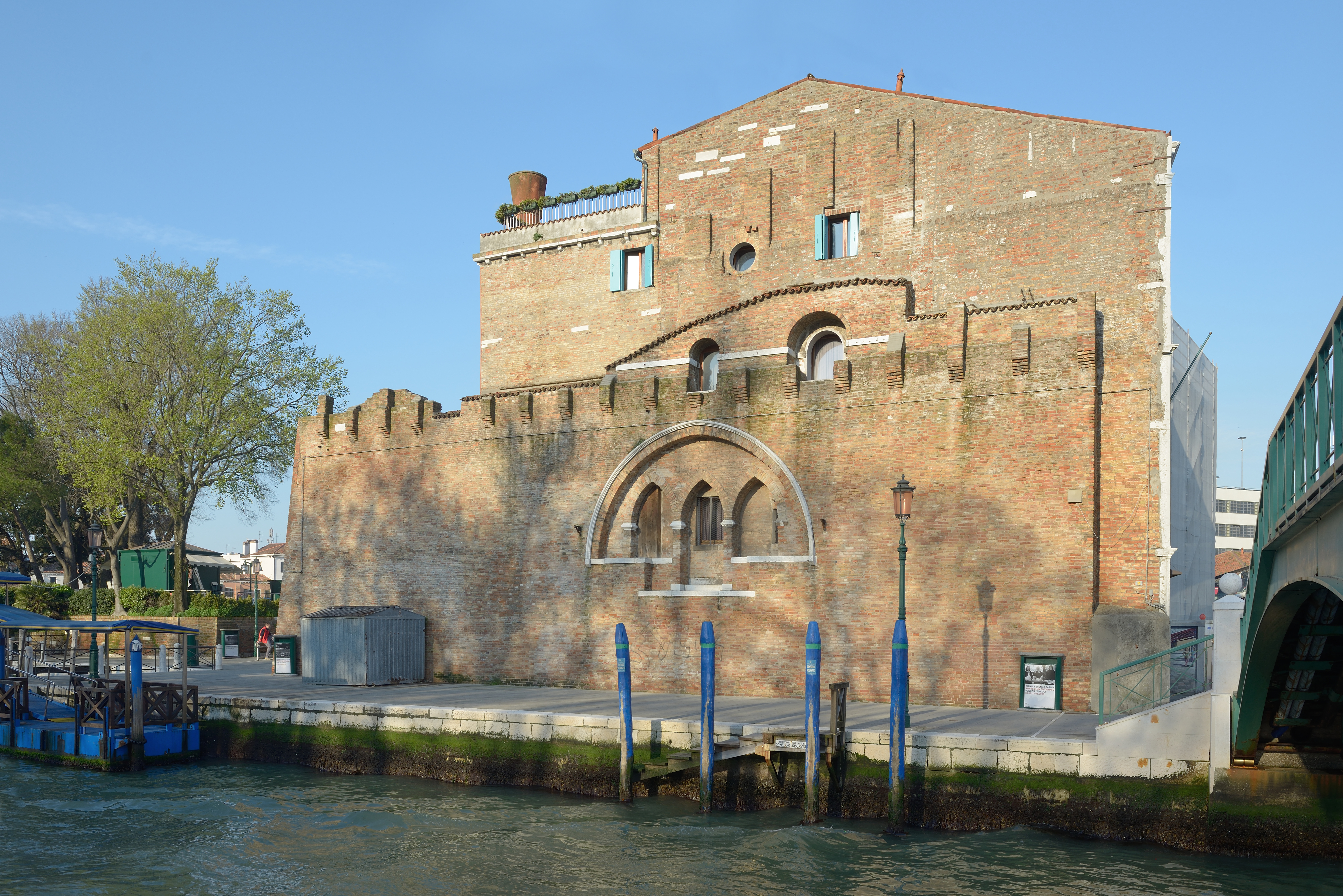
Église Sainte-Claire (chiesa di Santa Chiara, vergine, désacralisée)
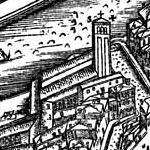
Église Sainte-Croix (chiesa di San Francesco della Croce, 774-1810, détruite)

#### Dorsoduro (sauf Giudecca)

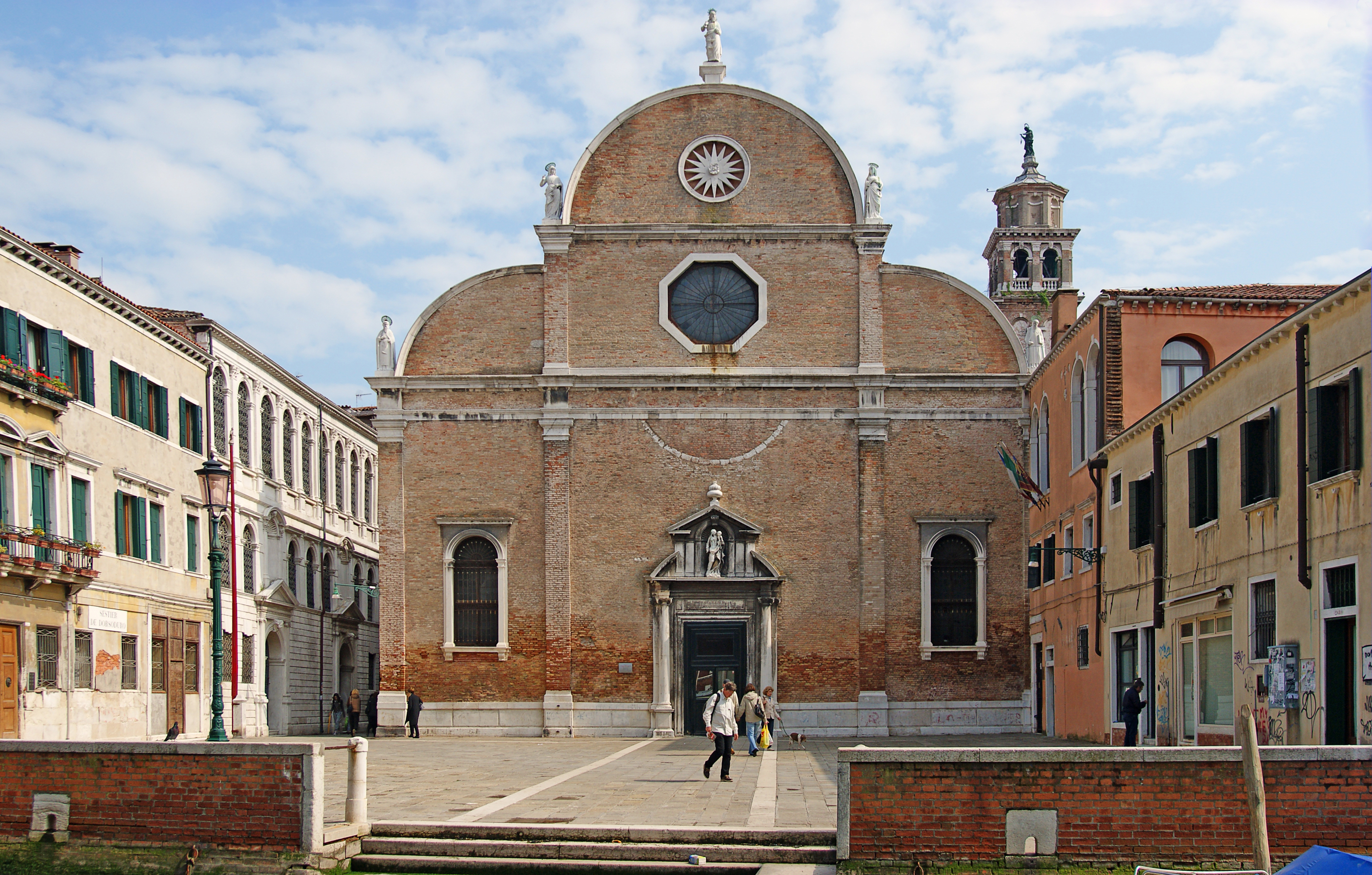
Église Sante-Marie-des-Carmes (chiesa di Santa Maria dei Carmini ou Maria Assunta del Carmelo, 1290)
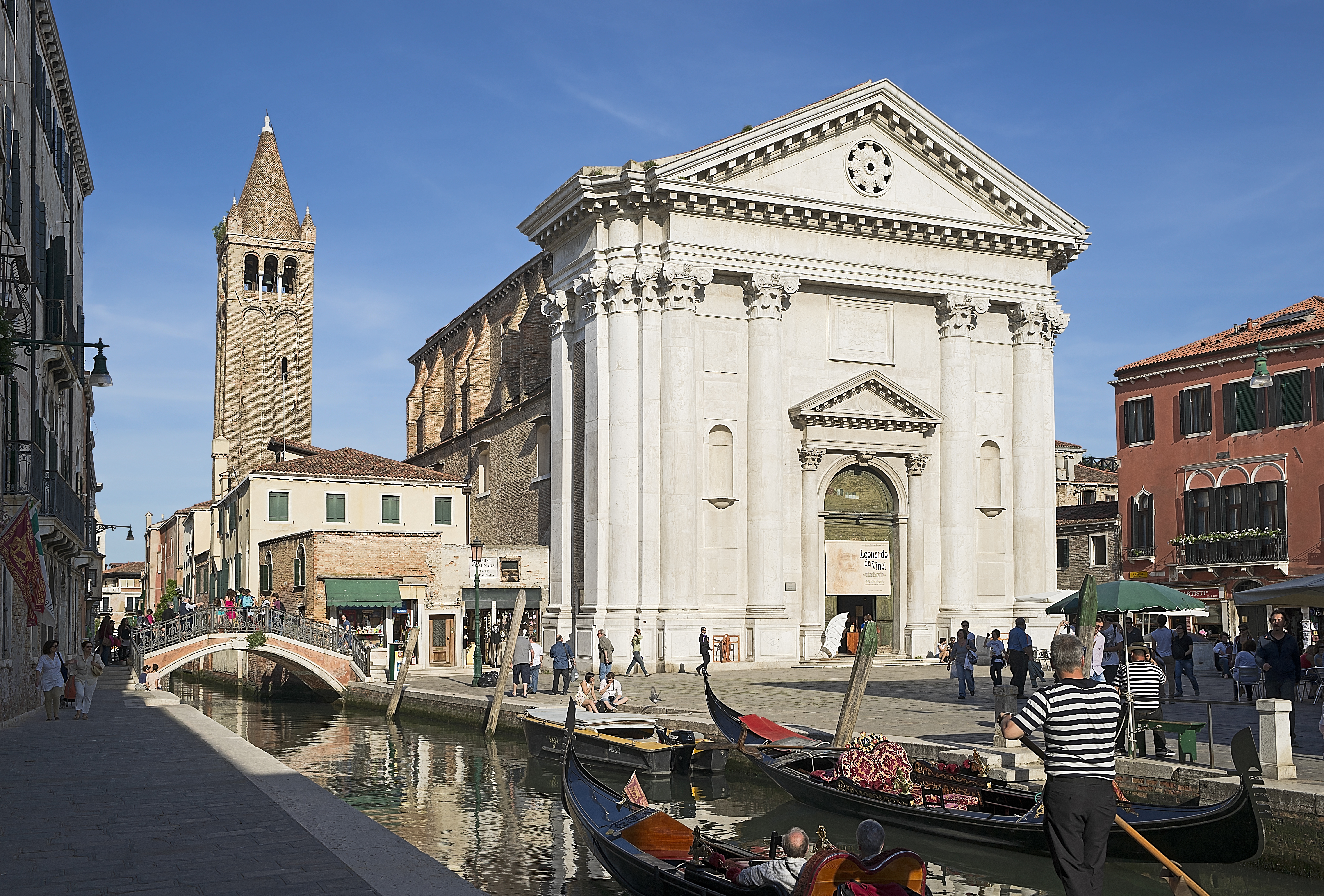
Église Saint-Barnabé (chiesa di San Barnaba, 1105)
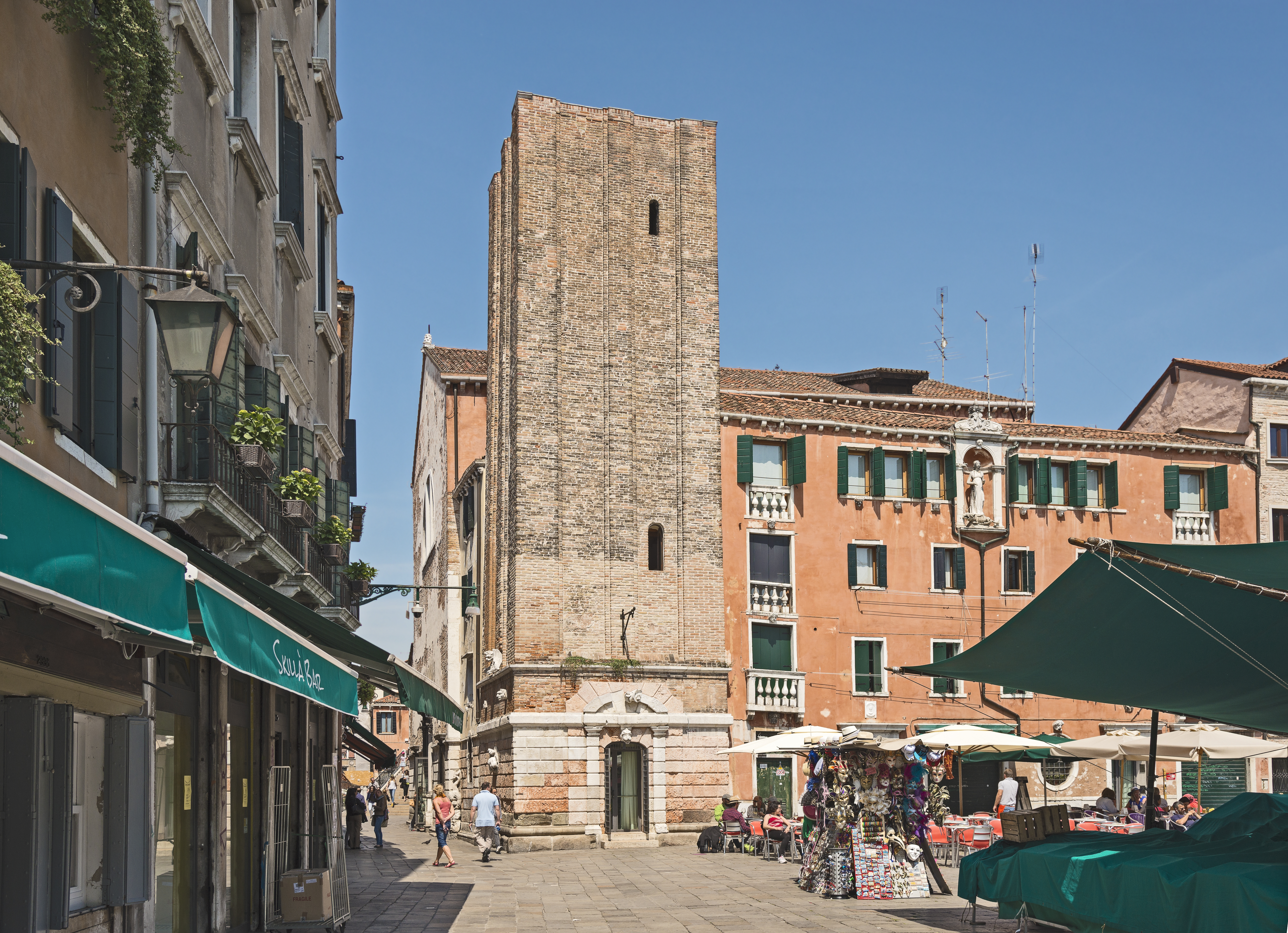
Église Sainte-Marguerite  (chiesa di Santa Margherita, 853, déconsacrée)
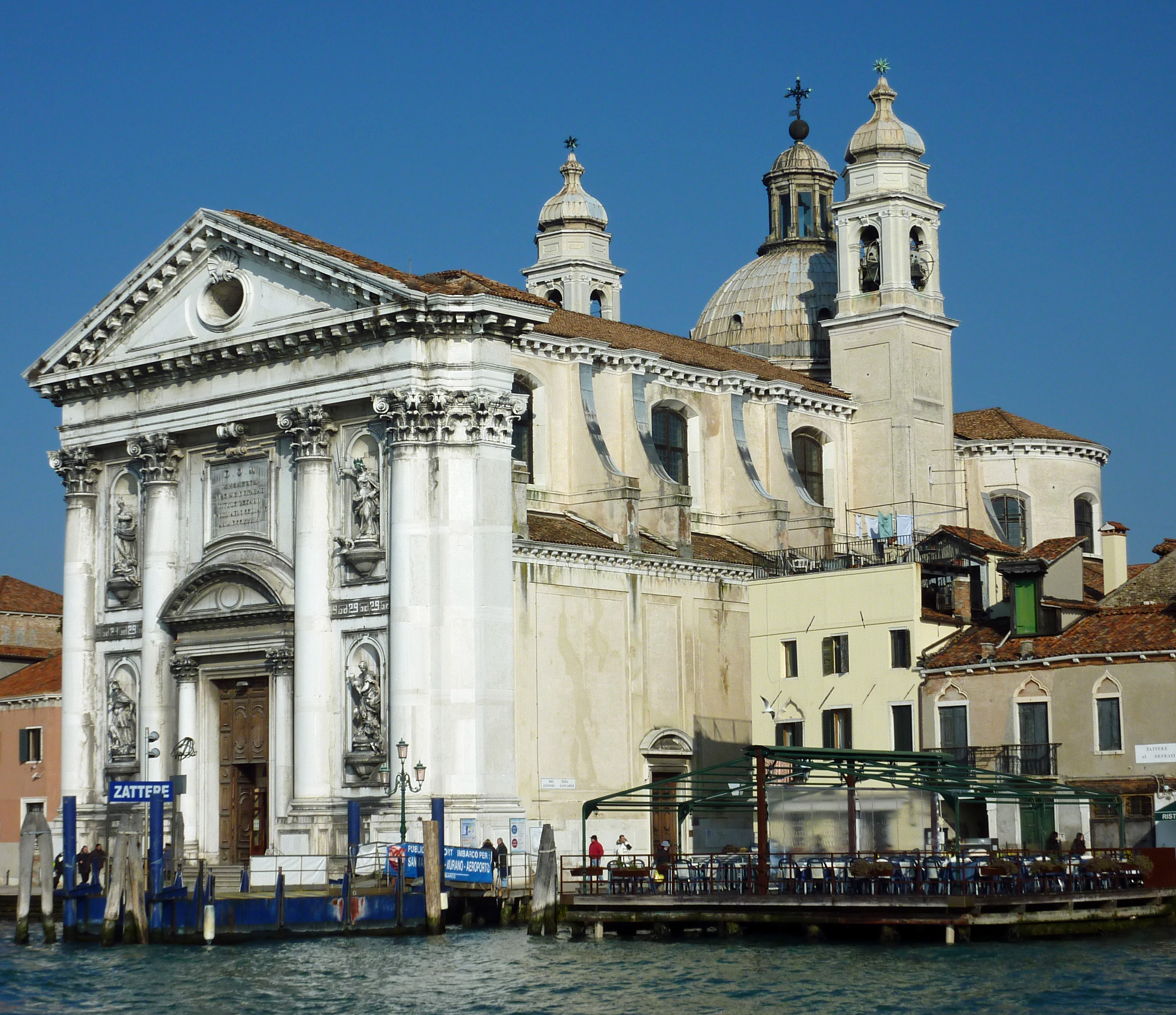
Église Sainte-Marie-du-Rosaire (chiesa di Santa Maria del Rosario, ou chiesa dei Gesuati, voire simplement I Gesuati, 1494)
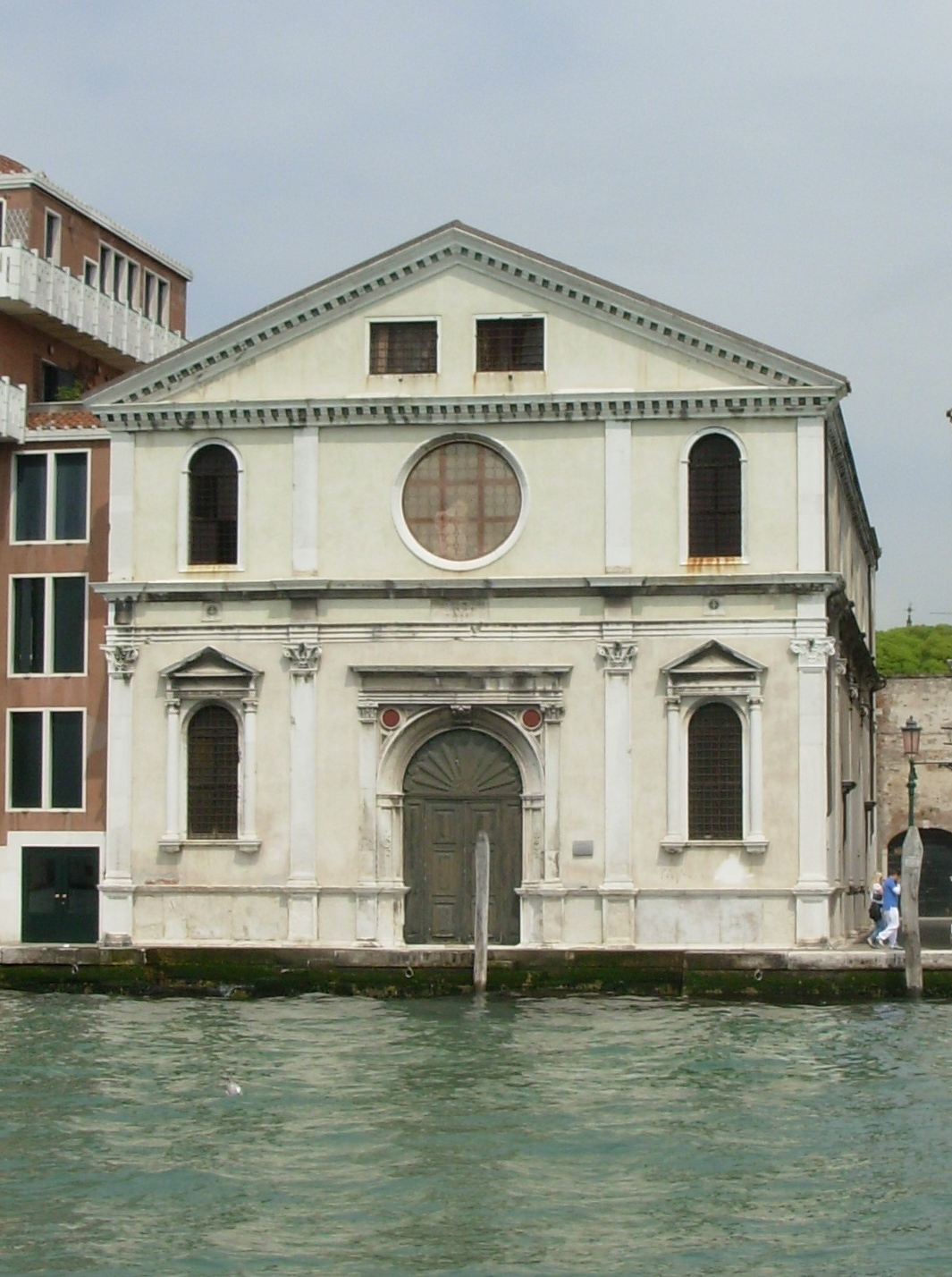
Église du Saint-Esprit (chiesa dello Spirito Santo, 1483)
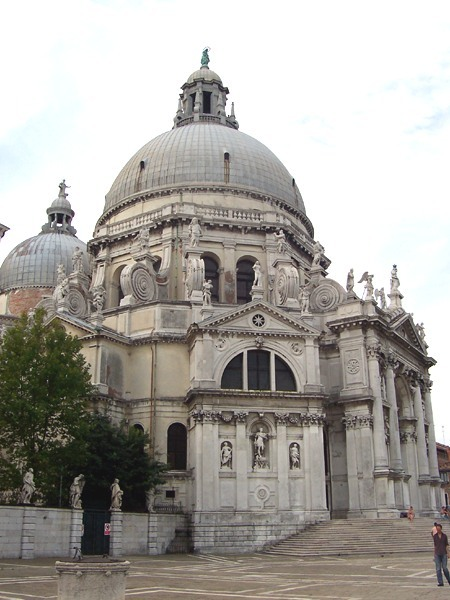
Basilique Sainte-Marie-du-Salut (basilica di Santa Maria della Salute, ou plus simplement la Salute, 1681)
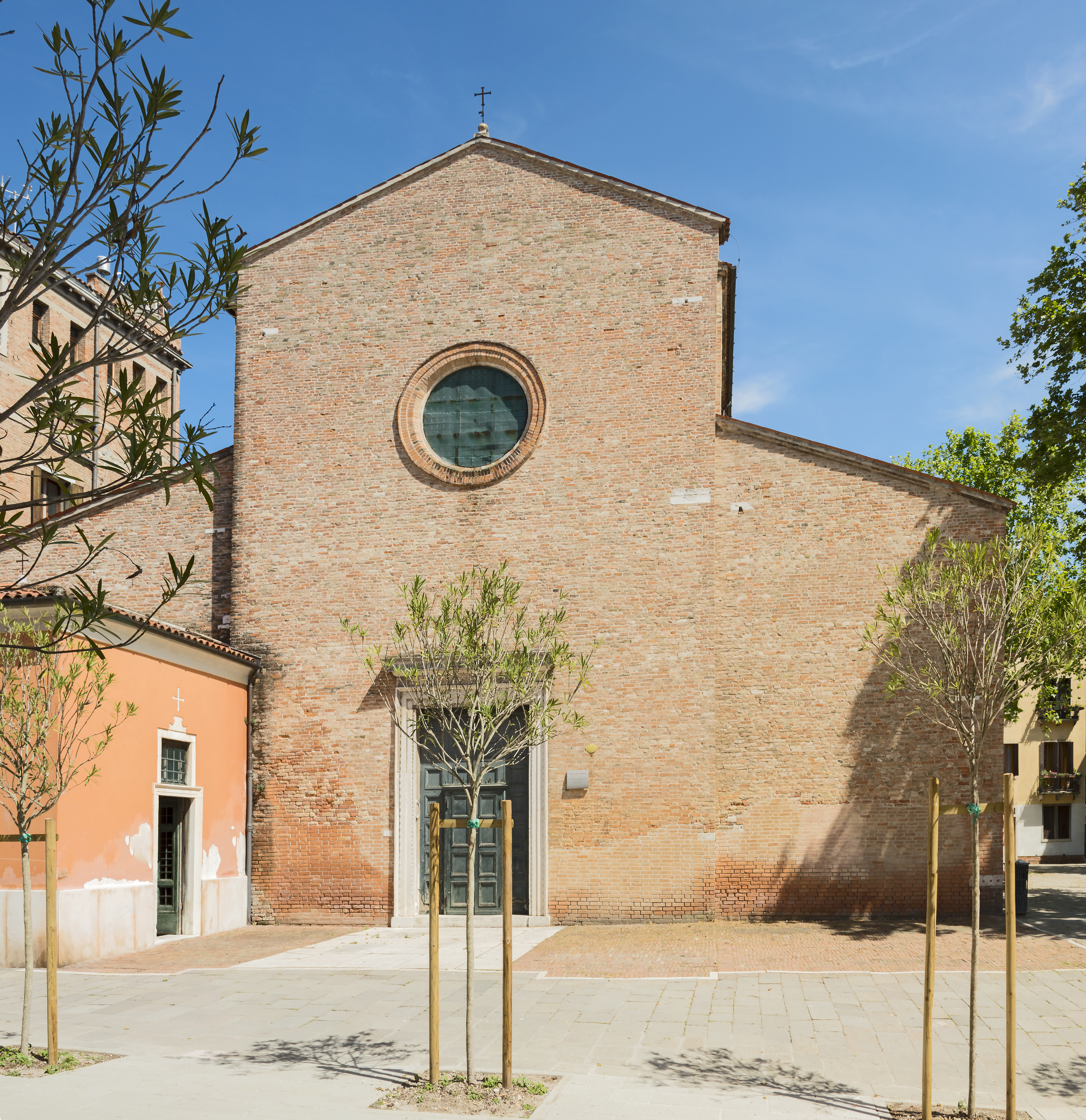
Église Sainte-Agnès (chiesa di Sant'Agnese, 1081)
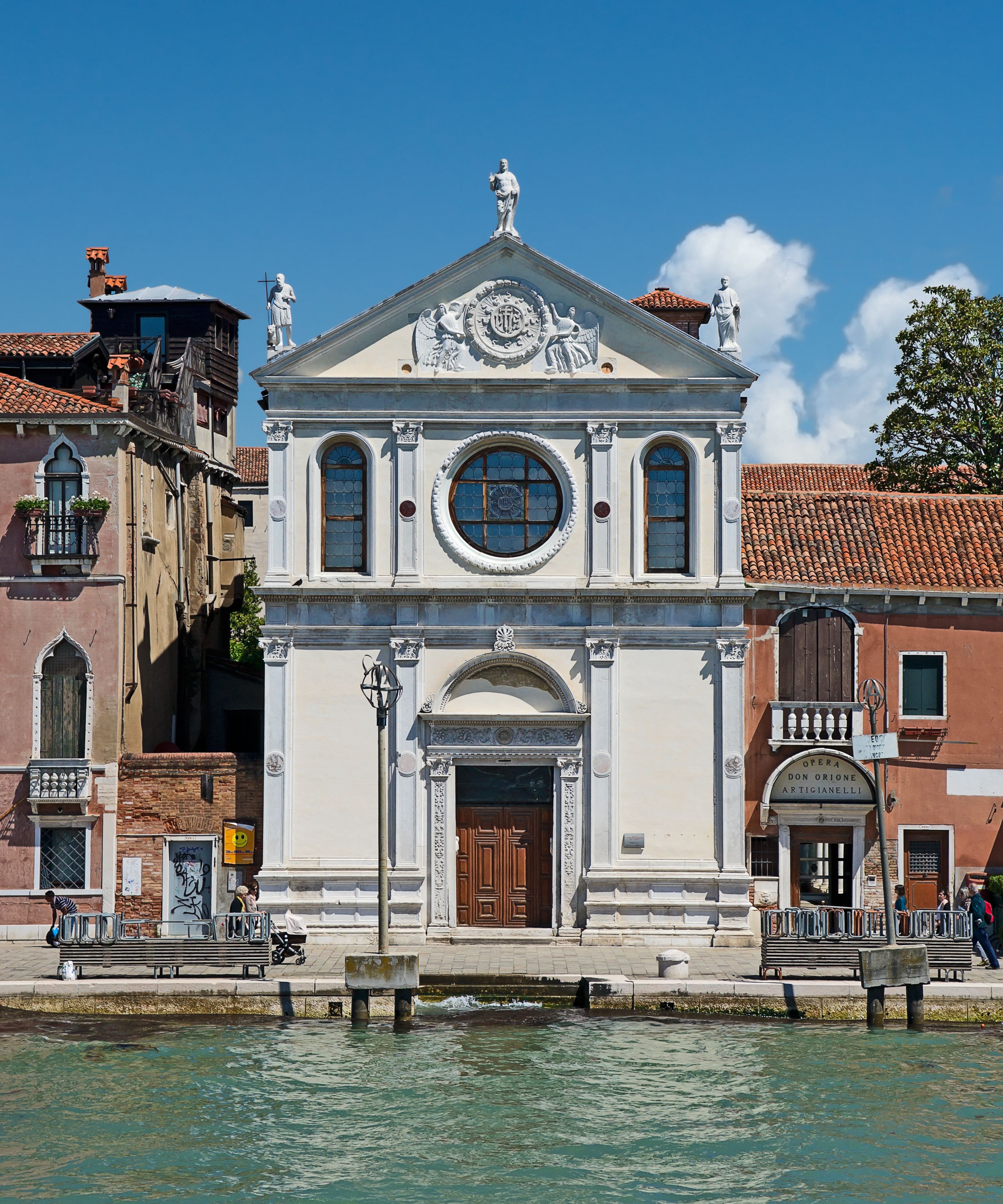
Église Sainte-Marie-de-la-Visitation (chiesa di Santa Maria della Visitazione, 1400)
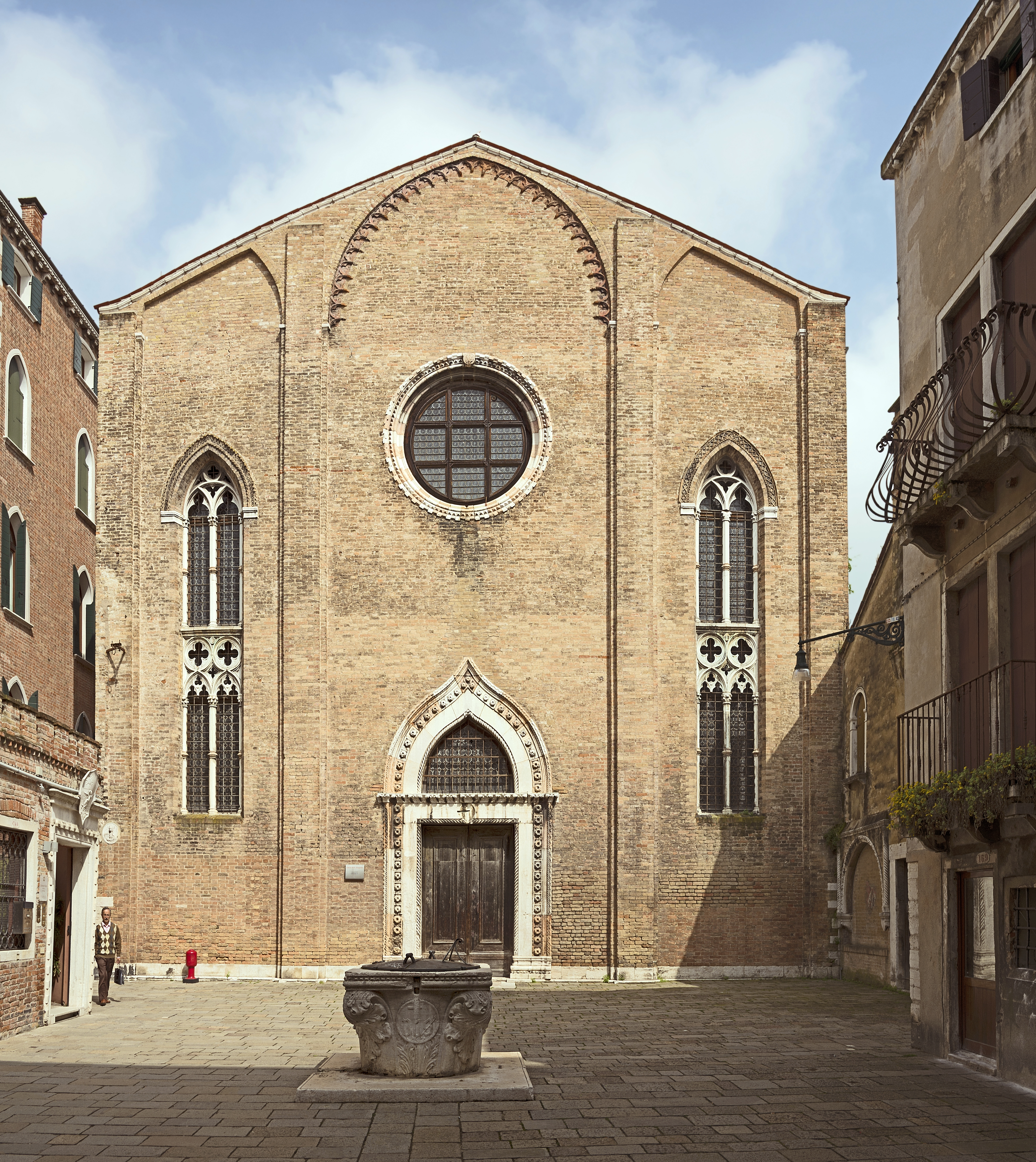
Église Saint-Grégoire  (chiesa di San Gregorio, 806, déconsacrée)
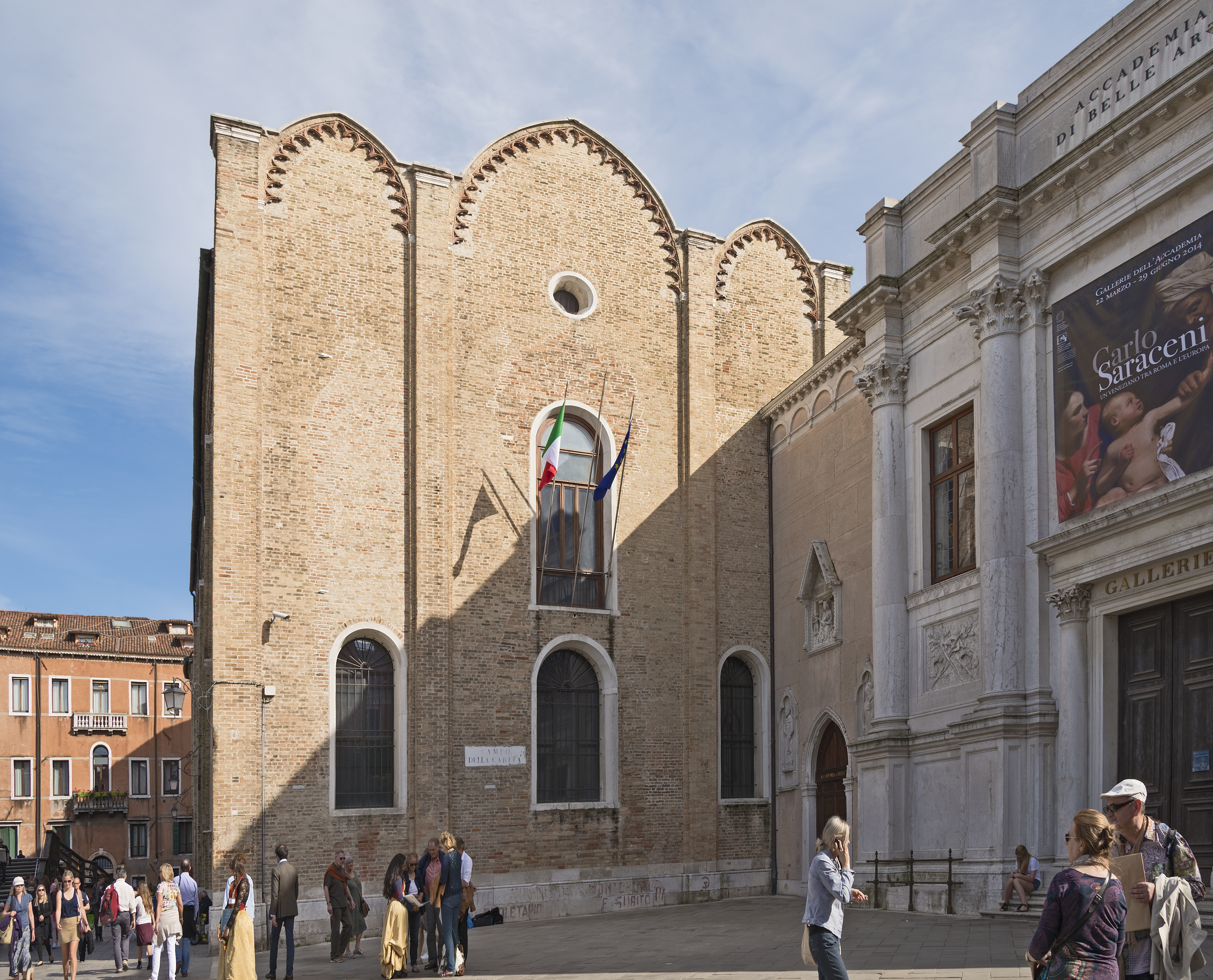
Église Sante-Marie-de-la-Charité (chiesa di Santa Maria della Carità, 1450-1807, déconsacrée)
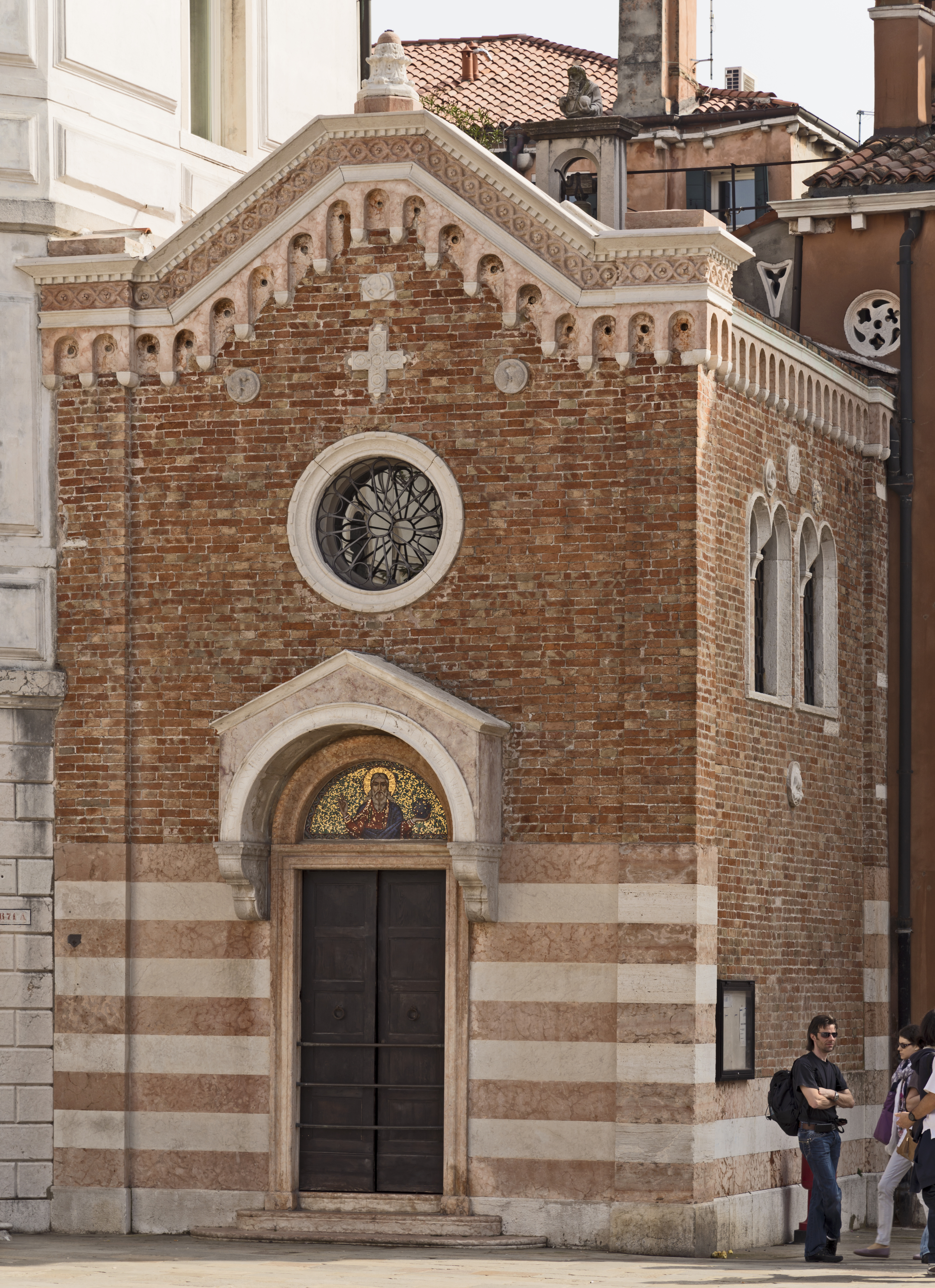
Église Saint-Guy (chiesa di San Vio ou Santi Vito e Modesto, 912-1813, détruite)
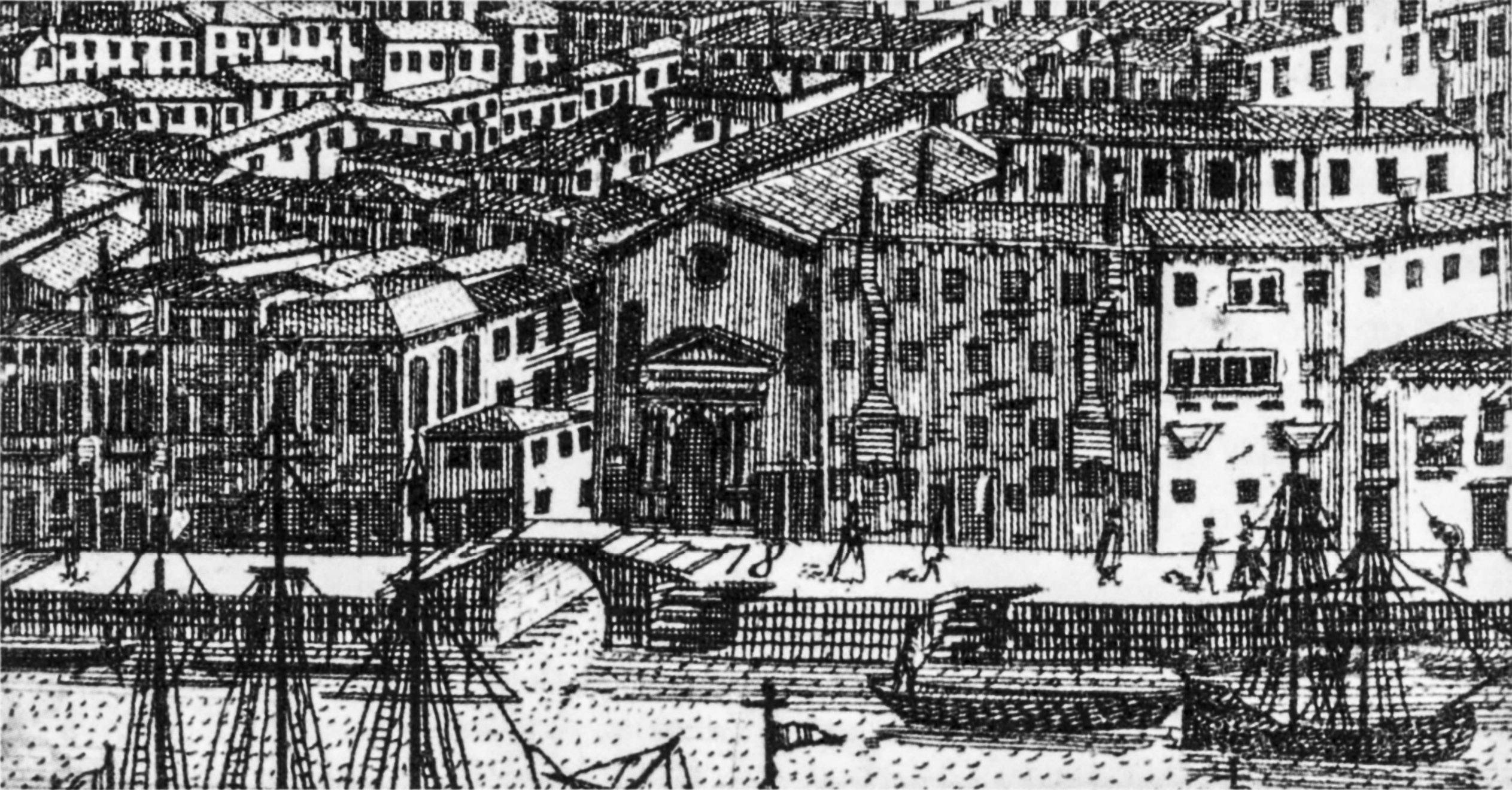
Église Santa Maria dell'Umiltà et son monastère (1550-1824)
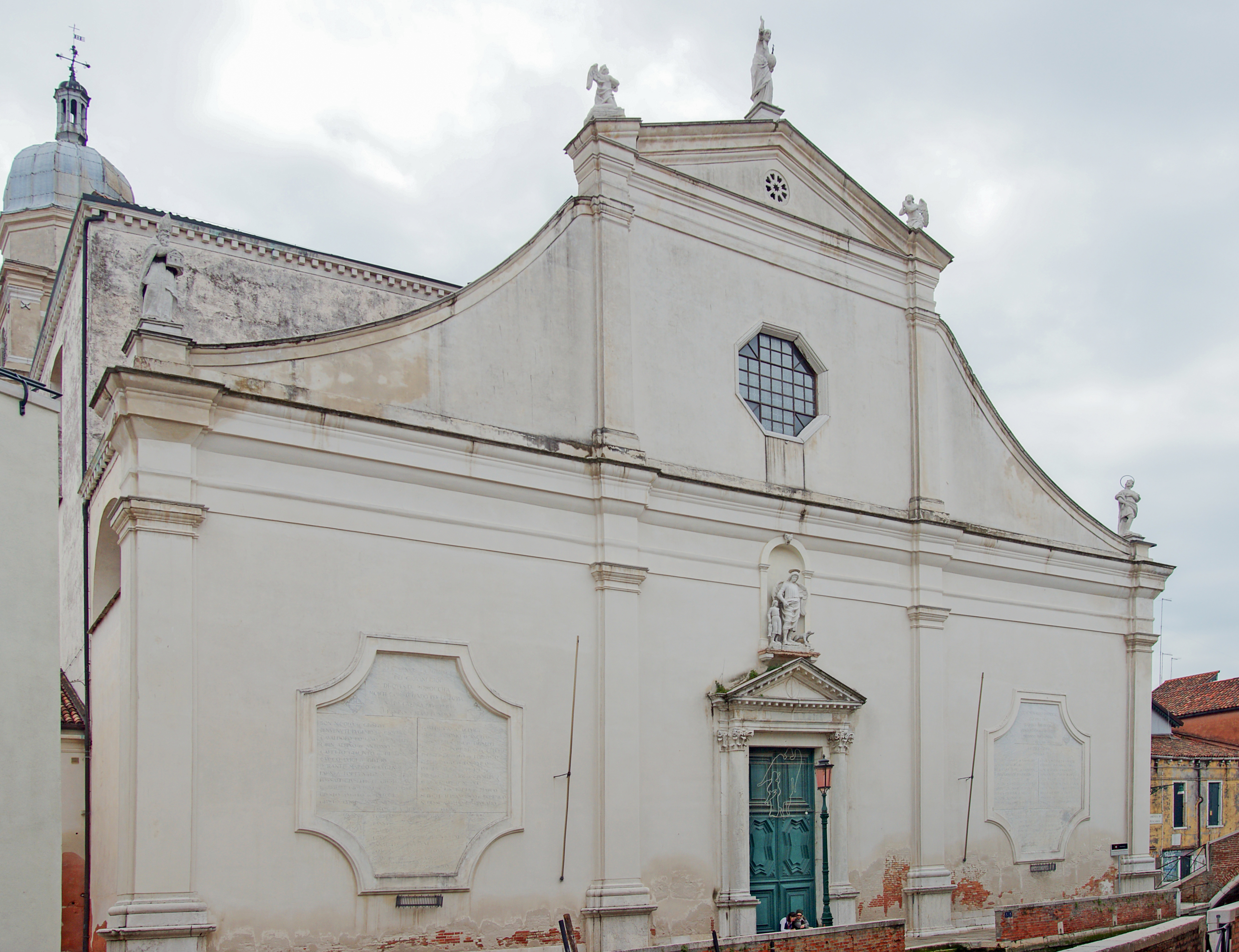
Église de l'Archange-Raphaël (chiesa Raffaele Arcangelo, 650)
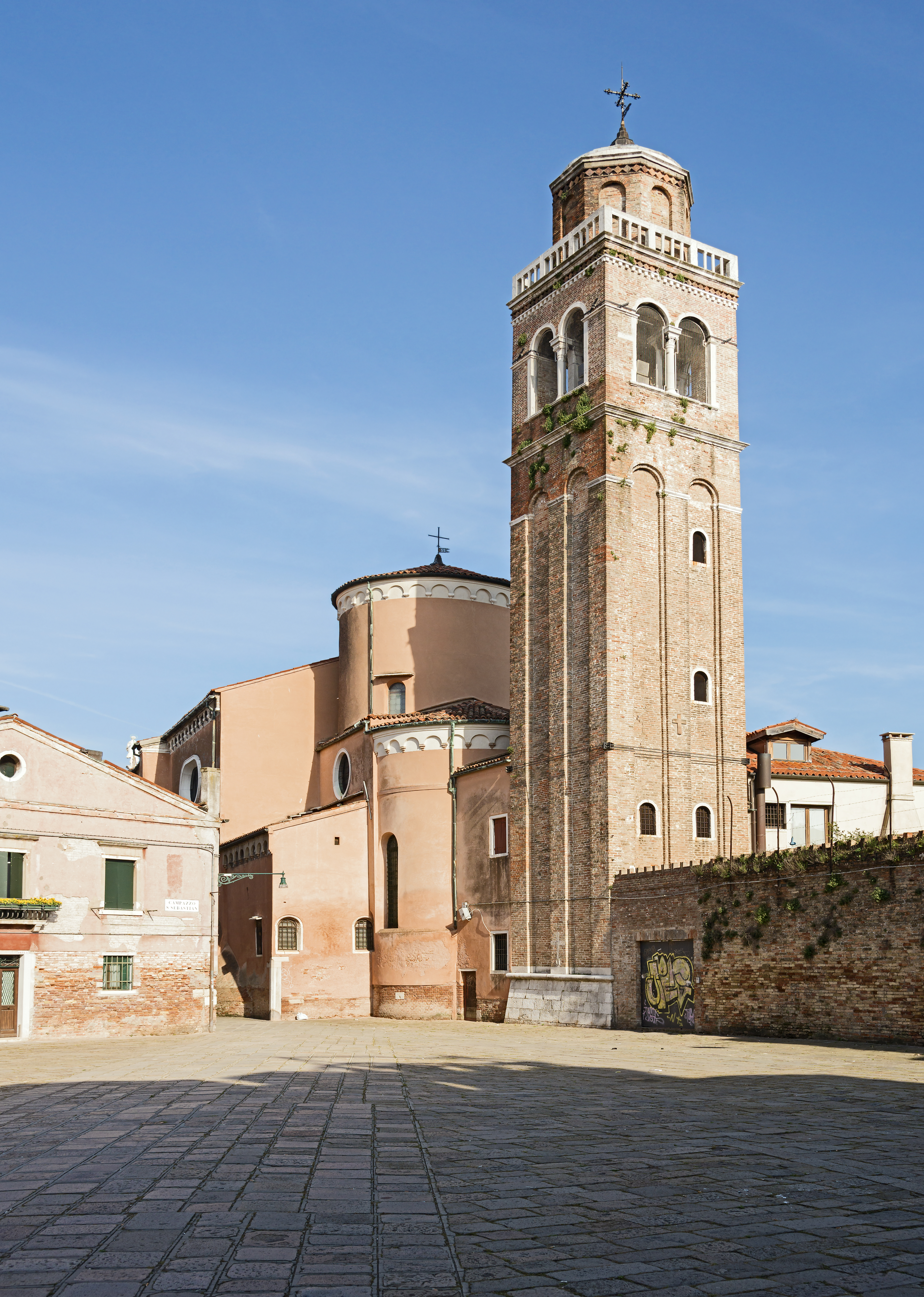
Église Saint-Sébastien (chiesa di San Sebastiano, 1348)
Église Saint-Pantalon (chiesa di San Pantalon ou Pantaleone Martire, 1050)
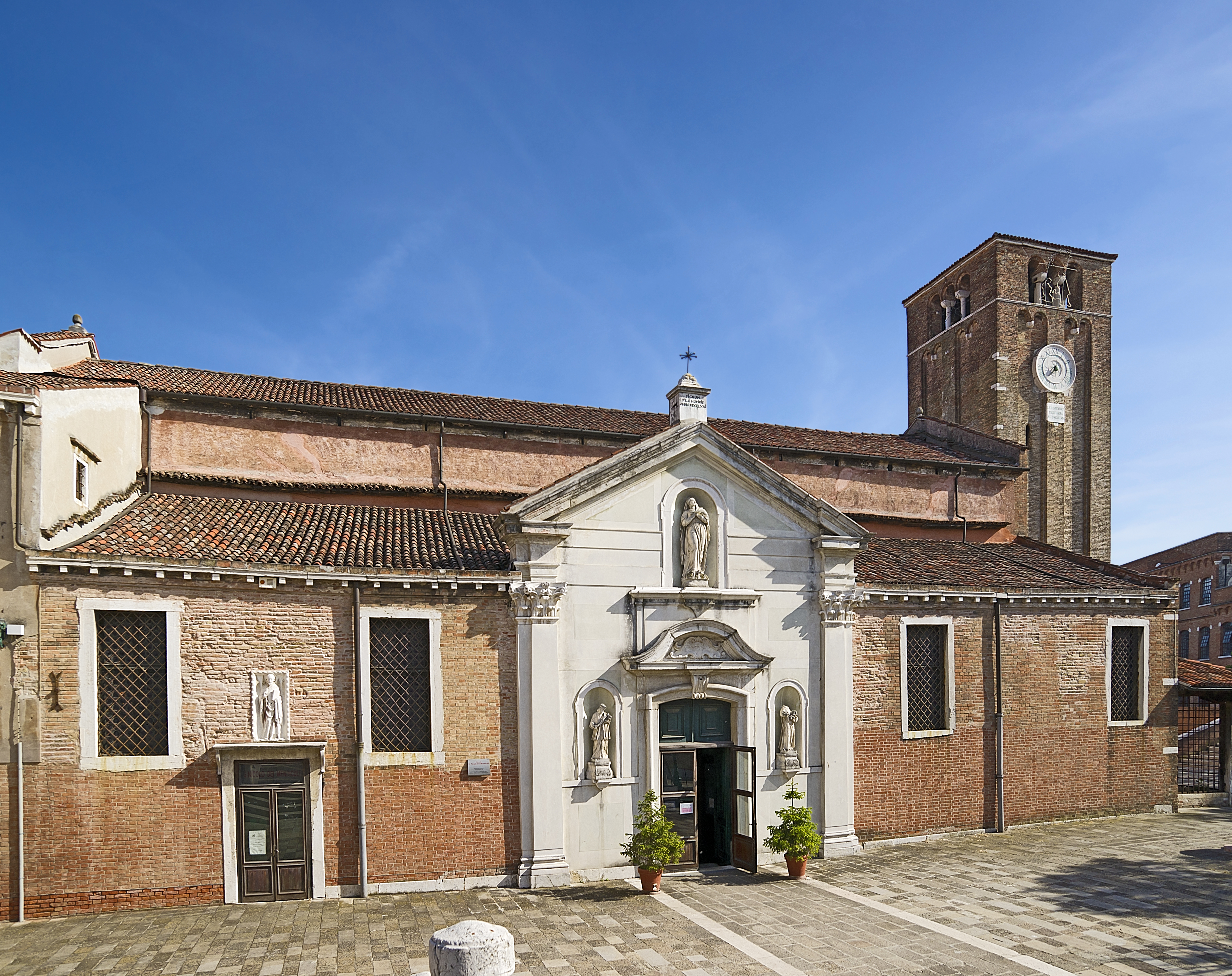
Église Saint-Nicolas-des-Mendiants (chiesa di San Nicolò dei Mendicoli ou Nicola Vescovo, 650)
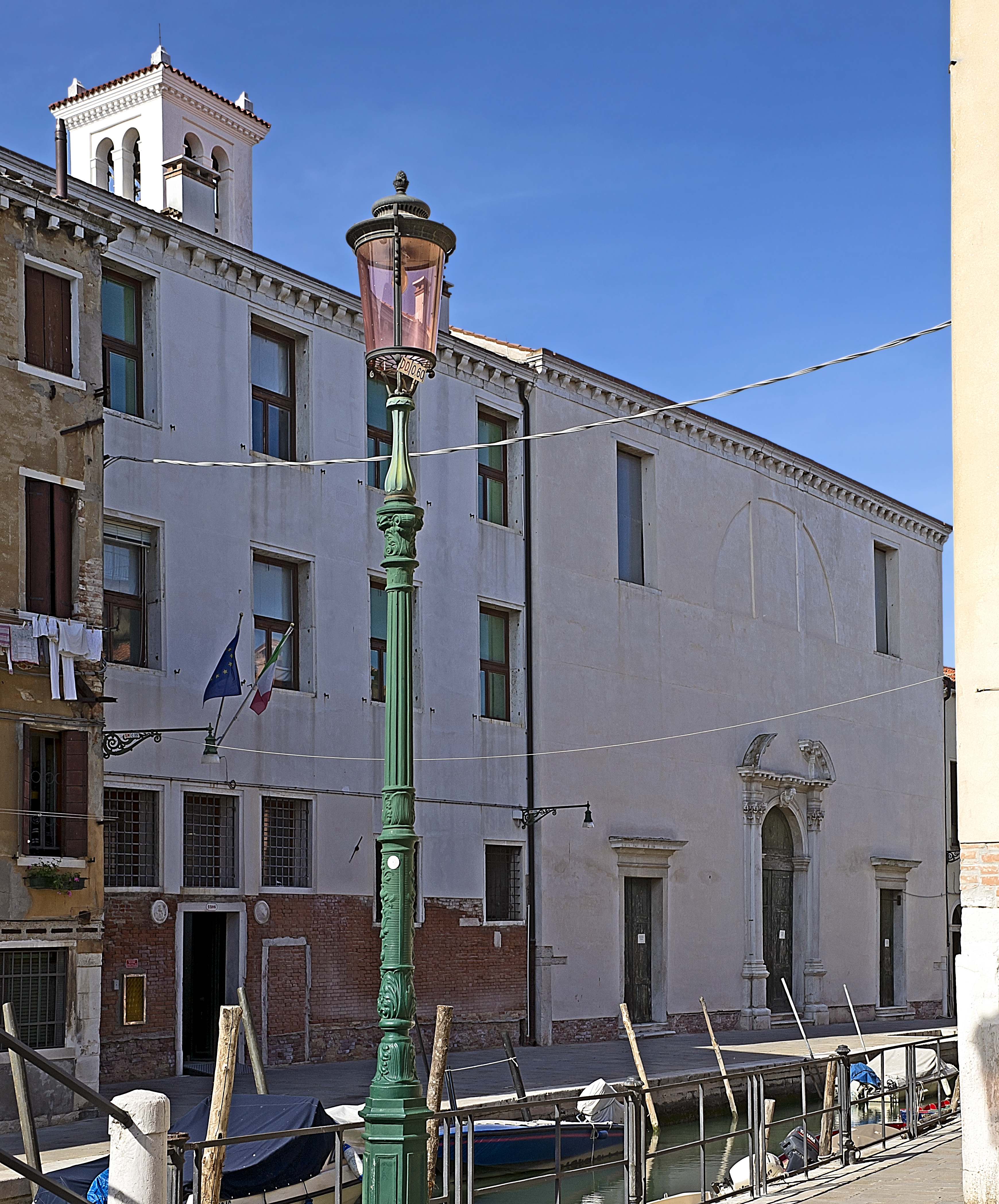
Église Sainte-Thérèse  (chiesa di Santa Teresa, ou chiesa delle Terese, voire simplement Le Terese ; 1677, déconsacrée)
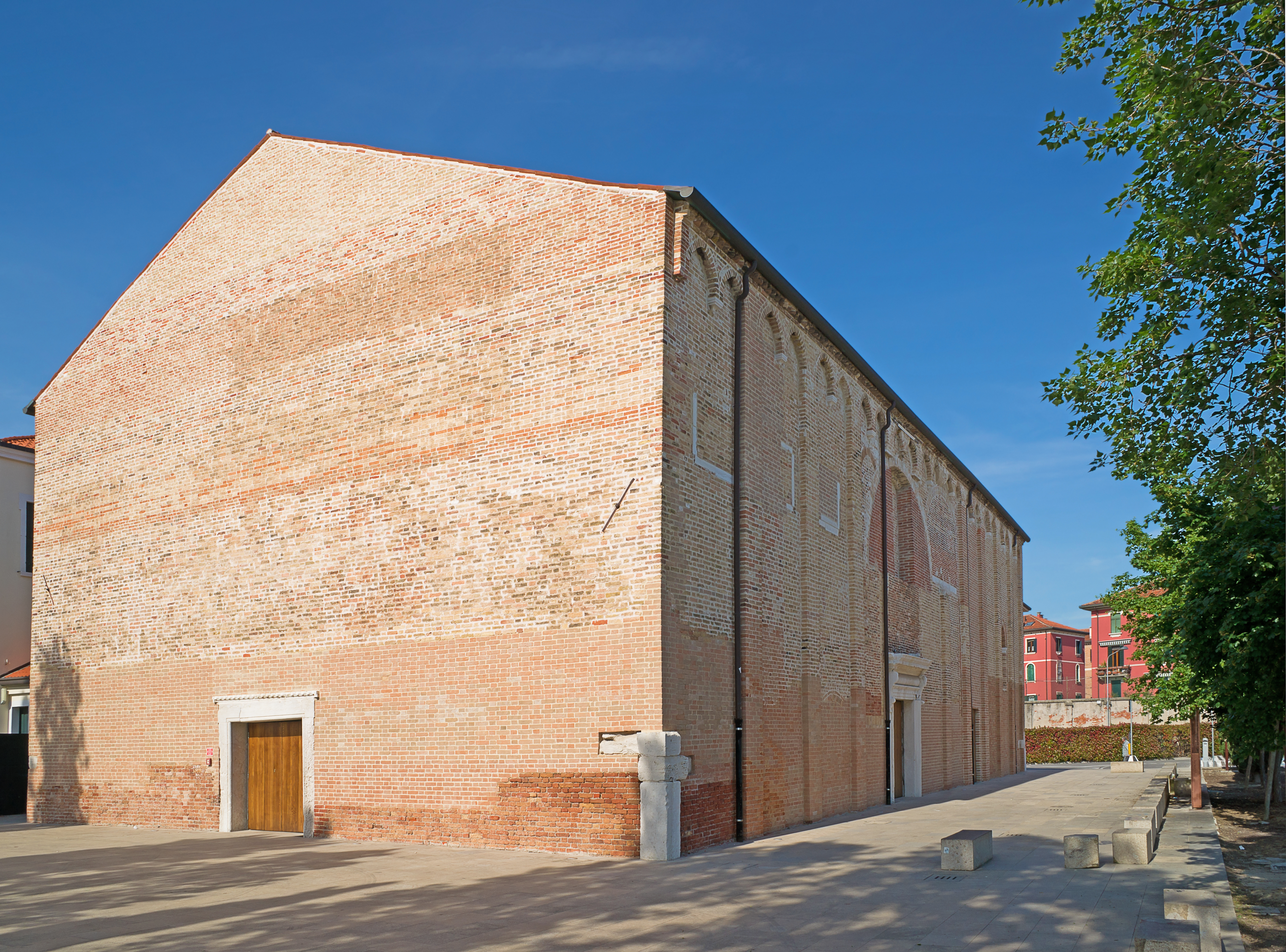
Église Sainte-Marthe (it)(it)  (chiesa di Santa Marta, 1450, déconsacrée)
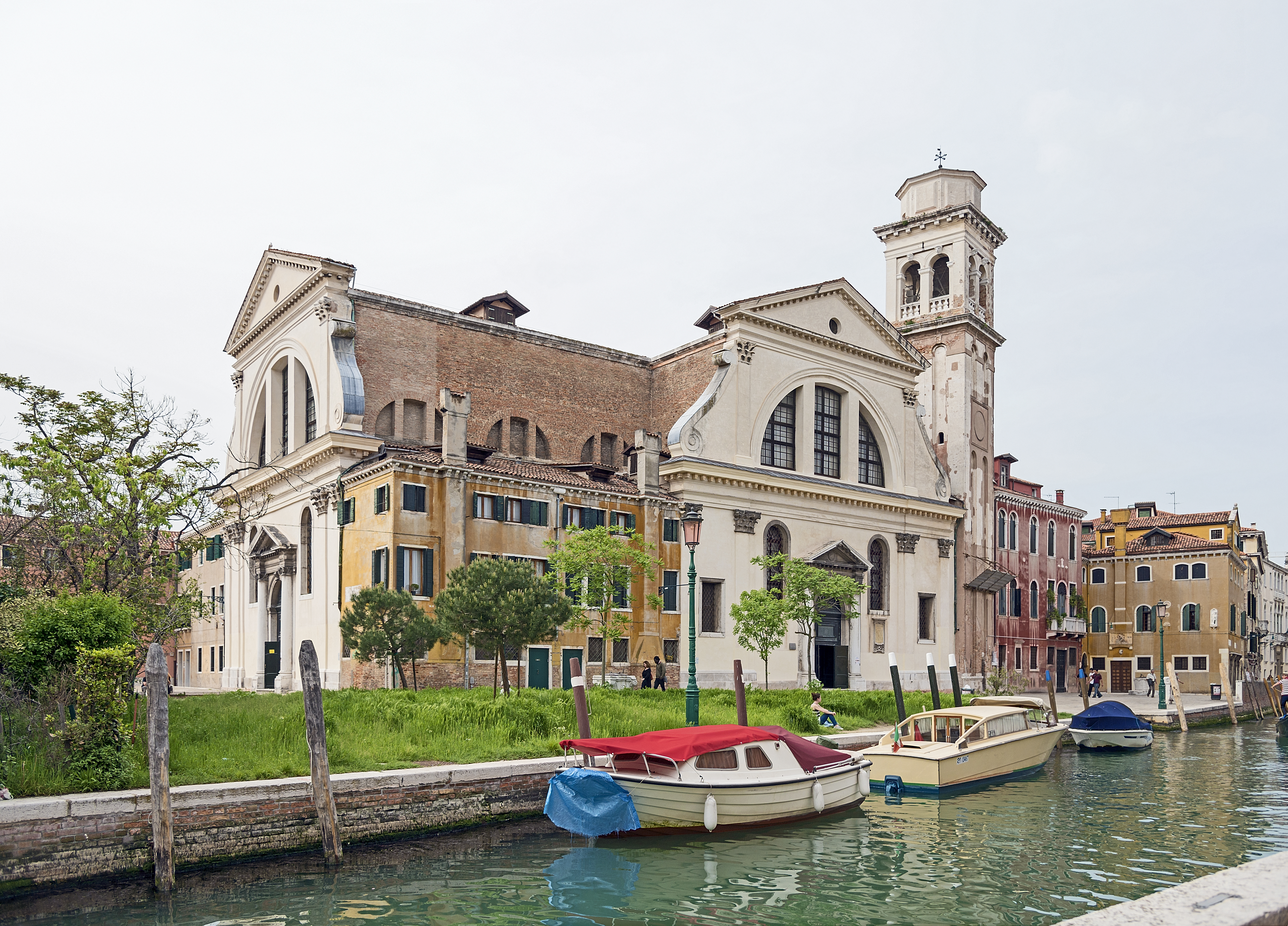
Église des Saints Gervais et Protais (chiesa dei SS. Gervasio e Protasio Martiri ou San Trovaso, 1028)
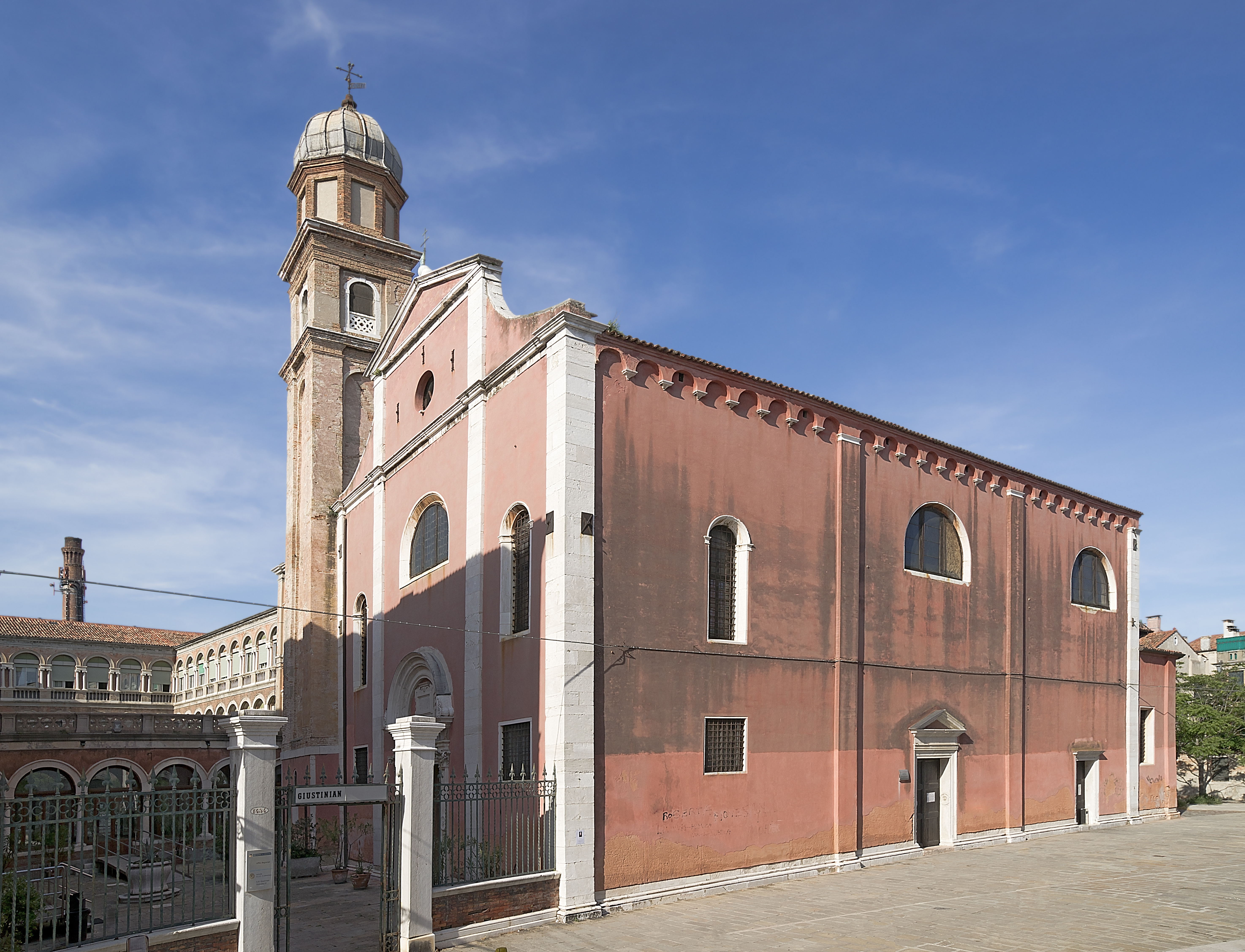
Église di Ognissanti (chiesa degli Ognissanti, 1505)
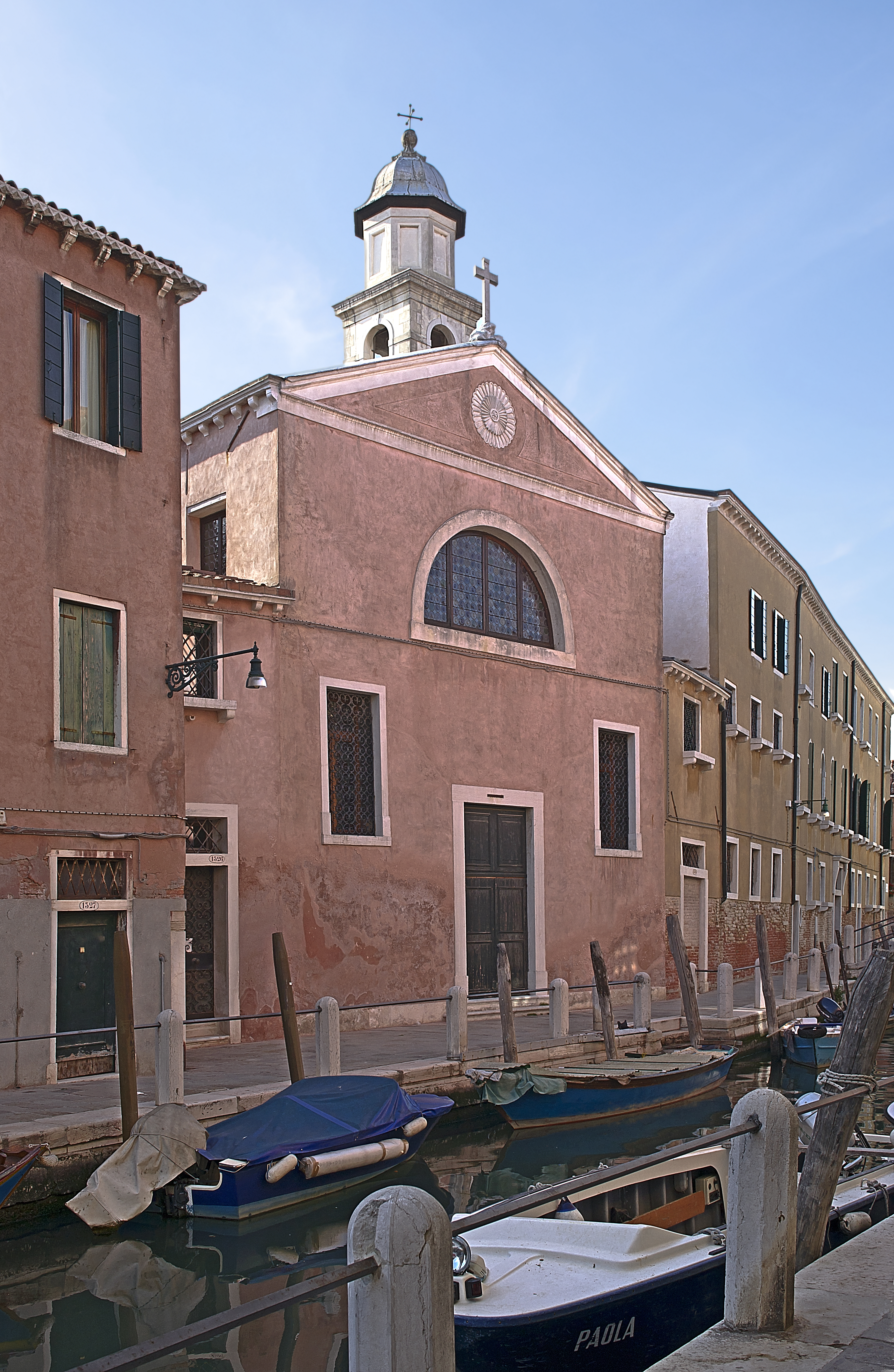
Église des Ermites (chiesa delle Eremite ou chiesa di Gesù, Giuseppe e Maria, 1693, fermée en 1810)
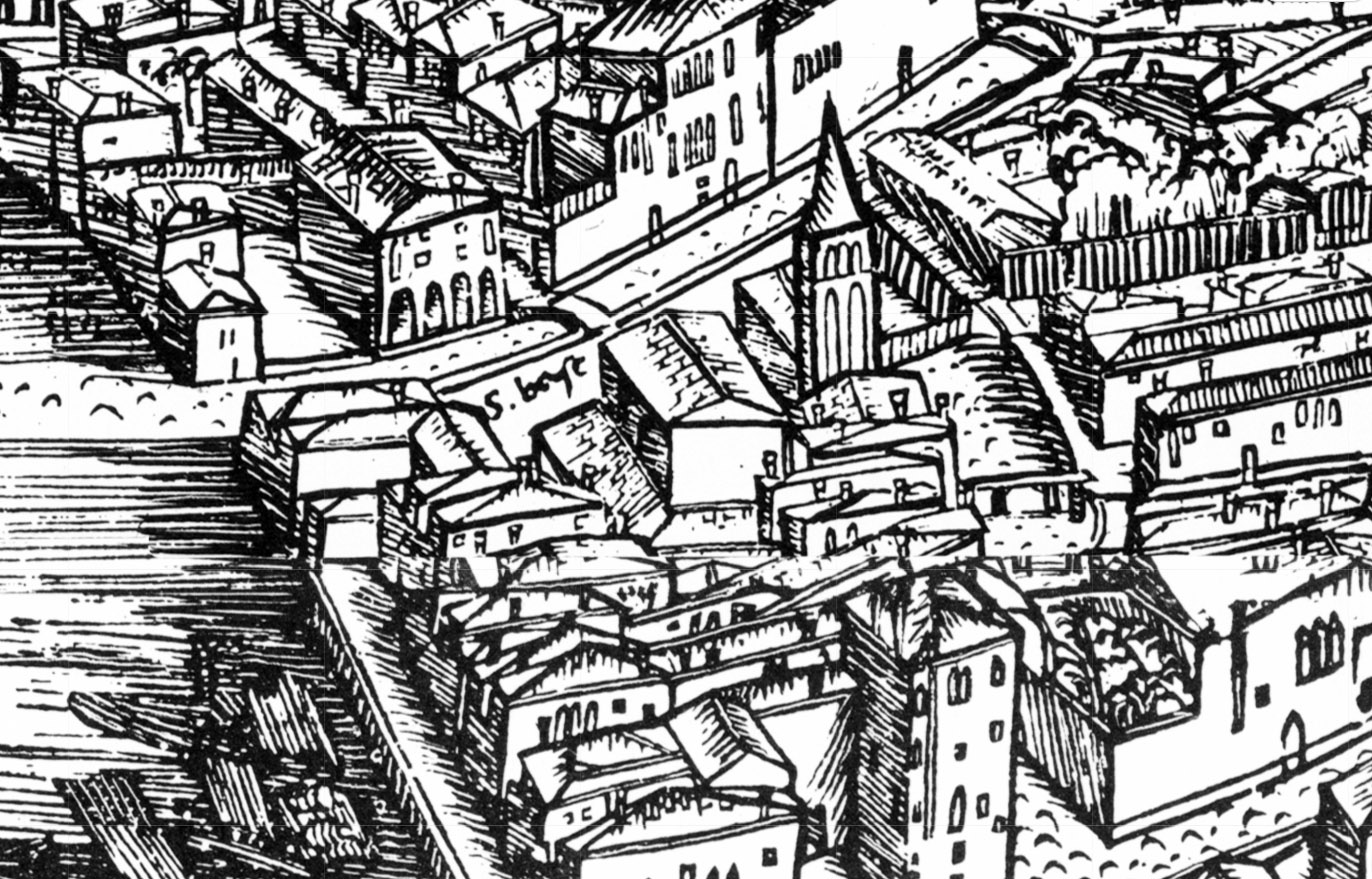
Église Saint-Basile (chiesa di San Basilio, 870-1824, détruite)
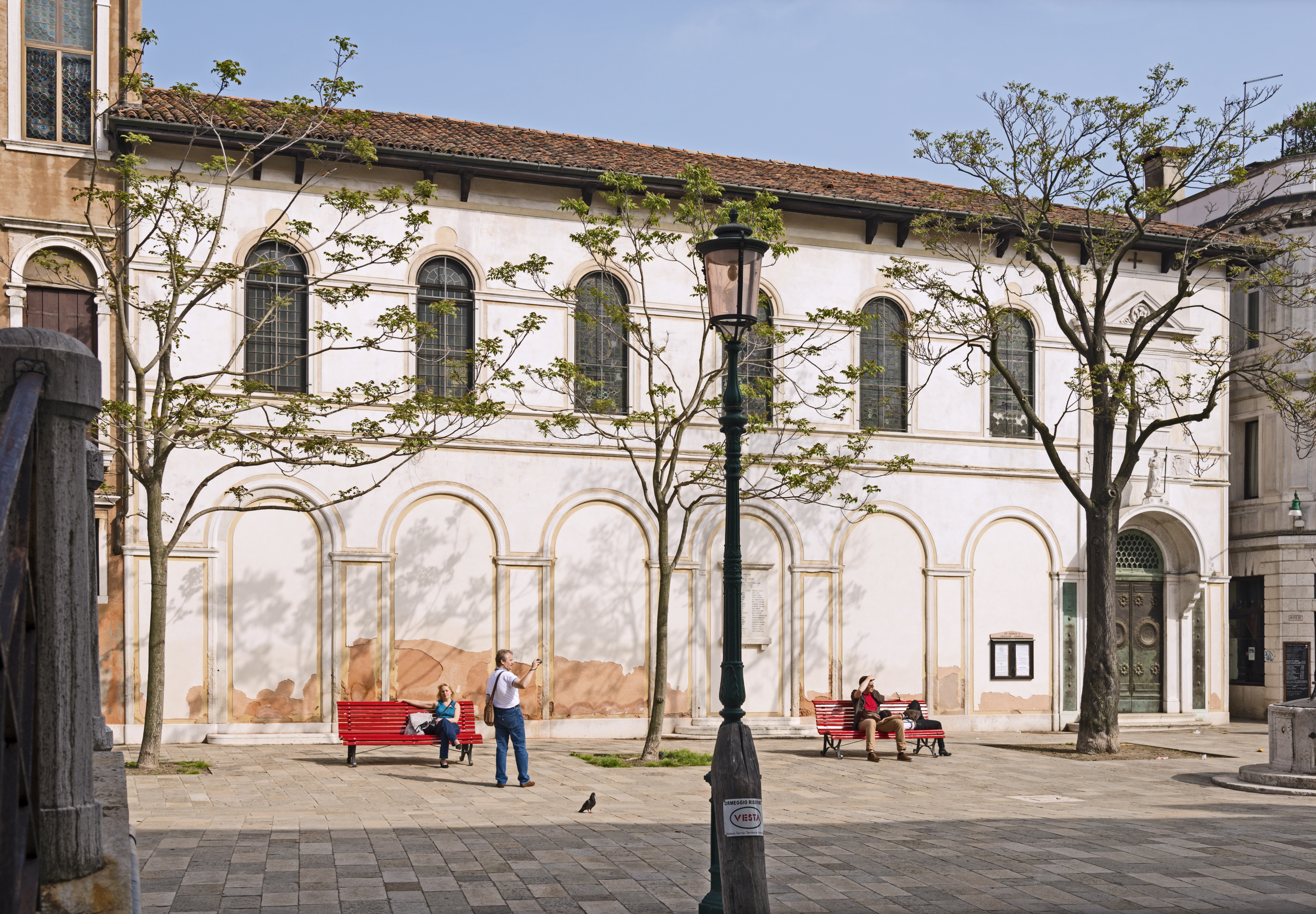
Église Saint-George  (chiesa di Saint George, 1525, anglicane)

#### Giudecca(rattaché à Dorsoduro)

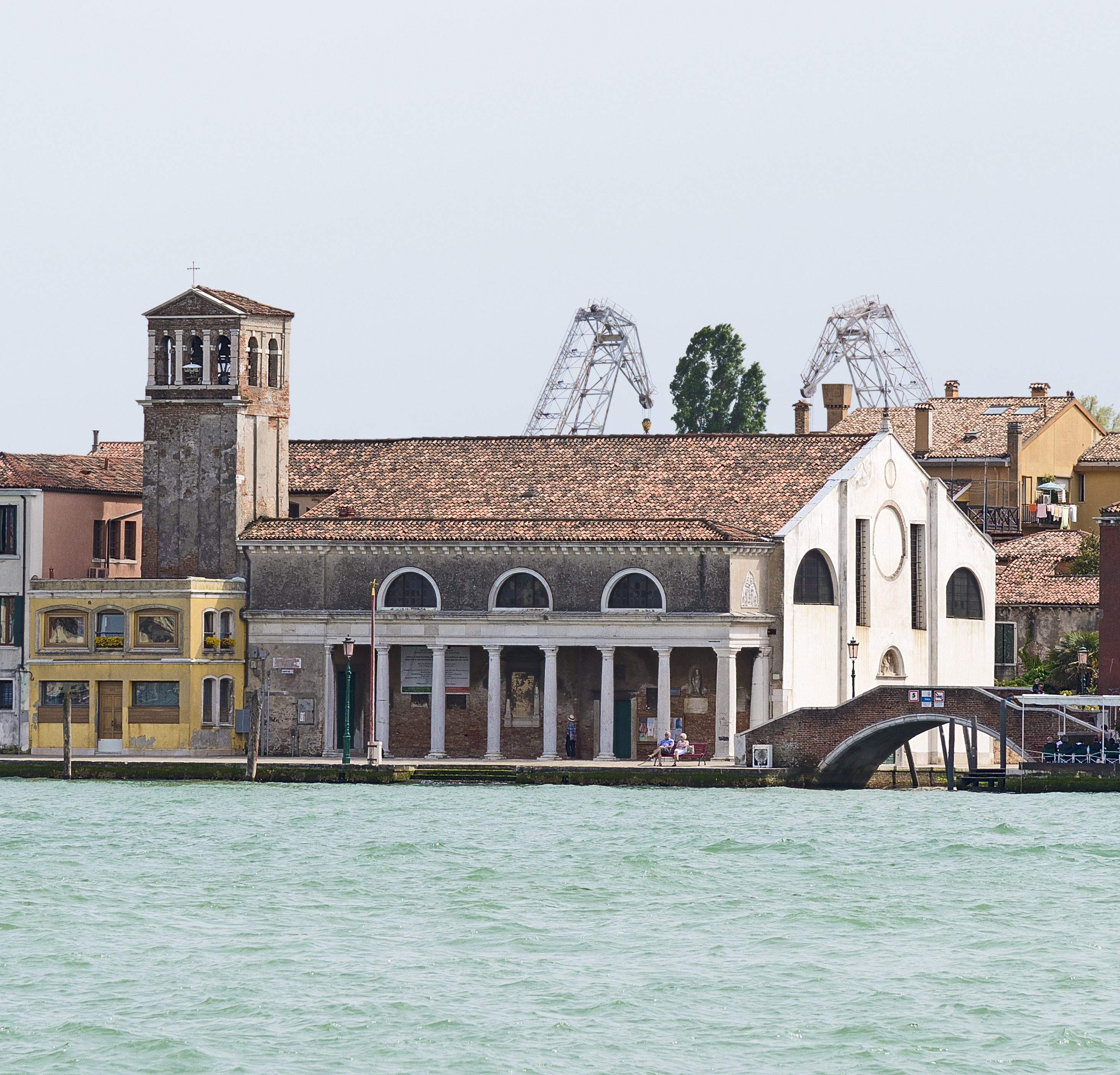
Église Sainte-Euphémie (chiesa di Sant'Eufemia, IXe siècle)
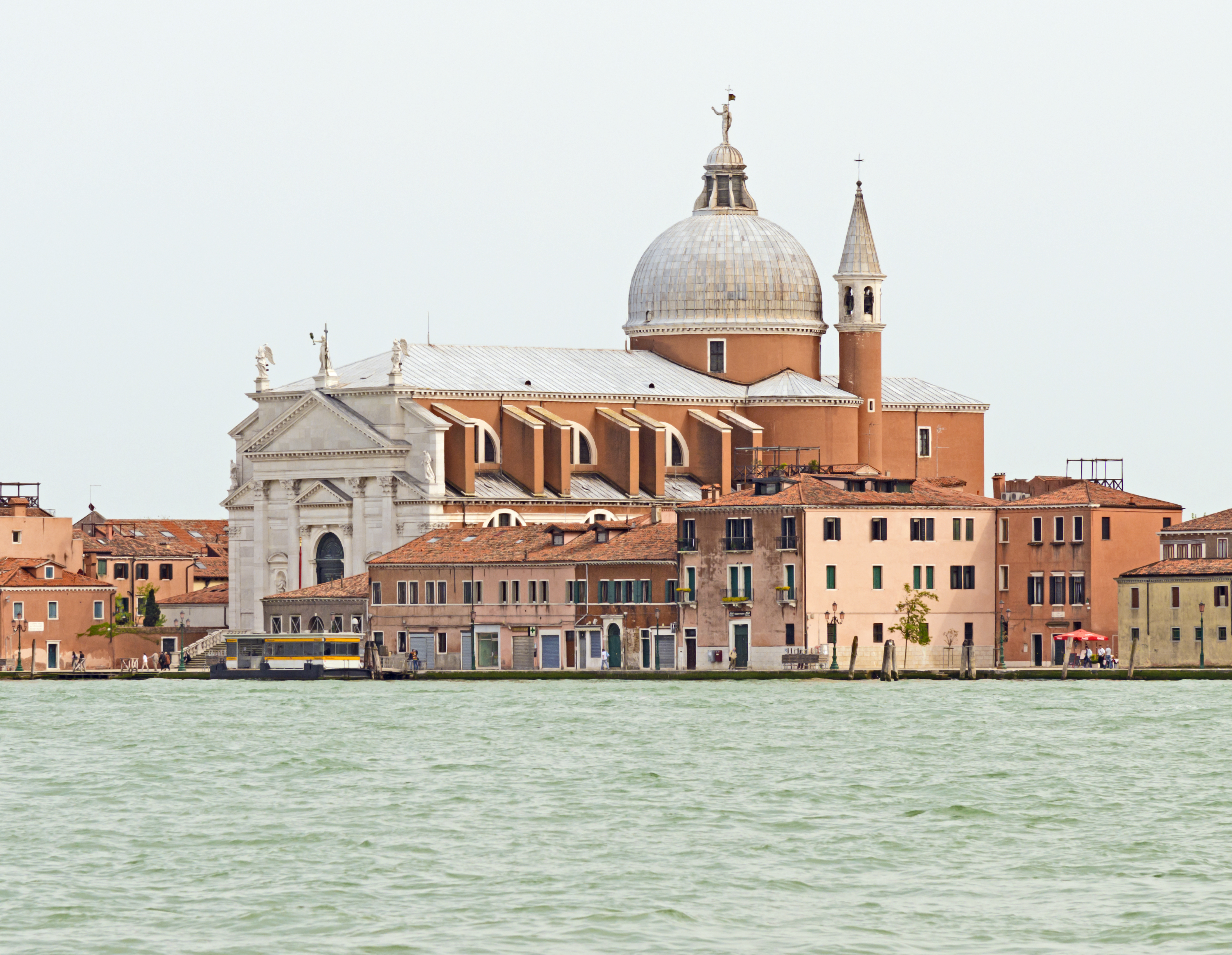
Église du Rédempteur (chiesa del Redentore, 1577)
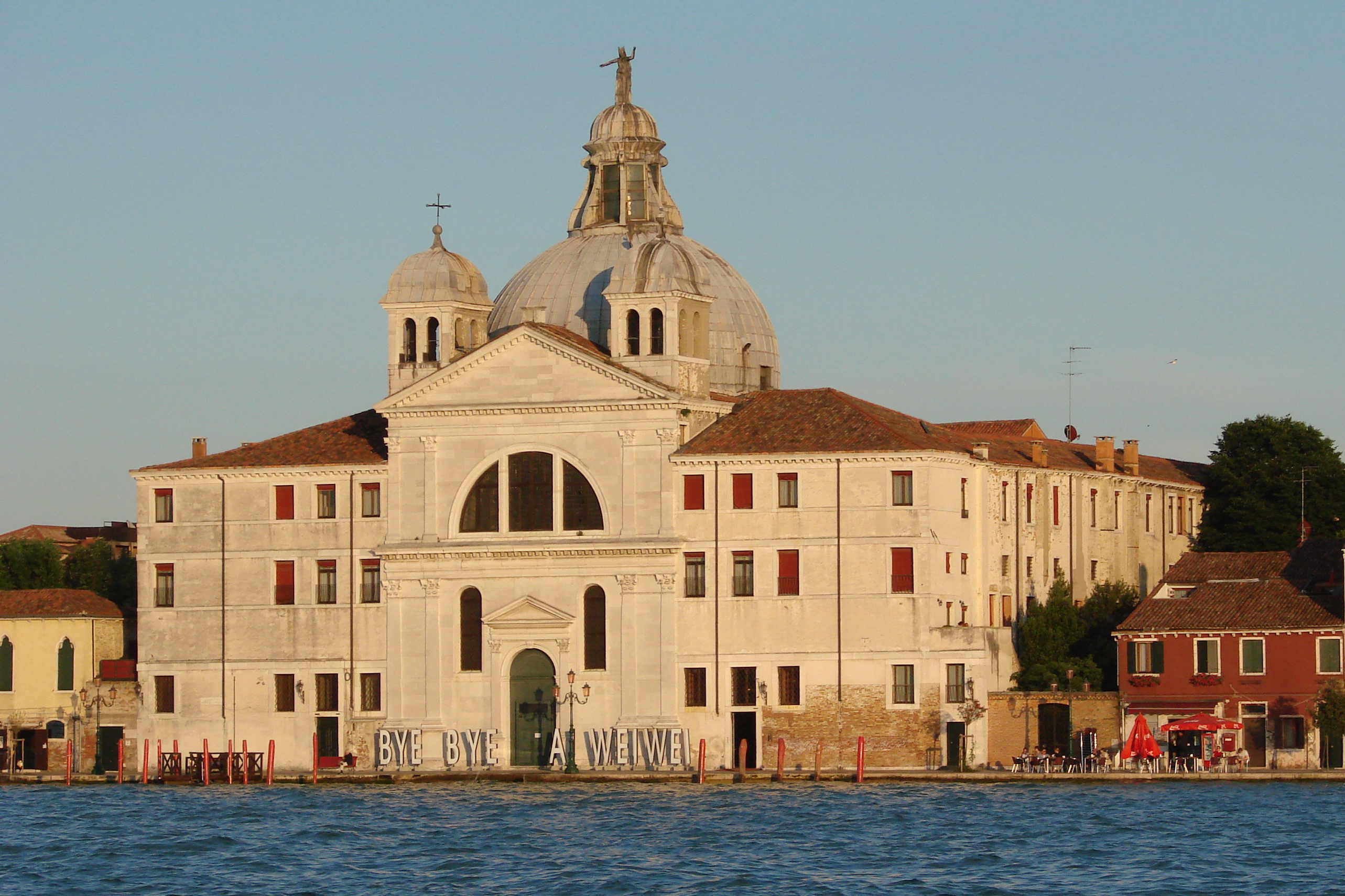
Église Sainte-Marie-de-la-Présentation, ou église des Zitelle (chiesa di Santa Maria della Presentazione, ou le Zitelle, 1581)
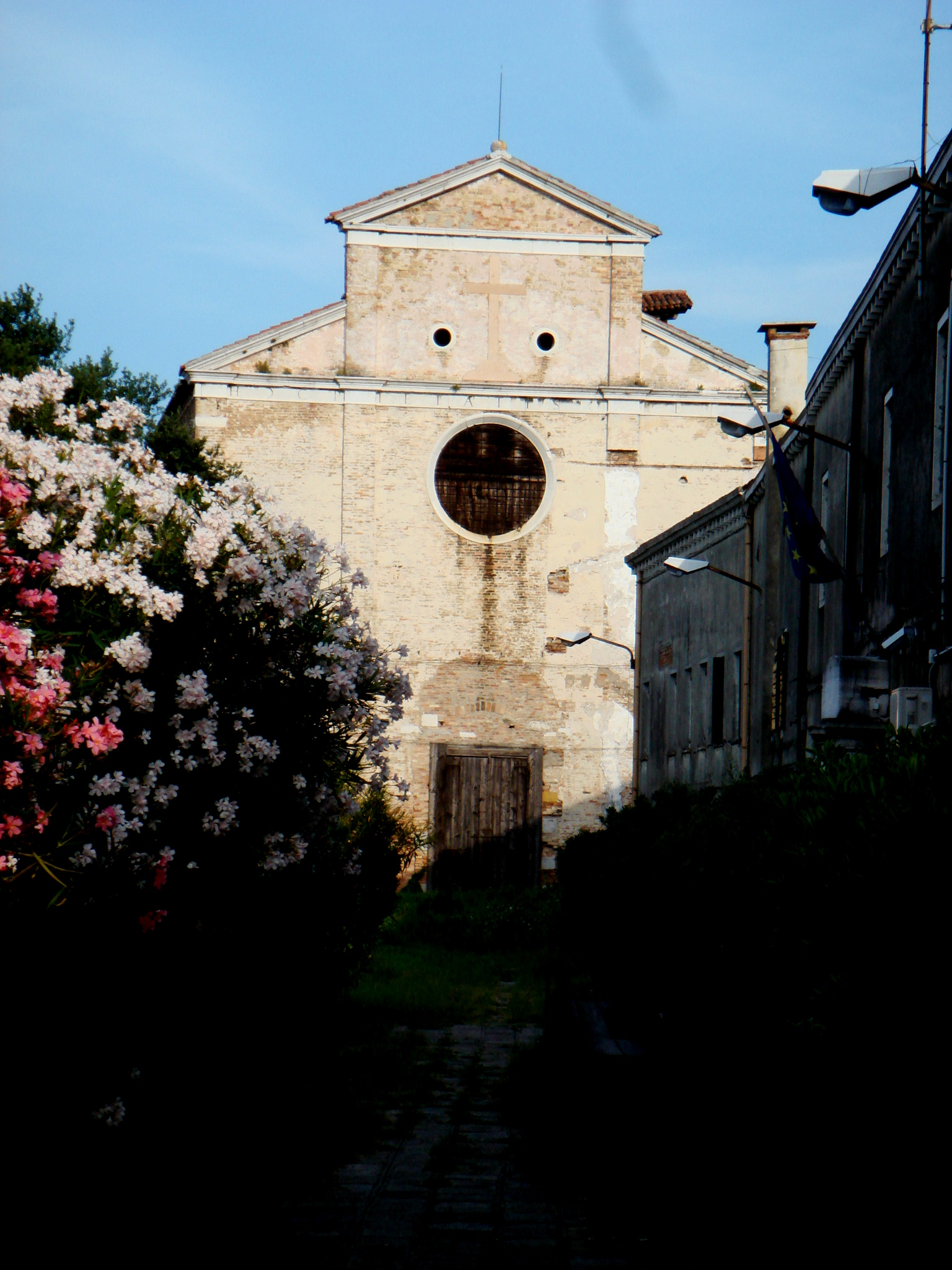
Église Sainte-Croix (chiesa di Santa Croce, déconsacrée)
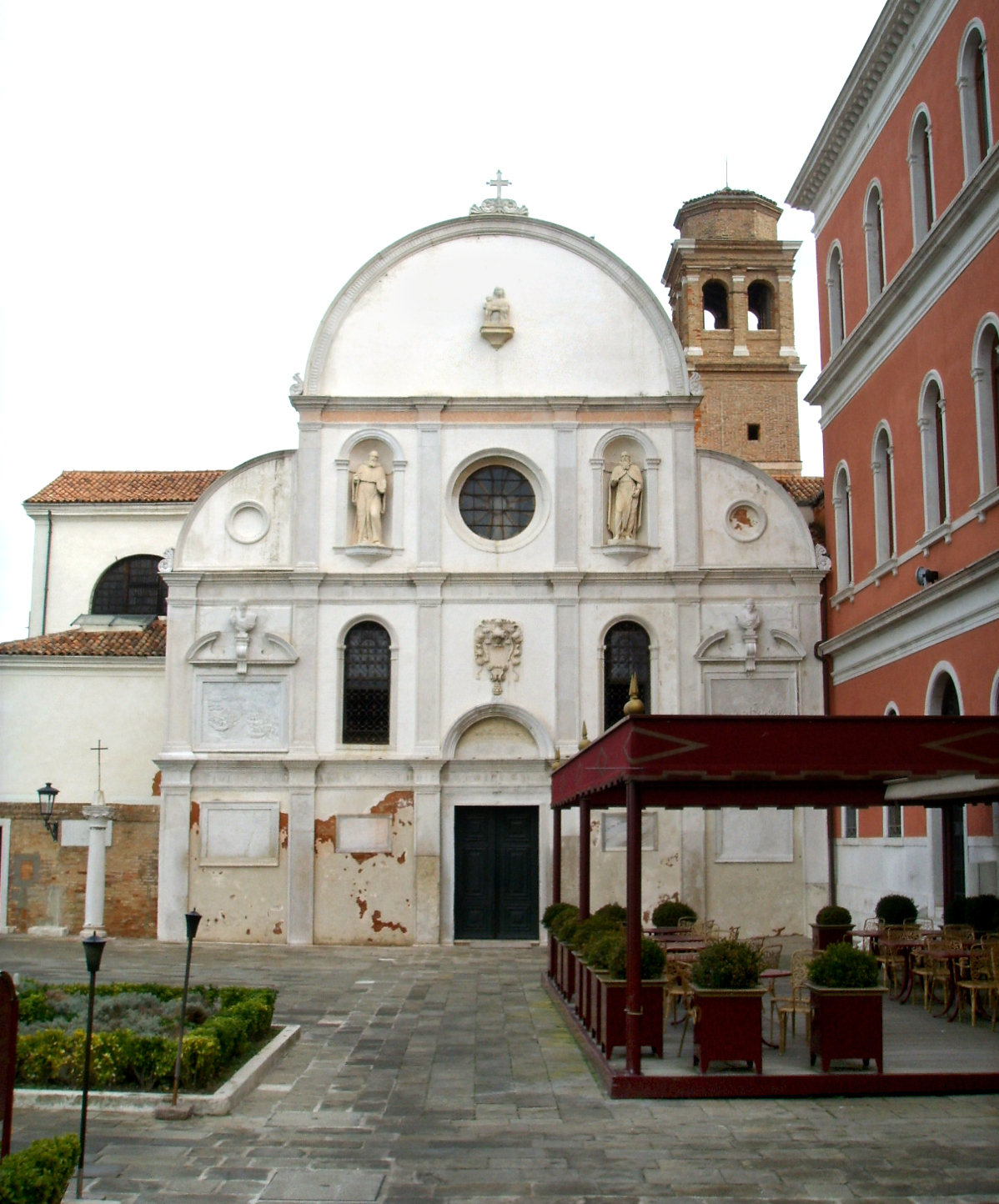
Église Saint-Clément (chiesa di San Clemente, Île San Clemente, fermée)
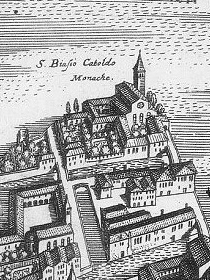
Église Saints Blaise et Cataldo (chiesa dei SS. Biaggio e Cataldo, 1222-détruite vers 1850)
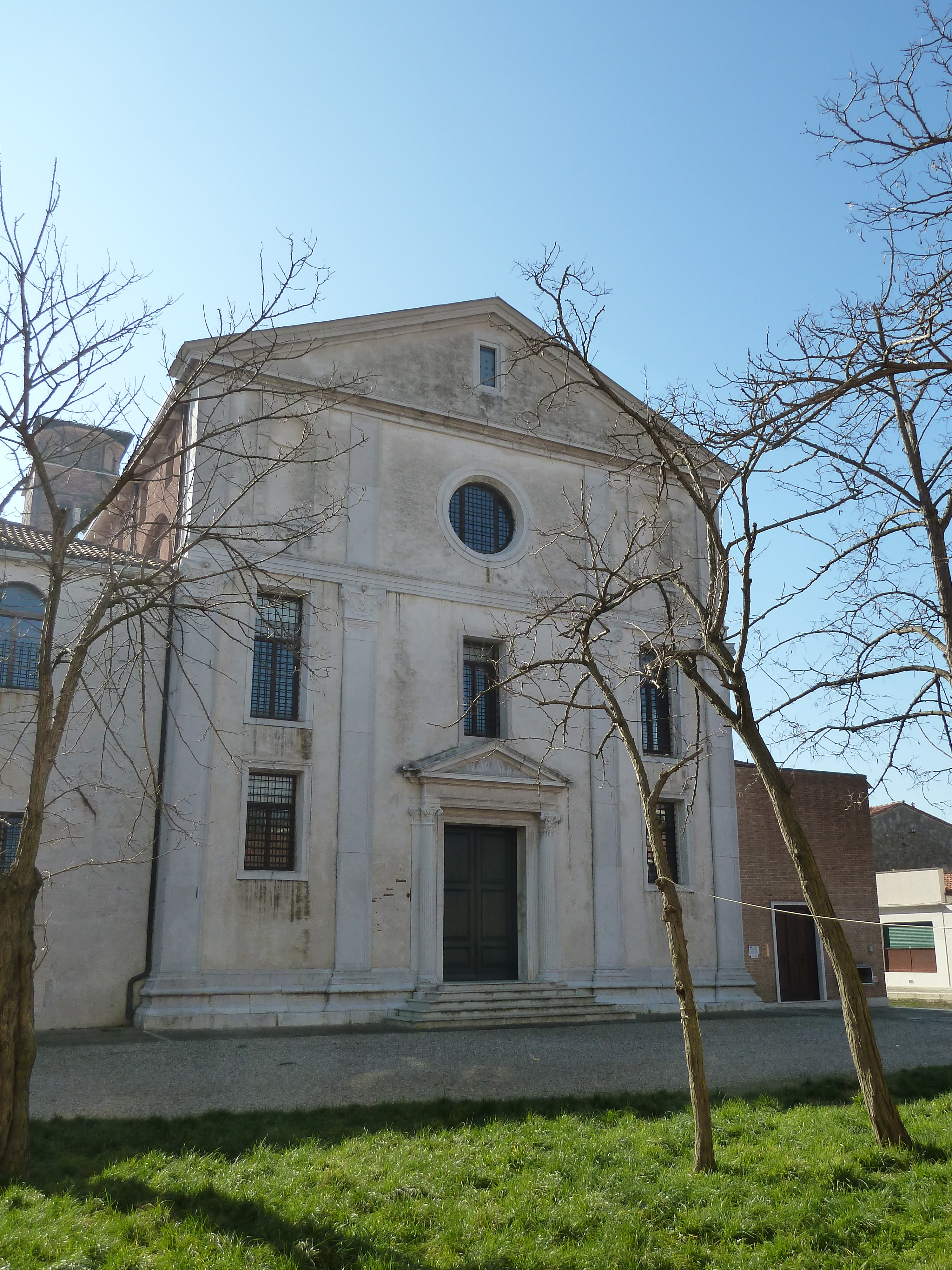
Église Saints-Côme-et-Damien (chiesa dei Santi Cosma e Damiano, 1481-, déconsacrée)
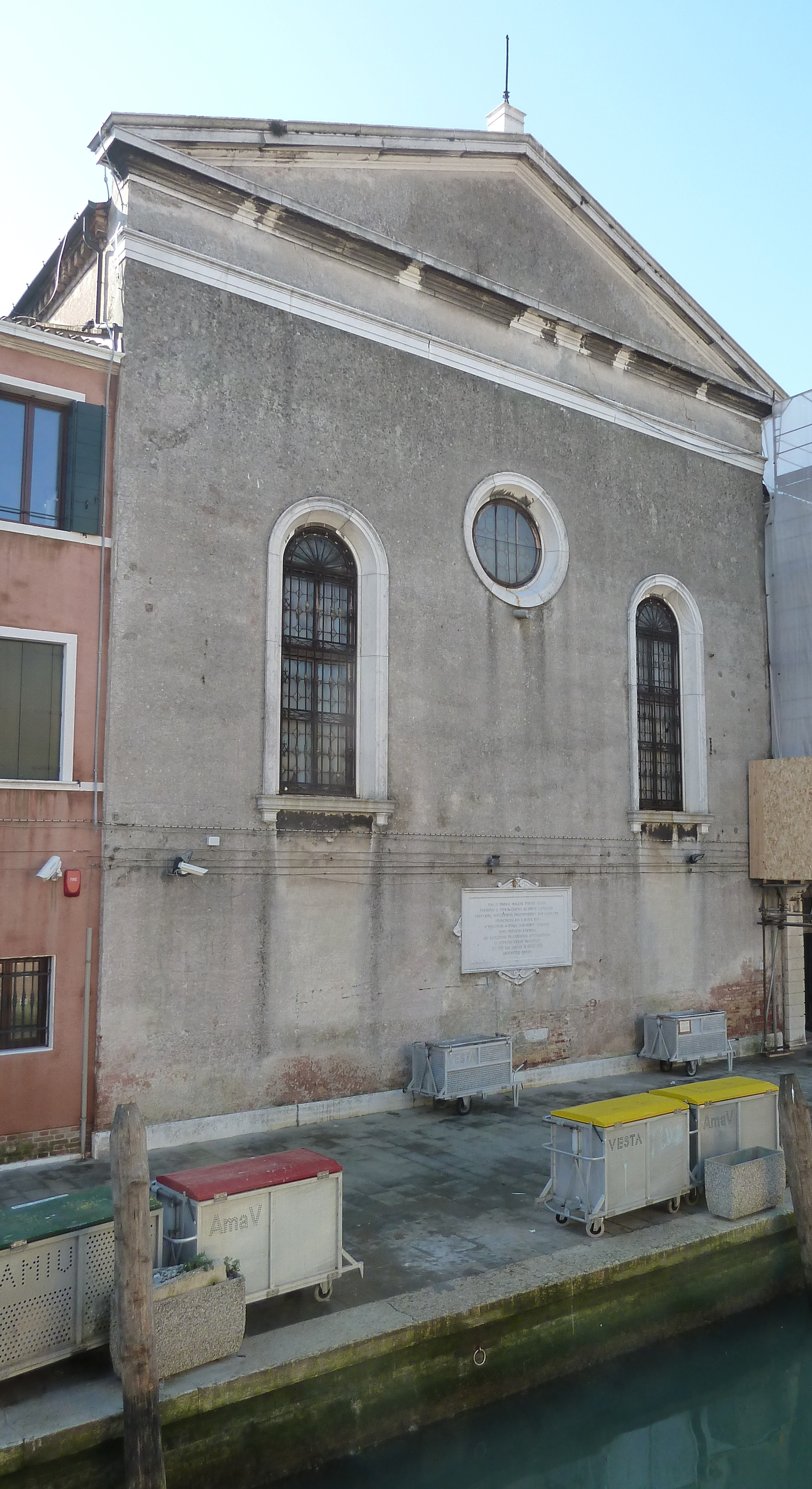
Église des Converties  (chiesa di Santa Maria Maddalena Convertite, déconsacrée)
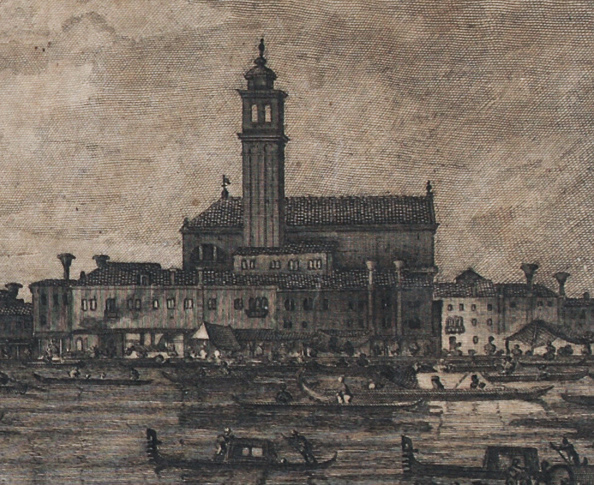
Église Saint-Jacques (Giudecca) (chiesa di Santa Maria Nuova dei Servi, dettaSan Giacomo de la Giudecca, 1338- 1805)
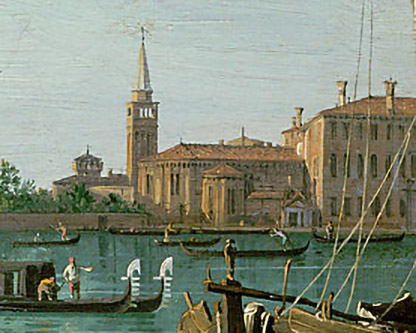
Église Saint Jean Baptiste (chiesa di San Giovanni Battista , 1333- ?)
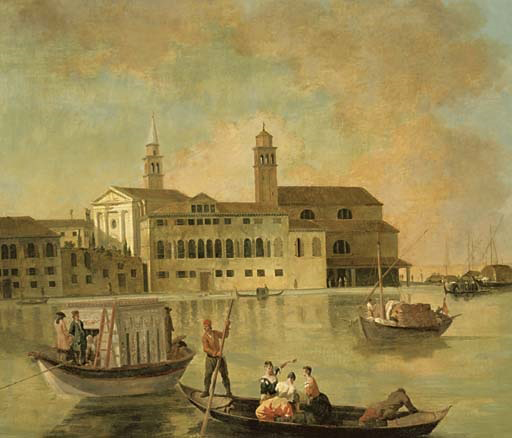
Église Saints-Blaise-et-Cataldo (chiesa dei Santi Biagio e Cataldo, 1188-1882)
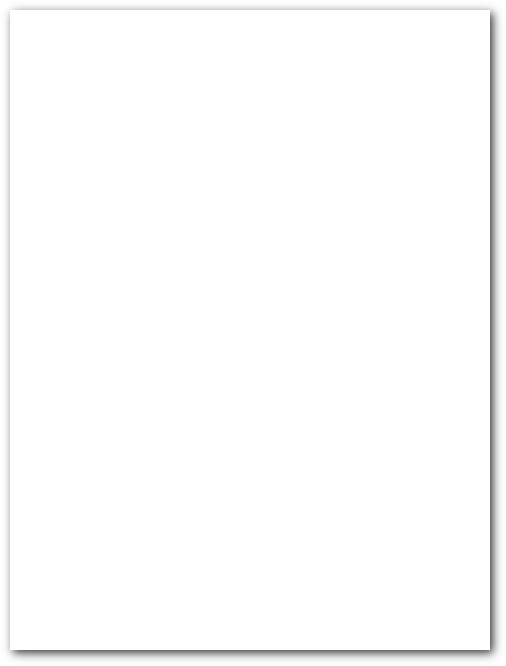
Église San Gerardo Sagredo (chiesa di San Gerardo Sagredo, hypermoderne - sans valeur architecturale)

### Vicariat Cannaregio - Estuaire

#### Cannaregio

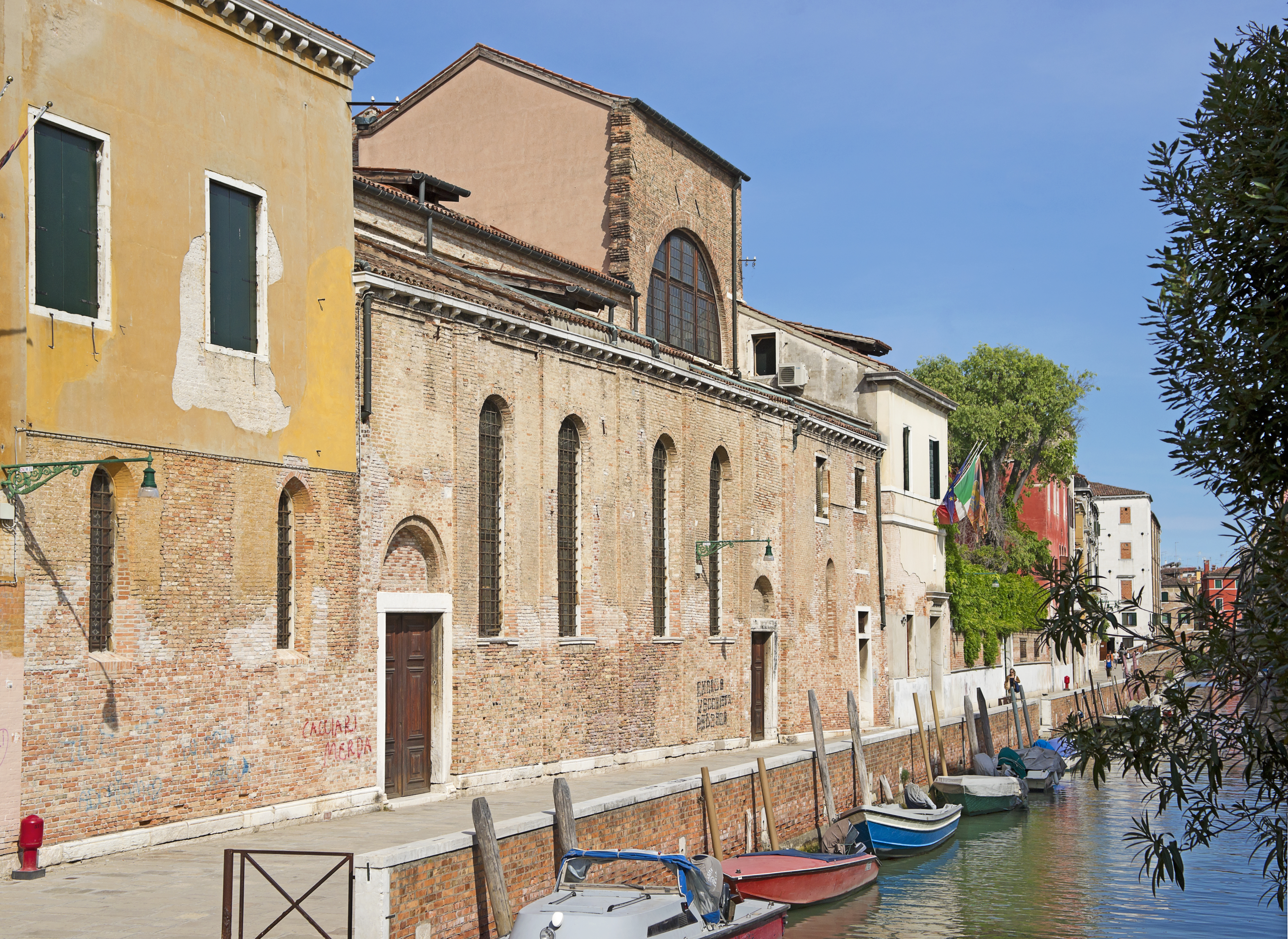
Église Sainte-Catherine (chiesa di Santa Caterina, 1274, déconsacrée)
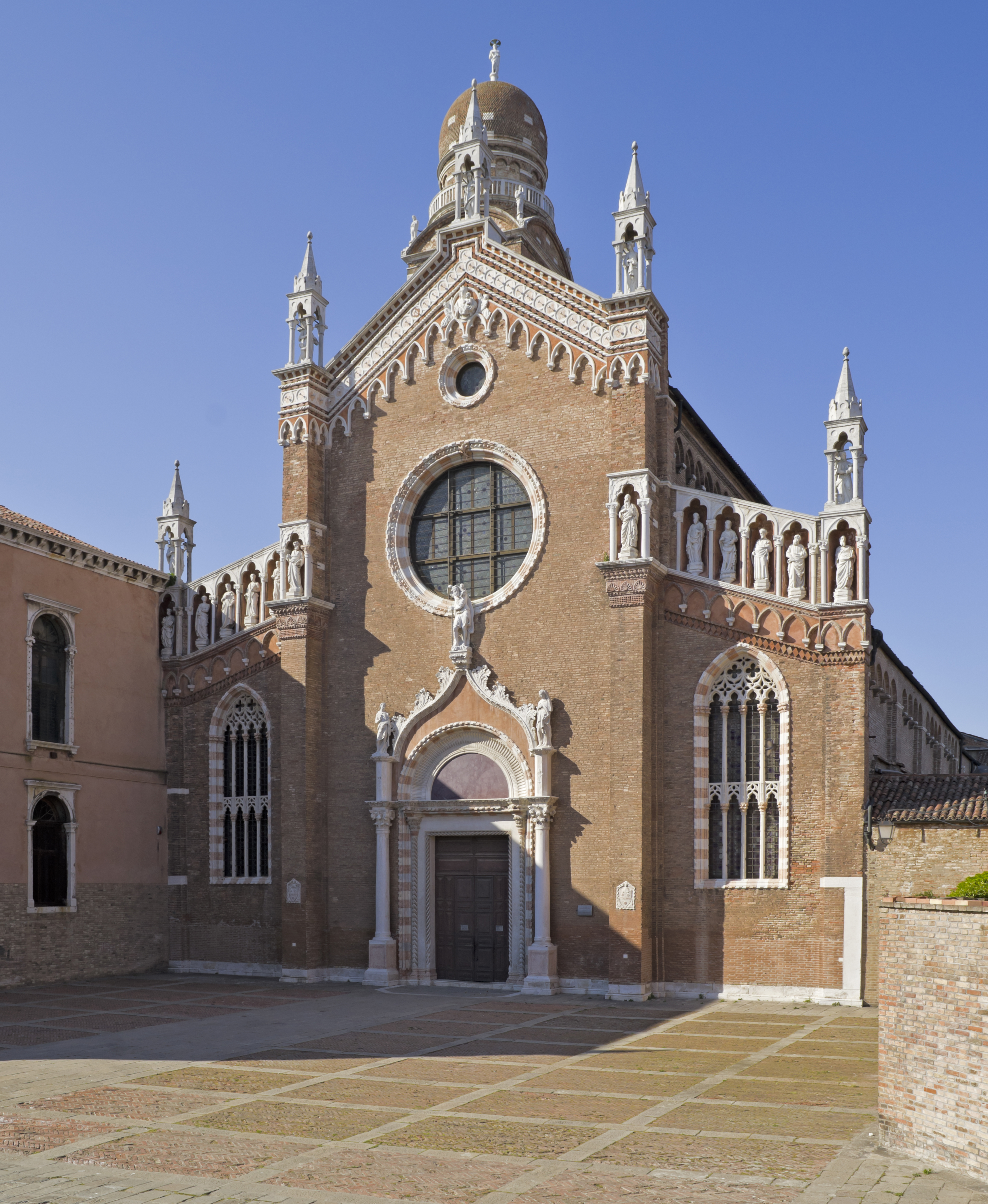
Église de la Madonna dell'Orto (chiesa della Madonna dell'Orto ou di San Cristoforo, 1350)
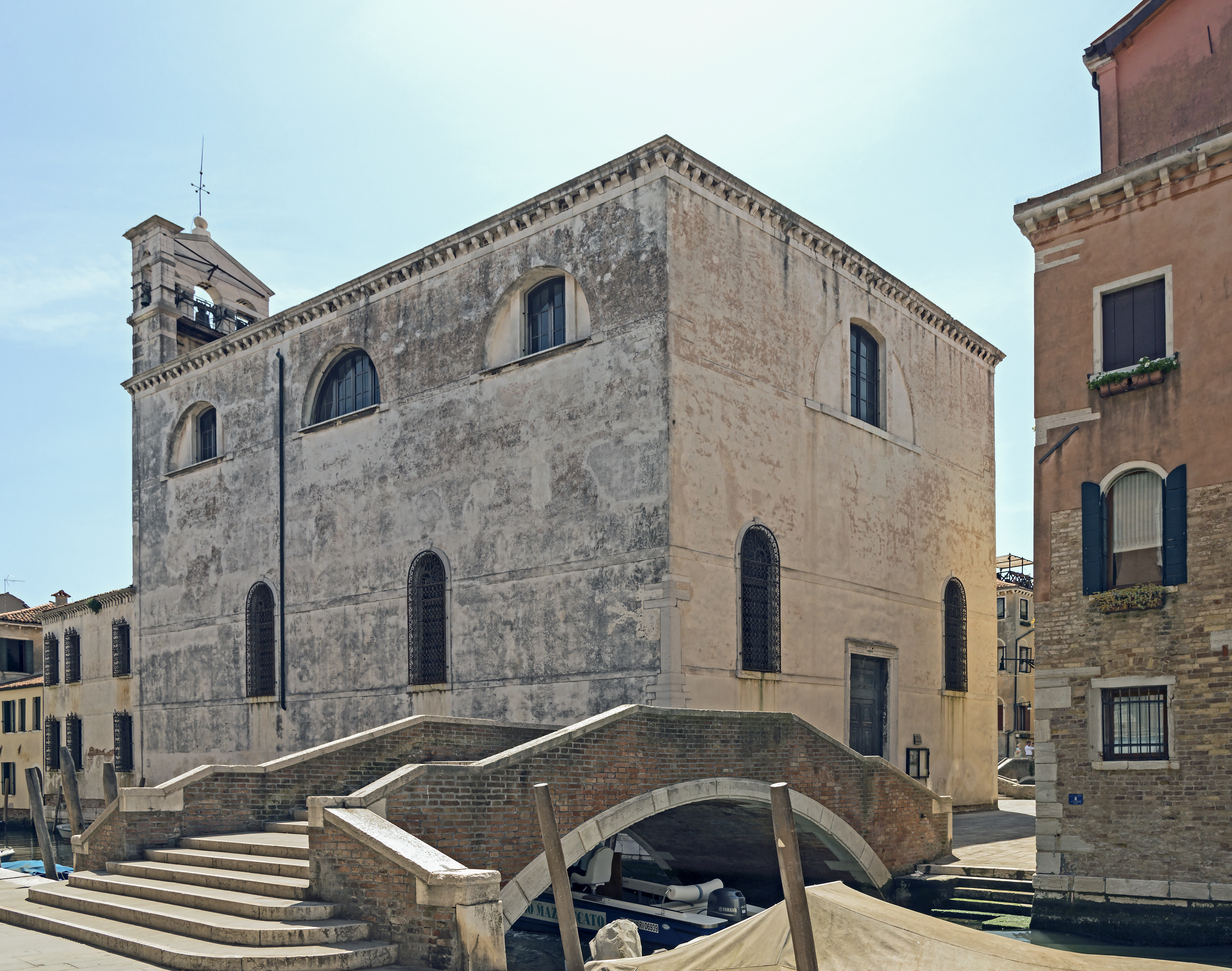
Église Saint-Martial (chiesa di San Marziale, 1142)
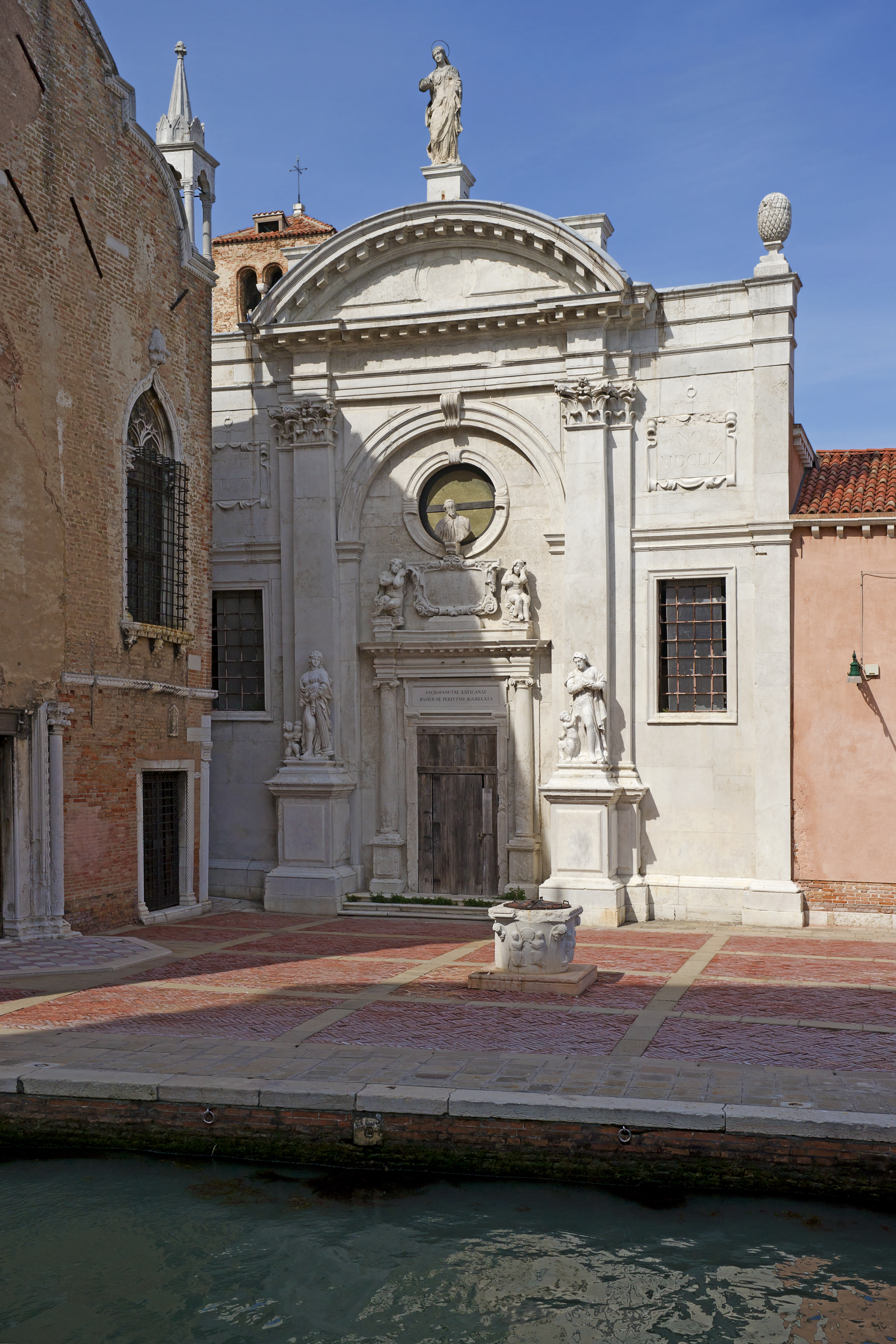
Église Sainte-Marie-de-la-Miséricorde (chiesa dell'Abbazia della Misericordia ou di Santa Maria di Val Verde, 950, déconsacrée)
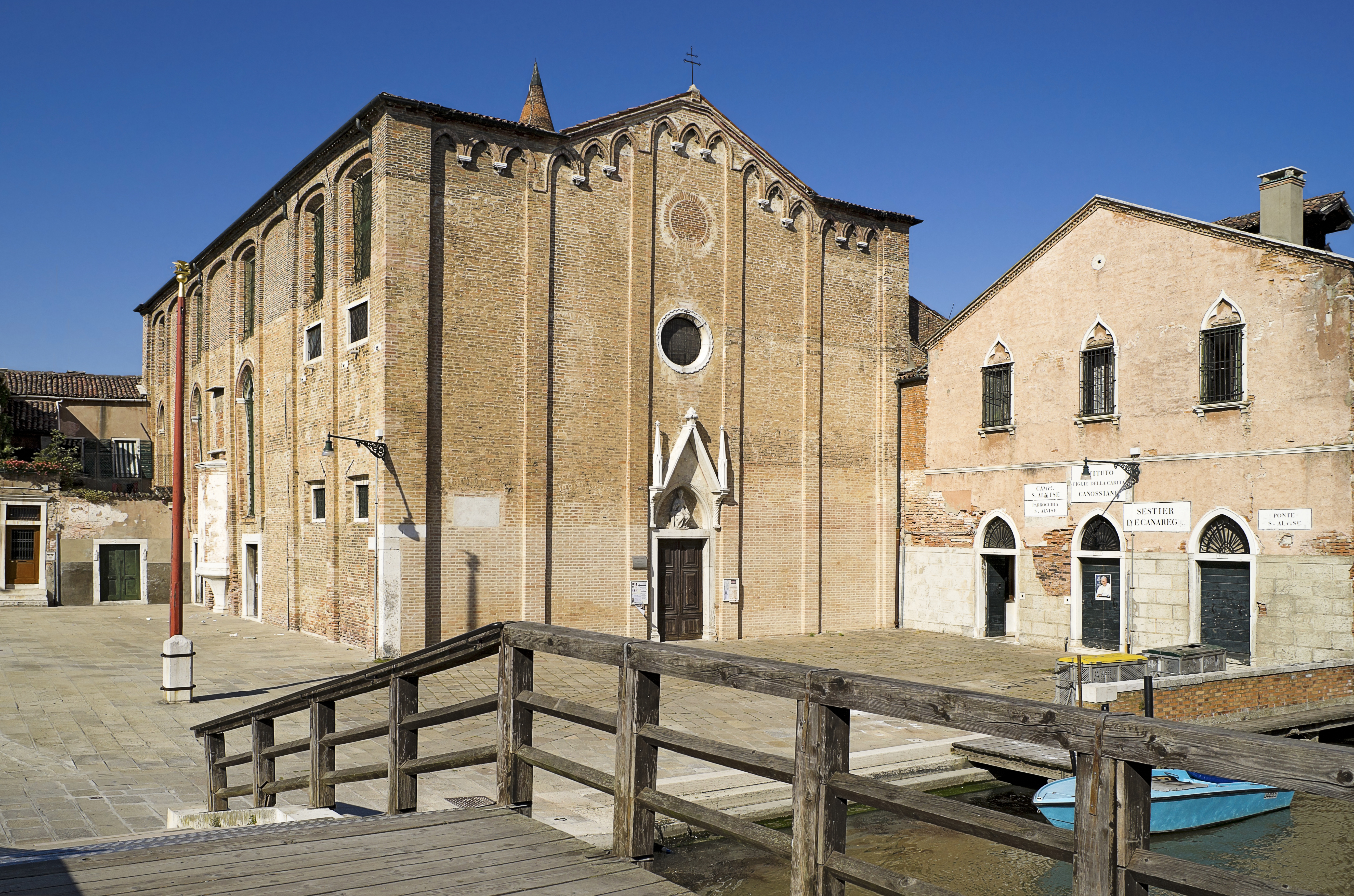
Église Saint-Alvise (chiesa di Sant'Alvise, 1388)
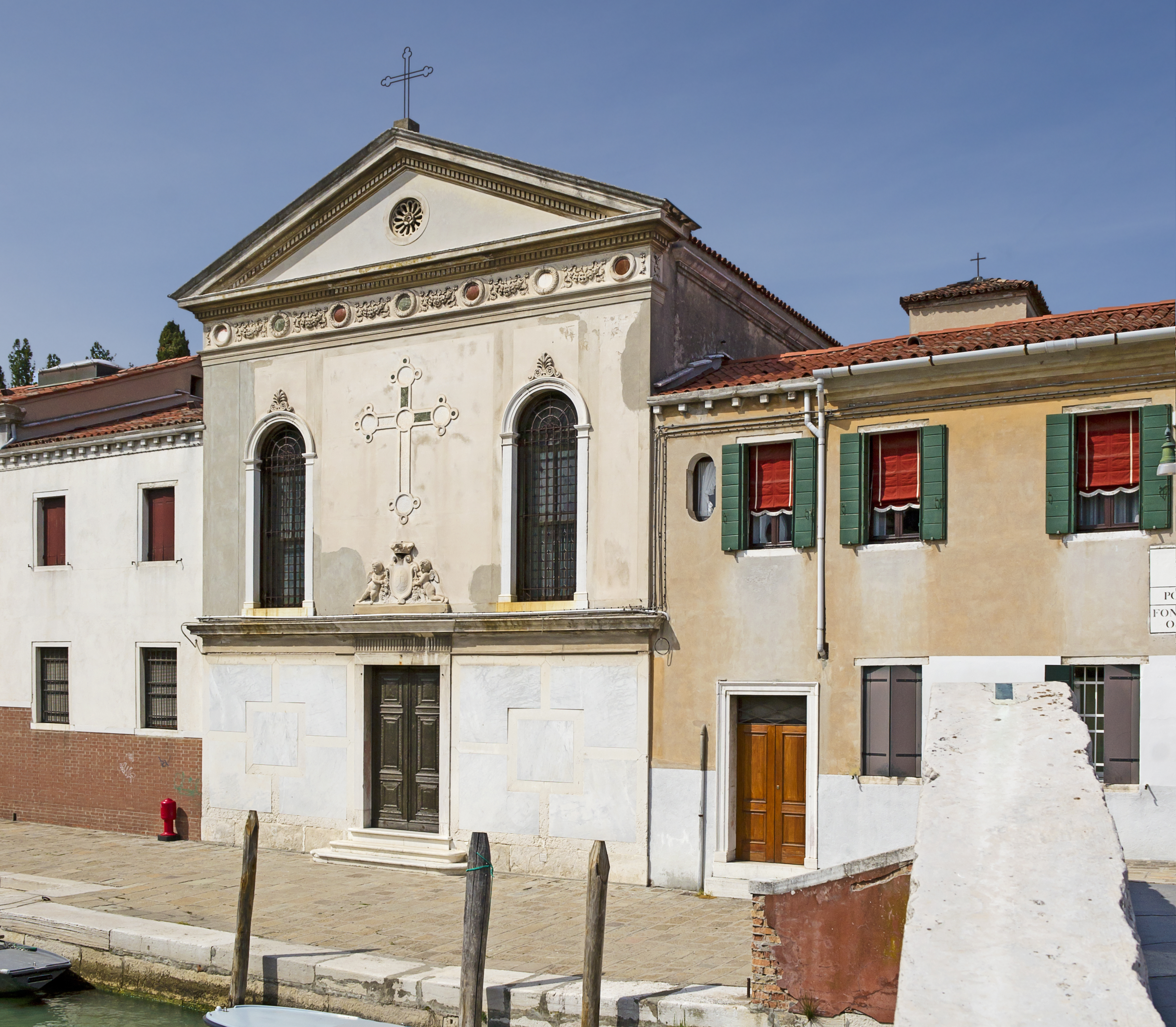
Église Saint-Bonaventure (chiesa di San Bonaventura, 1620)
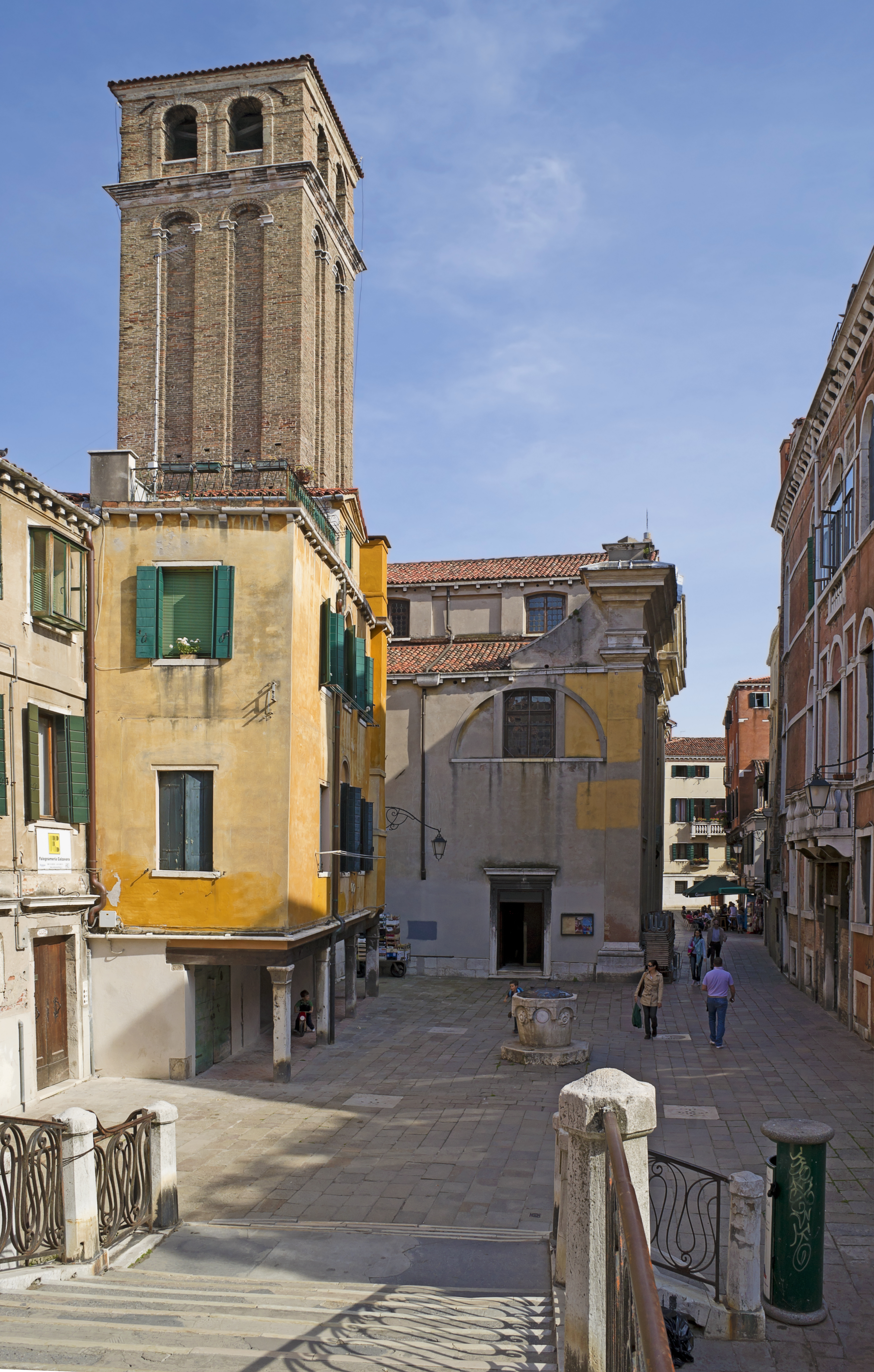
Église Saint-Cantien (chiesa di San Canciano, ou San Canziano, 1351)
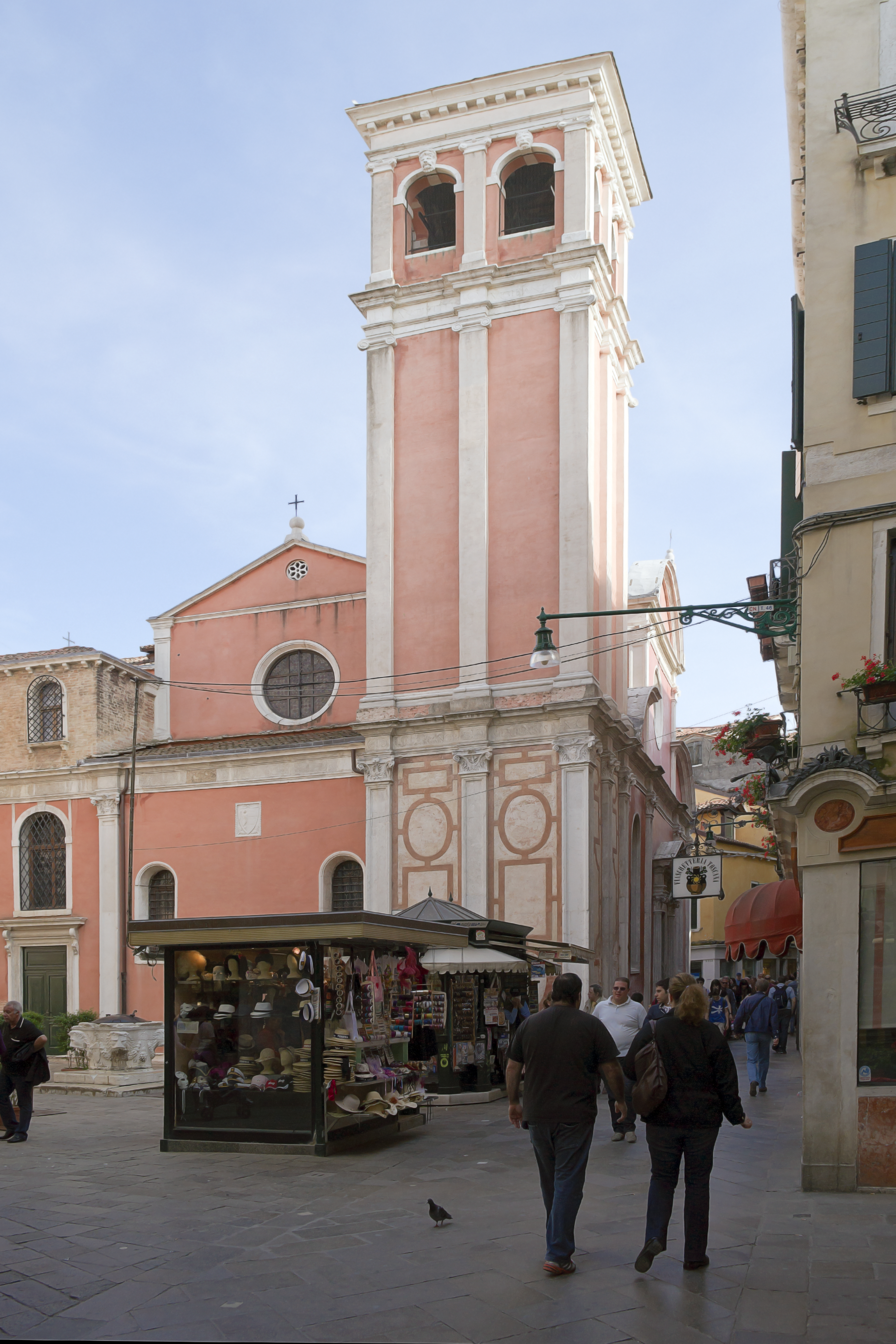
Église Saint-Jean-Chrysostome (chiesa di San Giovanni Grisostomo, 1050)
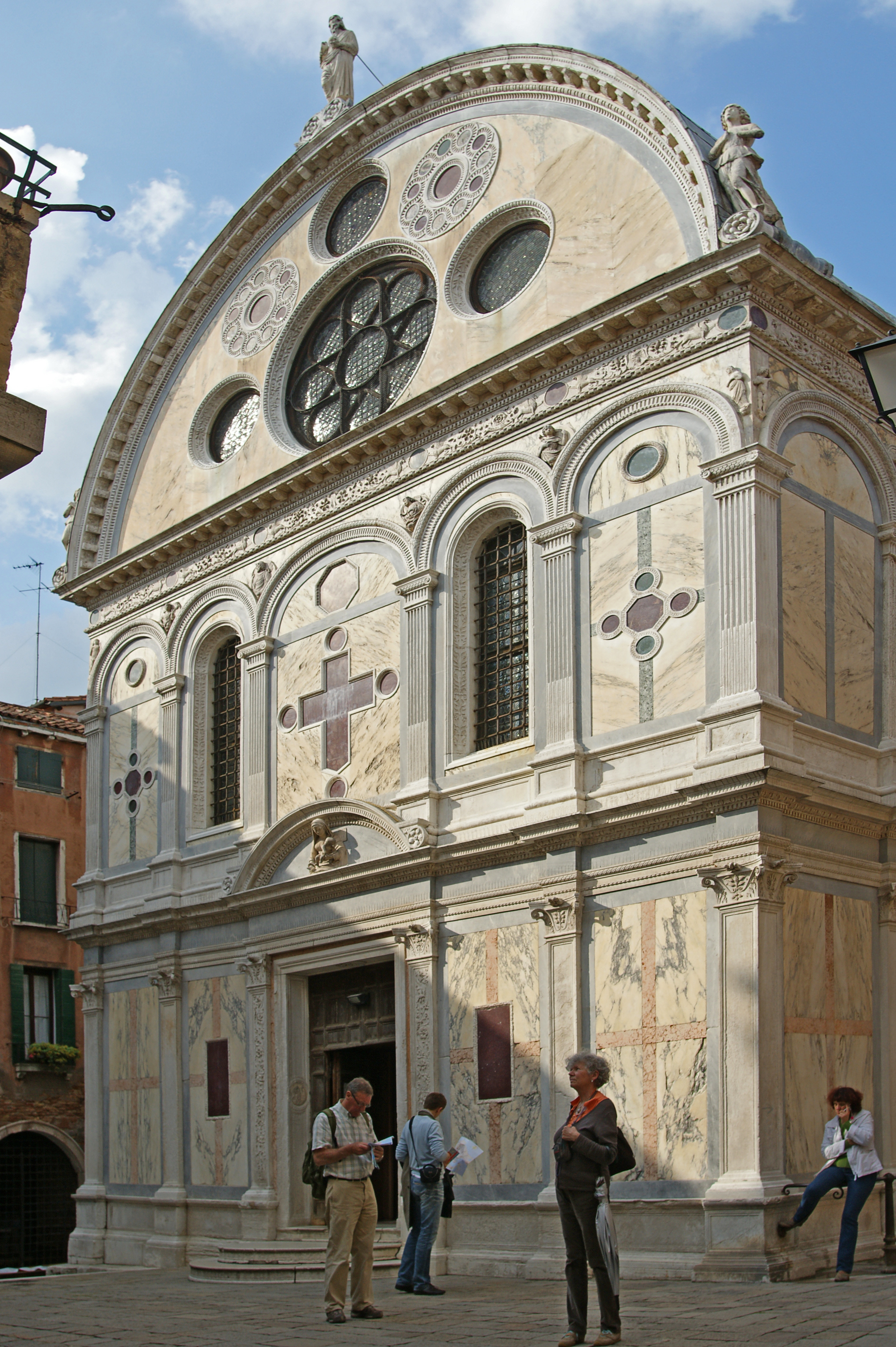
Église Sainte-Marie-des-Miracles (chiesa di Santa Maria dei Miracoli, 1408)
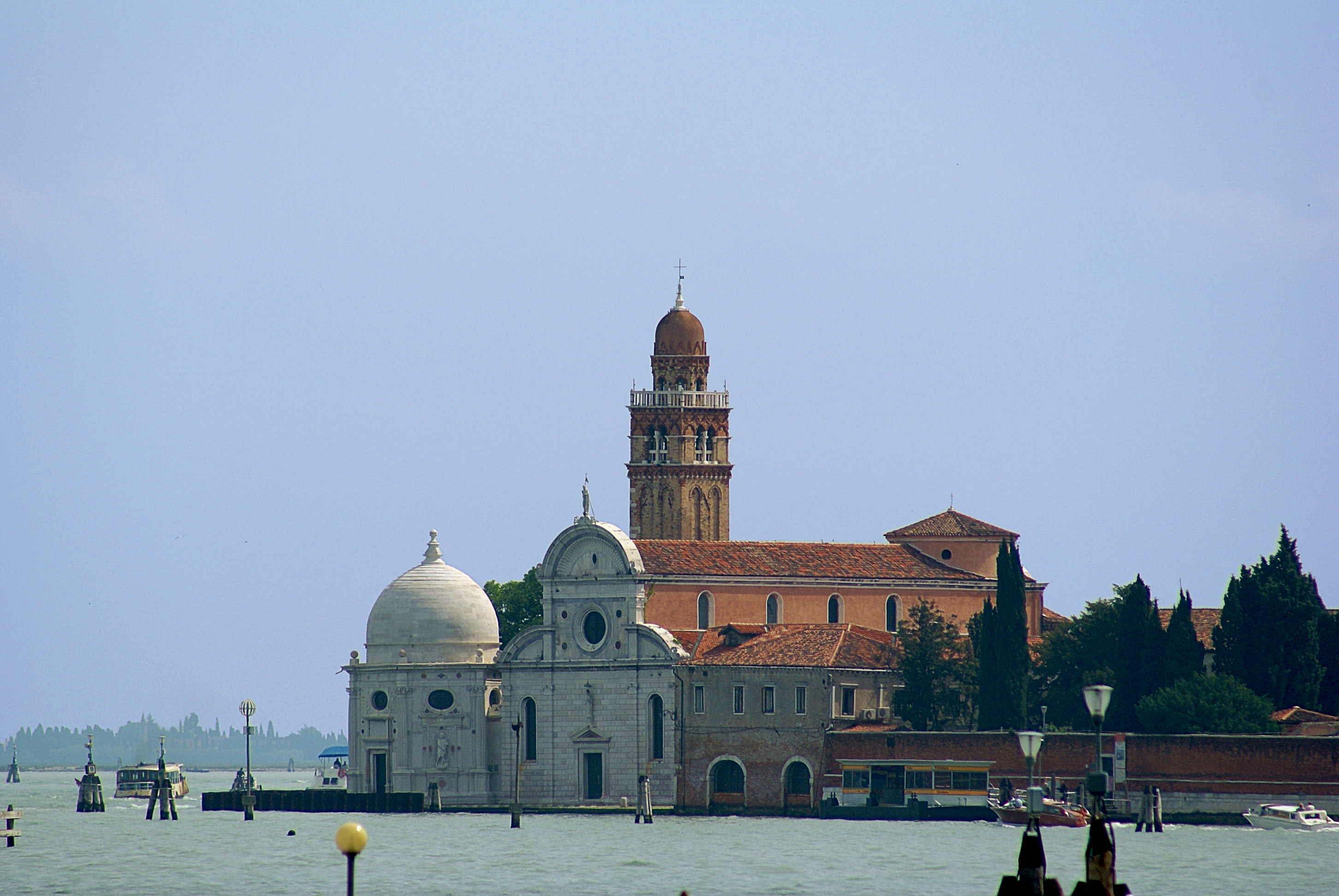
Église Saint-Michel-en-l'île (chiesa di San Michele in Isola, Île San Michele)
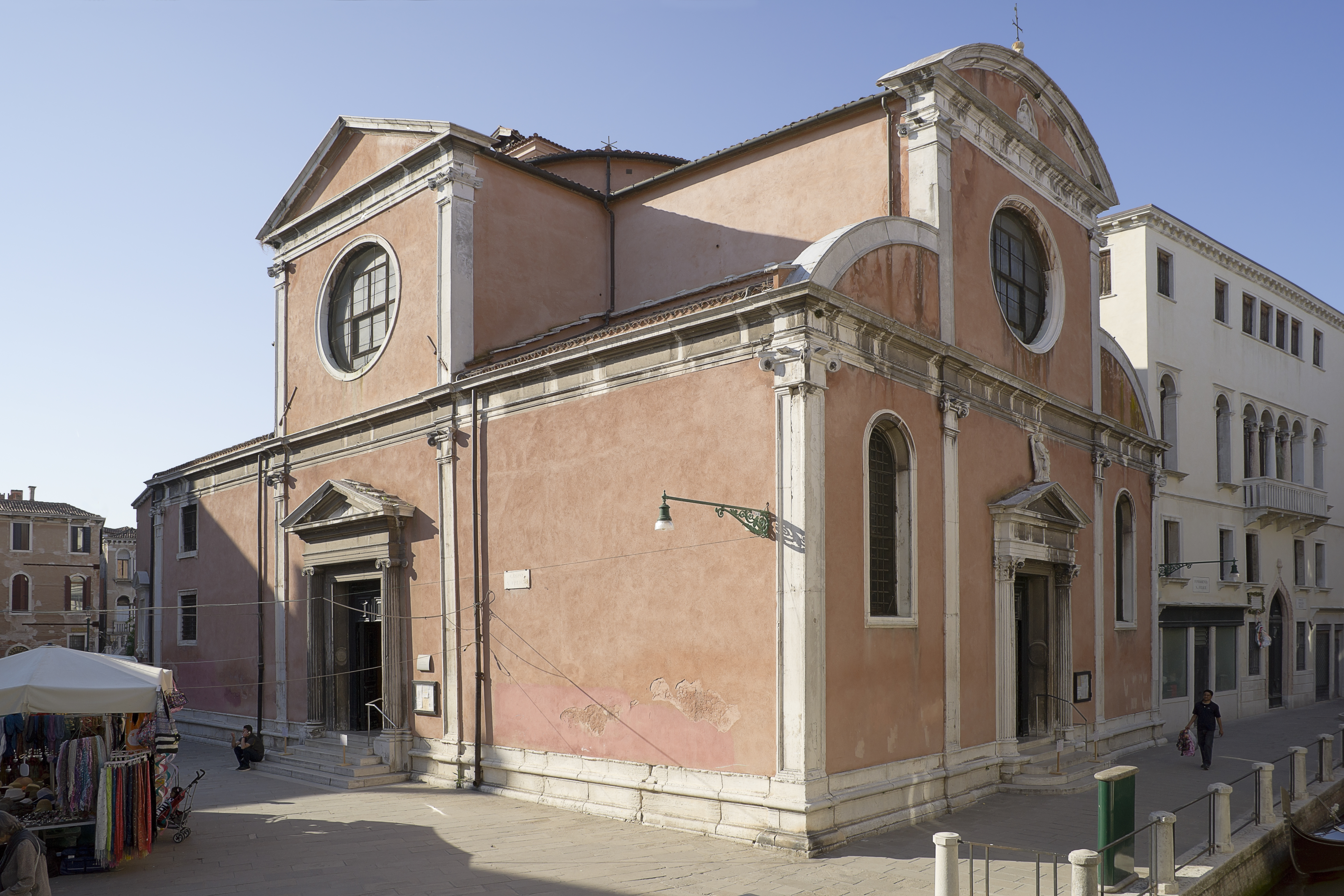
Église Saint-Félix (chiesa di San Felice, 950)
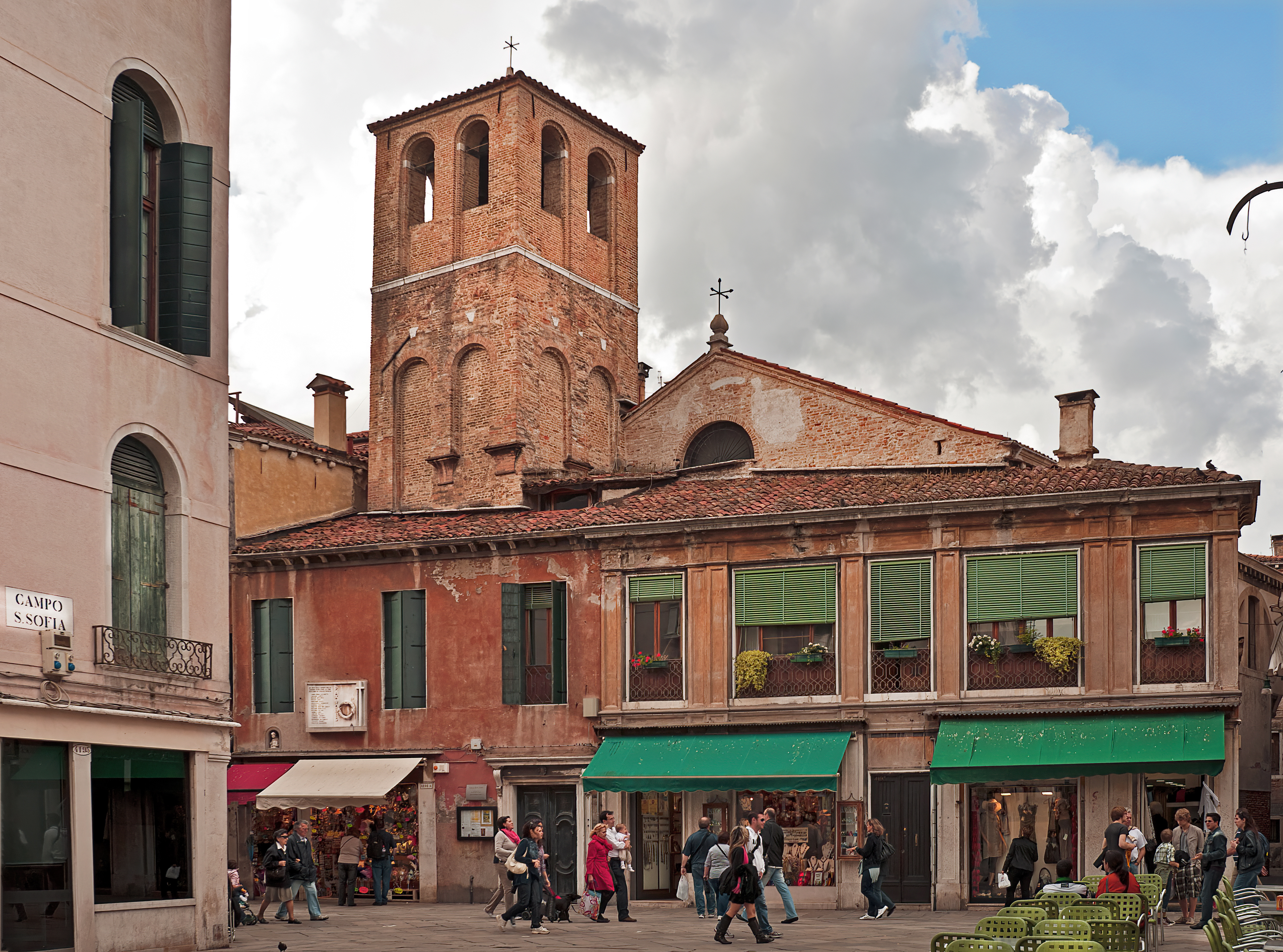
Église Sainte-Sophie (chiesa di Santa Sofia, 1750)
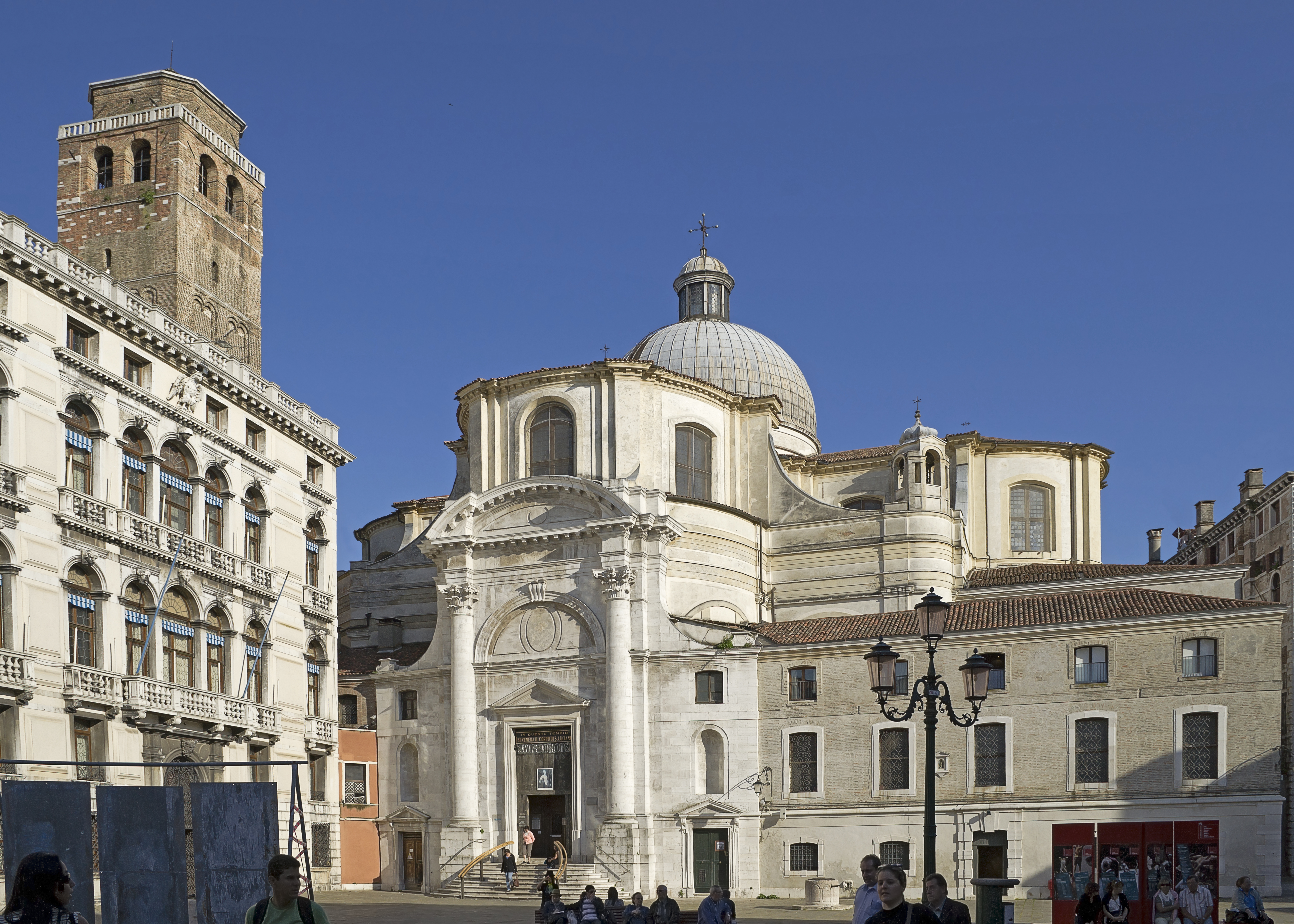
Église Saint-Jérémie (chiesa di San Geremia e Lucia, 1050)
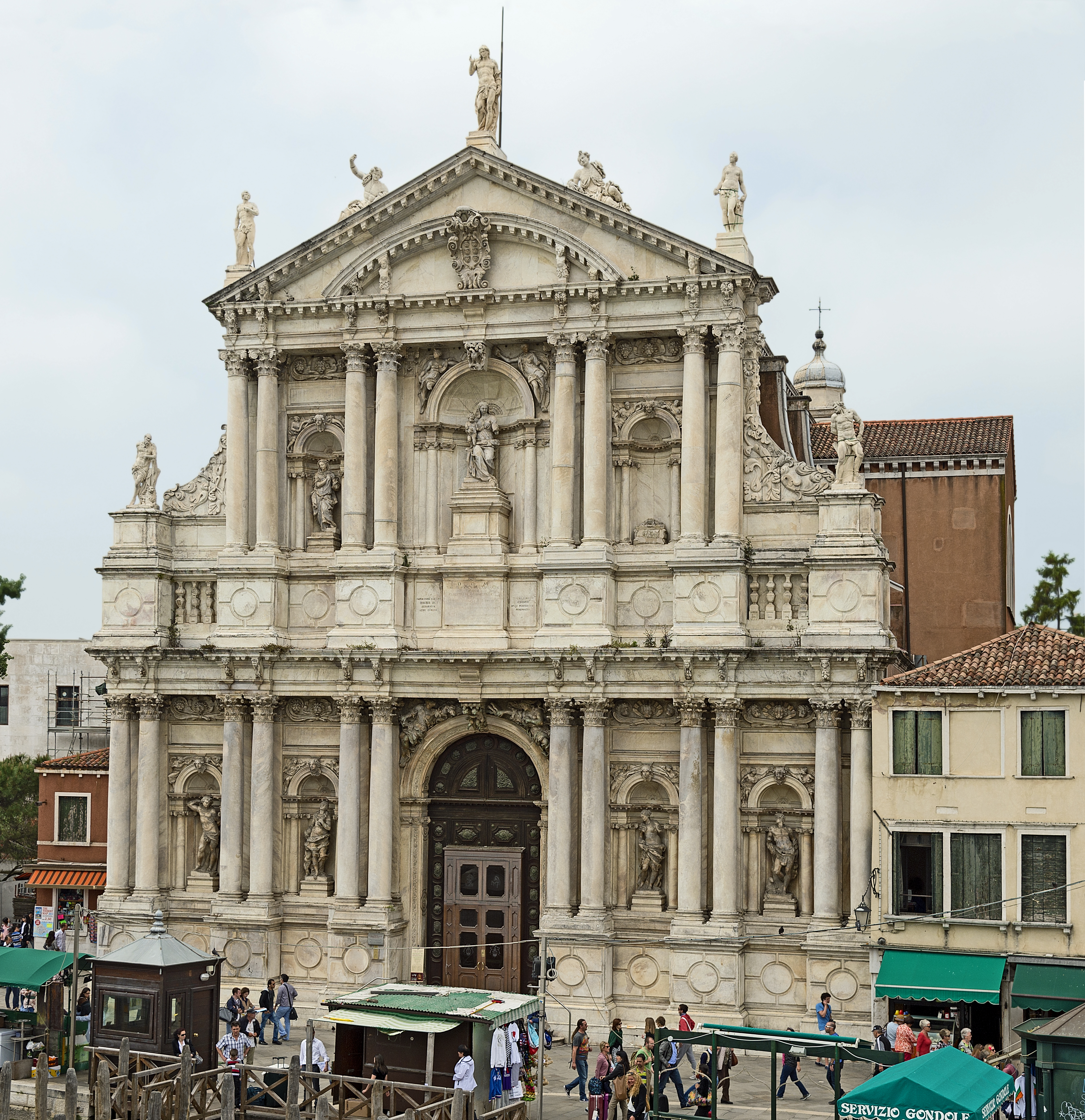
Église Sainte-Marie-de-Nazareth (chiesa Santa Maria di Nazareth, également nommée Le Scalzi ou église des Déchaussés, 1633)
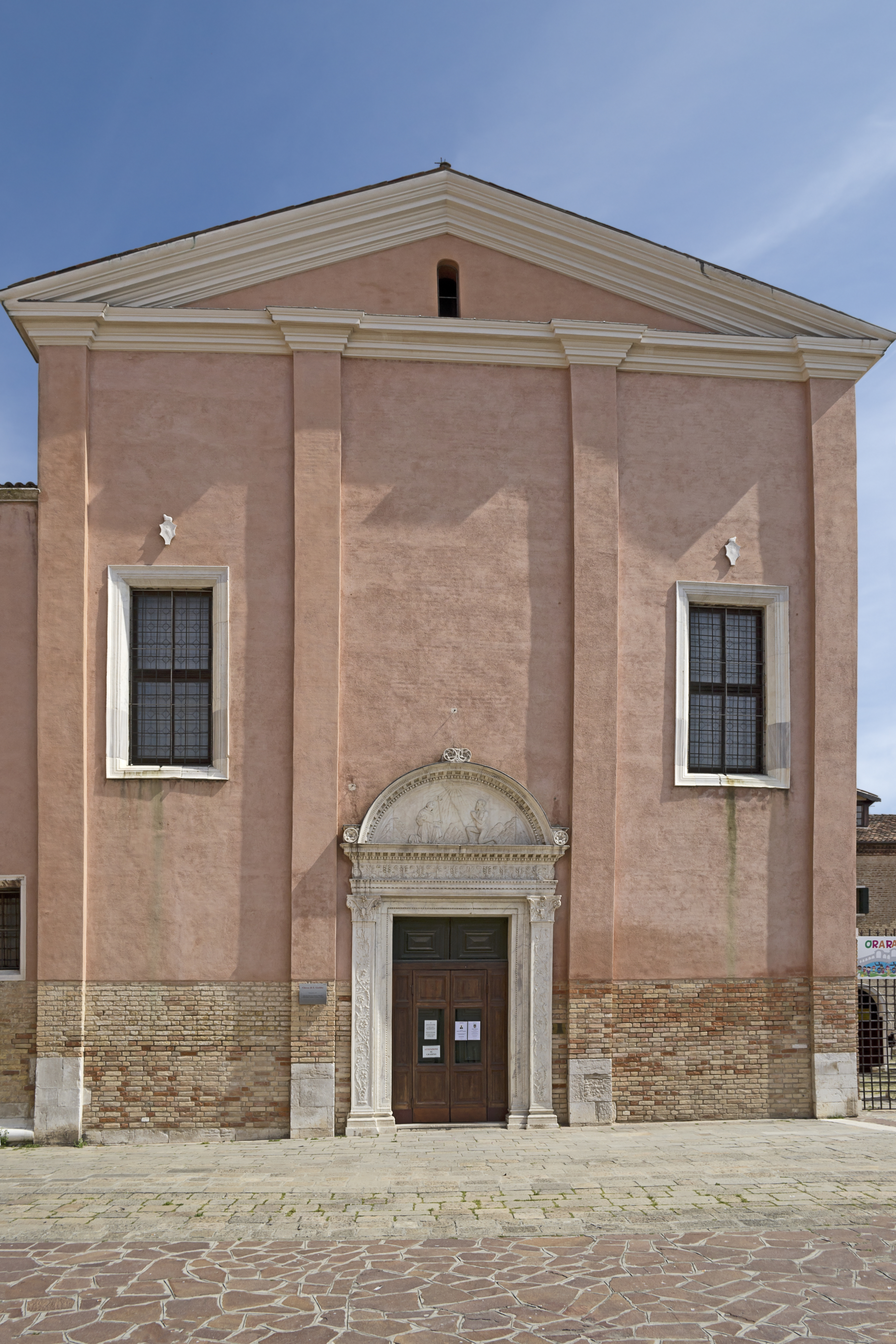
Église Saint-Job (chiesa di San Giobbe, 1378)
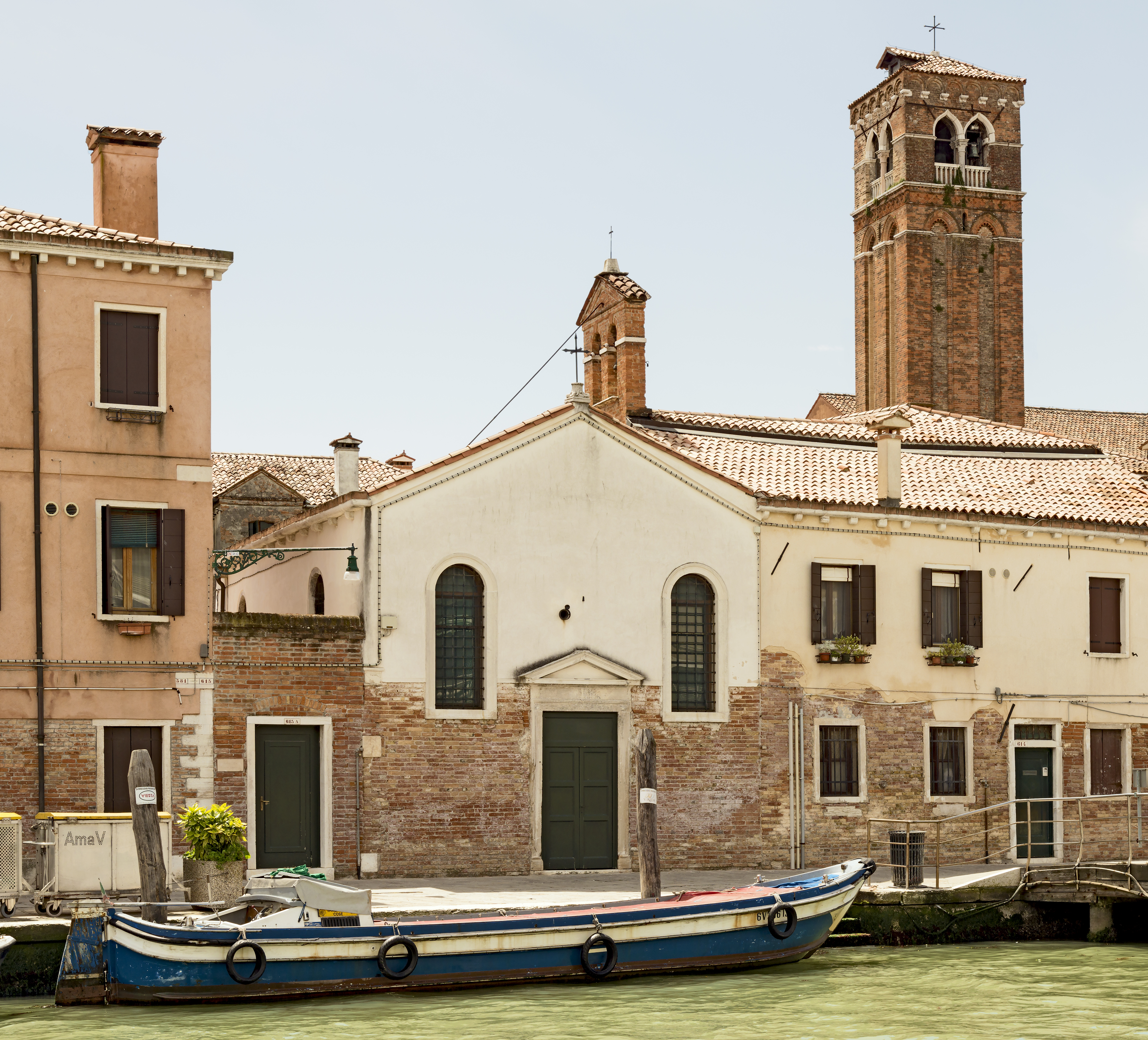
Oratoire de l'hôpital de Saint-Job (Oratorio de l'Ospedale di San Giobbe)
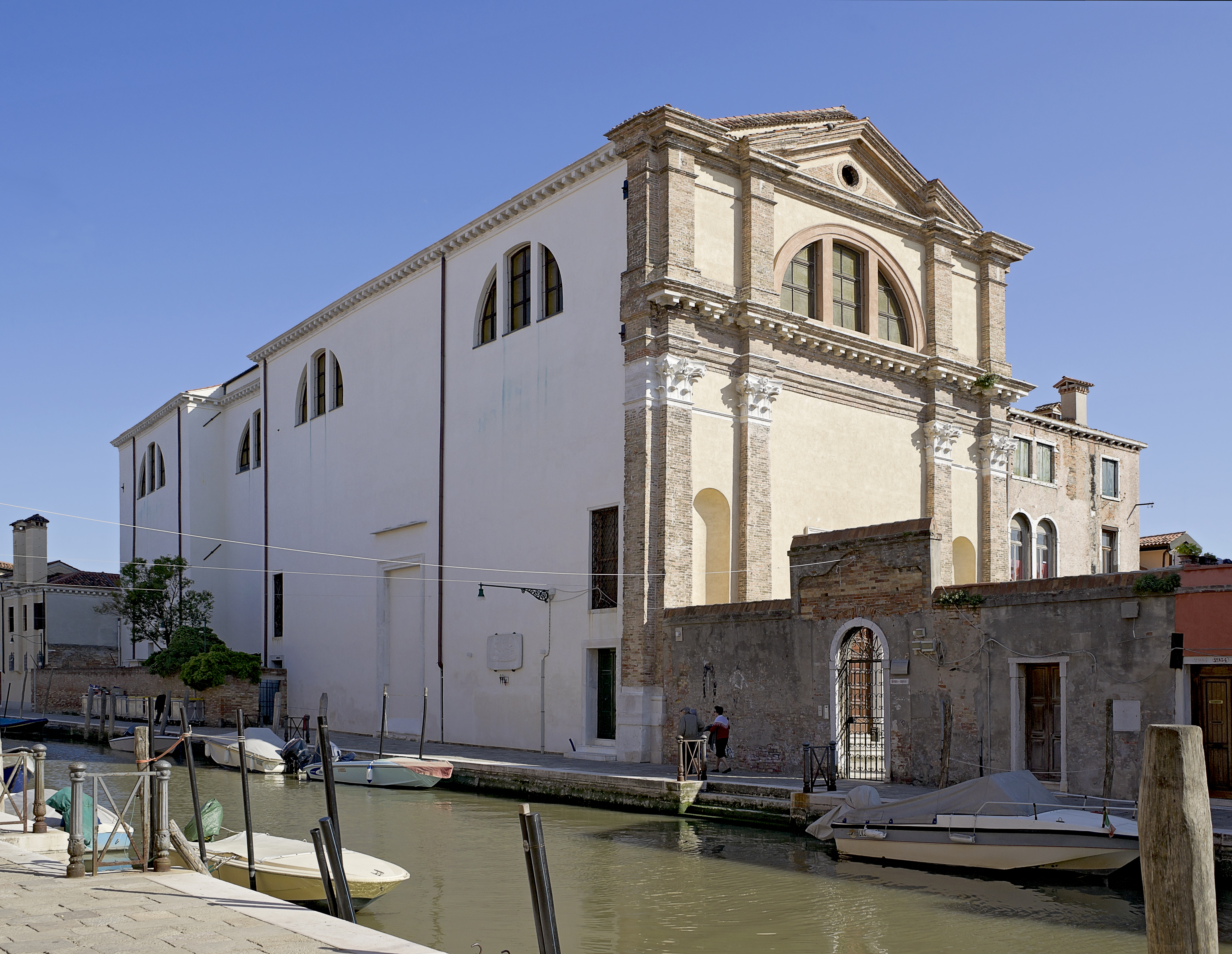
Église Saint-Jérôme (chiesa di San Girolamo Sacerdote e Dottore, 1425)
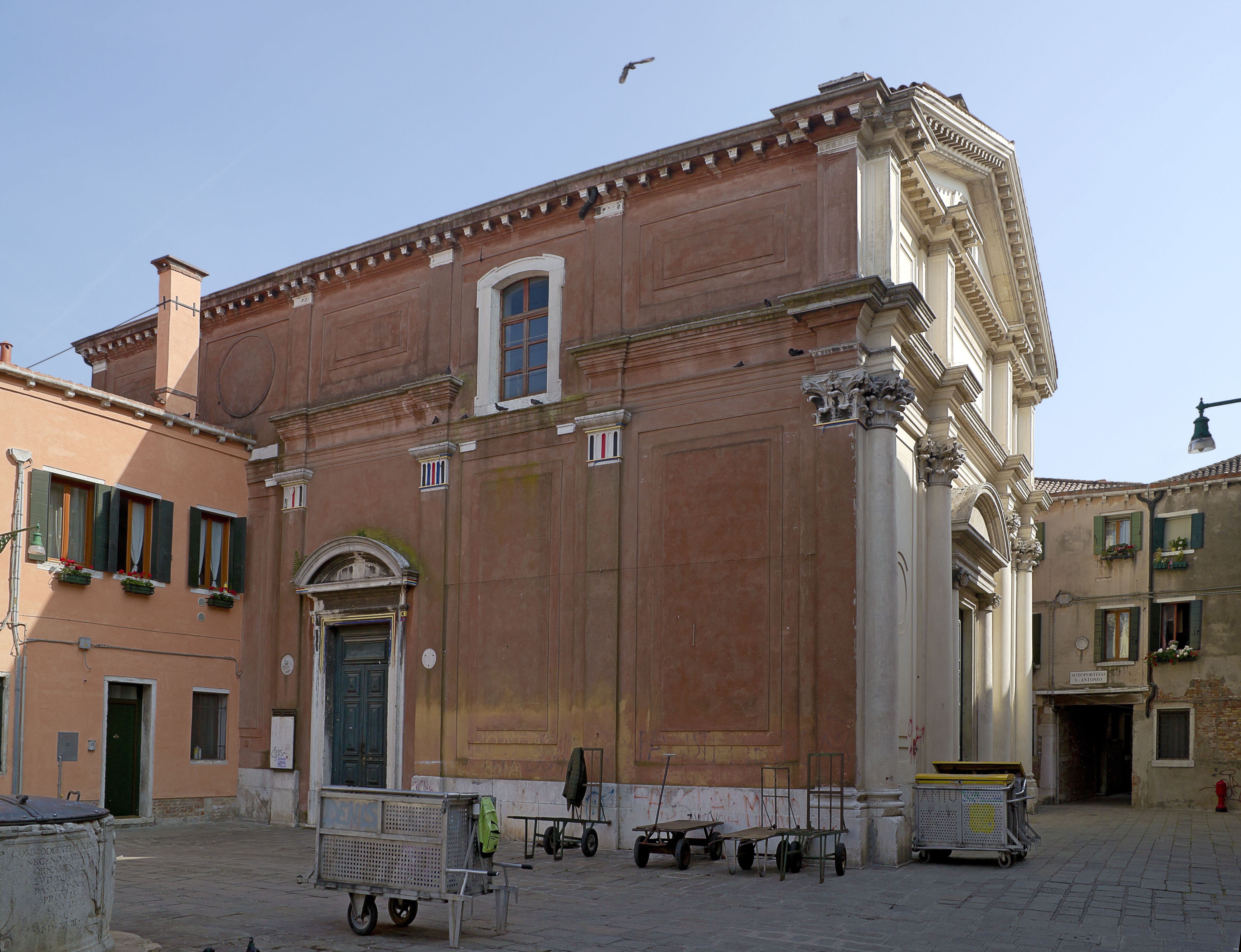
Église de San Léonardo (Chiesa di San Leonardo, 1794)
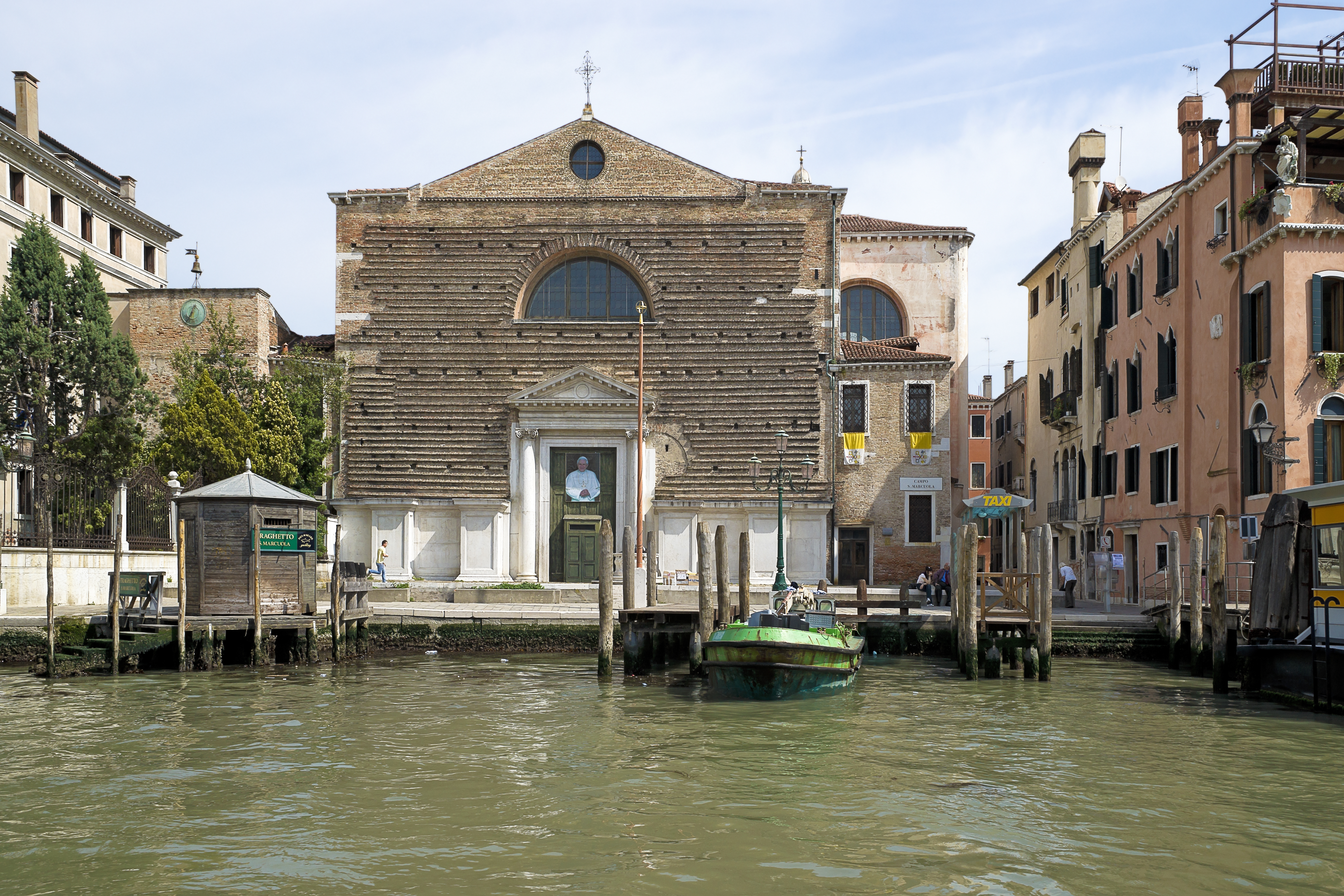
Église Saint-Marcuola (chiesa di San Marcuola, 1728)
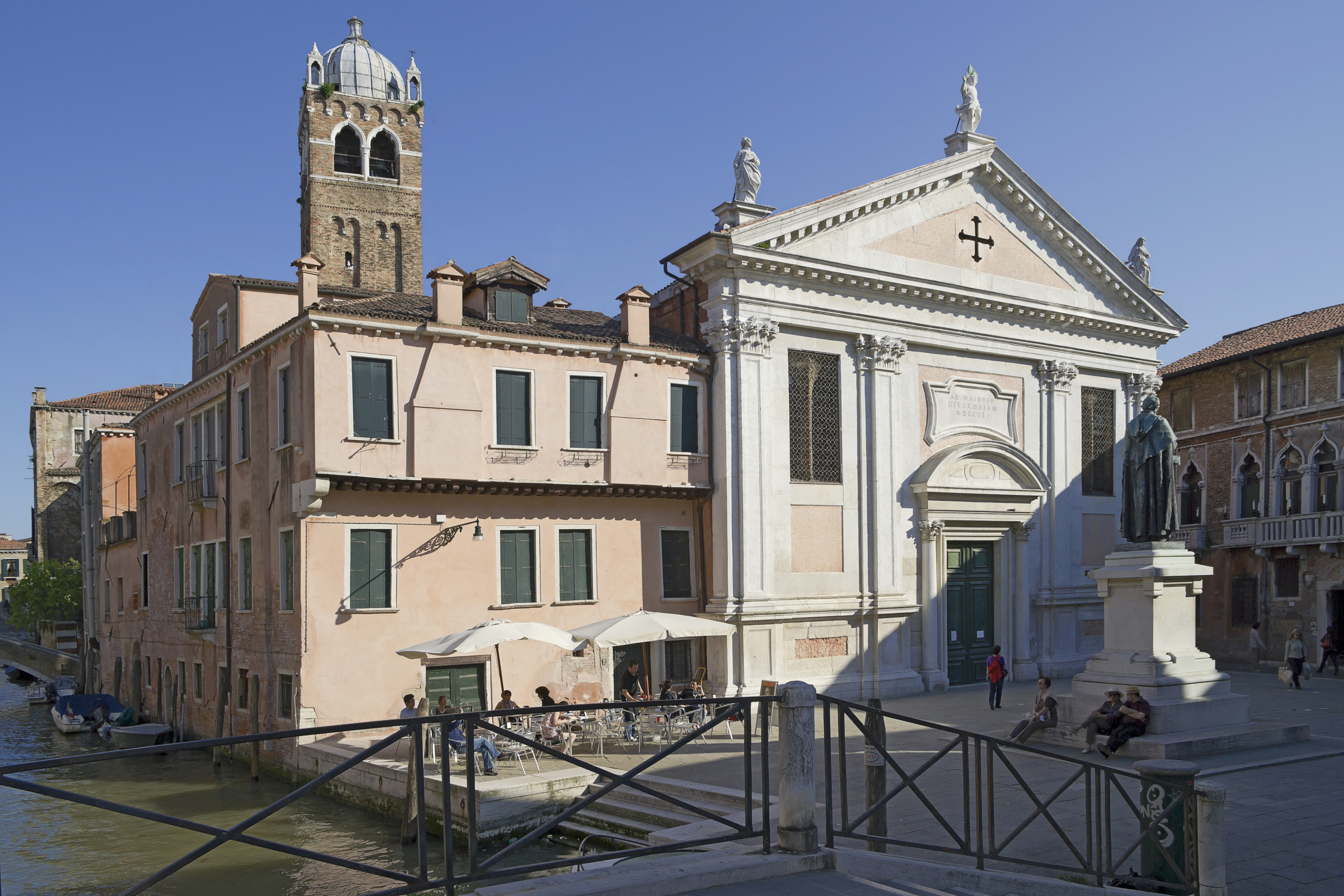
Église Sainte-Foy (chiesa di Santa Fosca, 1050)
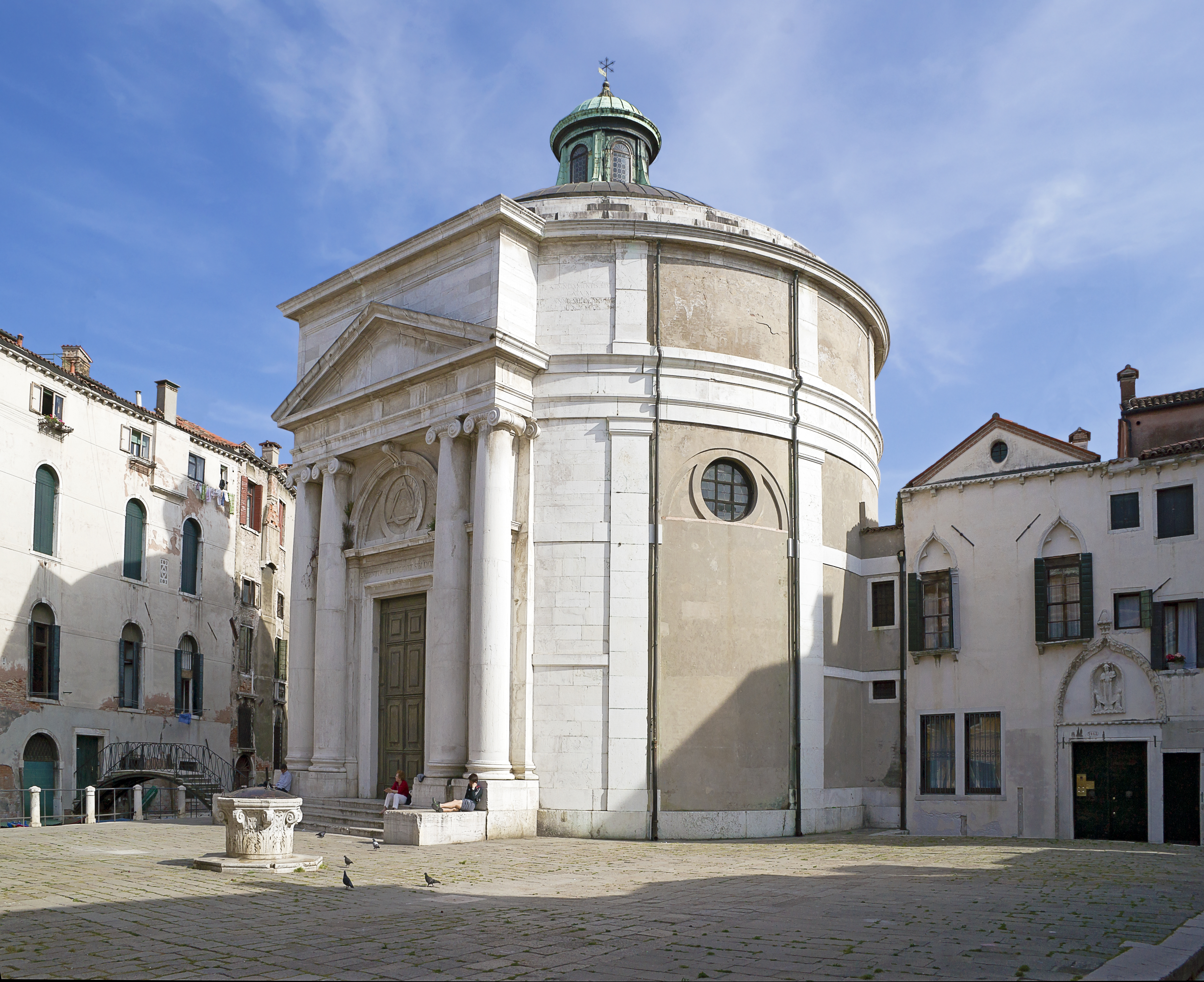
Église de la Madeleine (chiesa di Santa Maria Maddalena, plus souvent nommée La Maddalena, 1450)
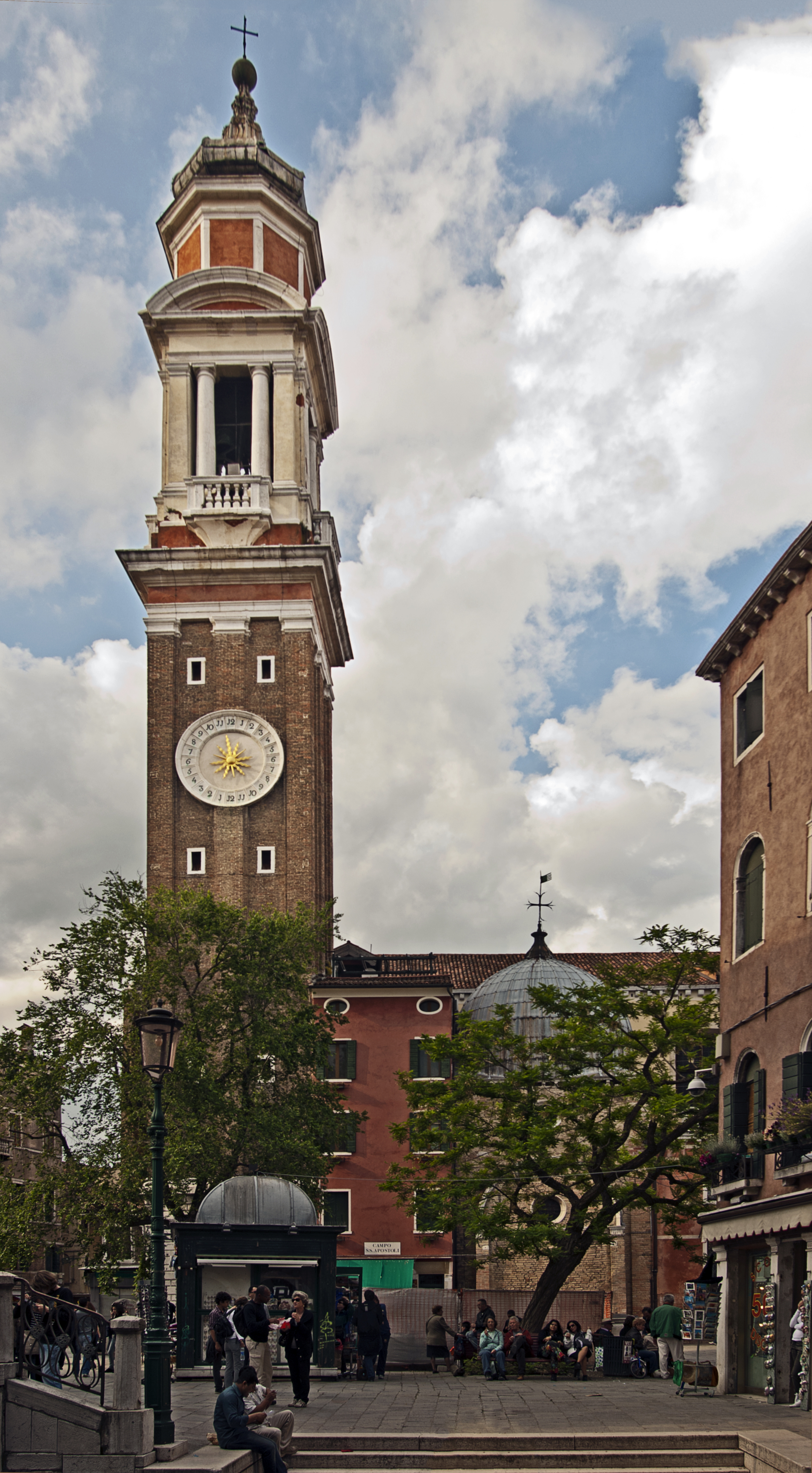
Église des Saints-Apôtres (chiesa dei Santi Apostoli, 1020)
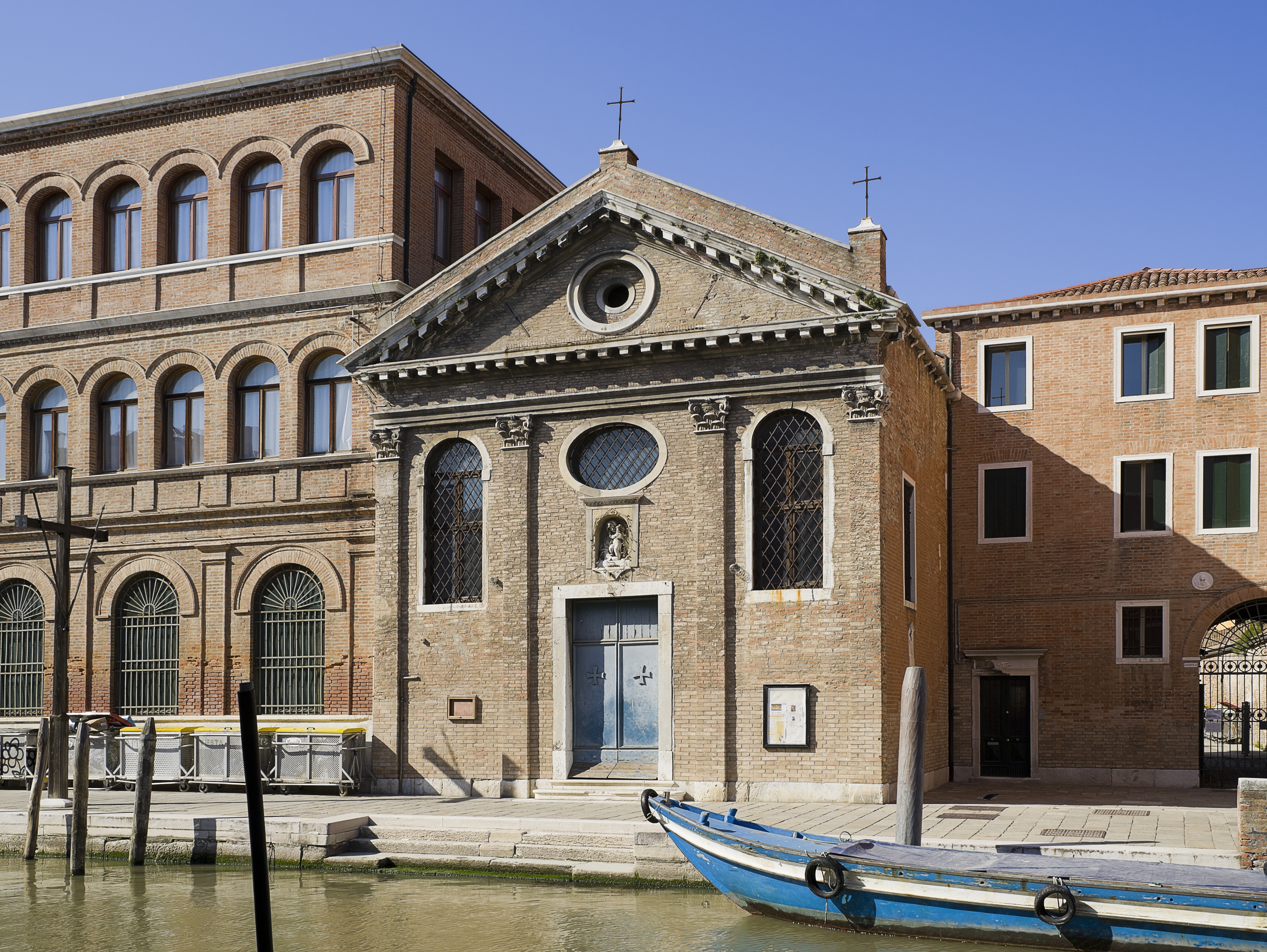
Église des Capucins (chiesa delle Cappuccine, 1623)
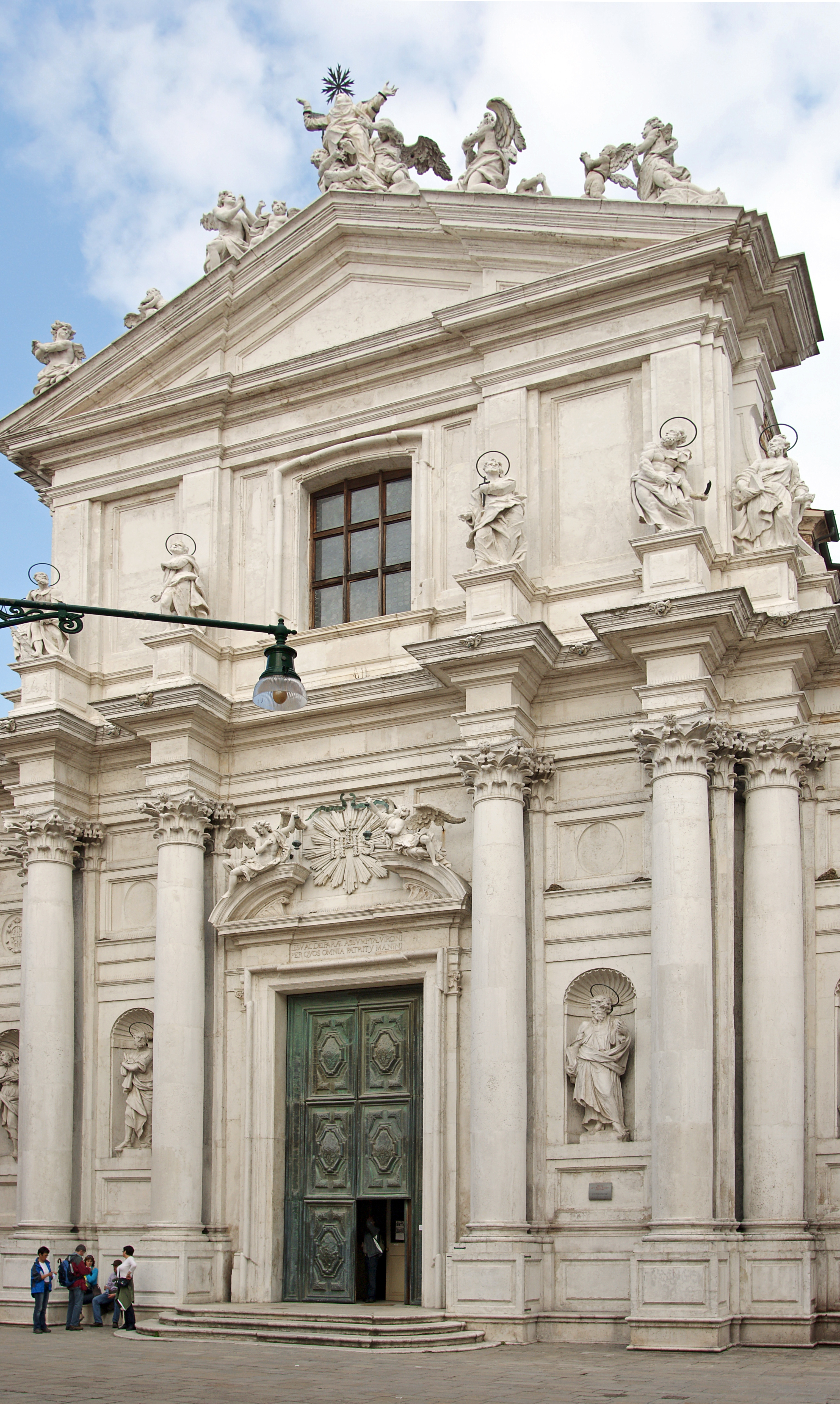
Église de l'Assomption de la Vierge (Chiesa di Santa Maria Assunta, également nommée Chiesa dei Gesuiti car construite par des Jésuites, 1170)
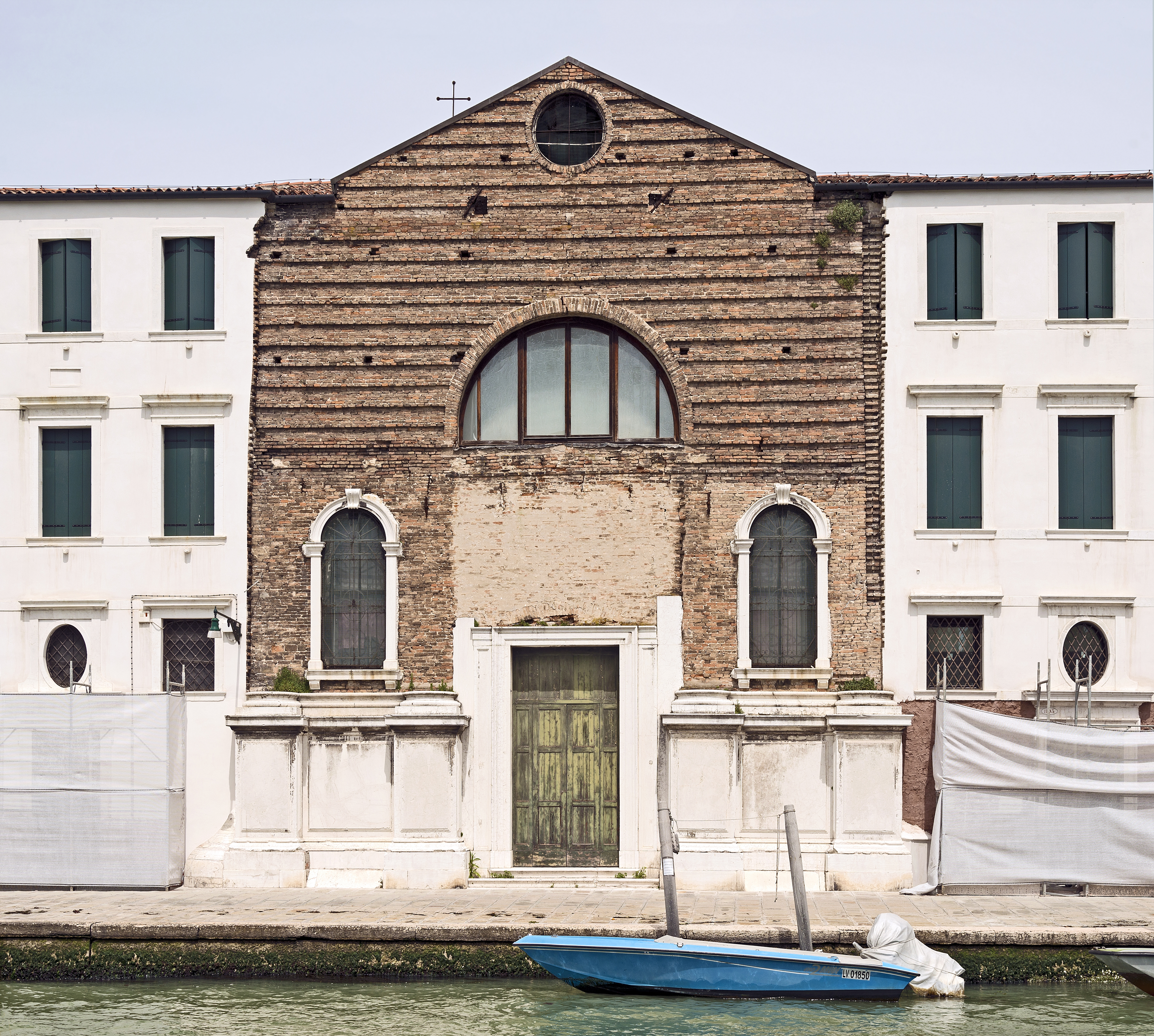
Église Sainte-Marie-des-Pénitents (chiesa di Santa Maria delle Penitenti 1763)
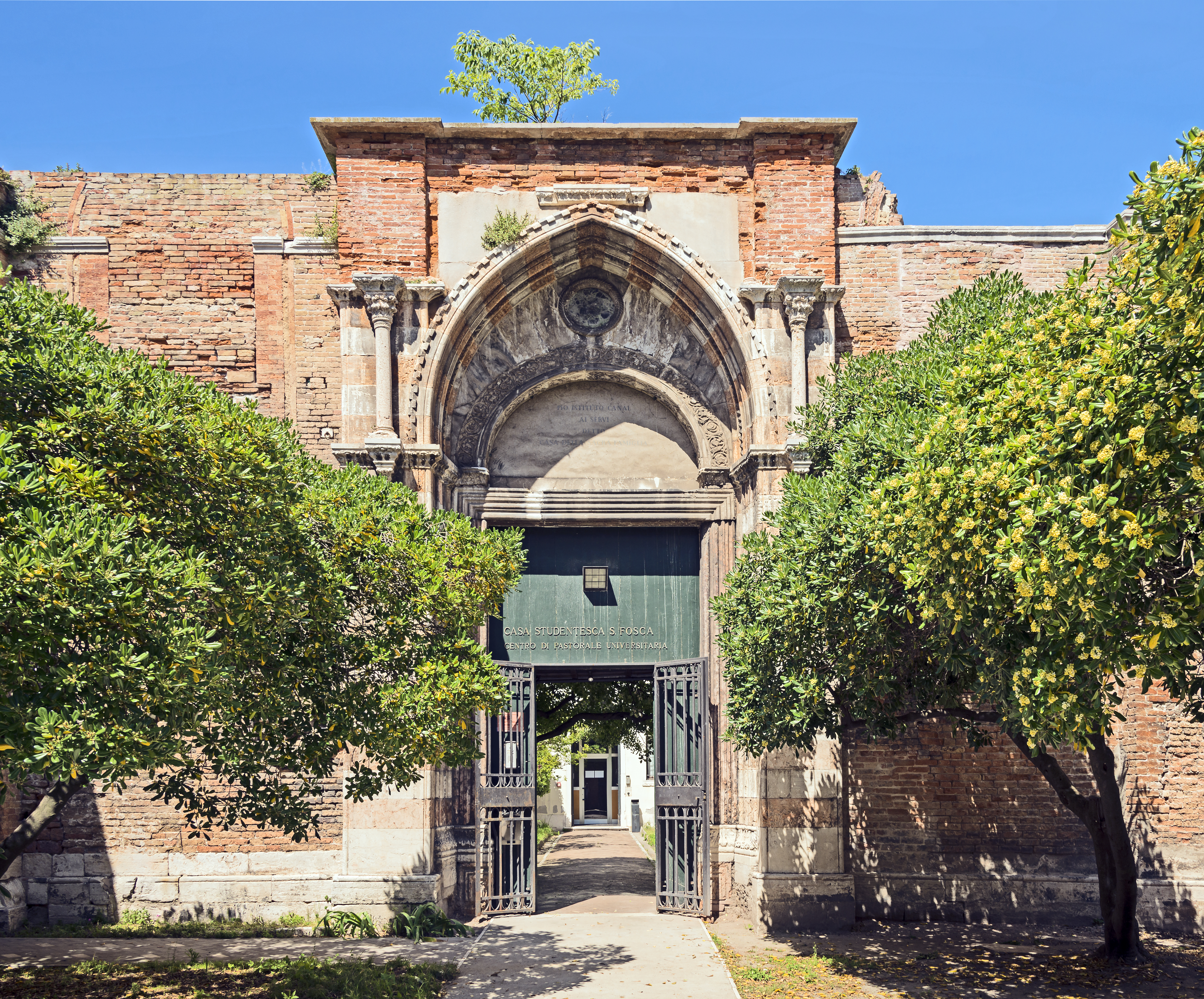
Église Santa Maria dei Servi
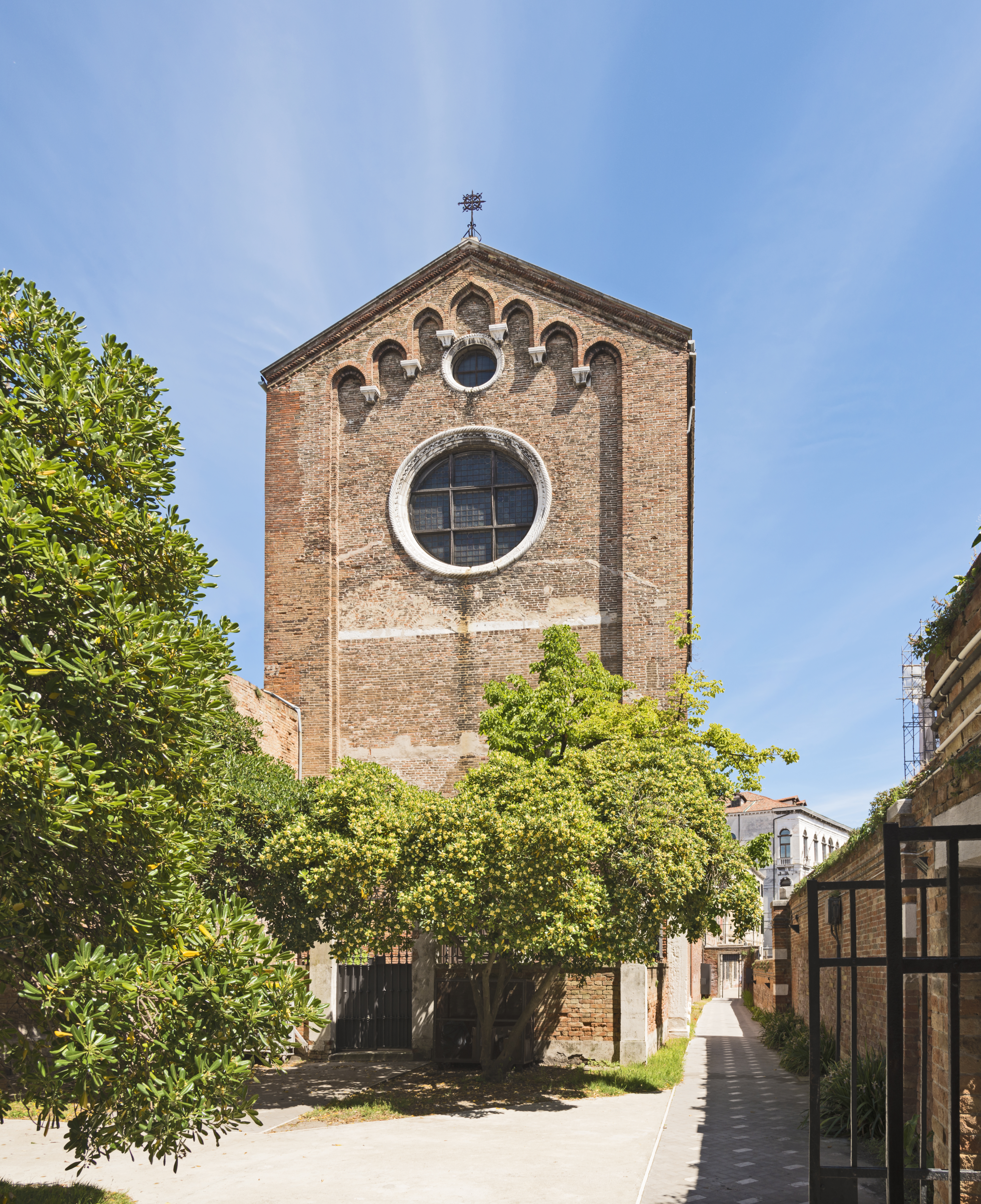
Chapelle du Volto Santo di Gesù Cristo dite Dei Lucchesi
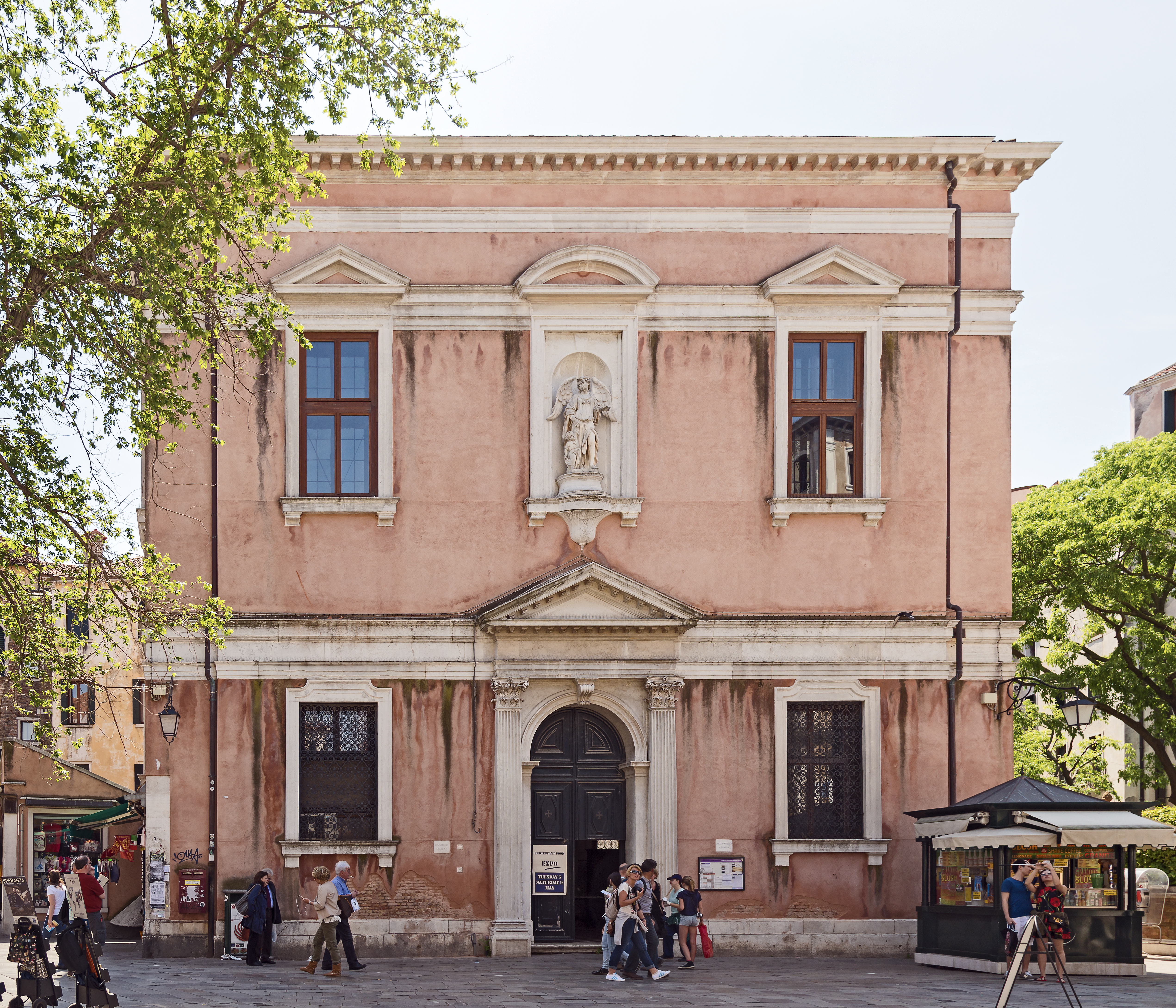
Église luthérienne de Venise, chiesa luterana venezia, 1813.
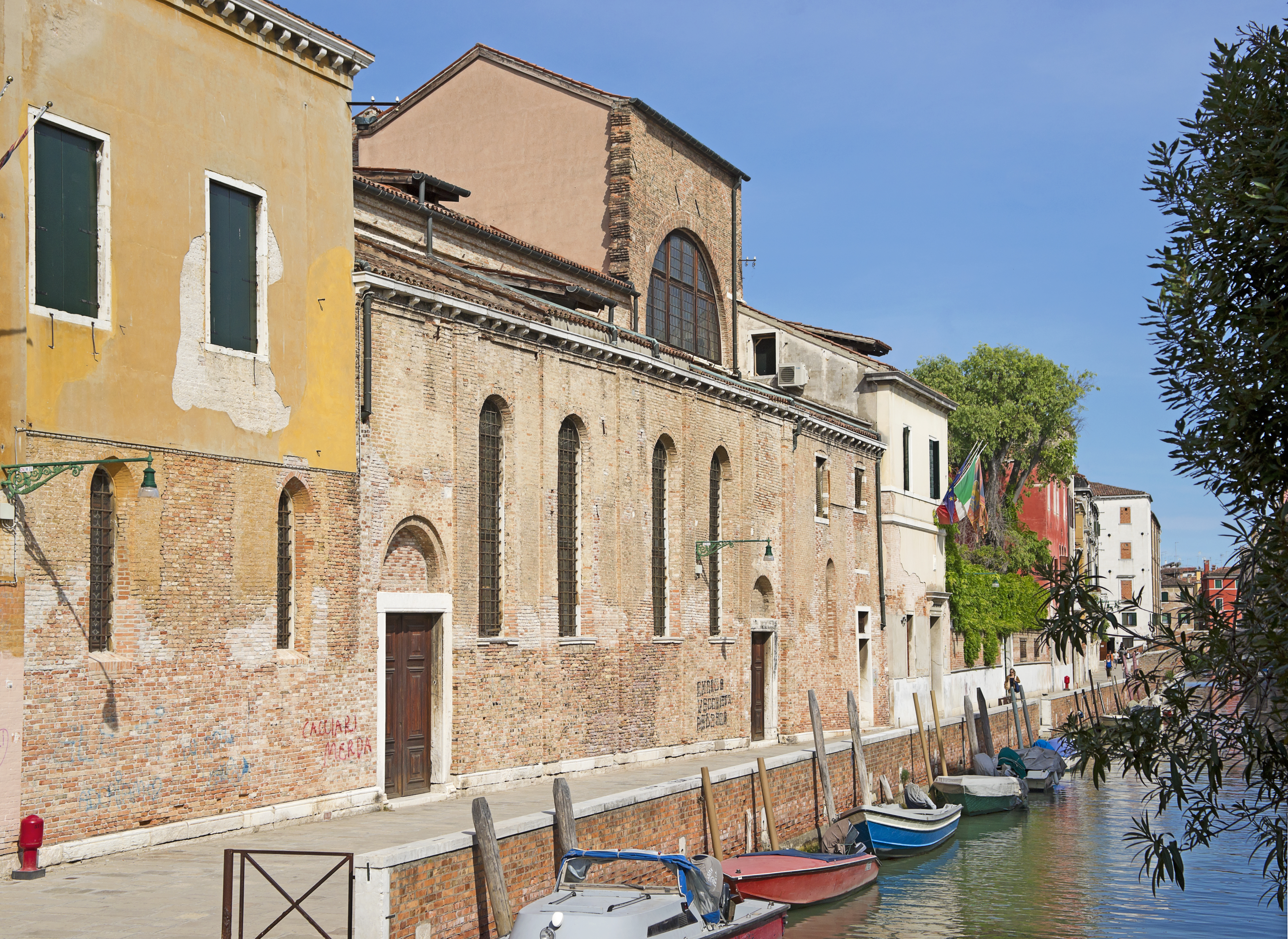
Église Sainte-Catherine (chiesa di Santa Caterina dei Sacchi, 1274, déconsacrée)
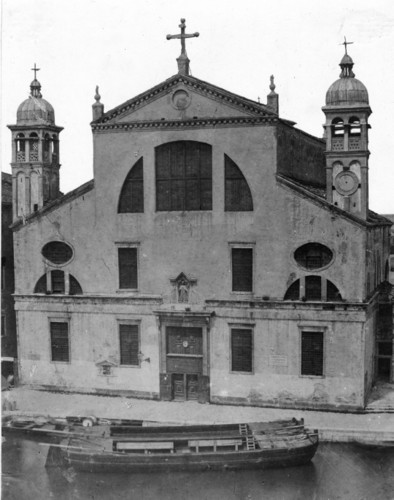
Église Sainte-Lucie (chiesa di Santa Lucia, 1192-1861 détruite)
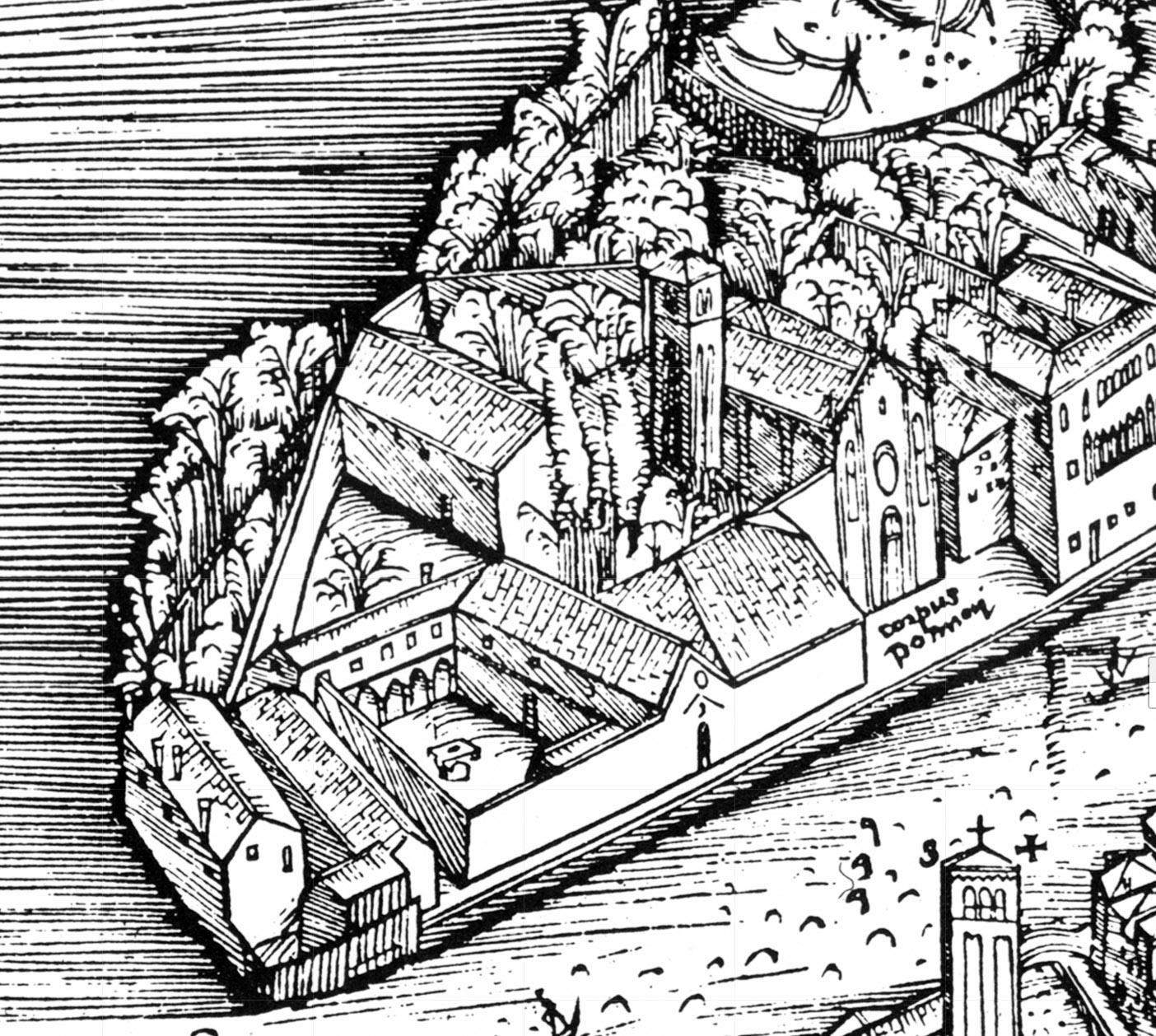
Église du Corpus Domini (chiesa del Corpus Domini, 1393-1810)
Église Saint-Cristophe-de-la-Paix (chiesa di San Cristoforo delle Pace, Île San Michele, détruite)
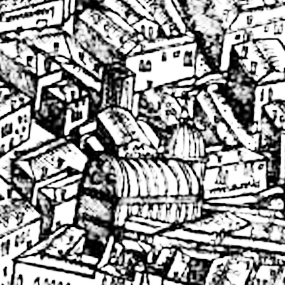
Église Santa Maria Nova (chiesa di Santa Maria Nova, 971-1853 détruite)

#### Murano

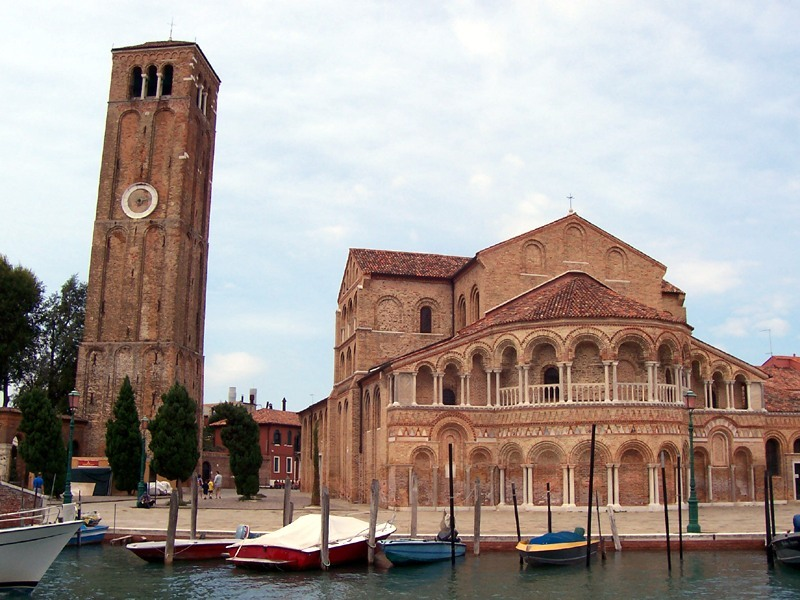
Basilique Sainte-Marie-et-Donatien (basilica dei Santi Maria Assunta, Donato e Cipriano)
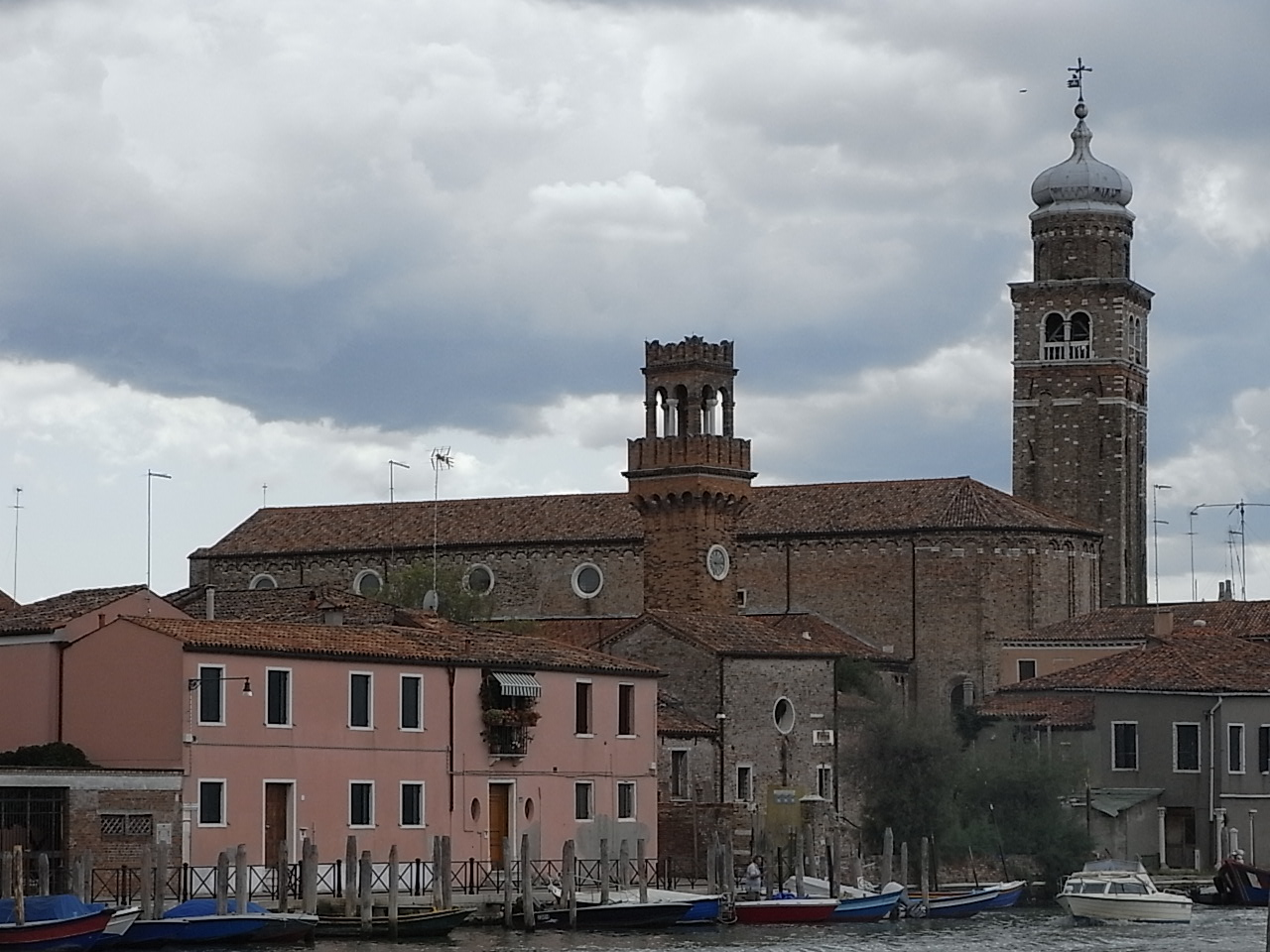
Église Saint-Pierre-Martyr (chiesa di San Pietro Martire)
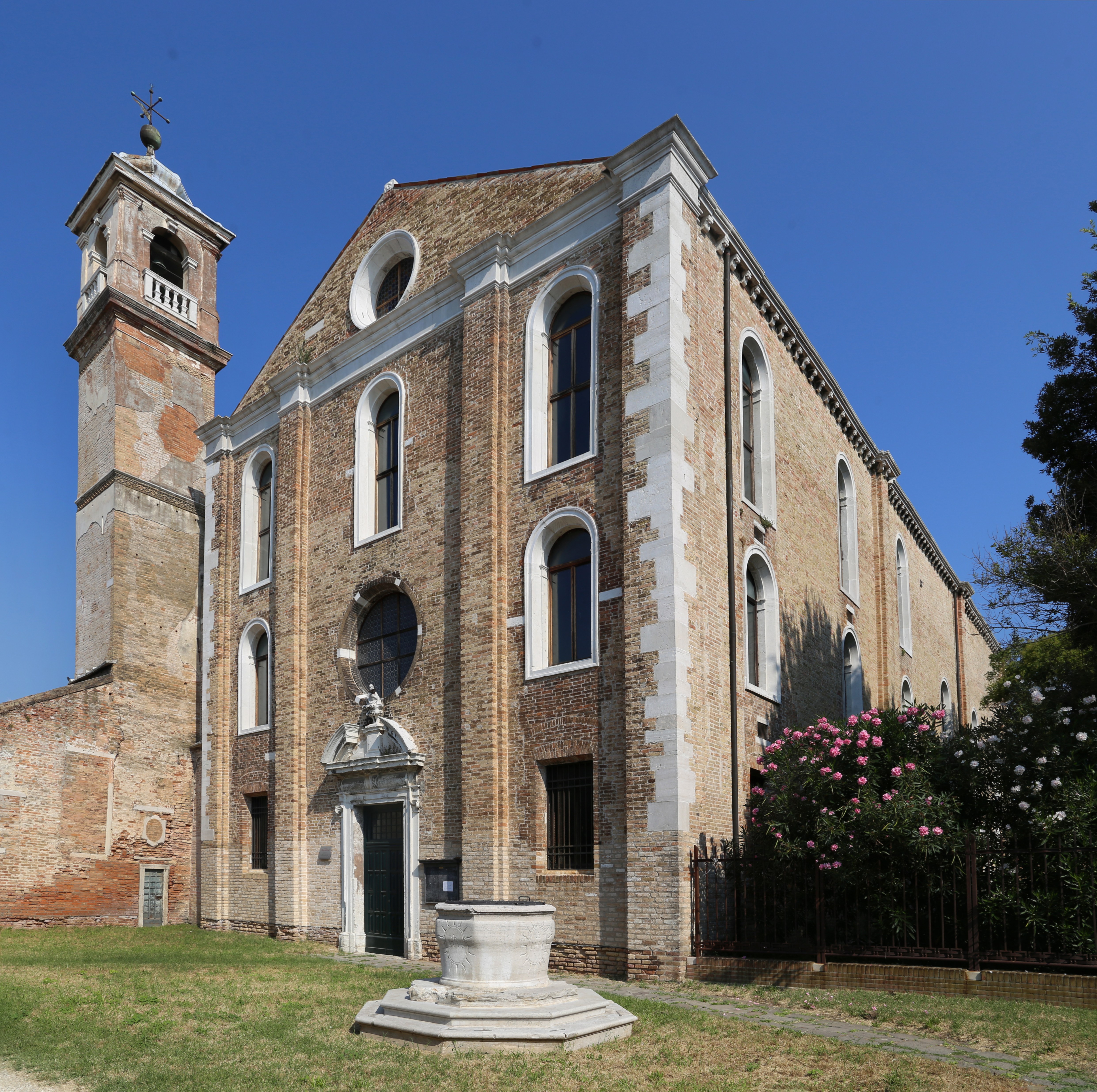
Église Sainte-Marie-des-Anges (chiesa di Santa Maria degli Angeli, XIIe siècle))
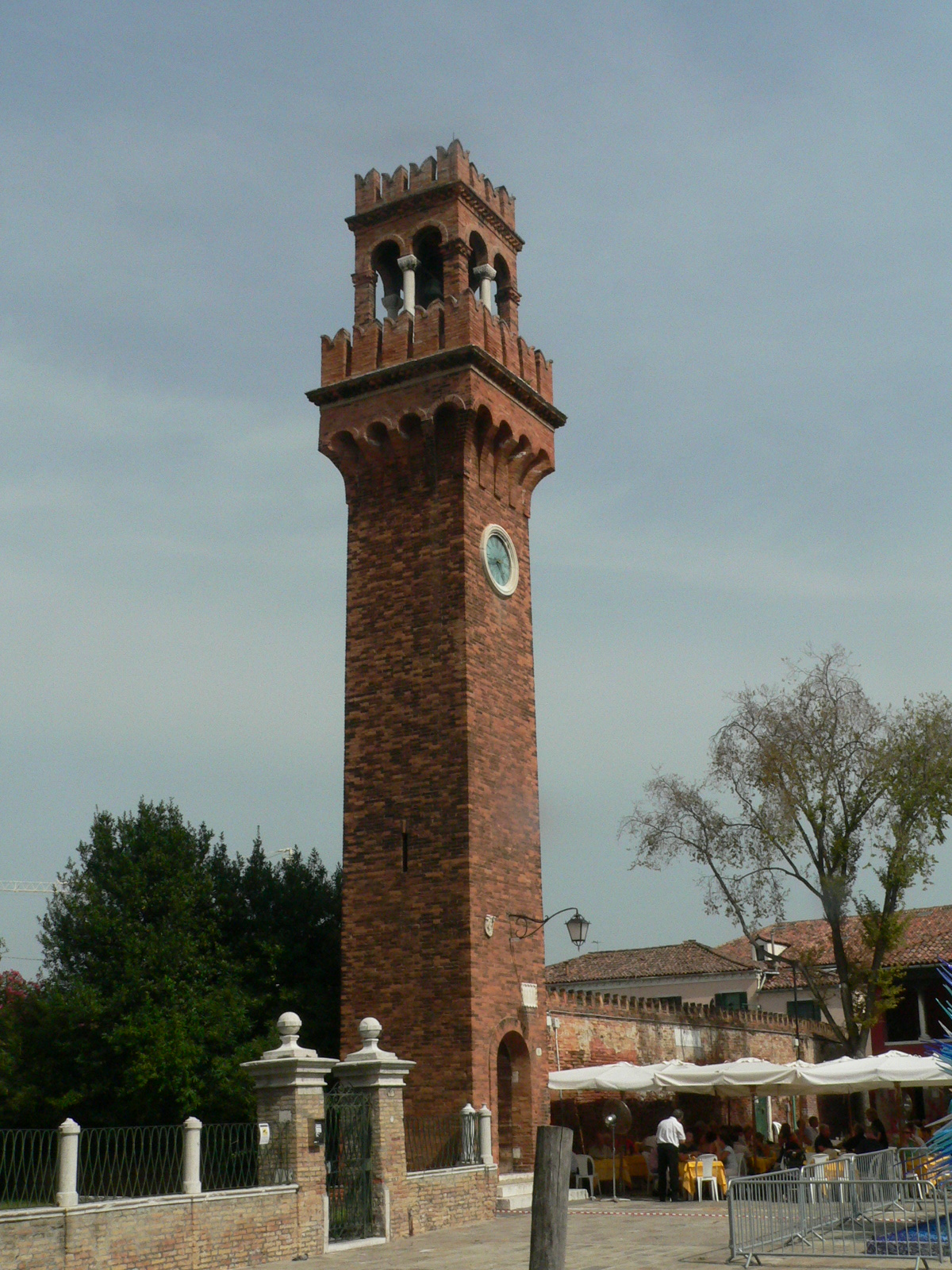
Église Saint-Étienne (chiesa di Santo Stefano, oratoire)
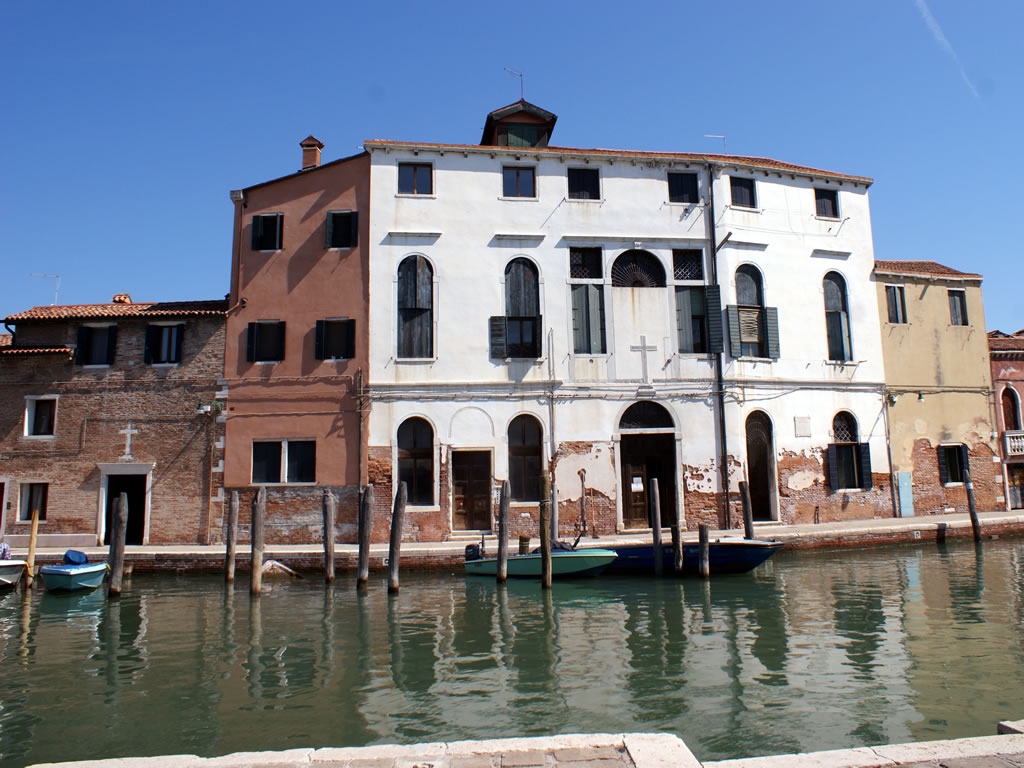
Église Saints Thérèse et Joseph (chiesa di SS. Teresa e Giuseppe, désacralisés)
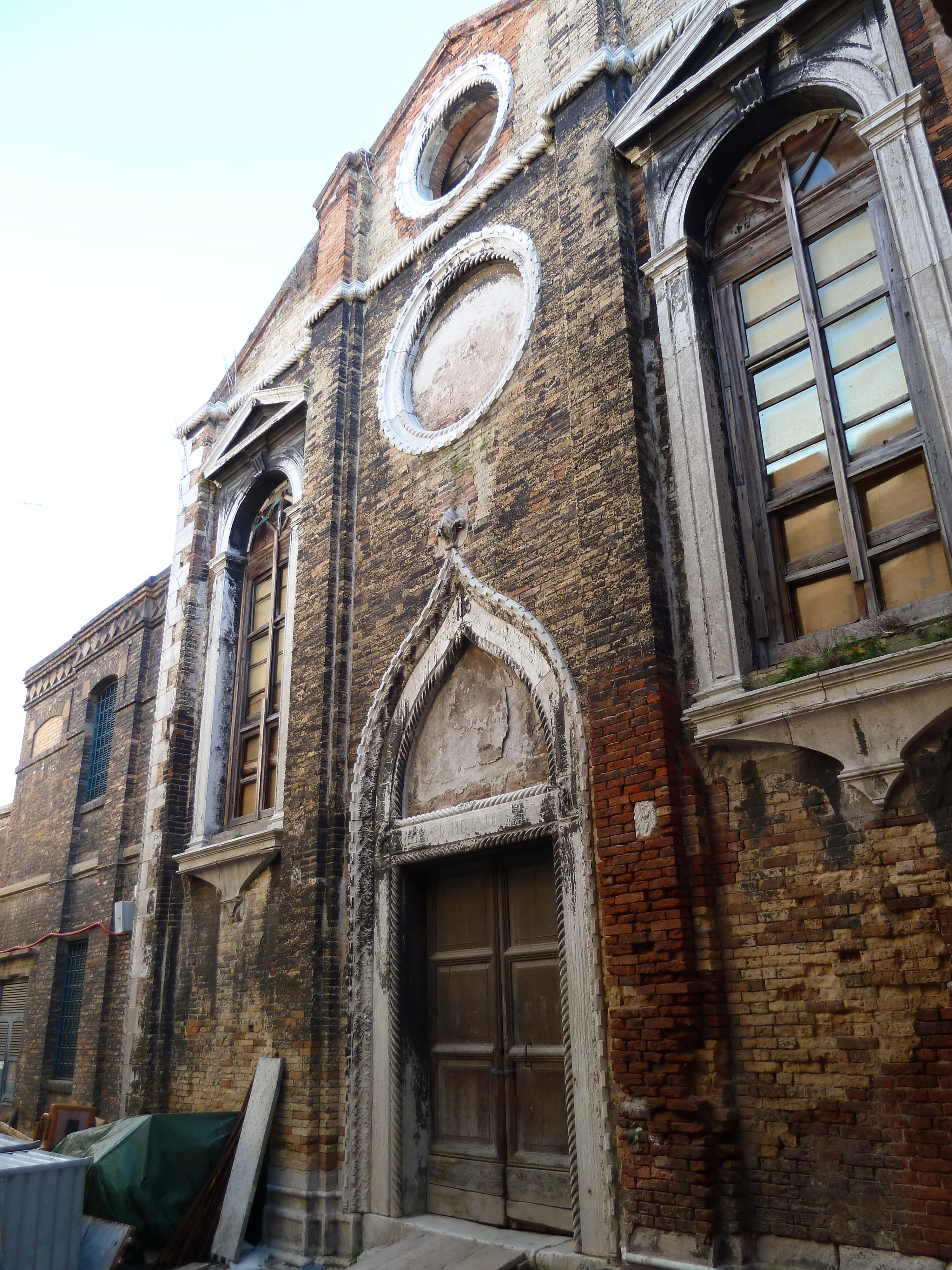
Église Sainte-Claire (chiesa di Santa Chiara ou San Nicolò della Torre, désacralisé)

##### détruites ou désacralisées[3]
- Église Saint-Martin (chiesa di San Martino, détruite)
- Église Saint-Bernard (chiesa di San Bernardo, détruite)
- Église Saint-Sauveur (chiesa di San Salvador, détruite)
- Église Saint-Matthieu (chiesa di San Matteo  ou San Maffio, détruite)
- Église Saint-Matthias (chiesa di San Mattia Apostolo, détruite)
- Église Saints Marc et André (chiesa dei SS. Marco ed Andrea, détruite)
- Église Sainte-Marie de la Conception (chiesa di Santa Maria della Concezione (Dimesse), détruite)
- Église Saint-Jacques-en-Galice (chiesa di San Giacomo in Galizia, détruite)
- Église Saint-Jean-des-Battus (chiesa di San Giovanni dei Battuti, détruite)
- Église Saint-Joseph (chiesa di San Giuseppe, détruite)
- Église Saint-Cyprien (chiesa di San Cipriano, détruite)
- Église Sainte-Trinité (chiesa Santissima Trinità, détruite)

#### Burano
- Église Saint-Martin (chiesa di San Martino Vescovo)
- Église des Capucins (chiesa S.M. delle Grazie ou Le Capuccine, désacralisée)
- Oratorio San Barnaba (oratorio di San Barnaba, 1800)
- Église San Mauro (chiesa e monastero di San Mauro ou Moro, détruits)
- Église des Saints Cyprien et Cornélien (chiesa e monasterio dei SS.Cipriano e Cornelio, détruits)
- Église Saint-Vith (chiesa e monasterio di San Vito, détruite)

#### Torcello

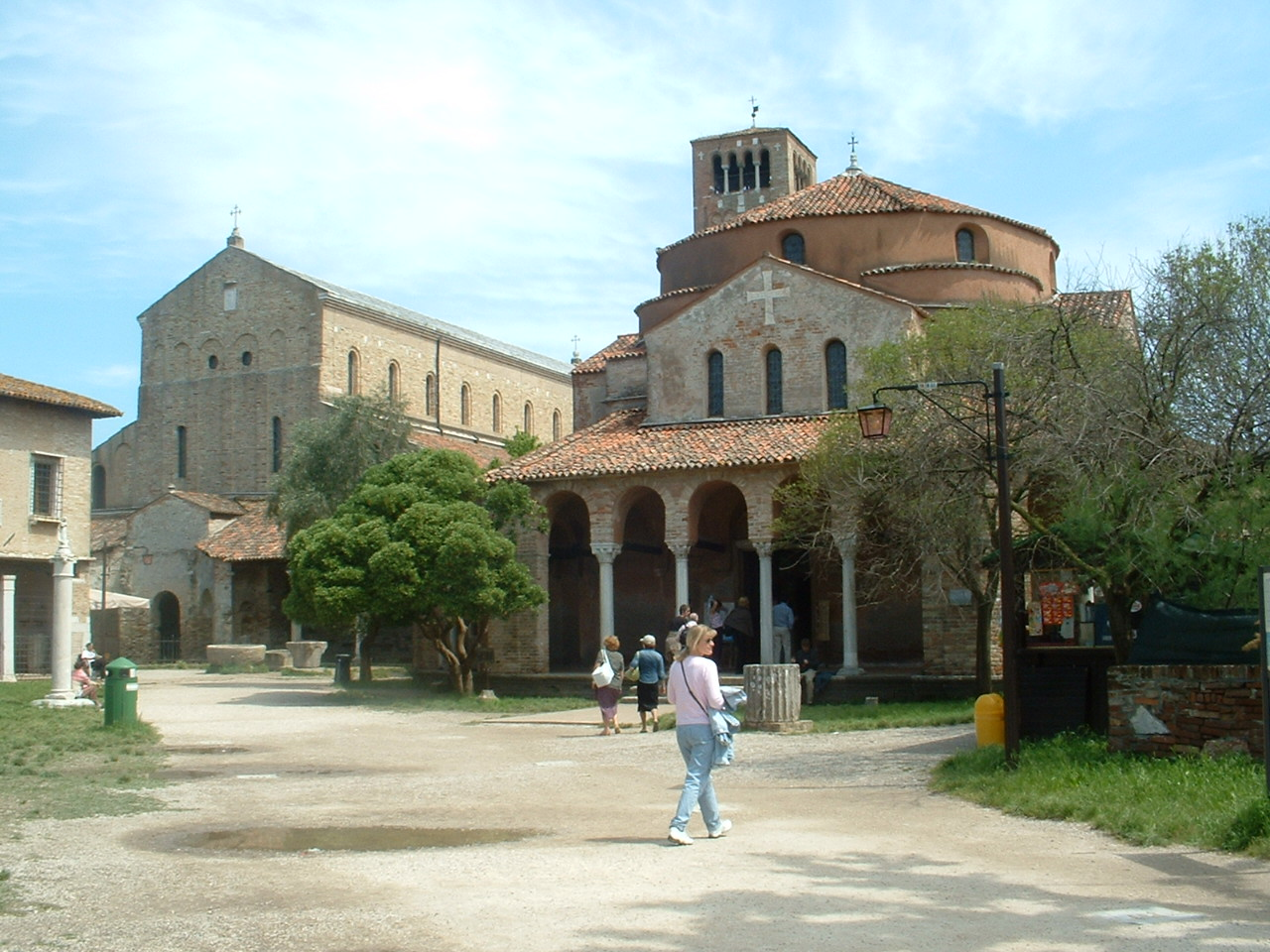
Cathédrale Santa Maria Assunta et église Santa Fosca, Torcello.

- Église Saint-André l'Apôtre (chiesa di Sant'Andrea Apostolo, détruite)
- Église Saint-Ange de Zampenigo (chiesa di Sant'Angelo di Zampenigo, détruite)
- Église Saint-Antoine (chiesa di Sant'Antonio Abate, détruite)
- Église Saint-Jean-Baptiste (battistero di San Giovanni Battisa, détruit)
- Église Saint-Jean-Évangéliste (chiesa di San Giovanni Evangelista, oratoire)(dépend de Burano)
- Église Saint-Marc (sacello di San Marco Evangelista, détruite)
- Église Saint-Thomas des Bourguignons (chiesa di San Tommaso dei Borgognoni, détruite)
- Église Sainte-Fosca (sacello di Santa Fosca)
- Église Sainte-Margherite (chiesa di Santa Margherita, détruite)
- Cathédrale Sainte-Marie-de-l'Assomption (cattedrale di Santa Maria Assunta, 639)(dépend de Burano)
- Hospice Saint-Pierre de Casacalba (ospizio di San Pietro di Casacalba)
- Église Sainte-Sophie (chiesa di Santa Sofia)

#### Mazzorbo

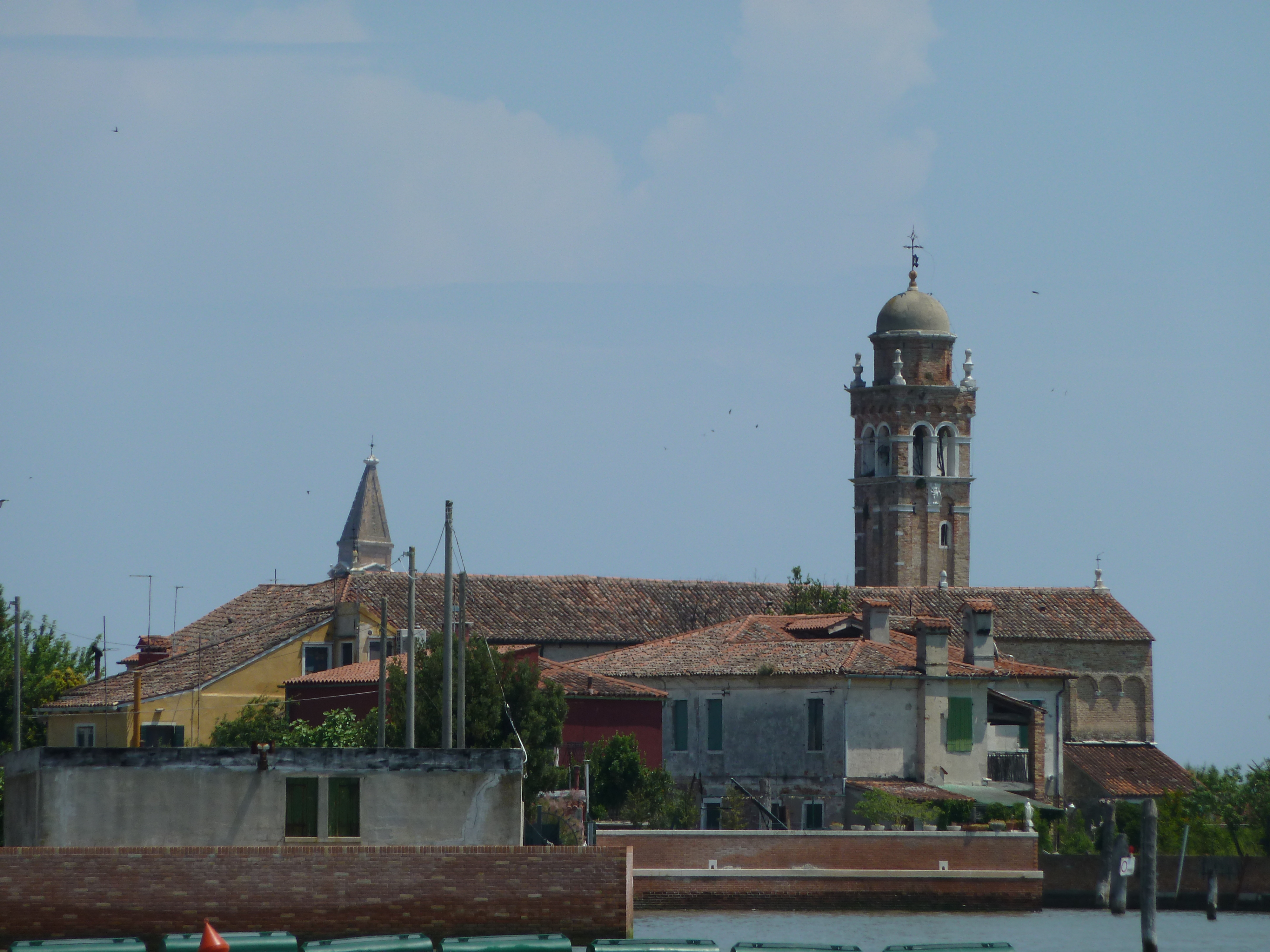
Église Sainte-Catherine à Mazzorbo

- Église Sainte-Catherine (chiesa di Santi Pietro Apostolo e Santa Caterina Vergine Martire, 1298)
- Église Sainte-Marie-de-Valverde (monastero di Santa Maria Valverde, détruite)
- Église Saint Michel Archange (chiesa di San Michele Arcangelo ou Sant'Angelo, détruite)
- Église Saint-Pierre (chiesa di San Pietro, détruite)
- Église Sainte-Euphémie (monastero di Santa Eufemia e Compagne Martiri, détruite)
- Église Saint-Maffia (monastero di San Maffia, détruite)
- Église Sainte-Marie-des-Grâces (monastero di Santa Maria delle Grazie, détruite)
- Église Saint-Bartholomée (chiesa di San Bartolomeo, détruite)
- Église Saint-Étienne (chiesa di Santo Stefano, détruite)
- Église Saints-Côme-et-Damien (chiesa di Santi Cosma e Damiano, détruite)

#### Autres îlots

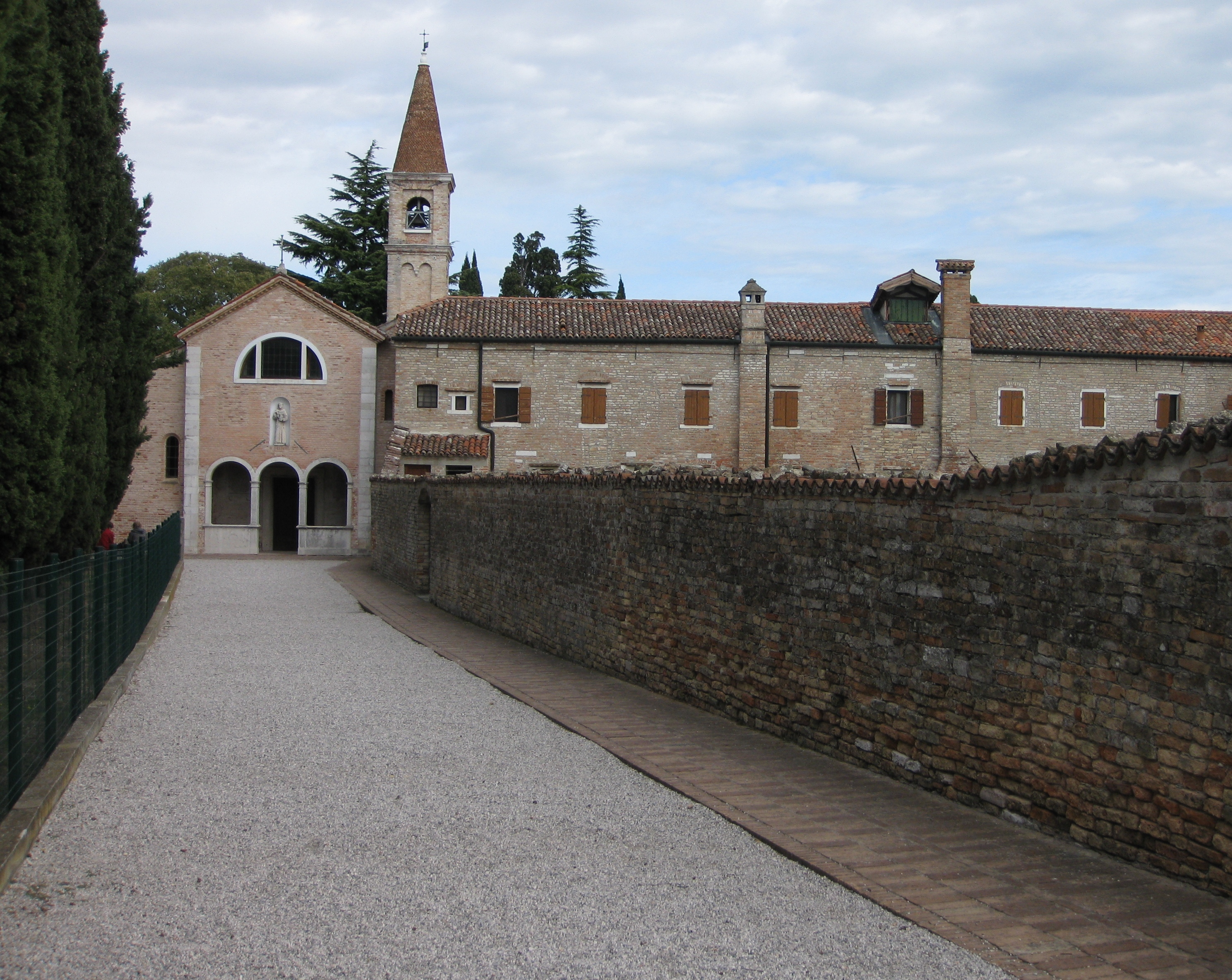
Monastère de Saint-François-du-Désert

- dependant de l'Église San Martino (Burano)
  - Église des Cappucins (chiese dei Capuccine et monasterio di Santa Maria delle Grazie sur l' île Santa Maria della Grazia, déconsacrés)
  - Monastère de Saint-François-du-Désert (monastero di San Francesco del Deserto, Île de San Francesco del Deserto)
- Église San Secondo ed Erasmo in Isola (chiesa si San Secondo ed Erasmo, île de San Secondo, 1034-1806)
- couvent San Giorgio de île de San Giorgio in Alga
- Sant'Andrea à  l'île de la Certosa
- couvent de l' île de San Giacomo in Paludo près de Mazzorbo

### Vicariat du Lido

#### Lido

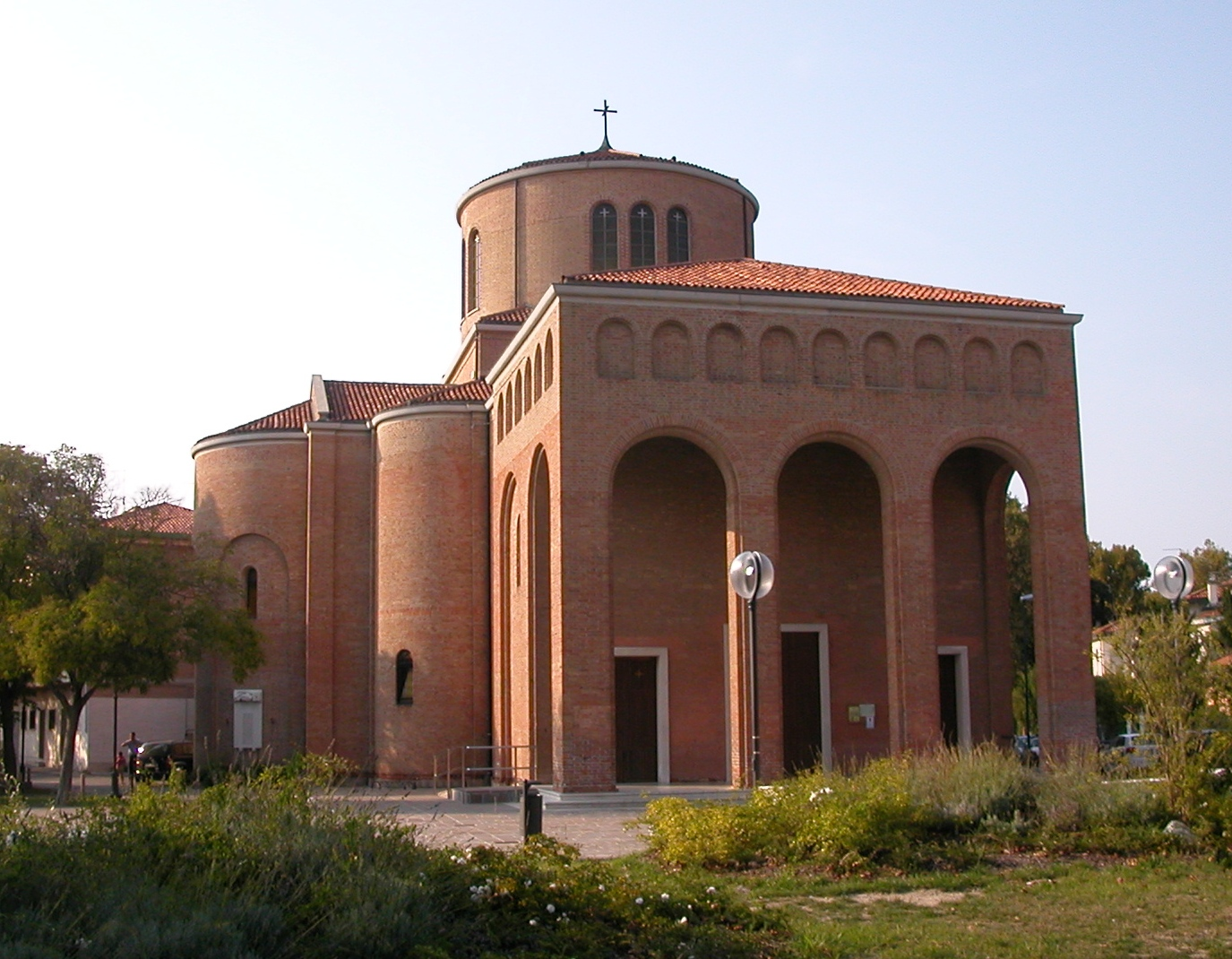
Église Saint-Antoine (chiesa di Sant'Antonio di Padova, 1346)
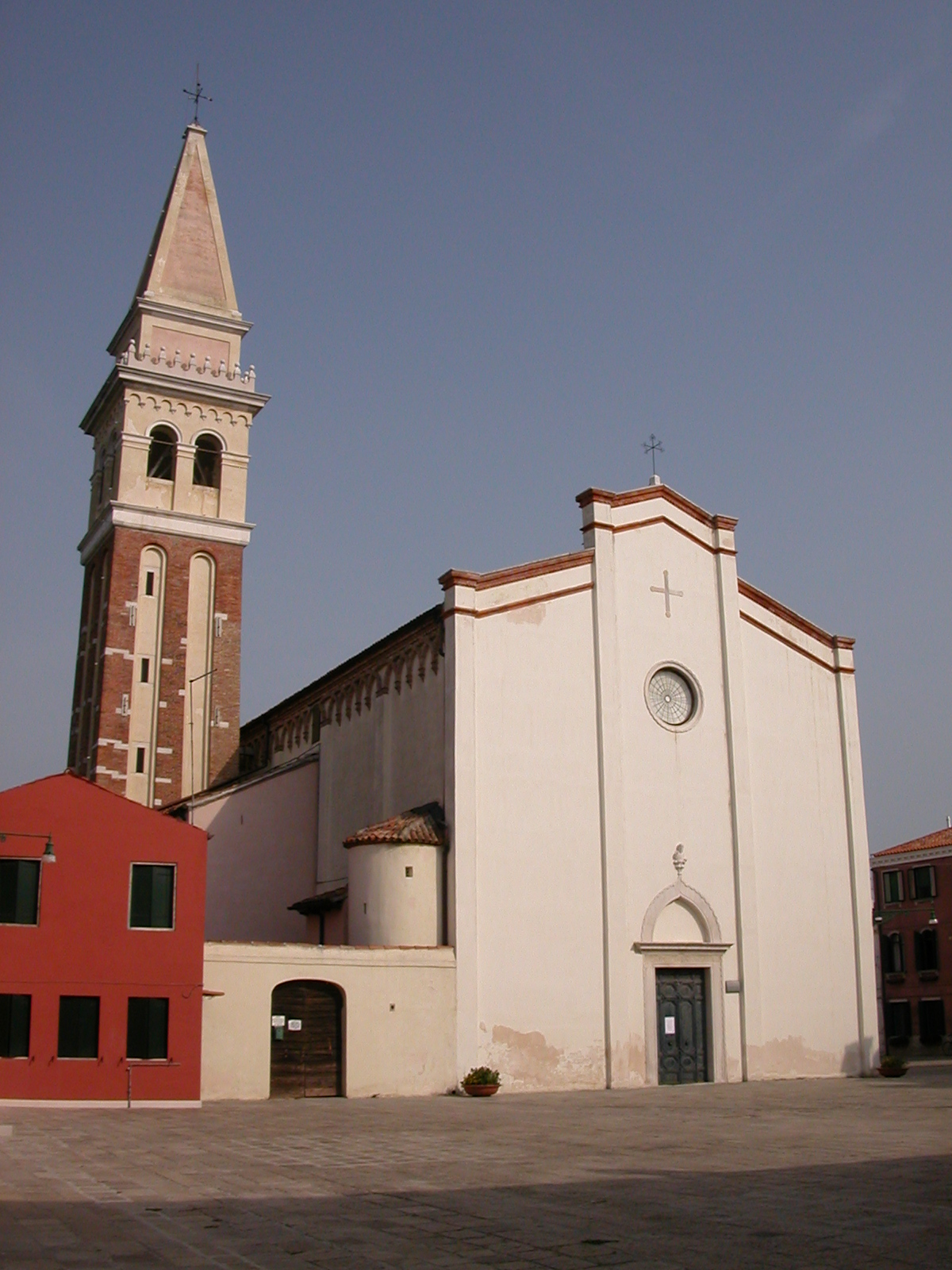
Église Sainte-Marie-de-l'Assomption (chiesa di Santa Maria Assunta (Malamocco), IXe siècle)
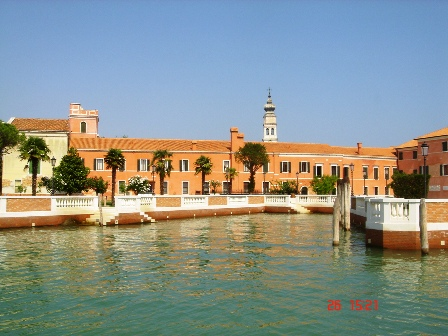
Monastère de Saint-Lazare-des-Arméniens (monastero di San Lazzaro degli Armeni, Île de San Lazzaro degli Armeni, catholique arménien)
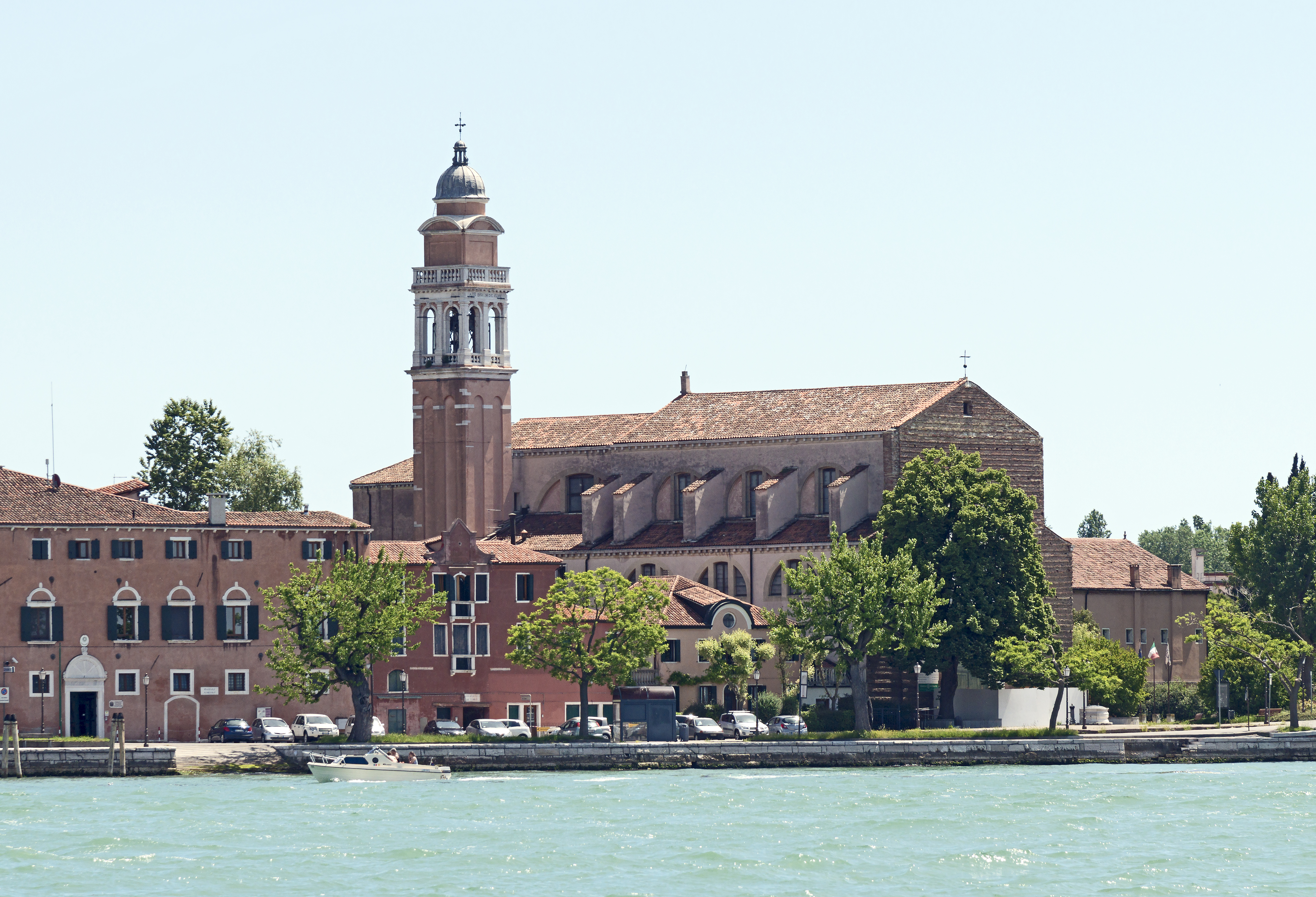
Église Saint-Nicolas-du-Lido (chiesa di San Nicolò al Lido ou Nicola Vescovo)
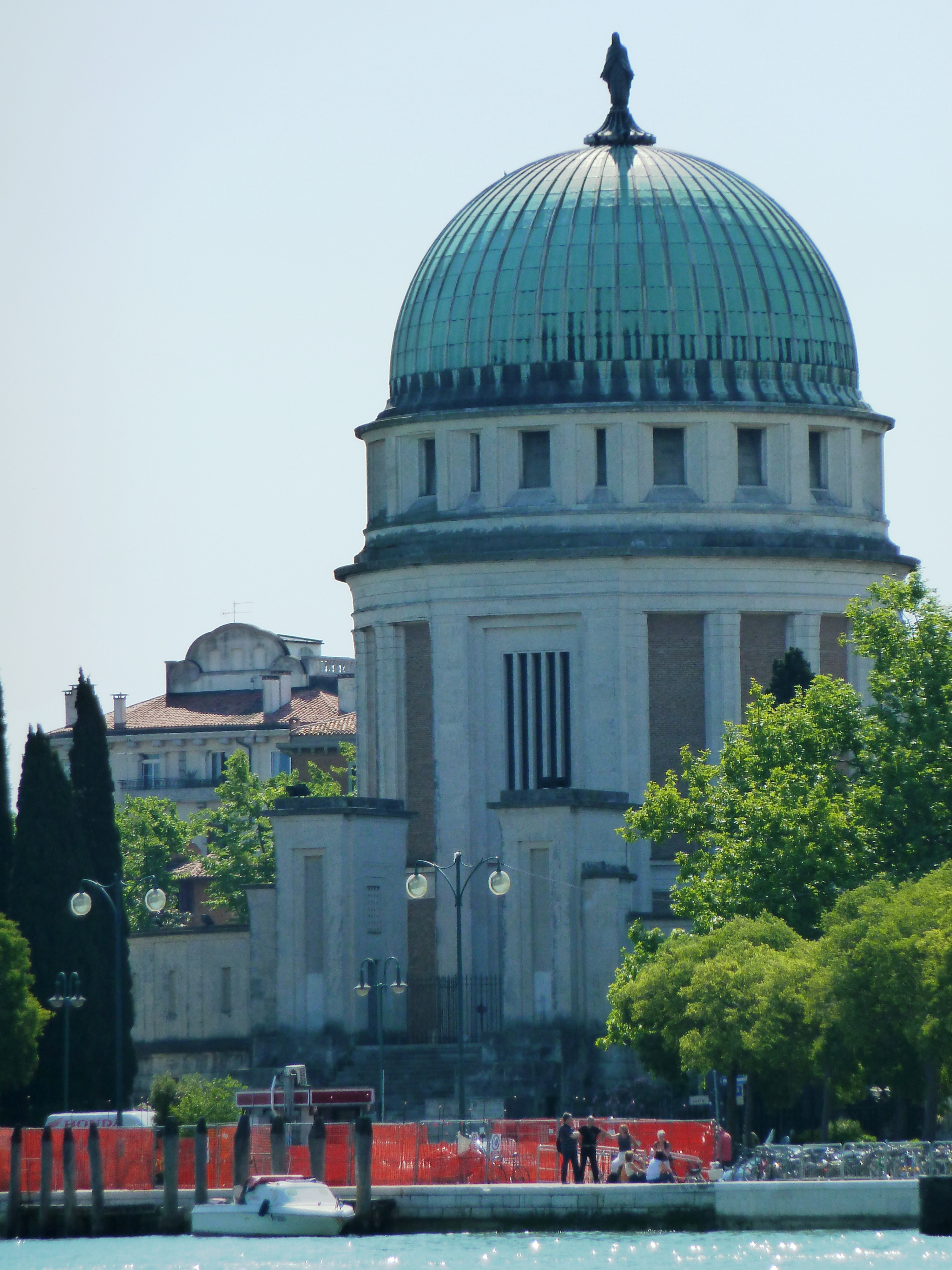
Église Sainte-Marie-de-la-Victoire (Santa Maria della Vittoria))

- Église Saint André de la Chartreuse (Chiesa di Sant'Andrea della Certosa), détruite
- Église Sainte-Marie-du-Salut (chiesa di Santa Maria della Salute (Alberoni))
- Église Saint-Ignace de Loyola (chiesa di Sant'Ignazio di Loyola)
- Église Sainte-Marie-Élisabeth (chiesa di Santa Maria Elisabetta ou Visitazione della Beata Vergine Maria)

#### Pellestrina
- Église Ognissanti (chiesa di Ognissanti)